# 国鉄165系電車
国鉄165系電車（こくてつ165けいでんしゃ）は、日本国有鉄道（国鉄）が設計・製造した直流急行形電車である。
国鉄分割民営化後は、東日本旅客鉄道（JR東日本）・東海旅客鉄道（JR東海）・西日本旅客鉄道（JR西日本）にそれぞれ承継された。
本項では、平坦線出力増強用として製造された163系・修学旅行用として製造された167系・信越本線横川 - 軽井沢間（碓氷峠）でEF63との協調運転対応用として製造された169系についても解説する。

## 概要
| 電動機出力 | 抑速ブレーキ | 直流急行形 | 交直流急行形       |
| 100 kW     |              | 153系      | 451系・471系       |
| 120 kW     |              | 163系      | 453系・473系       |
| 120 kW     | ○            | 165系      | 455系・475系 457系 |

153系電車を基本に出力増強・勾配線区対応を行った直流急行形電車として、1963年（昭和38年）から1970年（昭和45年）にかけて701両が製造された。
当初は暖地向け平坦線出力増強形として163系の製造も計画されていたが、系列集約を推進する見地から本格的な増備は見送られたため、標準形として165系が多くの路線で運用された。
1980年代より全国的に急行列車が減少し、1990年代後半には直流形電車を用いた急行列車が消滅したため、国鉄末期から余剰車両の活用を目的に一部車両にジョイフルトレイン化改造が施工されたほか、新潟・長野・松本・甲府地区・飯田線豊橋口・関西本線名古屋口・和歌山地区などでは、普通列車運用に充当され、夏期の冷房化率向上に貢献した。しかし、老朽化、陳腐化に加え、デッキ付き2扉という乗降時間を要す構造から、普通列車では遅延の原因となるなど使い勝手が悪く、より収容力が大きく、客扱い時間の短い近郊形・通勤形に置換えられた。

### 登場の経緯
国鉄初の直流急行形電車となる153系は、1958年（昭和33年）に準急「東海」での運用開始以降、東海道本線準急・急行列車の主力車両として運用されていた。153系は主電動機に出力100 kWのMT46形が搭載されていたが、電化区間の拡大とともに25 ‰勾配線区でMT比1:1の編成では出力不足に起因する過熱が課題となった。
- 例として153系6M6T編成では、山陽本線瀬野 - 八本松間（セノハチ）では補助機関車の連結が必要とされた。

1960年代前半、信越本線長岡 - 新潟間・高崎 - 長野間・中央東線電化により首都圏から直通する長距離連続電化区間が完成し、電車急行列車を運転することが計画された。準急「ゆきぐに」に旧性能の80系電車と153系電車を投入し、また、両系列の併結運転も実施されたが、しかしいずれも連続急勾配が介在し、寒冷・多雪な気候条件の路線であり、153系ではこれらの路線には出力や耐寒・耐雪能力不足で不適であった。
1960（昭和35）年度には出力120 kWのMT909形主電動機が試作され、101系での試験を経て1962年（昭和37年）に量産型のMT54形が完成した。また、主制御器も451系・471系で採用された「ノッチ戻し」が可能なCS15形を基本に、157系で実用化された抑速ブレーキを組み合わせたCS15A形が開発された。これらの主電動機・主制御器を搭載し、勾配・寒冷路線での運用に対応した直流急行形電車として1963年（昭和38年）から運用を開始したのが165系である。

## 構造
ここでは基幹系列となる165系の構造を基本に解説を行う。163・167・169の関連系列での差異は各系列の項目を参照のこと。

### 車体
153系を基本としており、前面形状も継承された。前頭部はクハ153形500番台と同じ高運転台構造であるが、幌枠は451系や111系と同様に車体から突き出た構造となった。車幅は最大2,900 mmで、車体の下半分から下に向かって裾絞り構造とした。
側窓は2等車（普通車）が上段下降・下段上昇ユニット窓、1等車（グリーン車）のサロ165形が下降式の2連窓、サハシ165形のビュフェ部は固定窓。客用扉はサロ165形とサハシ165形ならびに167系は幅700 mm、それ以外は幅1,000 mm。扉数は片側2箇所で自動扉開閉装置（ドアエンジン）は幅700 mm幅扉車とモハ164形800番台の低屋根部を除きTK4E形であるが、サハシ165形は客用扉を片側1箇所とした上で物資積卸用手動引き扉を設置する。
座席は1等車がリクライニングシート、2等車では向かい合わせ固定クロスシートとされた。
塗装は153系に準じて緑2号と黄かん色に塗り分けた湘南色であるが、車体腰部の緑色が前面まで延長された。

### 主要機器
主電動機は従来標準であったMT46形（端子電圧375 V時、定格出力100 kW / 1,860 rpm（70 %界磁）・最高回転数4,320 rpm）に代えて、1962年に日立製作所が設計・開発したMT54形（端子電圧375 V時、定格出力120 kW、定格回転数1,630 rpm（全界磁）・定格電流360 A・最高回転数4,320 rpm）を搭載した。20 %の出力向上で、MT比1:1編成を組成しても25 ‰程度の勾配で登坂可能となり経済性と輸送力を両立させた。列車併結などによる混用を考慮してMT46形とも極力出力特性を揃えており、速度種別はMT比1:1編成で営業最高速度と同じA10である。歯車比は153系と同じ80:19 (4.21) である。このため153系と併結運転も可能である。
主制御器は「自動ノッチ戻し機構」と山岳区間での走行も考慮した勾配抑速ブレーキを装備するCS15A形制御装置を搭載した。製造時期によりCS15A・B・C・E形の各種が存在する。主抵抗器の容量も153系などに比べ増強された。
- 153系などに搭載される従来の新性能電車用CS12形自動加速制御器は、マスター・コントローラーから手動操作でのノッチ（制御段）下げが不可能であるため一度マスコンをオフに戻してから、再び手動段で投入するという作業を繰り返すことになる[注 2]。CS15形制御器では制御器の並列段 - 弱界磁最終段（マスコンの3 - 5ノッチ間）の自動ノッチ戻し扱いが可能になり、運転士の負担を大きく軽減した。

台車はスイングハンガー式空気ばねを採用した153系用のDT24形 / TR59形とは異なり、インダイレクトマウント式空気ばねを搭載するDT32形電動台車・TR69形付随台車を装着する。DT32系は451系・471系以降国鉄特急・急行形電車の標準台車として採用されており、ダイアフラム形の横剛性を生かしたまま揺枕吊を廃止し高速安定性や乗心地の改善に寄与した。
集電装置はPS16形パンタグラフをモハ164形に搭載するが、トンネル断面の小さい中央本線高尾以西での運用に対応させて折り畳み高さを下げるためパンタグラフ部を低屋根構造とした800番台の番台区分が存在する。
ブレーキは抑速ブレーキ付きで発電ブレーキ併用電磁直通ブレーキであるSED形とされた。
サービス電源用電動発電機（MG）は、出力20  kVAのMH97-DM61形をモハ164形に搭載した。ただしサハシ165形は、自車の調理機器・冷房電源供給用として出力40 kVAのMH101-DM65形を搭載する。
空気圧縮機（CP）は開発時点で大容量のものが試作中のため容量1,000 L/minのMH80A-C1000形をモハ164形に2基搭載するが、増備途中より容量2,000 L/minのMH113A-C2000M形1基搭載に変更された。
冷房装置は当初はサハシ165形のビュフェ部分のみとされたが、1964年度より1等車に、1968年度より2等車にも搭載された。
寒冷地・積雪地での運用に備えて耐寒耐雪構造とされたが、東海道・山陽本線など温暖線区向けに新製配置された車両は準備工事とされた。

## 系列別概説
本項では基幹となった165系のほか派生系列である163・167・169系の順で解説する。

### 165系
国鉄初の直流急行形新性能電車として開発された153系の構造を踏襲し、勾配・寒冷路線向けとして開発され、1963年3月から営業運転に投入された。
主電動機は出力120 kWのMT54形を、主制御器は抑速ブレーキとノッチ戻し制御が使用可能なCS15A形を搭載する。国鉄直流急行形電車の標準系列として1963年から1970年にかけて701両が製造されたほか、153系からの編入車13両を加えた総数は714両となる。また、投入線区の事情により、設計変更を施したグループも製造された。

#### 編成
153系では両端を制御車とし中間電動車ユニットを併結する形態で最小編成組成は4両とされたが、165系ではクモハ165形 + モハ164形によるユニットを基本とし、最小3両での運転を可能とした。
- ただし、1963年に製造され新前橋電車区に配置された波動輸送対応編成では、中間電動車ユニット・モハ165形 + モハ164形800番台ユニットの両端にクハ165形を組成した4両編成で落成、営業運転に充当されている[12]。以降、波動運用対応車は1965年に宮原電車区へ配置された4両編成 × 8本、1966年に岡山電車区へ配置された4両編成 × 4本が同様の組成で落成。また、1969年には山陽急行増発用として、モハ164-81 - 84と組成するユニットの相手方をモハ165-18 - 21としたため、最終的にモハ165形は21両が製造された。

クモハ165形 + モハ164形ユニットは原則的に奇数（東海道本線基準の上り）向きでの運用を前提として片渡り構造とされたが、例外的に逆向きとした以下のケースが存在する。
- 信越本線横川 - 軽井沢間で運用される横軽対策を施工した169系を含む新前橋電車区ならびに長野運転所配置車

- 1963年 - 1966年9月に田町電車区へ配置された3両編成 × 8本
- 1966年 - 1968年に小山電車区へ配置された波動輸送運用対応車
- 宮原電車区が担当した東海道本線・山陽本線準急編成増結用クモハ165形 + モハ164形500番台ユニット

- 山陽本線瀬野-八本松間の急勾配区間で運用を担当した下関運転所配置車

なお松本運転所所属車は、中央東線基準で新宿方面にクモハ165形が組成され、東京駅基準では新宿から山手貨物線経由で品川を回り東京へ入線するため正規という解釈になる。一方、1982年に移転した後の塩尻駅では中央西線 - 篠ノ井線の直通列車はスイッチバックが不要になり、中央西線では逆向きとなった。
クハ165形は方向転換が可能な両渡り構造とされたが、冷房装置搭載後は三相交流電源引通用KE9形ジャンパ連結器が装着されたことにより方向が固定された。

#### 低屋根車（モハ164形800番台）
レール面からのパンタグラフ折畳高さが4,000 mmの制約が設定された中央本線・身延線の狭小トンネル建築限界対策として、モハ164形ではPS16形パンタグラフ搭載部分のみ低屋根構造とし折畳高を4,140 mmから180 mm下げとした設計変更を行った番台区分で、801-864の64両が製造された。またEF63形電気機関車との協調運転試作車である900番台ならびに派生系列のモハ166形も同様の構造を有する。
低屋根化による設計変更は、801 - 845の非冷房車ならびに846 - 848の冷房準備車では部室内天井には扇風機の代わりにファンデリアを搭載し、低屋根肩部パンタグラフ脇に換気用ルーバー風道を設置するが、849-864の新造冷房車は当初から未設置であり、非冷房車および準備車も冷房化改造により撤去された。グリーン車ならびにビュフェ合造車と167系の細幅扉車輌と本区分の低屋根部分のドアエンジンは通常のTK4E形を使用できないため151系で採用された直動式のTK100B形となる。
本区分番台ではユニット組成や落成名目などで以下の差異がある。
801 - 805・828 - 839
- 波動運用対応名目で新前橋電車区・宮原電車区・岡山電車区へ新製配置された。本グループのみモハ165形とユニットを組成して落成した。

806 - 827・840 - 848
- 中央東線での定期運用を担当する三鷹電車区・松本運転所配置車ならびに小山電車区（現・小山車両センター）向け関東地区波動運用対応として落成したクモハ165形とユニットを組成するグループ。

- 1965年に松本運転所へ配置された車両の一部は、同所開設前に一旦三鷹電車区・浦和電車区（現・さいたま車両センター）・新潟運転所に暫定新製配置されてから転入での配置となった経歴がある。
- 841 - 845は関東地区波動運用対応で1967年に製造された。
- 846 - 848は冷房準備車として1968年に製造された。

849 - 861
- 1969年製造の冷房車で房総西線電化用として津田沼電車区へ新製配置されたグループ[注 5]。

862 - 864
- 1970年製造の冷房車で862は呉線電化用として下関運転所へ、863・864は「よねやま」電車化用として新潟運転所へ新製配置された。

- 本グループはその後の車両転配時に求められる汎用性の観点から本番台区分で製造された。

| \| \| モハ164形800番台車両番号別分類 \| モハ164形800番台車両番号別分類 \| モハ164形800番台車両番号別分類 \| モハ164形800番台車両番号別分類 \| モハ164形800番台車両番号別分類 \| モハ164形800番台車両番号別分類 \| \| 車両番号 \| 新製配置 \| 製造年 \| ユニット \| 冷房 \| 名目 \| \| \| --------- \| ------------------------------ \| ------------------------------ \| ------------------------------ \| ------------------------------ \| ------------------------------ \| ------------------------------ \| \| 801 - 805 \| 新前橋 \| 1963 \| モハ165 \| 非 \| 関東地区波動運用対応 \| \| \| 806 - 808 \| 三鷹 \| 1964 \| クモハ165 \| 非 \| 中央東線上諏訪電化 \| \| \| 809 - 827 \| 松本（新潟・三鷹・浦和） \| 1964 - 1965 \| クモハ165 \| 非 \| 中央東線松本電化 \| \| \| 828 - 835 \| 宮原 \| 1965 \| モハ165 \| 非 \| 関西地区波動運用対応 \| \| \| 836 - 839 \| 岡山 \| 1966 \| モハ165 \| 非 \| 中国地区波動運用対応 \| \| \| 840 \| 松本 \| 1966 \| クモハ165 \| 非 \| 中央東線急行増発 \| \| \| 841 - 845 \| 小山 \| 1967 \| クモハ165 \| 非 \| 関東地区波動運用対応 \| \| \| 846 - 848 \| 松本 \| 1968 \| クモハ165 \| 準 \| 「かわぐち」電車化 \| \| \| 849 - 861 \| 津田沼 \| 1969 \| クモハ165 \| 冷 \| 房総西線電化 \| \| \| 862 \| 下関 \| 1970 \| クモハ165 \| 冷 \| 呉線電化 \| \| \| 863・864 \| 新潟 \| 1970 \| クモハ165 \| 冷 \| 「よねやま」電車化 \| \| |                                |             |           |      |                      |
| 備考 - ()内の車両基地は暫定配置 - 非:非冷房車 - 準:冷房準備工事車 - 冷:新造冷房車 |                                |             |           |      |                      |
| | モハ164形800番台車両番号別分類 |             |           |      |                      |
| 車両番号 | 新製配置                       | 製造年      | ユニット  | 冷房 | 名目                 |
| 801 - 805 | 新前橋                         | 1963        | モハ165   | 非   | 関東地区波動運用対応 |
| 806 - 808 | 三鷹                           | 1964        | クモハ165 | 非   | 中央東線上諏訪電化   |
| 809 - 827 | 松本（新潟・三鷹・浦和）       | 1964 - 1965 | クモハ165 | 非   | 中央東線松本電化     |
| 828 - 835 | 宮原                           | 1965        | モハ165   | 非   | 関西地区波動運用対応 |
| 836 - 839 | 岡山                           | 1966        | モハ165   | 非   | 中国地区波動運用対応 |
| 840 | 松本                           | 1966        | クモハ165 | 非   | 中央東線急行増発     |
| 841 - 845 | 小山                           | 1967        | クモハ165 | 非   | 関東地区波動運用対応 |
| 846 - 848 | 松本                           | 1968        | クモハ165 | 準   | 「かわぐち」電車化   |
| 849 - 861 | 津田沼                         | 1969        | クモハ165 | 冷   | 房総西線電化         |
| 862 | 下関                           | 1970        | クモハ165 | 冷   | 呉線電化             |
| 863・864 | 新潟                           | 1970        | クモハ165 | 冷   | 「よねやま」電車化   |

当初、狭小トンネル区間での運用充当や車両転配は本番台区分に限定されていたが、1973年にPS16形パンタグラフを基本に集電舟小型化・イコライザー台枠外移設などの改良を行い、最小折畳高を縮小したPS23形が開発された。これにより、0番台・500番台車もPS23形へ換装することで当該区間への入線が可能となったため、制限は解除された。

#### 回送運転台付き電動車（モハ164形500番台）
大阪 - 宇野間準急「鷲羽」が1963年に12両編成化された際に、当時は宇野線の変電所容量がMM'ユニット2組4両までに制限されていたことから10両編成への分割が必要となった。その際に岡山駅で行われる分割併合作業省力化の観点からクモハ165形と組成する増結2両ユニットモハ164形は、0番台・800番台から設計変更し後位デッキ部とトイレの配置を入れ替えてサロ165形同様な回送運転台のほか、妻面には小窓・後部標識灯・デッキ屋根上部前照灯・大型通風器を装備したことから500番台に区分された。
1963年6月 - 7月に501 - 509が川崎車輌で、510 - 514が近畿車輌で計14両製造され、クモハ165-42 - 55とユニットを組成する。このうち501 - 511の11両は本来の山陽準急充当用として宮原電車区に、512 - 514の3両は波動輸送対応時に編成組成変更を容易にする目的から新前橋区配置とされた。
宮原配置車は1965年に下関運転所へ転出したほか、新前橋区配置車は1966年 - 1968年には揃って長野運転所へ転出し信越急行で運用されるなど、転配経歴が多い区分番台であるが、全車が集中式のAU72形で冷房化改造されたほか、狭小トンネル区間が介在する中央本線・身延線・飯田線での運用に充当されたことから、PS23A形パンタグラフへの換装を施工している。
1987年の分割民営化時には501・506・513がJR東日本に、その他の車両はJR東海に承継。1989年から1991年にかけて13両が廃車となったが、最後まで車籍を有していた神領車両区配置の504が1999年9月6日付で廃車となり区分消滅した。
| モハ164形500番台経歴一覧 | モハ164形500番台経歴一覧 | モハ164形500番台経歴一覧 | モハ164形500番台経歴一覧 | モハ164形500番台経歴一覧 | モハ164形500番台経歴一覧 | モハ164形500番台経歴一覧 | モハ164形500番台経歴一覧 | モハ164形500番台経歴一覧 | モハ164形500番台経歴一覧 | モハ164形500番台経歴一覧 | モハ164形500番台経歴一覧 |
| 車番                     | 製造                     | 配置                     | 配置                     | 配置                     | 配置                     | 配置                     | 配置                     | 配置                     | 配置                     | 廃車日                   |                          |
| ------------------------ | ------------------------ | ------------------------ | ------------------------ | ------------------------ | ------------------------ | ------------------------ | ------------------------ | ------------------------ | ------------------------ | ------------------------ | ------------------------ |
| 501                      | 川車                     | 宮原 1963.06.07          | 下関 1965.09.06          | 新潟 1972.02.01          | 上沼垂 1986.11.01        |                          |                          |                          |                          | 1991.02.25               |                          |
| 502                      | 川車                     | 宮原 1963.06.07          | 下関 1965.08.22          | 岡山 1972,02.27          | 神領 1973.06.21          | 松本 1975.01.01          | 豊橋 1982.11.14          | 静岡 1988.03.13          |                          | 1989.06.02               |                          |
| 503                      | 川車                     | 宮原 1963.06.07          | 下関 1965.09.06          | 岡山 1972,02.27          | 神領 1973.06.21          | 松本 1975.01.02          | 豊橋 1982.11.14          | 大垣 1988.03.11          | 神領 1989.03.11          | 1989.06.27               |                          |
| 504                      | 川車                     | 宮原 1963.06.14          | 下関 1965.09.04          | 岡山 1972.02.29          | 神領 1973.06.14          | 松本 1975.01.18          | 大垣 1983.02.03          | 神領 1989.03.11          |                          | 1999.09.06               |                          |
| 505                      | 川車                     | 宮原 1963.06.14          | 下関 1965.08.26          | 岡山 1972.02.29          | 神領 1973.06.21          | 大垣 1982.11.29          | 神領 1989.03.11          | 静岡 1990.03.19          |                          | 1990.11.14               |                          |
| 506                      | 川車                     | 宮原 1963.06.14          | 下関 1965.09.24          | 新潟 1972.02.16          | 上沼垂 1986.11.01        |                          |                          |                          |                          | 1990.12.15               |                          |
| 507                      | 川車                     | 宮原 1963.07.02          | 下関 1965.09.24          | 宮原 1971.12.02          | 神領 1973.05.11          | 大垣 1982.11.15          | 神領 1989.03.11          |                          |                          | 1989.05.19               |                          |
| 508                      | 川車                     | 宮原 1963.07.02          | 下関 1965.09.24          | 大垣 1972.02.16          | 田町 1973.11.02          | 幕張 1981.09.25          | 豊橋 1982.11.20          | 静岡 1988.03.13          | 神領 1989.03.11          | 1989.05.15               |                          |
| 509                      | 川車                     | 宮原 1963.07.02          | 下関 1965.09.08          | 大垣 1972.01.31          | 神領 1989.03.11          |                          |                          |                          |                          | 1991.12.04               |                          |
| 510                      | 近車                     | 宮原 1963.06.28          | 下関 1965.08.25          | 宮原 1971.11.18          | 神領 1973.05.15          | 大垣 1982.11.15          | 神領 1989.03.11          |                          |                          | 1989.06.12               |                          |
| 511                      | 近車                     | 宮原 1963.06.28          | 下関 1965.09.24          | 宮原 1972.01.30          | 神領 1973.05.11          | 大垣 1982.11.13          | 神領 1989.03.11          |                          |                          | 1989.06.07               |                          |
| 512                      | 近車                     | 新前橋 1963.07.12        | 長野 1966.10.01          | 新前橋 1968.10.01        | 幕張 1975.05.25          | 松本 1978.08.21          | 大垣 1983.02.03          | 神領 1989.03.11          |                          | 1991.12.04               |                          |
| 513                      | 近車                     | 新前橋 1963.07.12        | 長野 1966.10.01          | 新前橋 1968.10.01        | 幕張 1975.05.25          | 新潟 1977.08.02          | 新前橋 1986.10.29        |                          |                          | 1989.07.05               |                          |
| 514                      | 近車                     | 新前橋 1963.07.12        | 長野 1966.10.01          | 新前橋 1968.10.01        | 田町 1973.10.01          | 幕張 1981.09.19          | 豊橋 1982.11.20          | 静岡 1988.03.13          |                          | 1989.05.19               |                          |

#### 横軽協調運転試作車（900番台）
信越本線横川 - 軽井沢間の碓氷峠区間は1963年にアプト式から粘着運転に切り替えられたが、引き続き最大勾配66.7 ‰区間が残存したためEF63補助機関車の連結が必要となった。165系は無動力の牽引・推進運転でとされたが、安全上の問題から最大8両編成に制限されたため輸送力増強の抜本的改善を目的に電気機関車 + 電車の協調運転により最大12両編成まで組成可能とした試作車で、1967年12月にクモハ165形 + モハ164形 + クハ165形の3両編成 × 4本計12両が日本車輌で製造され新前橋電車区に配置された。
最大の相違点は、165系在来車・167系との混結運転を前提に主制御器を165系搭載のCS15C形からCS15D形とするなど協調運転に対応させた機器類に変更した点にあり、モハ164形900番台はパンタグラフ搭載部を800番台に準じた低屋根構造としたほか、モハ164形も含めてAU12S形搭載を前提とした冷房準備工事が施工された。
本試験結果を基に1968年に169系量産車が落成した。165系900番台は同年11月から12月にかけて長野工場で主幹制御器交換など量産化改造ならびに改番を施工され、169系900番台に編入された。その後も新前橋電車区配置のままS901 - S904の編成番号を付番し、同区所属165系と共通運用されたが、1984年 - 1985年にクモハ169形・クハ169形はクハ455形へ、モハ168形はサハ165形100番台へ改造され900番台は区分消滅した。
| 新前橋電車区165系900番台→169系900番台車歴一覧（全車日本車輌製造） | 新前橋電車区165系900番台→169系900番台車歴一覧（全車日本車輌製造） | 新前橋電車区165系900番台→169系900番台車歴一覧（全車日本車輌製造） | 新前橋電車区165系900番台→169系900番台車歴一覧（全車日本車輌製造） |
| ----------------------------------------------------------------- | ----------------------------------------------------------------- | ----------------------------------------------------------------- | ----------------------------------------------------------------- |
|                                                                   | ← 上野新前橋・長野 →                                              |                                                                   |                                                                   |
| S901編成 1967.12.04落成                                           |                                                                   |                                                                   |                                                                   |
| 車両番号                                                          | クモハ165-901                                                     | モハ164-901                                                       | クハ165-901                                                       |
| 量産化改造・改番 施工日・担当工場                                 | クモハ169-901                                                     | モハ168-901                                                       | クハ169-901                                                       |
| 量産化改造・改番 施工日・担当工場                                 | 1968.12.11 長野工場                                               |                                                                   |                                                                   |
| 冷房化改造                                                        | 1971.04.24 大井工場                                               | 1971.04.24 大井工場                                               | 1971.04.24 大井工場                                               |
| 他形式改造・改番 施工日・担当工場                                 | クハ455-402                                                       | サハ165-102                                                       | クハ455-321                                                       |
| 他形式改造・改番 施工日・担当工場                                 | 1984.11.16 大宮工場                                               | 1984.10.12 大宮工場                                               | 1984.12.11 大宮工場                                               |
| 廃車・最終配置                                                    | 2008.01.08 仙台                                                   | 1987.02.02 松本                                                   | 1993.04.02 仙台                                                   |
| S902編成 1967.12.04落成                                           |                                                                   |                                                                   |                                                                   |
| 車両番号                                                          | クモハ165-902                                                     | モハ164-902                                                       | クハ165-902                                                       |
| 量産化改造・改番 施工日・担当工場                                 | クモハ169-902                                                     | モハ168-902                                                       | クハ169-902                                                       |
| 量産化改造・改番 施工日・担当工場                                 | 1968.12.17 長野工場                                               |                                                                   |                                                                   |
| 冷房化改造                                                        | 1971.06.15 大井工場                                               | 1971.06.15 大井工場                                               | 1971.06.15 大井工場                                               |
| 他形式改造・改番 施工日・担当工場                                 | クハ455-403                                                       | サハ165-103                                                       | クハ455-322                                                       |
| 他形式改造・改番 施工日・担当工場                                 | 1984.12.04 小倉工場                                               | 1984.10.06 幡生工場                                               | 1984.11.06 小倉工場                                               |
| 廃車・最終配置                                                    | 2010.03.08 鹿児島                                                 | 1987.02.02 松本                                                   | 1999.10.22 鹿児島                                                 |
| S903編成 1967.12.08落成                                           |                                                                   |                                                                   |                                                                   |
| 車両番号                                                          | クモハ165-903                                                     | モハ164-903                                                       | クハ165-903                                                       |
| 量産化改造・改番 施工日・担当工場                                 | クモハ169-903                                                     | モハ168-903                                                       | クハ169-903                                                       |
| 量産化改造・改番 施工日・担当工場                                 | 1968.11.30 長野工場                                               |                                                                   |                                                                   |
| 冷房化改造                                                        | 1971.07.05 大井工場                                               | 1971.07.05 大井工場                                               | 1971.07.05 大井工場                                               |
| 他形式改造・改番 施工日・担当工場                                 | クハ455-404                                                       | サハ165-104                                                       | クハ455-323                                                       |
| 他形式改造・改番 施工日・担当工場                                 | 1985.03.20 小倉工場                                               | 1985.02.21 幡生工場                                               | 1985.03.20 小倉工場                                               |
| 廃車・最終配置                                                    | 2004.07.16 鹿児島                                                 | 1987.02.02 松本                                                   | 2005.01.28 鹿児島                                                 |
| S904編成 1967.12.08落成                                           |                                                                   |                                                                   |                                                                   |
| 車両番号                                                          | クモハ165-904                                                     | モハ164-904                                                       | クハ165-904                                                       |
| 量産化改造・改番 施工日・担当工場                                 | クモハ169-904                                                     | モハ168-904                                                       | クハ169-904                                                       |
| 量産化改造・改番 施工日・担当工場                                 | 1968.12.02 長野工場                                               |                                                                   |                                                                   |
| 冷房化改造                                                        | 1971.07.15 大井工場                                               | 1971.07.15 大井工場                                               | 1971.07.15 大井工場                                               |
| 他形式改造・改番 施工日・担当工場                                 | クハ455-405                                                       | サハ165-105                                                       | クハ455-324                                                       |
| 他形式改造・改番 施工日・担当工場                                 | 1985.04.23 大宮工場                                               | 1985.03.27 大宮工場                                               | 1985.04.19 大宮工場                                               |
| 廃車・最終配置                                                    | 2008.12.11 仙台                                                   | 1987.02.02 松本                                                   | 2007.04.02 仙台                                                   |

### 163系
温暖かつ平坦な線区での急行列車充当用として、153系の主電動機をMT46形からMT54形に変更して出力を100 kW → 120 kWに増大する一方、165系から耐寒耐雪構造・勾配抑速ブレーキを省略した実質的な153系の増備車として、当初は平坦線区の東海道本線向けに設計検討、ならびに計画された系列である。
東海道新幹線開業後、関西地区で153系充当1等車連結列車の増発、ならびに、サロ153形に代わるリクライニングシート化と冷房化が推進されたため、サロ152形の増備が要求されたものの、153系はすでに製造終了となっていたことから、1964年（昭和39年）12月にサロ163-1 - 7の7両のみが新製された。
しかし、その後は運用に適する線区が山陽本線のみとなること、さらに山陽新幹線の延伸・全線開業後に起こり得る広域転配への考慮も含め、運転サイドからは系列統一の声が強く、上述した理由で先行製造となったサロ163形を除き、電動車ユニットなどの2等車は製造が見送りとなり、以後の増備は本来165系に標準で装備される耐寒耐雪構造を準備工事とした東海道・山陽本線向けの165系の暖地仕様車161両が新製された。
165系の暖地向け車161両の内訳：
- 波動輸送用の4両編成17本（68両）
- 153系との混結使用を目的に単独製造されたクハ165形冷房準備車（32両）
- 房総西線電化用の3両編成13本（39両）
- 山陽本線投入用の中間車のみのグループ（18両）
- 呉線電化用の4両編成1本（4両）

### 167系
修学旅行列車用電車は、1959年に東京・関西地区向けとして155系が「ひので」・「きぼう」で運用開始されたのが始まりである。これに続き、155系の座席を4人掛けボックスシートとして、押込み通風器に変えた車輌が1961年に中京地区向けとして159系が落成。大垣電車区に配置され、「こまどり」で運用を開始した。これらに続いて、群馬県・栃木県・茨城県の北関東地区向けとして165系をベースに開発設計されたのが本系列であり、52両全車が汽車製造で製造された。
基本的構造では、155・159系同様に乗降頻度が少ないことから客用扉幅を狭め、客席には脱着可能な大型折り畳み式テーブルを装備するほか、形式は155・159系での編成組成を前提に、モハ167・166のMM'ユニットとクハ167形のみの構成とした。しかし、室内設備は季節列車等一般列車にも投入することを想定して原型となった165系との相違点は少なく、低屋根構造はパンタグラフ部のみで、台車や電機品などは165系と全く同一である。
1965年7月13日付で関東地区対京阪神増発用として、4両編成 × 4本を組成するモハ167・166-1 - 4およびクハ167-1 - 8の計16両が田町電車区へ、1966年1月 - 2月に山口・広島両県からの要請による山陽地方用として、6両編成 × 4本と4両編成 × 3本とを組成するモハ167・166-5 - 15およびクハ167-9 - 22の計36両が下関運転所へ新製配置された。田町配置車は1974年に修学旅行用列車の東海道新幹線移行に伴い、波動輸送を中心にした運用に転用された。下関配置車は1975年の山陽新幹線岡山 - 博多間延伸に伴う修学旅行用列車廃止により、モハ167・166-5 - 9およびクハ167-9 - 18の4両編成 × 5本の計20両が田町電車区へ、モハ167・166-10 - 15およびクハ167-19 - 22の8両編成 × 2本の計16両が宮原電車区へ転出し、波動輸送中心に運用に転用されたが、1981年10月 - 1985年3月には唯一の定期急行列車運用となる「ごてんば」2往復に田町区配置車が充当された。
塗色は修学旅行色と呼ばれるライトスカーレット（朱色3号）とレモンイエロー（黄5号）とされたが、1978年9月に車両塗装に関する規定改定に伴って修学旅行色が廃止されたため、1979年以降は湘南色に変更された。
また1978年初夏から1981年にかけて、モハ167形がAU13EN形分散式6基、クハ167形が同形5基、モハ166形がAU72形集中式を搭載する冷房化改造工事を田町所属車が大井工場で、宮原所属車が吹田工場で施工された。冷房改造と同時に冷房電源用三相引通線を設置したことから、クハ167形は総括制御回線を片渡り構造に変更。このほか、出入台部飲料水タンクならびに洗面台の撤去を実施し、宮原所属車はモハ166形を除く各車の物置を洗面所に変更する工事も同時施工した。
- 湘南色への塗装変更は別施工であったことから1981年中頃までは修学旅行色を施した冷房車も存在した。

1982年にクハ167-2が事故廃車となったため、当時神領電車区で廃車前提の休車だったクハ165-3を1983年1月29日付で転入させ、代車として編成組成した（詳細は後述）。その後は転属・廃車もなく、分割民営化ではJR東日本に35両が、JR西日本に16両が承継された。修学旅行用電車で冷房改造およびJRに継承された唯一の形式である。
| 167系製造分類 | 167系製造分類 | 167系製造分類 | 167系製造分類 | 167系製造分類 | 167系製造分類                                      |
| 製造会社      | 落成          | クハ167       | モハ167・166  | 配置          | JR化時承継先                                       |
| ------------- | ------------- | ------------- | ------------- | ------------- | -------------------------------------------------- |
| 汽車製造      | 1965年        | 1 - 8         | 1 - 4         | 田町          | JR東日本田町電車区 （クハ167-2は1984年に事故廃車） |
| 汽車製造      | 1966年        | 9 - 18        | 5 - 9         | 下関→田町     | JR東日本田町電車区 （クハ167-2は1984年に事故廃車） |
| 汽車製造      | 1966年        | 19 - 22       | 10 - 15       | 下関→宮原     | JR西日本宮原電車区                                 |

#### 博物館向けモックアップ

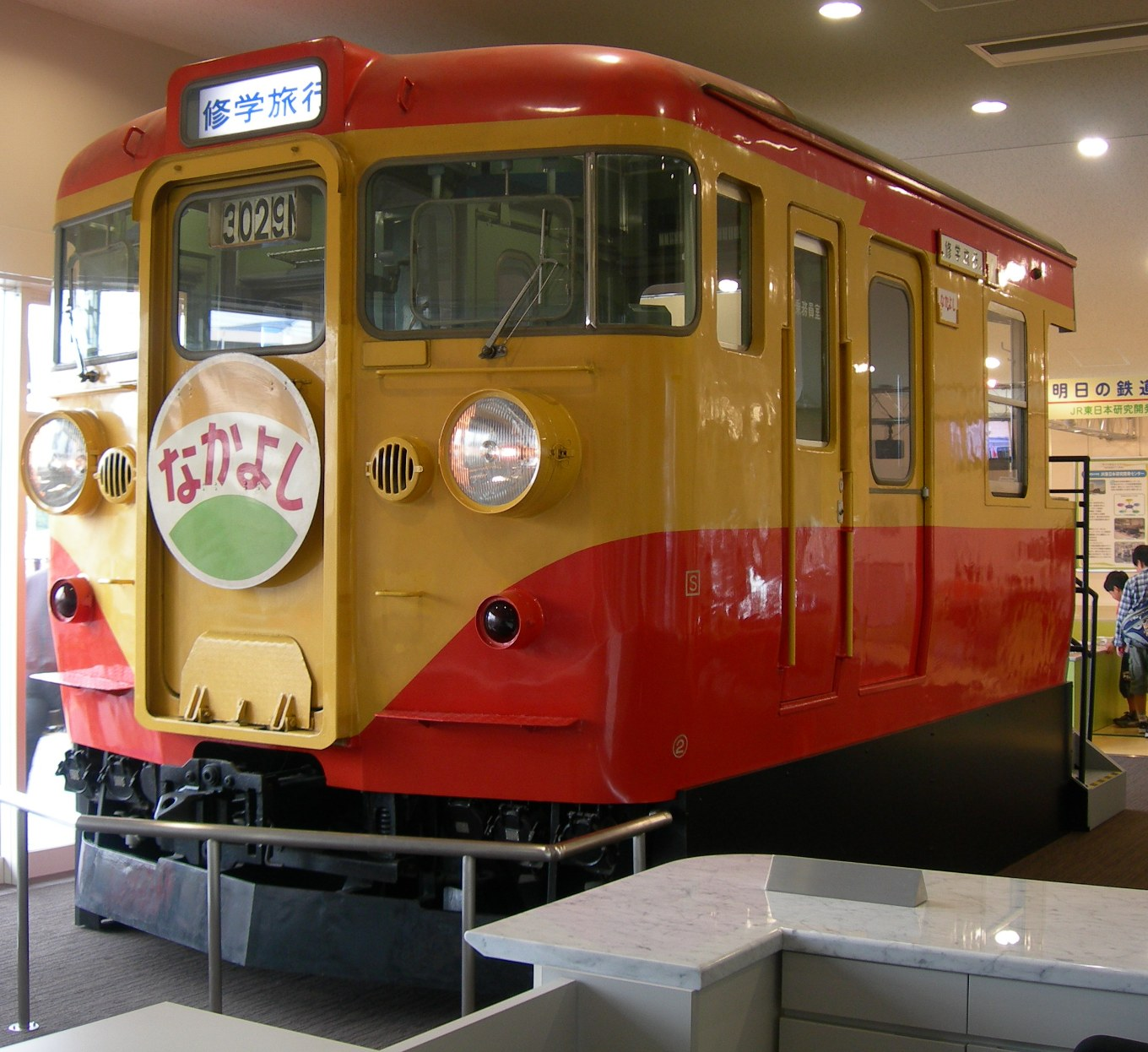
クハ167形モックアップ

2006年5月14日に閉館した交通博物館での展示を目的に、日本車輌製造が実車同様の部品を使用して現地で出張製造を行った。車号はクハ167-1とされ、修学旅行色の車体に「なかよし」のヘッドマークを前面貫通扉に掲出した。製造当時は客室部分を休憩スペースとして利用していたが、後年になって短縮され、現在は運転台部分と客室1区画程度の長さである。
交通博物館閉館後は埼玉県さいたま市大宮区大成町の鉄道博物館に移設され、当初はノースウイング（北側別館）に、ノースウイング改装に伴いプロムナードで展示されている。

### 169系
信越本線横川 - 軽井沢間専用補助機関車EF63との間で最大12両までの協調運転を可能とするために開発された派生系列。1967年12月に試作車165系900番台12両が日本車輌で新製、新前橋電車区に配置され、試験の結果翌1968年 - 1969年に量産車が169系として日本車輌・東急車輛・近畿車輛で製造された。
167系に次ぐ系列として169系が付番されたが、これ以降の横軽協調運転対応車は系列数字の末尾を9とする慣例が確立し、後に特急形電車では489系・189系が横軽協調運転対応車として落成した。
- ただし末尾9はあくまでも慣例であり、119系など一部横軽協調対応でない系列にも割当てられた[22]。

協調運転用機能以外は車体構造・車内設備・性能とも165系と同一であり、主な変更は以下の点にある。
- CS15C形制御装置をベースに、協調運転時はEF63からの指令によりカム軸を途中停止可能にしたCS15D形へ変更。
- SRB8形界磁接触器を新たに搭載。
- 抵抗器を協調運転時に抑速ブレーキ使用時の温度上昇を抑制するため、熱容量を増大させたMR52C形へ変更。
- 下り軽井沢方先頭車となるクハ169形に、EF63との連絡装置・非常制動時に衝撃を抑える特殊構造の非常弁・主幹制御器への防護回路等を搭載。

ジャンパ連結器は、EF63との協調制御ならびに169系のみで編成を組成する場合には総括制御も可能なKE70形1基のほか、冗長性の観点からベースとなった165系・167系との混結運転を可能にするため、従来からのKE64形2基による総括制御回線も装備。しかしKE64形2基による制御は、165系・167系との混結はもとより169系のみで編成組成した場合でもEF63との協調運転は不可である。
- 総括制御・協調制御の各回線と逆エンド側には165系・167系と同様に主回路用高圧KE6形ならびに冷房用三相交流KE9形の電源引通系ジャンパ連結器を装備する。
- 外観上における165系との識別点は主として制御系ジャンパ連結器群にあり、クモハ169形では運転席下側に、クハ169形では助手席下側にKE64形2基を、さらにKE64形の貫通路側にKE70形1基を装備するほか、クハ169形にはKE70形用栓受けが装着される。また横軽間では電動車ユニットを麓側に配置する制約ならびに協調制御の引き通し回線の存在、試作車を含め冷房準備車もしくは冷房車として製造され冷房電源の引き通しがあることもあり総括制御回線は全車片渡り構造である。
- このほか、先頭車はクモハ165-123以降・クハ165-188以降と同様にシャッター式タイフォンカバーを採用し、予備笛としてAW-2形ホイッスルを屋根上に搭載する[16]。

量産車はクモハ169形 + モハ168形の電動車ユニット27組54両、対応する制御車クハ169形27両の計81両である。3形式とも1968年製車は冷房準備車、1969年製車は新製冷房車として落成した。169系を名乗るその他種別の車両はすべて他形式からの改造車で賄い、長野運転所（現・長野総合車両センター）残留のサロ165形から改造されたサロ169形19両と、サハシ153形から改造されたサハシ169形10両を加えた総勢110両が長野運転所に集中配置され、信越本線急行「信州」・「妙高」・「志賀」に充当された。後述の量産化改造の上で改番された試作車12両とあわせ169系の総車両数は計122両となる。
設計時点では中央東線への乗り入れは考慮されず、モハ168形は試作車と異なりパンタグラフ搭載部は低屋根構造ではないが、1978年以降は特急「あさま」への格上げなどにより信越本線急行運用が削減されたことから、余剰車はモハ168形にPS23A形パンタグラフへ換装するなど狭小トンネル対策を施工した上で松本運転所へ転出し中央東線などでも運用された。
試作車は1968年に量産化改造のうえで169系900番台へ改番・編入し、引き続き新前橋区配置で同区の165系と共通運用されたが、1984年 - 1985年にかけてクモハ・クハ169形がクハ455形に、モハ168形がサハ165形100番台に改造され区分消滅した。
また、1976年のビュフェ営業終了後もサハシ169形は編成に組込まれたままとされたが、1978年8月から9月にかけて編成から外され、1979年までに全車廃車。グリーン車も、1982年に2両→1両への削減、1985年3月14日ダイヤ改正で連結中止となったため、サロ169形も同年中に全車廃車となった。このため、分割民営化時には新造量産車のみが残存しており、それぞれ異なる事情で廃車となったクモハ169-9・モハ168-5・クハ169-2の3両を除いた、新造量産車クモハ169形 + モハ168形ユニット26組52両とクハ169形26両の計78両がJR東日本に承継された。
| \| 169系JR東日本承継車一覧 \| 169系JR東日本承継車一覧 \| 169系JR東日本承継車一覧 \| 169系JR東日本承継車一覧 \| 169系JR東日本承継車一覧 \| 169系JR東日本承継車一覧 \| \| クモハ169 モハ168 \| 承継時配置 \| 廃車 最終配置 \| クハ169 \| 承継時配置 \| 廃車 最終配置 \| \| ----------------------- \| ----------------------- \| --------------------------------------- \| ----------------------- \| ----------------------- \| ----------------------- \| \| 1 \| 北長野 \| 2013.06.01 戸倉 \| 1 \| 松本 \| 2003.04.15 三鷹 \| \| 2 \| 松本 \| 1999.01.11 松本 \| 3 \| 北長野 \| 2001.01.12 長野 \| \| 3 \| 松本 \| 1999.03.10 三鷹 \| 4 \| 松本 \| 1996.08.05 松本 \| \| 4 \| 松本 \| 1999.03.10 三鷹 \| 5 \| 松本 \| 1999.12.11 三鷹 \| \| 5+9 \| 幕張 \| 1996.10.08 幕張 \| 6 \| 松本 \| 1999.03.10 三鷹 \| \| 6 \| 北長野 \| Mc：2013.07.24 戸倉 M'：2013.08.01 戸倉 \| 7 \| 北長野 \| 1998.12.10 松本 \| \| 7 \| 松本 \| 1996.08.05 松本 \| 8 \| 松本 \| 1999.06.23 三鷹 \| \| 8 \| 北長野 \| 2000.06.10 長野 \| 9 \| 幕張 \| 1996.10.08 幕張 \| \| 10 \| 松本 \| 1999.03.10 松本 \| 10 \| 松本 \| 2000.01.14 三鷹 \| \| 11 \| 松本 \| 1999.02.10 松本 \| 11 \| 松本 \| 1999.03.10 三鷹 \| \| 12 \| 松本 \| 2001.12.10 長野 \| 12 \| 北長野 \| 2000.06.10 長野 \| \| 13 \| 北長野 \| 2012.02.15 戸倉 \| 13 \| 北長野 \| 2012.02.15 戸倉 \| \| 14 \| 松本 \| 2001.12.10 長野 \| 14 \| 松本 \| 2003.04.15 三鷹 \| \| 15 \| 北長野 \| 2003.04.15 三鷹 \| 15 \| 松本 \| 1999.01.11 松本 \| \| 16 \| 北長野 \| 2001.01.12 長野 \| 16 \| 松本 \| 1999.06.23 三鷹 \| \| 17 \| 北長野 \| 1998.12.10 松本 \| 17 \| 松本 \| 1999.02.10 松本 \| \| 18 \| 松本 \| 2001.01.14 三鷹 \| 18 \| 松本 \| 2003.01.30 三鷹 \| \| 19 \| 松本 \| 2003.04.15 三鷹 \| 19 \| 北長野 \| 2013.08.01 戸倉 \| \| 20 \| 松本 \| 1999.12.11 三鷹 \| 20 \| 北長野 \| 2013.07.17 戸倉 \| \| 21 \| 松本 \| 2003.04.15 三鷹 \| 21 \| 松本 \| 2001.12.10 長野 \| \| 22 \| 松本 \| 1999.06.23 三鷹 \| 22 \| 北長野 \| 2001.01.12 長野 \| \| 23 \| 北長野 \| 2013.07.17 戸倉 \| 23 \| 北長野 \| 2003.04.15 三鷹 \| \| 24 \| 北長野 \| 2001.01.12 長野 \| 24 \| 松本 \| 2003.04.15 三鷹 \| \| 25 \| 松本 \| 1999.06.23 三鷹 \| 25 \| 松本 \| 2001.12.10 長野 \| \| 26 \| 松本 \| 2003.04.15 三鷹 \| 26 \| 松本 \| 1999.03.10 松本 \| \| 27 \| 松本 \| 2003.01.30 三鷹 \| 27 \| 北長野 \| 2013.06.10 戸倉 \| |            |                                         |         |            |                 |
| 備考 - 車両番号太字：しなの鉄道譲渡車 - 北長野表記：松本転出後1986年11月1日付で長野に再転入した「かもしか」用アコモ改善車 - 車両番号斜体：部品取り譲渡車 - クモハ169-17 + モハ168-17 + クハ169-7：しなの鉄道部品取り車 - クモハ169-27 + モハ168-27 + クハ169-18：富士急行の部品取り車 - 以下の車両は国鉄時代に廃車 - クモハ169-9：1982年7月27日（車両故障） - モハ168-5：1978年3月10日（事故） - クハ169-2：1987年2月2日（余剰） - 車両基地名称は当時の名称 - 北長野：北長野運転所 - 長野：長野総合車両所 - 松本：松本運転所 - 三鷹：三鷹電車区 - 幕張：幕張電車区 - 戸倉：しなの鉄道戸倉車両基地 - 分割民営化時の配置両数 - 北長野運転所：3両 × 9本 計27両（うち5本はサハ165形組込の「かもしか」編成） - 松本運転所：3両 × 16本 計48両 - 幕張電車区：3両 × 1本 計3両 |            |                                         |         |            |                 |
| 169系JR東日本承継車一覧 |            |                                         |         |            |                 |
| クモハ169 モハ168 | 承継時配置 | 廃車 最終配置                           | クハ169 | 承継時配置 | 廃車 最終配置   |
| 1 | 北長野     | 2013.06.01 戸倉                         | 1       | 松本       | 2003.04.15 三鷹 |
| 2 | 松本       | 1999.01.11 松本                         | 3       | 北長野     | 2001.01.12 長野 |
| 3 | 松本       | 1999.03.10 三鷹                         | 4       | 松本       | 1996.08.05 松本 |
| 4 | 松本       | 1999.03.10 三鷹                         | 5       | 松本       | 1999.12.11 三鷹 |
| 5+9 | 幕張       | 1996.10.08 幕張                         | 6       | 松本       | 1999.03.10 三鷹 |
| 6 | 北長野     | Mc：2013.07.24 戸倉 M'：2013.08.01 戸倉 | 7       | 北長野     | 1998.12.10 松本 |
| 7 | 松本       | 1996.08.05 松本                         | 8       | 松本       | 1999.06.23 三鷹 |
| 8 | 北長野     | 2000.06.10 長野                         | 9       | 幕張       | 1996.10.08 幕張 |
| 10 | 松本       | 1999.03.10 松本                         | 10      | 松本       | 2000.01.14 三鷹 |
| 11 | 松本       | 1999.02.10 松本                         | 11      | 松本       | 1999.03.10 三鷹 |
| 12 | 松本       | 2001.12.10 長野                         | 12      | 北長野     | 2000.06.10 長野 |
| 13 | 北長野     | 2012.02.15 戸倉                         | 13      | 北長野     | 2012.02.15 戸倉 |
| 14 | 松本       | 2001.12.10 長野                         | 14      | 松本       | 2003.04.15 三鷹 |
| 15 | 北長野     | 2003.04.15 三鷹                         | 15      | 松本       | 1999.01.11 松本 |
| 16 | 北長野     | 2001.01.12 長野                         | 16      | 松本       | 1999.06.23 三鷹 |
| 17 | 北長野     | 1998.12.10 松本                         | 17      | 松本       | 1999.02.10 松本 |
| 18 | 松本       | 2001.01.14 三鷹                         | 18      | 松本       | 2003.01.30 三鷹 |
| 19 | 松本       | 2003.04.15 三鷹                         | 19      | 北長野     | 2013.08.01 戸倉 |
| 20 | 松本       | 1999.12.11 三鷹                         | 20      | 北長野     | 2013.07.17 戸倉 |
| 21 | 松本       | 2003.04.15 三鷹                         | 21      | 松本       | 2001.12.10 長野 |
| 22 | 松本       | 1999.06.23 三鷹                         | 22      | 北長野     | 2001.01.12 長野 |
| 23 | 北長野     | 2013.07.17 戸倉                         | 23      | 北長野     | 2003.04.15 三鷹 |
| 24 | 北長野     | 2001.01.12 長野                         | 24      | 松本       | 2003.04.15 三鷹 |
| 25 | 松本       | 1999.06.23 三鷹                         | 25      | 松本       | 2001.12.10 長野 |
| 26 | 松本       | 2003.04.15 三鷹                         | 26      | 松本       | 1999.03.10 松本 |
| 27 | 松本       | 2003.01.30 三鷹                         | 27      | 北長野     | 2013.06.10 戸倉 |

1997年の北陸新幹線長野暫定開業による信越本線横川 - 軽井沢間廃止に伴い、EF63との協調運転を行う区間が消滅したため本系列は存在意義を喪失。さらに信越本線軽井沢 - 篠ノ井間も経営分離によりしなの鉄道となり、同社に3両編成 × 4本の計12両が譲渡された。
JR東日本所属車は、1996年から2003年にかけて老朽廃車を実施したことで消滅。しなの鉄道譲渡車も、2013年3月16日ダイヤ改定で定期運用を終了、週末を中心とした臨時列車運用も4月29日限りで運用終了し、8月1日までに全車廃車となったことで本系列は消滅した。

## 形式
等級は製造開始時に準拠する。

### 165系の形式

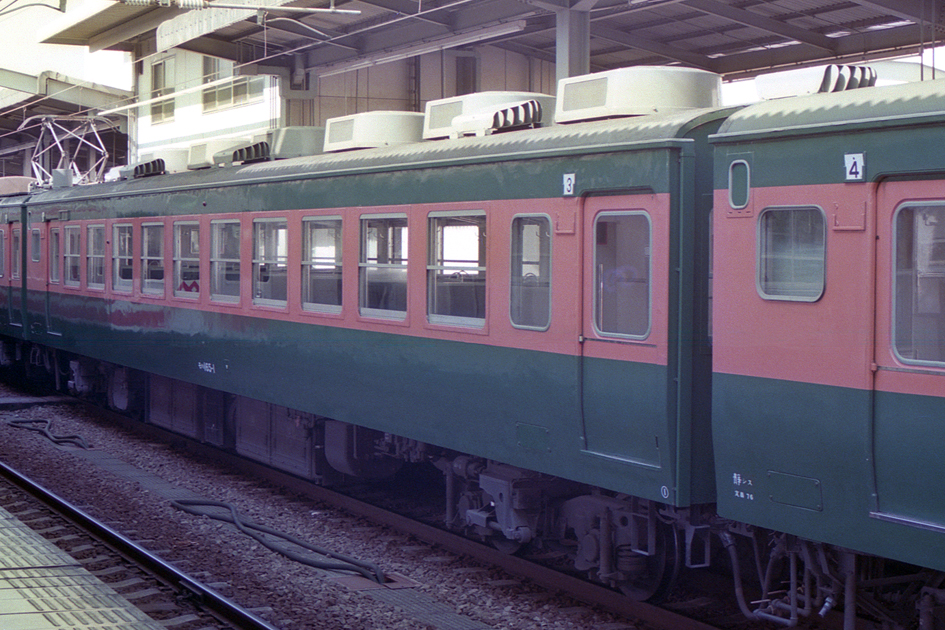
モハ165-1

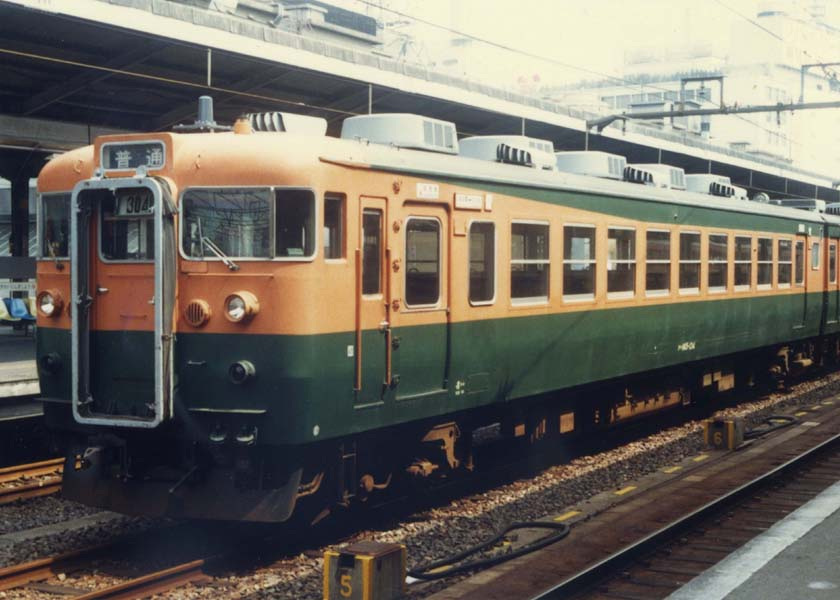
クハ165-134

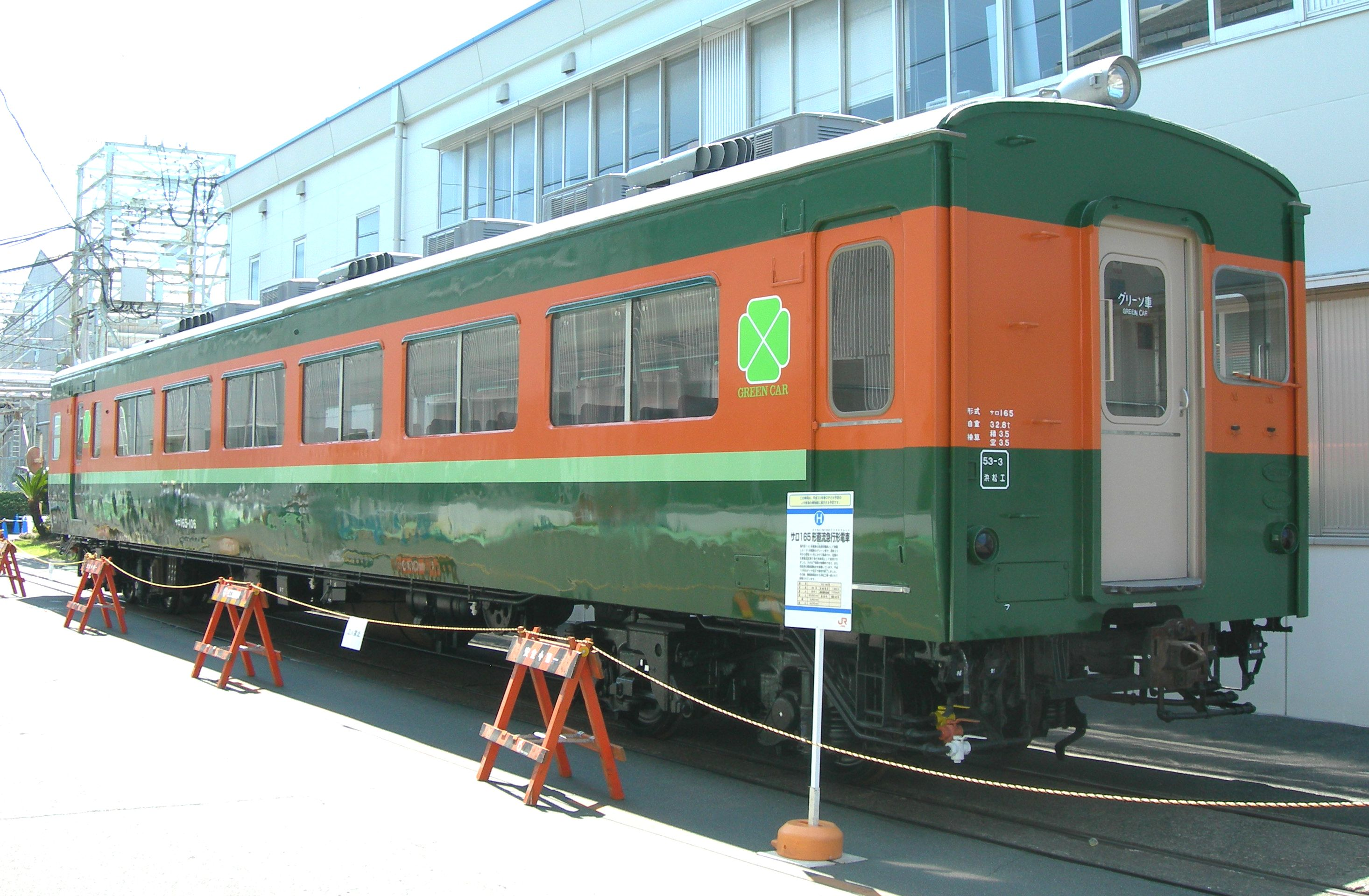
サロ165-106

クモハ165形
モハ164形とユニットを組む定員76名の2等制御電動車 (Mc) で、主制御器・主抵抗器を搭載。勾配線区で使用される特質上電動車比を高める必要から、基幹形式の一つとして1963年から1970年にかけて、0番台1 - 141と信越本線横川 - 軽井沢間でEF63形との協調運転用試作車900番台901 - 904の計145両が製造された。
451系・471系では電動車ユニットを両方向に使用可能としたため両渡り構造としたが、本系列では奇数向き（東海道本線基準で上り東京方）に固定を原則としたことから片渡り構造を採用した。
外観上は、主電動機冷却風の取り入れのため前部出入台（デッキ）屋根上部に設けられた大型の通風器や床下艤装の関係で他車の700リットルに対して本形式およびモハ165形は枕木と平行に設置された550リットルの水タンクが特徴である。
1 - 122が非冷房、900番台がAU12形分散式冷房装置搭載準備車、123 - 125がAU13E形搭載冷房準備車、126 - 141はAU13E形5基搭載の新製冷房車として落成した。新前橋区所属の先行冷房改造試作車と900番台はAU12S形6基搭載で冷房化された。
| クモハ165形製造メーカー別分類 | クモハ165形製造メーカー別分類 | クモハ165形製造メーカー別分類 | クモハ165形製造メーカー別分類 | クモハ165形製造メーカー別分類 | クモハ165形製造メーカー別分類 | クモハ165形製造メーカー別分類 | クモハ165形製造メーカー別分類 |
| 製造年                        | 川崎車輌                      | 汽車製造                      | 日本車輌                      | 近畿車輛                      | 東急車輛                      | 帝國車輛                      | 備考                          |
| ----------------------------- | ----------------------------- | ----------------------------- | ----------------------------- | ----------------------------- | ----------------------------- | ----------------------------- | ----------------------------- |
| 1963                          | 1・20 - 30 42 - 50            | 2・3 13 - 19・39              | 4 - 12 37・38                 | 31 - 36・40 41・51 - 57       |                               |                               |                               |
| 1964                          | 65 - 68                       | 58 - 60                       | 61 - 64                       |                               |                               |                               |                               |
| 1965                          | 69・70 83 - 94                | 71 - 74 95 - 104              | 75 - 82                       |                               |                               |                               |                               |
| 1966                          |                               | 105・106                      | 110                           |                               | 107 - 109                     |                               |                               |
| 1967                          | 118 - 122                     |                               | 111 - 115 901 - 904           |                               |                               | 116・117                      | 901 - 904 冷房準備車          |
| 1968                          |                               | 123 - 125                     |                               |                               |                               |                               | 冷房準備車                    |
| 1969                          |                               |                               | 126 - 129                     |                               | 130 - 138                     |                               | 新造冷房車                    |
| 1970                          |                               |                               |                               | 139 - 141                     |                               |                               | 新造冷房車                    |

モハ165形
モハ164形とユニットを組む2等中間電動車 (M) で定員84名。165系ではクモハ + モハからなる電動車ユニットが主流となったことから中間電動車の需要は小さく、運用線区が基本的に東海道・山陽本線のみの限定となるため21両のみ製造された。
1 - 17は非冷房で1963年 - 1966年に落成し、モハ164形800番台とユニットを組成し波動輸送に充当された。
18 - 21はAU13形6基搭載の新製冷房車として1969年に落成、モハ164形0番台とユニットを組成し山陽本線急行「とも」・「鷲羽」増発に充当された。非冷房車も後にAU13形分散式冷房装置6基を搭載する改造工事を施工された。
1963年製造車は新前橋配置後に三鷹 → 田町を経て1975年には神領区へ、1965年製造車は宮原電車区配置の後に大垣区と神領区へ、1966年製造車は岡山電車区配置を経て1972年には大垣区へ、1969年製造車は宮原区配置を経て1973年ならびに1975年に神領区へ転出したが、1982年に神領区の運用がいったん終了したためにその後は大垣区に集中配置となった。このため分割民営化以前の1987年2月に廃車となった2 - 5を除き全車JR東海へ継承されており、残存車は1989年以降に静岡運転所へ集中配置となった。
| モハ165形製造メーカー別分類 | モハ165形製造メーカー別分類 | モハ165形製造メーカー別分類 | モハ165形製造メーカー別分類 | モハ165形製造メーカー別分類 | モハ165形製造メーカー別分類 | モハ165形製造メーカー別分類 | モハ165形製造メーカー別分類 |
| 製造年                      | 川崎車輌                    | 汽車製造                    | 日本車輌                    | モハ164形 ユニット相手方    | クハ165形 編成組成相手方    | 新製配置                    | 備考                        |
| --------------------------- | --------------------------- | --------------------------- | --------------------------- | --------------------------- | --------------------------- | --------------------------- | --------------------------- |
| 1963                        | 1・2                        | 3 - 5                       |                             | 801 - 805                   | 2 - 11                      | 新前橋                      |                             |
| 1965                        | 8・9                        | 10 - 13                     | 6・7                        | 828 - 835                   | 113 - 128                   | 宮原                        |                             |
| 1966                        | 14 - 17                     |                             |                             | 836- 839                    | 129 - 136                   | 岡山                        |                             |
| 1969                        | 18 - 21                     |                             |                             | 81 - 84                     | 156 - 187                   | 宮原                        | 新造冷房車                  |

モハ164形
電動発電機 (MG) ・空気圧縮機 (CP)・パンタグラフを搭載する2等中間電動車 (M') で定員84名。1963年から1970年にかけて以下の番台区分で計166両が製造された。
- 0番台：1 - 84
- 500番台（回送運転台装備）501 - 514
- 800番台（狭小トンネル区間対応パンタグラフ搭載部低屋根化）：801 - 864
- 900番台（EF63形との協調運転試作車）：901 - 904

クモハ165形とのユニット組成を基本としたが、波動運用対応用として製造された801 - 805・828 - 839ならびに1969年に山陽本線急行増発用として製造された81 - 84はモハ165形とユニットを組成する。また本形式も0・500・800の番台区分が存在することから、1963年製造の1 - 41と協調運転試作車901 - 904を除きユニット間車両番号は一致しない。また801 - 805・828 - 839・81 - 84ならびに849 - 862は耐寒耐雪装備を省略する。
| モハ164形製造年別新製時ユニット相手方一覧 | モハ164形製造年別新製時ユニット相手方一覧 | モハ164形製造年別新製時ユニット相手方一覧 | モハ164形製造年別新製時ユニット相手方一覧 | モハ164形製造年別新製時ユニット相手方一覧 | モハ164形製造年別新製時ユニット相手方一覧 | モハ164形製造年別新製時ユニット相手方一覧 | モハ164形製造年別新製時ユニット相手方一覧 |  |
| 1963年                                    | 1963年                                    | 1963年                                    | 1963年                                    | 1963年                                    | 1963年                                    | 1963年                                    | 1963年                                    |  |
| ----------------------------------------- | ----------------------------------------- | ----------------------------------------- | ----------------------------------------- | ----------------------------------------- | ----------------------------------------- | ----------------------------------------- | ----------------------------------------- |  |
| モハ164                                   | 1 - 41                                    | 501 - 514                                 | 801 - 805                                 | 42・43                                    |                                           |                                           |                                           |  |
| クモハ165                                 | 1 - 41                                    | 42 - 55                                   |                                           | 56・57                                    |                                           |                                           |                                           |  |
| モハ165                                   |                                           |                                           | 1 - 5                                     |                                           |                                           |                                           |                                           |  |
| 1964年                                    |                                           |                                           |                                           |                                           |                                           |                                           |                                           |  |
| モハ164                                   | 806 - 812                                 | 44                                        | 813 - 815                                 |                                           |                                           |                                           |                                           |  |
| クモハ165                                 | 58 - 64                                   | 65                                        | 66 - 68                                   |                                           |                                           |                                           |                                           |  |
| 1965年                                    |                                           |                                           |                                           |                                           |                                           |                                           |                                           |  |
| モハ164                                   | 816 - 823                                 | 45 - 50                                   | 824 - 827                                 | 828 - 835                                 | 51 - 68                                   |                                           |                                           |  |
| クモハ165                                 | 69 - 76                                   | 77 - 82                                   | 83 - 86                                   |                                           | 87 - 104                                  |                                           |                                           |  |
| モハ165                                   |                                           |                                           |                                           | 6 - 13                                    |                                           |                                           |                                           |  |
| 1966年                                    |                                           |                                           |                                           |                                           |                                           |                                           |                                           |  |
| モハ164                                   | 836 - 839                                 | 69 - 73                                   | 840                                       |                                           |                                           |                                           | CP MH80A-C1000 × 2 ↓ MH113A-C2000M × 1    |  |
| クモハ165                                 |                                           | 105 - 109                                 | 110                                       |                                           |                                           |                                           | CP MH80A-C1000 × 2 ↓ MH113A-C2000M × 1    |  |
| モハ165                                   | 14 - 17                                   |                                           |                                           |                                           |                                           |                                           | CP MH80A-C1000 × 2 ↓ MH113A-C2000M × 1    |  |
| 1967年                                    |                                           |                                           |                                           |                                           |                                           |                                           |                                           |  |
| モハ164                                   | 841 - 845                                 | 74 - 80                                   | 901 - 904                                 |                                           |                                           |                                           | 901 - 904 冷房準備車                      |  |
| クモハ165                                 | 111 - 115                                 | 116 -122                                  | 901 - 904                                 |                                           |                                           |                                           | 901 - 904 冷房準備車                      |  |
| 1968年                                    |                                           |                                           |                                           |                                           |                                           |                                           |                                           |  |
| モハ164                                   | 846 - 848                                 |                                           |                                           |                                           |                                           |                                           | 冷房準備車                                |  |
| クモハ165                                 | 123 - 125                                 |                                           |                                           |                                           |                                           |                                           | 冷房準備車                                |  |
| 1969年                                    |                                           |                                           |                                           |                                           |                                           |                                           |                                           |  |
| モハ164                                   | 849 - 861                                 | 81 - 84                                   |                                           |                                           |                                           |                                           | 新造冷房車                                |  |
| クモハ165                                 | 126 - 138                                 |                                           |                                           |                                           |                                           |                                           | 新造冷房車                                |  |
| モハ165                                   |                                           | 18 - 21                                   |                                           |                                           |                                           |                                           | 新造冷房車                                |  |
| 1970年                                    |                                           |                                           |                                           |                                           |                                           |                                           |                                           |  |
| モハ164                                   | 862 - 864                                 |                                           |                                           |                                           |                                           |                                           | 新造冷房車                                |  |
| クモハ165                                 | 139 - 141                                 |                                           |                                           |                                           |                                           |                                           | 新造冷房車                                |  |

狭小トンネル区間での運用は低屋根構造の800番台に限定されていたが、1973年に折畳高を縮小したPS23形が開発された以降は換装により当該区間へ入線可能となり限定が解除された。また電化区間延伸による運用線区拡大で広域転配が行われた結果、終始新前橋電車区配置となった900番台を除き0・500・800番台は多くの車両基地に配置された。
| \| モハ164形番台区分別配置実績 \| モハ164形番台区分別配置実績 \| モハ164形番台区分別配置実績 \| モハ164形番台区分別配置実績 \| モハ164形番台区分別配置実績 \| モハ164形番台区分別配置実績 \| モハ164形番台区分別配置実績 \| モハ164形番台区分別配置実績 \| モハ164形番台区分別配置実績 \| モハ164形番台区分別配置実績 \| モハ164形番台区分別配置実績 \| モハ164形番台区分別配置実績 \| モハ164形番台区分別配置実績 \| モハ164形番台区分別配置実績 \| モハ164形番台区分別配置実績 \| モハ164形番台区分別配置実績 \| モハ164形番台区分別配置実績 \| モハ164形番台区分別配置実績 \| モハ164形番台区分別配置実績 \| モハ164形番台区分別配置実績 \| モハ164形番台区分別配置実績 \| \| --------------------------- \| --------------------------- \| --------------------------- \| --------------------------- \| --------------------------- \| --------------------------- \| --------------------------- \| --------------------------- \| --------------------------- \| --------------------------- \| --------------------------- \| --------------------------- \| --------------------------- \| --------------------------- \| --------------------------- \| --------------------------- \| --------------------------- \| --------------------------- \| --------------------------- \| --------------------------- \| --------------------------- \| \| 番台区分 \| 新潟 \| 長野 \| 松本 \| 新前橋 \| 小山 \| 浦和 \| 三鷹 \| 田町 \| 津田沼 \| 幕張 \| 静岡 \| 豊橋 \| 神領 \| 大垣 \| 宮原 \| 向日町 \| 日根野 \| 岡山 \| 広島 \| 下関 \| \| 0番台 \| ○ \| ○ \| △ \| ○ \| - \| - \| △ \| ○ \| - \| △ \| △ \| △ \| △ \| △ \| ○ \| - \| - \| - \| - \| ○ \| \| 500番台 \| △ \| △ \| △ \| ○ \| - \| - \| - \| △ \| - \| △ \| △ \| △ \| △ \| △ \| ○ \| - \| - \| △ \| - \| △ \| \| 800番台 \| ○ \| - \| ○ \| ○ \| ○ \| ● \| ○ \| △ \| ○ \| △ \| △ \| ▽ \| △ \| ▽ \| ○ \| △ \| △ \| ○ \| ▲ \| ○ \| \| 900番台 \| - \| - \| - \| ○ \| - \| - \| - \| - \| - \| - \| - \| - \| - \| - \| - \| - \| - \| - \| - \| - \| \| 民営化後 \| JR東日本 \| JR東日本 \| JR東日本 \| JR東日本 \| JR東日本 \| JR東日本 \| JR東日本 \| JR東日本 \| JR東日本 \| JR東日本 \| JR東海 \| JR東海 \| JR東海 \| JR東海 \| JR西日本 \| JR西日本 \| JR西日本 \| JR西日本 \| JR西日本 \| JR西日本 \| |          |          |          |          |          |          |          |          |          |          |        |        |        |        |          |          |          |          |          |          |
| 備考 - ○：新製配置 - △：転入による配置 - ▽：暫定配置・正規転入配置ともにあり - ●・▲：暫定配置で正規運用なし - -：配置経歴なし - 新潟・松本・三鷹・静岡・豊橋・神領・大垣：0・500番台車はPS23A形パンタグラフへ換装 - 車両基地名称は配置開始時の名称 - 運転所：新潟・長野・松本・静岡・向日町・広島・下関 - 電車区：新前橋・浦和・三鷹・田町・津田沼・幕張・神領・大垣・宮原・日根野・岡山 - 機関区：豊橋 - 太字書体車両基地：民営化後もモハ164形の配置があった車両基地 - ただし長野はサハ165形 松本は1991年 - 1993年に三鷹との車両交換で転入した廃車前提の保留車 宮原はクハ165形の配置あり |          |          |          |          |          |          |          |          |          |          |        |        |        |        |          |          |          |          |          |          |
| モハ164形番台区分別配置実績 |          |          |          |          |          |          |          |          |          |          |        |        |        |        |          |          |          |          |          |          |
| 番台区分 | 新潟     | 長野     | 松本     | 新前橋   | 小山     | 浦和     | 三鷹     | 田町     | 津田沼   | 幕張     | 静岡   | 豊橋   | 神領   | 大垣   | 宮原     | 向日町   | 日根野   | 岡山     | 広島     | 下関     |
| 0番台 | ○        | ○        | △        | ○        | -        | -        | △        | ○        | -        | △        | △      | △      | △      | △      | ○        | -        | -        | -        | -        | ○        |
| 500番台 | △        | △        | △        | ○        | -        | -        | -        | △        | -        | △        | △      | △      | △      | △      | ○        | -        | -        | △        | -        | △        |
| 800番台 | ○        | -        | ○        | ○        | ○        | ●        | ○        | △        | ○        | △        | △      | ▽      | △      | ▽      | ○        | △        | △        | ○        | ▲        | ○        |
| 900番台 | -        | -        | -        | ○        | -        | -        | -        | -        | -        | -        | -      | -      | -      | -      | -        | -        | -        | -        | -        | -        |
| 民営化後 | JR東日本 | JR東日本 | JR東日本 | JR東日本 | JR東日本 | JR東日本 | JR東日本 | JR東日本 | JR東日本 | JR東日本 | JR東海 | JR東海 | JR東海 | JR東海 | JR西日本 | JR西日本 | JR西日本 | JR西日本 | JR西日本 | JR西日本 |

製造途中での大きな設計変更は1965年度第2次民有車以降に増備された69- ・836- からは、CPをMH80A-C1000形 × 2基からMH113A-C2000M形 × 1基へと変更した。
国鉄急行形電車2等車（現・普通車）冷房化計画では以下の設計変更が行われた。
- 901 - 904：1967年製造。AU12S形5基搭載準備車。冷房化は169系化改造後の1971年にAU72形搭載に変更の上で施工。
- 846 - 848：1968年製造。AU72形集中式冷房装置搭載準備車、
- 81 - 84・849 - 864：1969年・1970年製造。新造冷房車。

それ以前の非冷房車は、新前橋区所属で先行冷房改造試作車となった8両にはAU71形、その他の車両にはAU72形が搭載された。
| モハ164形製造メーカー別分類 | モハ164形製造メーカー別分類            | モハ164形製造メーカー別分類 | モハ164形製造メーカー別分類 | モハ164形製造メーカー別分類 | モハ164形製造メーカー別分類 | モハ164形製造メーカー別分類 | モハ164形製造メーカー別分類 |
| 製造年                      | 川崎車輌                               | 汽車製造                    | 日本車輌                    | 近畿車輛                    | 東急車輛                    | 帝國車輛                    | 備考                        |
| --------------------------- | -------------------------------------- | --------------------------- | --------------------------- | --------------------------- | --------------------------- | --------------------------- | --------------------------- |
| 1963                        | 1・20 - 30 42 - 50 501 - 509 801 - 803 | 2・3 13 - 19・39 804・805   | 4 - 12 37・38               | 31 - 36 40 - 43 510 - 514   |                             |                             |                             |
| 1964                        | 44 813 - 815                           | 806 - 808                   | 809 - 812                   |                             |                             |                             |                             |
| 1965                        | 51 - 58 816・817 824 - 827 830・831    | 59 - 68 818 - 821 832 - 835 | 45 - 50 822・823 828・829   |                             |                             |                             |                             |
| 1966                        | 836 - 839                              | 69・70                      | 840                         |                             | 71 - 73                     |                             |                             |
| 1967                        | 76 - 80                                |                             | 841 - 845 901 - 904         |                             |                             | 74・75                      | 901 - 904 冷房準備車        |
| 1968                        |                                        | 846 - 848                   |                             |                             |                             |                             | 冷房準備車                  |
| 1969                        | 81 - 84                                |                             | 849 - 852                   |                             | 853 - 861                   |                             | 新造冷房車                  |
| 1970                        |                                        |                             |                             | 862 - 864                   |                             |                             | 新造冷房車                  |

クハ165形
1963年から1970年にかけて206両が製造された2等制御車 (Tc) で定員76名。非冷房車では方向転換可能な両渡り構造を採用したが、冷房改造により冷房用三相交流電源引通を追設したため片渡り構造となった。クモハ165形が奇数向き固定のため本形式では3 - 11・113 - 135ならびに157 - 187の奇数番号車計33両を除き偶数向き固定とされた。
クモハ165形 + モハ164形 + クハ165形を基本に編成組成される本系列であるが、クモハ165形 + モハ164形ユニット145組に対して製造両数が61両多い理由は、以下によるものである。
- 1963年に製造された宮原電車区配置の準急編成増結用クモハ165形 + モハ164形500番台ユニット11組は単独製造であり、1965年に下関運転所へ転出。その際に8ユニットはクハ153形を小改造したクハ164形と編成を組成したが、3ユニットはクハ165形3両を単独製造し組成した。
- モハ165・164の中間電動車ユニットを本形式で挟み込む波動輸送対応編成として製造された4両編成が17本存在した。
- 松本運転所付属編成において、本形式2両を組込む4両編成を組成した。
- 新潟運転所「佐渡」編成では利用者増から本形式増結による対応を行った。
- 153系との混結運用に充当する目的で、宮原電車区および大垣電車区へ、冷房準備工事車32両が単独製造された。このグループは翌1969年に新製冷房車のモハ165・164の中間電動車ユニットおよびサハ165形を組み込んだ。

製造途中で2等車冷房化計画が進行したため以下の変更を実施。
- 非冷房 → 冷房改造：1 - 155（2 - 11および113 - 136は耐寒耐雪装備を省略）
- AU12S形6基搭載準備工事車（協調運転試作車）：901 - 904
- AU13E形5基搭載準備工事車：156 - 190（156 - 187は耐寒耐雪装備を省略）
- AU13形5基搭載新造冷房車：191 - 206（191 - 204は耐寒耐雪装備を省略）

冷房化改造では900番台ならびに新前橋区所属先行冷房改造試作車がAU12S形6基とされたほかはAU13E形5基、冷房電源用として新前橋区所属先行冷房改造試作車が90 kVAの、新製冷房車ならびに準備車を含む搭載改造車は容量110 kVAの電動発電機が搭載された。
| クハ165形製造メーカー別分類 | クハ165形製造メーカー別分類 | クハ165形製造メーカー別分類 | クハ165形製造メーカー別分類 | クハ165形製造メーカー別分類 | クハ165形製造メーカー別分類 | クハ165形製造メーカー別分類 | クハ165形製造メーカー別分類 |
| 製造年                      | 川崎車輌                    | 汽車製造                    | 日本車輌                    | 近畿車輛                    | 東急車輛                    | 帝國車輛                    | 備考                        |
| --------------------------- | --------------------------- | --------------------------- | --------------------------- | --------------------------- | --------------------------- | --------------------------- | --------------------------- |
| 1963                        | 1 - 7 29 - 35               | 8 - 12 21 - 28 43・44       | 13 - 20 41・42              | 36 - 40 45 - 55             |                             |                             |                             |
| 1964                        | 65 - 68                     | 56 - 58                     | 59 - 64                     |                             |                             |                             |                             |
| 1965                        | 69・70 87 - 99 117・118     | 71 - 78 100 - 112 119 - 128 | 79 - 86 113 - 116           |                             |                             |                             |                             |
| 1966                        | 129 - 136                   | 137・138                    | 142 - 146                   |                             | 139 - 141                   |                             |                             |
| 1967                        | 151 - 155                   |                             | 147・148 901 - 904          |                             |                             | 149・150                    | 901 - 904 冷房準備車        |
| 1968                        | 156 - 187                   | 188 - 190                   |                             |                             |                             |                             | 冷房準備車                  |
| 1969                        |                             |                             | 191 - 195                   |                             | 196 - 203                   |                             | 新造冷房車                  |
| 1970                        |                             |                             |                             | 204 - 206                   |                             |                             | 新造冷房車                  |

サロ165形
1等付随車 (Ts) で、定員48名。1963年 - 1969年に134両が製造された。本形式は165系との編成組成のほか、サロ153形・サロ152形を113系編入改造の種車として捻出する目的から、波動運用対応編成とは別に既存の153系と編成を組成することを前提に宮原電車区ならびに田町電車区へ新製配置された車両、またダイヤ改正による増発用として新製されたものの早期落成により本来配置される車両基地とは別に大垣電車区ならびに小山電車区へ暫定配置された車両が存在する。
外観的には、台車を除き特徴的な二連式大型下降窓や回送運転台の装備などサロ152形を踏襲しており、車内には専務車掌室を設置し冷房搭載車は洗面所にウォータークーラーを搭載した。
国鉄急行列車1等車冷房化計画の過渡期に製造されたために冷房装置は以下の4種類が存在する。
- 非冷房 → AU12S形6基搭載冷房改造（1963年 - 1964年上期製造）：1 - 28（24は冷房改造未施工で廃車）
- AU12S形6基搭載準備工事車（1964年下期製造）：29
- AU12形6基搭載新造冷房車（1965年 - 1968年製造）：30 - 129
- AU13形5基搭載新造冷房車（1969年製造）：130 - 134

新製冷房車は、冷房電源に自車給電用20 kVA電動発電機を床下搭載し、非冷房車・冷房準備車は事故廃車の24を除く全車が冷房化改造された際に同仕様とした。
総括制御回線は両渡り構造としたが、急行列車2等車冷房化に際し三相交流電源引通を追設したことから1968年製造の94 - 96ならびに117以降は片渡り構造へ設計変更を実施。同仕様に1 - 93・97 - 116も改造施工された。
1967年10月1日ダイヤ改正時点で長野運転所に配置されていた信越本線急行充当車19両は、1968年10月1日ダイヤ改正でEF63との横軽区間で協調運転を行う169系へ移行した際に対応機器搭載と上述した三相交流電源引通追設ならびに総括制御回線片渡り化工事を長野工場で施工されサロ169形へ改造された。
二連式大型下降窓からの雨水侵入による車体腐食で老朽化が進行していたことに加え、国鉄末期の1980年代初頭より特急格上げによる急行運用の削減・短編成化・グリーン車の利用率低下による連結両数減などにより余剰車が発生したことから、5両がクハ455形へ、1両がサロ110形へ改造施工されたほかは廃車が進行し、分割民営化時に車籍を有していたのは急行「東海」と、共通運用される東京 - 大垣間の夜行普通列車に充当する、JR東海大垣電車区に所属のサロ165-105 - 108・112・125・126・132の8両まで縮小した。
1989年3月11日ダイヤ改正で運用移管により105を除いた7両は静岡運転所へ転出。105は神領電車区へ転出したが直後の5月15日に廃車。しかし「東海」関連運用も1996年3月で営業運転終了。106を除き8月までに廃車となったが、106は静岡車両区所属で車籍を有したまま浜松工場に留置。2009年3月31日付で廃車され本系列は廃系列となった。
| サロ165形製造メーカー別分類 | サロ165形製造メーカー別分類 | サロ165形製造メーカー別分類 | サロ165形製造メーカー別分類 | サロ165形製造メーカー別分類 | サロ165形製造メーカー別分類 | サロ165形製造メーカー別分類 | サロ165形製造メーカー別分類     |
| 製造年                      | 川崎車輌                    | 汽車製造                    | 日本車輌                    | 近畿車輛                    | 東急車輛                    | 帝國車輛                    | 備考                            |
| --------------------------- | --------------------------- | --------------------------- | --------------------------- | --------------------------- | --------------------------- | --------------------------- | ------------------------------- |
| 1963                        | 18 - 24                     | 9 - 17                      | 1 - 8                       | 25・26                      |                             |                             | 1 - 28：非冷房車 29：冷房準備車 |
| 1964                        | 29                          | 27・28                      |                             |                             |                             |                             | 1 - 28：非冷房車 29：冷房準備車 |
| 1965                        | 30 - 37 52 - 55             | 38 - 51 56 - 58             | 59 - 62                     |                             |                             |                             | AU12Sx6基 新造冷房車            |
| 1966                        | 63                          | 64・65                      | 66 - 71 79・80              | 81 - 93                     | 72 - 78                     |                             | AU12Sx6基 新造冷房車            |
| 1967                        | 107 - 116                   | 97 - 103                    |                             | 104・105                    |                             | 106                         | AU12Sx6基 新造冷房車            |
| 1968                        |                             |                             | 94 - 96 117 - 129           |                             |                             |                             | AU12Sx6基 新造冷房車            |
| 1969                        |                             |                             | 130 - 132                   |                             | 133・134                    |                             | AU13Ex5基 新造冷房車            |

サハ164形
1966年10月ダイヤ改正で中央東線急行増発用として同年3月に川崎車輌で以下の経緯から2両のみが製造された定員56名の売店付2等付随車 (Tk) 。
- 中央東線急行列車利用者には登山客が多く、座席定員を確保できない観点から混雑時サービスに課題が生じていた。
- ビュフェ車のサハシ165形では製造ならびに営業でのコスト面で不利となるほか、サハシ153形からの改造編入も種車が供給できない状況にあった。

このためモハ165形をベースに後位側客用乗降扉およびデッキを車体中央側に寄せた上で、車端側3.5区画分をキハ81形ならびにモハ156形で採用された売店ならびに車内販売準備室としたほか、幅600 mmの物資積卸扉を追加する設計変更をしたのが本形式である。165系としては最初のサハになるが、特殊仕様のため偶数形式とされた。
床下には自車設備給電用のMH81-DM44形MG (5 kVA) を搭載したが、1970年に施工された冷房化改造によりMGを冷房電源兼用の110 kVAタイプに換装した。なお冷房装置はAU13E形分散式を客室部に4基、後位側デッキ部と売店部物資積卸口の上にそれぞれ1基搭ずつの計6基としたことから、モハ165形・サハ165形とは搭載位置が異なる。
1974年にはビュフェ営業を休止していた上越急行用サハシ165形とトレードされる形で新潟運転所へ転出し「佐渡」編成に組成。さらに1978年には大垣電車区へ転出し「東海」ならびに東京 - 大垣間夜行普通列車用K編成に組成されたが、1979年から1980年にかけて松本運転所へ転属となり再び中央東線急行基本編成に組成。1983年、新前橋電車区で余剰となり転入してきたクハ165形と差し替えられ廃車され形式消滅した。
| サハ164形経歴 | サハ164形経歴 | サハ164形経歴 | サハ164形経歴 | サハ164形経歴 | サハ164形経歴 | サハ164形経歴 | サハ164形経歴 | サハ164形経歴 |
| 車番          | 製造会社      | 製造日        | 新製配置      | 新潟転属      | 大垣転属      | 松本再転属    | 廃車日        | 備考          |
| ------------- | ------------- | ------------- | ------------- | ------------- | ------------- | ------------- | ------------- | ------------- |
| 1             | 川崎車輌      | 1966.03.08    | 松本          | 1974.12.12    | 1978.07.21    | 1979.03.28    | 1983.01.21    | 1970年冷房化  |
| 2             | 川崎車輌      | 1966.03.08    | 松本          | 1974.12.12    | 1978.07.21    | 1980.01.26    | 1983.01.21    | 1970年冷房化  |

サハ165形
車体構造・車内設備はモハ165形と同一となる定員84名の付随車 (T) 。11両全車が新製時からTR69B形台車を装着し、AU13E形分散式冷房装置6基と冷房電源用110 kVA MGを搭載して落成。
1969年10月ダイヤ改正で山陽本線不定期急行の定期列車化用として1 - 10が川崎車輛で製造され宮原電車区へ、1970年に呉線電化による増発用として11が近畿車輛で製造され下関運転所へ配置された。
1972年3月ダイヤ改正以降は、全車新潟運転所へ集中配置とされ上越急行へ転用。1974年には5・9が神領区へ転出し中央西線でも運用された。1984年にはクハ455形・サロ110形へ6両が改造されたが、本形式のまま残存した神領配置の2両ならびに新潟配置の3両計5両は松本運転所に転出。1986年に新急行「かもしか」充当用にシート交換などのグレードアップ改造を施工され長野運転所へ再転出。「かもしか」の「みすず」格下げ後は長野ローカルで運用されたが、1999年に保留車となり2001年までに全車廃車となった。
| サハ165形経歴 | サハ165形経歴 | サハ165形経歴 | サハ165形経歴 | サハ165形経歴                        | サハ165形経歴 |
| 車番          | 製造会社      | 製造日        | 新製配置      | 転属                                 | 廃車・改造    |
| ------------- | ------------- | ------------- | ------------- | ------------------------------------ | ------------- |
| 1             | 川崎車輌      | 1969.09.01    | 宮原          | → 新潟                               | クハ455-501   |
| 2             | 川崎車輌      | 1969.09.01    | 宮原          | → 新潟                               | クハ455-502   |
| 3             | 川崎車輌      | 1969.09.01    | 宮原          | → 新潟                               | クハ455-503   |
| 4             | 川崎車輌      | 1969.09.01    | 宮原          | → 新潟                               | クハ455-504   |
| 5             | 川崎車輌      | 1969.09.01    | 宮原          | → 新潟 → 神領 → 松本 → 長野          | 2001.01.12    |
| 6             | 川崎車輌      | 1969.09.16    | 宮原          | → 新潟                               | クハ455-505   |
| 7             | 川崎車輌      | 1969.09.16    | 宮原          | → 新潟                               | サロ110-501   |
| 8             | 川崎車輌      | 1969.09.16    | 宮原          | → 新潟 → 松本 → 長野                 | 1999.01.11    |
| 9             | 川崎車輌      | 1969.09.16    | 宮原          | → 新潟 → 神領 → 松本 → 長野          | 1999.03.10    |
| 10            | 川崎車輌      | 1969.09.16    | 宮原          | → 新潟 → 松本 → 長野                 | 1999.01.11    |
| 11            | 近畿車輛      | 1970.05.30    | 下関          | → 津田沼 → 下関 → 新潟 → 松本 → 長野 | 1999.03.10    |

サハシ165形
1963年に川崎車輌・近畿車輛で12両が製造された2等・ビュフェ合造付随車 (Tb) 。2等客室部定員は36名。車体中央部に設置された幅700 mmの客用扉を境に、前位寄りを2等客室、後位寄りを電子レンジを標準装備するビュフェとし、トイレ・洗面所は設置しない。基本構造はサハシ451形に準じ、供食設備はサハシ451形と同様の蕎麦コーナーとなっており、サハシ153形の寿司コーナーとは異なっている。ただし165系の他形式車同様、客用扉のステップは省略されている。また、車内販売用の業務用控室を出入台寄りに設置した。
新製時は総括制御回線を両渡り構造としたほか、ビュフェ部分はAU12形4基搭載により冷房車とし側窓も固定式としたが、1969年 - 1972年に客室部もAU13E形2基で冷房化。松本配置車は電源供給上の理由からMGを従来の40 kVAから110 kVAに交換した。また、同時に冷房電源用三相交流引通装備ならびに総括制御回線片渡り構造化も施工された。
新製配置は全車新潟運転所とされ上越急行で運用されたが、1965年12月から中央東線の急行「アルプス」でビュフェ営業を開始するため、2・4・6・8・10の5両は松本運転所（現・松本車両センター）へ転出。その後サハシ165-2は車両需給の関係で1966年より再び新潟運転所の配置となった。
1973年10月1日ダイヤ改正で「佐渡」の減便ならびにビュフェ営業終了により、翌1974年に1 - 3が松本へ転出。松本配置車も1976年には「アルプス」のビュフェ営業を終了。1978年から余剰廃車が開始され、1983年に形式消滅した。
| サハシ165形経歴 | サハシ165形経歴 | サハシ165形経歴 | サハシ165形経歴 | サハシ165形経歴 | サハシ165形経歴 | サハシ165形経歴 | サハシ165形経歴                 |
| 車番            | 製造会社        | 製造日          | 新製配置        | 松本転属        | 廃車日          | MG              | 備考                            |
| --------------- | --------------- | --------------- | --------------- | --------------- | --------------- | --------------- | ------------------------------- |
| 1               | 近畿車輛        | 1963.04.12      | 新潟            | 1974.12.12      | 1983.03.19      | 110 kVA         |                                 |
| 2               | 近畿車輛        | 1963.04.12      | 新潟            | 1965.11.01      | 1982.07.27      | 110 kVA         | 1966.04.02 - 1974.12.12新潟所属 |
| 3               | 近畿車輛        | 1963.04.12      | 新潟            | 1974.12.12      | 1978.12.26      | 110 kVA         |                                 |
| 4               | 近畿車輛        | 1963.04.12      | 新潟            | 1965.11.01      | 1982.03.17      | 110 kVA         |                                 |
| 5               | 近畿車輛        | 1963.04.12      | 新潟            |                 | 1978.09.11      | 40 kVA          |                                 |
| 6               | 近畿車輛        | 1963.04.12      | 新潟            | 1965.11.01      | 1982.12.25      | 110 kVA         |                                 |
| 7               | 川崎車輌        | 1963.04.25      | 新潟            |                 | 1978.09.11      | 40 kVA          |                                 |
| 8               | 川崎車輌        | 1963.04.25      | 新潟            | 1965.11.01      | 1982.03.17      | 110 kVA         |                                 |
| 9               | 川崎車輌        | 1963.04.25      | 新潟            |                 | 1978.09.11      | 40 kVA          |                                 |
| 10              | 川崎車輌        | 1963.04.25      | 新潟            | 1965.11.30      | 1982.02.12      | 110 kVA         |                                 |
| 11              | 近畿車輛        | 1963.05.17      | 新潟            |                 | 1978.09.11      | 40 kVA          |                                 |
| 12              | 近畿車輛        | 1963.05.17      | 新潟            |                 | 1978.09.11      | 40 kVA          |                                 |

### 163系の形式

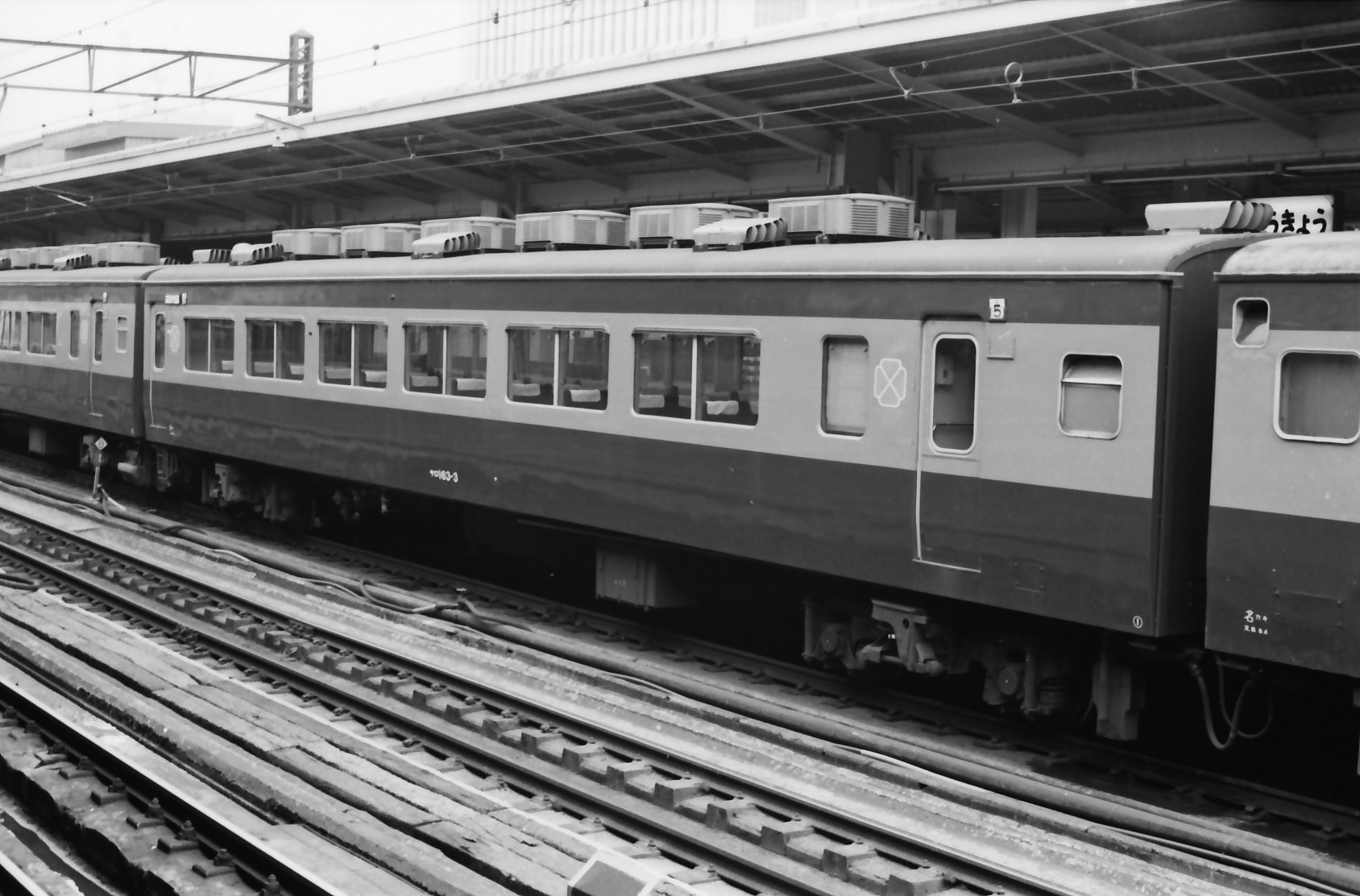
サロ163-3

サロ163形
1 - 7の全車が川崎車輌で1964年12月に製造された。標準主電動機のMT46形からMT54形への変更による153系製造中止に伴う新形式であり、153系1等車であるサロ152形の実質的な増備車である。
車体はサロ152形と同様で屋根上にAU12S形分散式冷房装置を搭載。台車はTR59形 → TR69形へ変更した。このため外観上は、同時期に製造されたサロ165形AU12S形搭載新製冷房車の30 - 129とほぼ同一であるが、車側表示灯が車体中央部ではなくサロ152形同様専務車掌室横に設置することと耐寒耐雪装備を省略しているため床下ブレーキユニットの耐雪カバーがない相違点がある。
宮原電車区に集中配置され、終始153系編成に組み込まれて運用されたが、1968年に大垣電車区へ全車転属。7を除く6両は後にサロ165形と混用で運用されたが、1983年までに全車廃車された。
7は1969年にグリーン車需要の関係から浜松工場でサロ112-51へ改造された。静岡電車区に配置され東海道線東京口運用に投入されたが、1971年に高槻電車区（現・網干総合車両所高槻派出所）に転出。京阪神地区で運用され1978年に廃車された。
| 1 | 川崎車輌 | 1964.12.21 | 宮原 | 大垣 1968.09.07 | →               | 1983.02.17 |                                                 |
| 2 | 川崎車輌 | 1964.12.21 | 宮原 | 大垣 1968.09.14 | →               | 1983.02.17 |                                                 |
| 3 | 川崎車輌 | 1964.12.21 | 宮原 | 大垣 1968.09.14 | →               | 1983.02.17 |                                                 |
| 4 | 川崎車輌 | 1964.12.21 | 宮原 | 大垣 1968.09.14 | →               | 1983.02.17 |                                                 |
| 5 | 川崎車輌 | 1964.12.23 | 宮原 | 大垣 1968.09.14 | →               | 1981.01.19 |                                                 |
| 6 | 川崎車輌 | 1964.12.23 | 宮原 | 大垣 1968.09.14 | →               | 1981.01.25 |                                                 |
| 7 | 川崎車輌 | 1964.12.23 | 宮原 | 大垣 1968.09.14 | 静岡 1969.08.17 | 1978.02.28 | 1969.09.08サロ112-51へ改造 1971.03.09高槻へ転出 |

### 167系の形式
| モハ167-12 |  | モハ166-12 |  | クハ167-21 |
| モハ167-12 |  | モハ166-12 |  | クハ167-21 |

モハ167形
モハ166形とユニットを組む2等電動車 (M) で主制御器を搭載。定員は84名。
基本的な構造はモハ165形と同様だが側扉が700 mmに変更されたため窓配置が異なる。
モハ166形
モハ167形とユニットを組む2等電動車 (M') でMG・CP・パンタグラフを搭載。定員は84名。
基本的構造は修学旅行閑散期には臨時列車で狭小トンネル区間が存在する中央東線への入線が考慮されパンタグラフ搭載区画を低屋根化したモハ164形800番台と同様だが窓配置が異なる。なお本形式が製造された当時の国鉄ではパンタグラフ部低屋根構造車両を慣例として800番台に区分していたが、本形式は全車が低屋根車に該当するため区分せず155・159系同様0番台とした。
補機類ではモハ164形と同様に増備途中でCPの機種変更が行われたことから、1965年製造の1 - 4がMH80A-C1000形2基、1966年製造の5 - 15がMH113A-C2000M形1基搭載。
宮原配置の10 - 15は冷房化と同時にトイレならびに物置を撤去して乗務員室へ変更する工事を施工。
クハ167形
2等制御車 (Tc) で定員は76名。クハ155・159形同様客室には速度計と電池式時計が設置されたが一般転用時に撤去された。
田町に新製配置された1 - 8のATSはS形に加えA形を併設。
冷房化時に田町車は偶数向き車にのみ冷房電源用MGを搭載。宮原車は偶数向きをクハ165形に統一することで本形式は奇数向きに統一されたことで冷房電源用MGは搭載しない。

### 169系の形式
| クモハ169-12 |  | モハ168-6 |  | クハ169-20 |
| クモハ169-12 |  | モハ168-6 |  | クハ169-20 |

クモハ169形
モハ168形とユニットを組む2等制御電動車 (Mc) で主制御器・主抵抗器を搭載している。定員76名。1 - 27の量産車27両と901 - 904の試作車4両、合計31両が製造された。
試作車の冷房装置は量産車のAU13E形5基とは異なりAU12S形6基を搭載する。
モハ168形
クモハ169形とユニットを組む2等中間電動車 (M') で定員84名。電動発電機 (MG) ・MH113A-C2000M形空気圧縮機 (CP) ・パンタグラフを搭載する。
量産車1 - 27は通常屋根構造なのに対し、試作車901 - 904はモハ164形800番台同様パンタグラフ部が低屋根構造とした上でAU12S形5基搭載冷房準備車で製造されたが、冷房化改造では0番台同様AU72形1基搭載に変更して施工された。
クハ169形
2等制御車 (Tc) で定員76名。冷房化時に110 kVA冷房電源用MGを搭載。
冷房装置はクモハ169形同様に1 - 27がAU13E形5基、901 - 904がAU12S形6基を搭載する。
| クモハ169・モハ168・クハ169製造メーカー別分類 | クモハ169・モハ168・クハ169製造メーカー別分類 | クモハ169・モハ168・クハ169製造メーカー別分類 | クモハ169・モハ168・クハ169製造メーカー別分類 | クモハ169・モハ168・クハ169製造メーカー別分類 |
| クモハ169 + モハ168                           | クモハ169 + モハ168                           | クモハ169 + モハ168                           | クモハ169 + モハ168                           | クモハ169 + モハ168                           |
| 製造年                                        | 日本車輌                                      | 東急車輛                                      | 近畿車輛                                      | 備考                                          |
| --------------------------------------------- | --------------------------------------------- | --------------------------------------------- | --------------------------------------------- | --------------------------------------------- |
| 1967                                          | 901 - 904                                     |                                               |                                               | 元・クモハ165 + モハ164 -901 - 904 冷房準備車 |
| 1968                                          | 1 - 7                                         | 8 - 23                                        | 24・25                                        | 冷房準備車                                    |
| 1969                                          |                                               | 26・27                                        |                                               | 新造冷房車                                    |
| クハ169                                       |                                               |                                               |                                               |                                               |
| 製造年                                        | 日本車輌                                      | 東急車輛                                      | 近畿車輛                                      | 備考                                          |
| 1967                                          | 901 - 904                                     |                                               |                                               | 元・クハ165-901 - 904 冷房準備車              |
| 1968                                          | 1 - 3                                         | 4 - 21                                        | 22 - 24                                       | 冷房準備車                                    |
| 1969                                          |                                               | 25 - 27                                       |                                               | 新造冷房車                                    |

## 製造時期による変化
本系列は1963年から1970年まで製造されたが、製造途中での設計変更が複数行われた。

### 初期車
当初はクモハ165形・モハ165形・モハ164形・クハ165形・サロ165形・サハシ165形の6形式が製造され、これに加えて線区の事情に応じた派生区分や派生形式も製造された。2等車は1963年度から1967年度までの製造車が非冷房で、1等車は1963年度から1968年度までの製造車のうち1964年度以降に製造された車両が冷房新製車で落成した。本グループでは以下の車両が該当する。
- クモハ165-1 - 122（122両）
- モハ165-1 - 17（17両）
- モハ164-1 - 80（80両）
- モハ164-501 - 514（14両）
- モハ164-801 - 845（45両）
- クハ165-1 - 155（155両）
- サロ165-1 - 129（129両）
- サハシ165-1 - 12（12両）
- サハ164-1・2（2両）

また、製造途中で以下の設計変更も行われた。
- クモハ165-56 クハ165-46以降：雨樋を453系に合わせる形で運転室上部まで延長[25]。
- クモハ165-60 モハ165-6 モハ164-44・809 クハ165-59 サロ165-29以降ならびにサハ164形：台車をベローズ式空気ばねのままで耐久性向上ならびにボルスタアンカー強化かつ車軸径を増大したDT32B形・TR69B形に変更。
- モハ164-69・836以降：空気圧縮機を従来のMH80A-C1000形2基からMH113A-C2000M形1基に変更[26]。
- 1967年以降の新造車 ：水タンクを鋼製からFRP製へ変更。

サロ165形では冷房化計画により以下の設計変更を実施。
- 29：冷房準備車で落成。
- 30以降：新製冷房車でAU12S形分散式冷房装置6基と容量40 kVAの自車給電用MGを搭載して落成。

163系・167系はすべて本グループでの落成であるが、モハ166形は1966年製の5以降が空気圧縮機をMH80A-C1000形2基からMH113A-C2000M形1基へ変更するなど165系同様の設計変更が行われた。
- サロ163-1 - 7（7両）
- モハ167-1 - 15（15両）
- モハ166-1 - 15（15両）
- クハ167-1 - 22（22両）

### 冷房準備車
2等車冷房化計画に基づいて以下の時系列で製造されたグループである。
1967年12月に碓氷峠協調運転試作車として製造された165系900番台は2等車（普通車）で唯一となるAU12S形冷房準備車であり、モハ164形は800番台に準じた低屋根構造とともにAU12S形分散式で搭載準備が施工された。
- クモハ165-901 - 904（4両）
- モハ164-901 - 904（4両）
- クハ165-901 - 904（4両）

1968年に製造された165系冷房準備車ではパンタグラフ非搭載形式がAU13E形分散式、モハ164形がAU72形集中式搭載を考慮した構造とされ、さらに以下のグループに細分される。
- クハ165-156 - 187（32両）

- 東海道・山陽本線用で153系と混用することを前提に大垣電車区ならびに宮原電車区へ配置されたグループ。また本グループのクハ165形は153系中間車の冷房化を考慮して新製時より大容量の110 kVA MGを装備する。

- クモハ165-123 - 125（3両）
- モハ164-846 - 848（3両）
- クハ165-188 - 190（3両）

- 富士急行線への直通気動車急行「かわぐち」電車化のため富士急行が利用債を負担して汽車会社が3両編成x3本で製造し松本運転所へ配置された。
- 本グループのクモハ165形ならびにクハ165形はタイフォンカバーが中折れシャッター式となり、AW-2形ホイッスルを屋根上に搭載する設計変更を実施。

1968年8月から製造された169系第一次量産車は、上述した「かわぐち」電車化用増備車と同様の構造で製造された。ただしモハ168形はAU72形集中式搭載を考慮した構造であるが、パンタグラフ部の低屋根構造は採用していない。
- クモハ169-1 - 25（25両）
- モハ168-1 - 25（25両）
- クハ169-1 - 24（24両）

### 新製冷房車
1969年度以降の新造車では、165系・169系とも全車両が冷房付きで落成した。冷房装置はパンタグラフを搭載しない形式がAU13E形分散式、モハ164・168形がAU72形集中式を搭載した。また、クハ165・169形ならびにサハ165形には容量110 kVAの冷房電源専用MH128-DM85形電動発電機（MG）を床下搭載した。
1969年5月より全車津田沼電車区へ新製配置された房総西線電化用グループ。モハ164形800番台の低屋根部にあった通風口は廃止され、サロ165形は冷房装置はAU12S形6基からAU13E形5基に変更された。
- クモハ165-126 - 138（13両）
- モハ164-849 - 861[注 5]（13両）
- クハ165-191 - 203（13両）
- サロ165-130 - 134（5両）

1969年9月に製造された169系第二次量産車。1968年に製造された冷房準備車グループでは電動車ユニットが1組多く製造されていた関係から、編成数を合せるためクハ169形が1両多く製造された。なお本グループのクハ169形はCPが廃止されたためサロ169形・サハシ169形との混結はできない。
- クモハ169-26・27（2両）
- モハ168-26・27（2両）
- クハ169-25 - 27（3両）

1969年に山陽本線急行増発用として製造され宮原電車区に配置された中間車のみのグループ。冷房電源用110 kVA MGを搭載する新形式のサハ165形も落成した。なお本グループの連結は編成両端がクハ165冷房準備車グループの編成に限定された。
- モハ165-18 - 21（4両）
- モハ164-81 - 84（4両）
- サハ165-1 - 10（10両）

1970年に製造された最終増備車グループで、「よねやま」電車化用としてクモハ165 + モハ164 + クハ165 × 2本が新潟運転所へ、呉線電化用としてクモハ165 + モハ164 + サハ165 + クハ165が下関運転所へ新製配置された。編成中間には既存の153系中間車を冷房化改造の上組み込みを実施。
- クモハ165-139- 141（3両）
- モハ164-862 - 864[注 6]（3両）
- クハ165-204 - 206（3両）
- サハ165-11[注 32]（1両）

## 改造
改造工事については、車両番号の変更や車体構造に手を入れる大規模なものから、充当線区の運用事情から施工されたものまで多種多様であり、本項では#形式間改造・#ジョイフルトレインへの改造・#改番を伴わない改造・#他系列への改造の4項目に分けて解説を行う。

### 形式間改造
本系列内で改番を伴う改造のほか、153系から本系列への編入改造についても解説を行う。

#### クハ164形
1965年（昭和40年）10月1日ダイヤ改正で下関運転所（現・下関総合車両所）にクモハ165形 + モハ164形ユニット1組2両・クハ165形4両の新製車6両ならびに宮原電車区よりクモハ165形 + モハ164形500番台ユニット11組22両・153系からサロ153形6両・クハ153形8両の転入車36両で計42両が配置された。クモハ + モハ + クハ3両編成の中間にサロ153形を組成する7両編成 × 6本で山陽本線急行・準急運用に充当されたが、車両需給上、最低2本は先頭車に組成せざるを得ないクハ153形からの制御では抑速ブレーキが使用ができなくなることから、最大22.6 ‰の急勾配が介在する瀬野 - 八本松駅間（瀬野八区間）では下り勾配となる下り列車での抑速ブレーキ使用を考慮して、クモハ165形 + モハ164形は本来の山陽本線基準上り向きから逆となる下り向きとし、クハ153形はすべて上り向きに方向転換した上で編成組成して対処した。しかし融通性向上と制約解除の観点から運用開始から4か月程経過した1966年（昭和41年）2月 - 3月に幡生工場で本運用に充当されていたクハ153形0番台8両に対し、165系への編入改造を施工したのが本形式である。

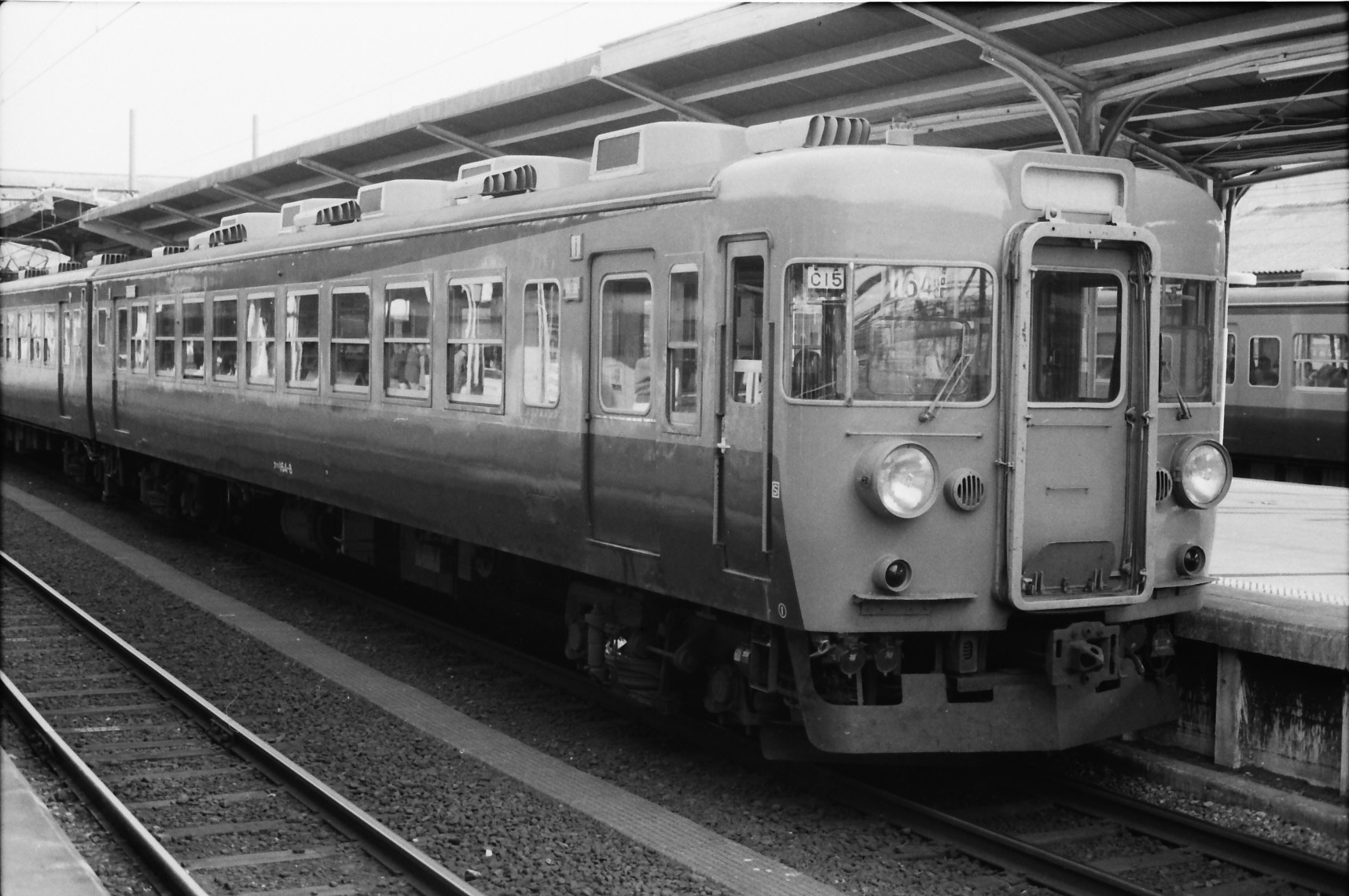
クハ164-6

主な改造内容は主幹制御器をMC22形からMC37形へ、総括制御用ジャンパ連結器をKE57A形からKE64形への交換である。車両番号は改造種車の番号順に1 - 8が付番された。耐寒耐雪構造は暖地向けとなる山陽本線で運用されることから施工を省略。種車が低運転台構造のため塗装はクハ153形のまま正面に緑が回らない塗り分けの異端車となった。
改造後も引き続き下関運転所に配置され山陽本線で運用に充当されたが、山陽新幹線岡山暫定開業による運用減により1971年（昭和46年）から1972年（昭和47年）にかけて以下の車両基地へ転出した。
- 1 - 4 → 大垣電車区（現・大垣車両区）

- 大垣転入後は同区の153・155系と混用されたが、1974年（昭和49年）から1975年（昭和50年）にかけて宮原へ再転出。修学旅行専用列車廃止後に下関運転所から転入してきた冷房化改造前の167系と編成を組成し、波動運用に充当された。167系冷房化改造後は同区配置のクハ165形と差換えられ、非冷房のまま1979年（昭和54年） - 1980年（昭和55年）に廃車。

- 5 - 8 → 宮原電車区（→ 宮原運転所 → 宮原総合運転所 → 現・網干総合車両所宮原支所）

- 宮原転入直後の1972年（昭和47年）に5 - 7が吹田工場（現・吹田総合車両所）で110 kVA MG搭載ならびに片渡り構造への変更を伴う冷房化改造を施工。なお5・7は前面強化と前灯シールドビーム化を1977年（昭和52年）に施工された。
- 1973年（昭和48年）に神領電車区へ転出し、中央西線急行に充当。1975年（昭和50年）に大垣へ再転出し「東海」「伊那」「富士川」などで運用されたほか、1976年（昭和51年）に8が長野工場（現・長野総合車両センター）で5 - 7と同様の冷房化改造を施工された。運用減と老朽化のため1983年（昭和58年）までに廃車され形式消滅した。

| クハ164形改造履歴 | クハ164形改造履歴 | クハ164形改造履歴 | クハ164形改造履歴 | クハ164形改造履歴 | クハ164形改造履歴 | クハ164形改造履歴 | クハ164形改造履歴 | クハ164形改造履歴 | クハ164形改造履歴 | クハ164形改造履歴 |
| 車番              | 種車              | 改造日            | 施工              | 配置              | 転属              | 転属              | 転属              | 廃車日            | 冷房化            | その他改造        |
| ----------------- | ----------------- | ----------------- | ----------------- | ----------------- | ----------------- | ----------------- | ----------------- | ----------------- | ----------------- | ----------------- |
| 1                 | クハ 153-1        | 1966.02.15        | 幡生              | 下関              | 大垣 1972.02.29   | 宮原 1974.12.13   | →                 | 1980.09.19        | 未施工            |                   |
| 2                 | クハ 153-2        | 1966.02.21        | 幡生              | 下関              | 大垣 1972.02.29   | 宮原 1975.01.11   | →                 | 1980.02.21        | 未施工            |                   |
| 3                 | クハ 153-17       | 1966.03.16        | 幡生              | 下関              | 大垣 1972.02.27   | 宮原 1974.12.20   | →                 | 1980.08.02        | 未施工            |                   |
| 4                 | クハ 153-18       | 1966.03.10        | 幡生              | 下関              | 大垣 1972.02.27   | 宮原 1974.12.20   | →                 | 1979.11.29        | 未施工            |                   |
| 5                 | クハ 153-19       | 1966.02.23        | 幡生              | 下関              | 宮原 1971.12.02   | 神領 1973.06.13   | 大垣 1975.04.04   | 1982.09.27        | 1972年 吹田       | 前灯SB化 前面強化 |
| 6                 | クハ 153-20       | 1966.02.10        | 幡生              | 下関              | 宮原 1971.12.02   | 神領 1973.05.15   | 大垣 1975.05.07   | 1983.03.18        | 1972年 吹田       |                   |
| 7                 | クハ 153-25       | 1966.02.05        | 幡生              | 下関              | 宮原 1971.11.18   | 神領 1973.05.15   | 大垣 1975.05.07   | 1983.09.03        | 1972年 吹田       | 前灯SB化 前面強化 |
| 8                 | クハ 153-26       | 1966.03.19        | 幡生              | 下関              | 宮原 1971.11.18   | 神領 1973.05.11   | 大垣 1975.04.04   | 1982.09.27        | 1976年 長野       |                   |

#### サハシ165形50番台
サハシ153形から改造編入されたサハシ165形の区分番台であるが、1965年に改造された51・52と1968年 - 1969年に改造された53 - 55の2グループに細分できる。いずれも改造施工後は松本運転所へ配置され中央東線急行で運用。1969年 - 1970年に普通客室へのAU13E形分散式冷房装置取付改造施工と同時にMGを40 kVAから110 kVAに交換した。
51・52
1965年12月より中央東線急行「アルプス」ビュフェ営業開始に際して基本編成中間封じ込みのクハ165形と差し替えを実施したが、サハシ165形は新潟運転所所属で上越線急行「佐渡」編成に2両組成されていたうちの1両を減車の上で5両が松本運転所へ転出転用された。しかし必要車両数は7両であったことから、不足分の2両は東海道・山陽本線急行「なにわ」「宮島」運用減で捻出されたサハシ153形2両の改造編入で落成したグループである。
種車はサハシ153-2・4で改造内容はビュフェ部寿司コーナーを蕎麦コーナー・業務用控室への変更・小窓新設ならびに固定窓移設・耐寒耐雪構造化・ジャンパ連結器をKE57A形からKE64形への交換等で、新津工場（→ 新津車両製作所 → 現・総合車両製作所新津事業所）が施工を担当。改造当初はMH80-C1000形空気圧縮機が残されていたが、1967年に2両とも撤去された。
53 - 55
1968年10月ダイヤ改正で中央東線電車急行を増発したため宮原電車区の余剰車サハシ153-6・8・14へ長野工場（現・長野総合車両センター）で改造施工したグループ。日程都合からサハシ153形のまま松本運転所に転入し、1968年12月から翌1969年3月にかけてビュフェ部分の改造が施工された。改造内容はサハシ165-51・52と同様であるが、空気圧縮機はサハシ165形への改造と同時に撤去済である。
1976年のビュフェ営業終了後も冷房・サービス用電源供給の都合から編成に組成されたまま運用されたが、1979年 - 1980年に大垣電車区からサハ164形2両が再転入し、差し替えられた51・55が1980年5月10日付で廃車。残りの3両も1982年に新前橋電車区からクハ165形転入により差し替えられ廃車となり区分消滅した。
| サハシ165形50番台 改造履歴 | サハシ165形50番台 改造履歴 | サハシ165形50番台 改造履歴 | サハシ165形50番台 改造履歴 | サハシ165形50番台 改造履歴 | サハシ165形50番台 改造履歴 | サハシ165形50番台 改造履歴 | サハシ165形50番台 改造履歴         |
| 車番                       | 種車                       | 製造会社                   | 改造日                     | 施工                       | 配置                       | 廃車日                     | 備考                               |
| -------------------------- | -------------------------- | -------------------------- | -------------------------- | -------------------------- | -------------------------- | -------------------------- | ---------------------------------- |
| 51                         | サハシ153-2                | 近畿車輛                   | 1965.11.24                 | 新津                       | 松本                       | 1980.05.10                 |                                    |
| 52                         | サハシ153-4                | 近畿車輛                   | 1965.11.24                 | 新津                       | 松本                       | 1982.09.04                 |                                    |
| 53                         | サハシ153-6                | 近畿車輛                   | 1969.02.04                 | 長野                       | 松本                       | 1982.03.17                 | 1968.09.18 宮原 → 松本 転入1次改造 |
| 54                         | サハシ153-8                | 近畿車輛                   | 1968.12.12                 | 長野                       | 松本                       | 1982.07.27                 | 1968.09.09 宮原 → 松本 転入1次改造 |
| 55                         | サハシ153-14               | 近畿車輛                   | 1969.03.15                 | 長野                       | 松本                       | 1980.05.10                 | 1968.09.09 宮原 → 松本 転入1次改造 |

#### サロ169形・サハシ169形
1968年10月ダイヤ改正で信越線急行運用を165系8両編成から169系12両編成へ置換える際に1等車ならびにビュフェ車は、車両需給の点からそれぞれサロ165形・サハシ153形に協調制御用KE70形ジャンパ連結器追設・横軽協調機器搭載・三相交流電源引通追設ならびに総括制御回線片渡り化・改番を施工する編入改造による対応となり、サロ169形・サハシ169形が1968年に落成した。また、サハシ169形については種車が暖地向けであったことから、耐寒耐雪構造化も併せて施工された。
サロ169形
1等付随車 (Ts) で定員48名。
種車は長野工場での改造工程低減を目的に169系投入前から長野運転所所属で信越急行に充当されていた横軽対策施工車19両である。
全車サロ165形新製冷房車として落成しておりAU12S形6基を搭載する。
特急格上げやグリーン車利用率低下により1982年より廃車が始まり、1985年3月14日ダイヤ改正で運用終了。同年中に全車廃車となり形式消滅した。
| サロ169形 旧車番・改造履歴 | サロ169形 旧車番・改造履歴 | サロ169形 旧車番・改造履歴 | サロ169形 旧車番・改造履歴 | サロ169形 旧車番・改造履歴 | サロ169形 旧車番・改造履歴 | サロ169形 旧車番・改造履歴 |
| 車番                       | 種車                       | 製造会社                   | 改造日                     | 施工                       | 廃車日                     | 備考                       |
| -------------------------- | -------------------------- | -------------------------- | -------------------------- | -------------------------- | -------------------------- | -------------------------- |
| 1                          | サロ165-43                 | 汽車製造                   | 1968.08.08                 | 長野工場                   | 1985.08.23                 | 1966年新前橋電車区から転入 |
| 2                          | サロ165-44                 | 汽車製造                   | 1968.10.07                 | 長野工場                   | 1982.10.25                 | 1966年新前橋電車区から転入 |
| 3                          | サロ165-45                 | 汽車製造                   | 1968.08.30                 | 長野工場                   | 1985.08.23                 | 1967年新前橋電車区から転入 |
| 4                          | サロ165-46                 | 汽車製造                   | 1968.08.30                 | 長野工場                   | 1985.08.07                 | 1967年新前橋電車区から転入 |
| 5                          | サロ165-47                 | 汽車製造                   | 1968.07.15                 | 長野工場                   | 1983.07.30                 | 1967年新前橋電車区から転入 |
| 6                          | サロ165-48                 | 汽車製造                   | 1968.09.14                 | 長野工場                   | 1982.12.25                 | 1967年新前橋電車区から転入 |
| 7                          | サロ165- 64                | 汽車製造                   | 1968.08.08                 | 長野工場                   | 1983.02.19                 |                            |
| 8                          | サロ165-65                 | 汽車製造                   | 1968.07.23                 | 長野工場                   | 1982.12.25                 |                            |
| 9                          | サロ165-72                 | 東急車輛                   | 1968.07.31                 | 長野工場                   | 1982.12.10                 |                            |
| 10                         | サロ165-73                 | 東急車輛                   | 1968.07.15                 | 長野工場                   | 1983.11.24                 |                            |
| 11                         | サロ165-74                 | 東急車輛                   | 1968.07.08                 | 長野工場                   | 1983.06.17                 |                            |
| 12                         | サロ165-75                 | 東急車輛                   | 1968.07.08                 | 長野工場                   | 1983.12.01                 | 1978.10.12松本運転所へ転出 |
| 13                         | サロ165-76                 | 東急車輛                   | 1968.07.23                 | 長野工場                   | 1982.12.25                 |                            |
| 14                         | サロ165-77                 | 東急車輛                   | 1968.07.31                 | 長野工場                   | 1983.03.19                 |                            |
| 15                         | サロ165-78                 | 東急車輛                   | 1968.07.31                 | 長野工場                   | 1982.12.01                 |                            |
| 16                         | サロ165-86                 | 近畿車輛                   | 1968.09.14                 | 長野工場                   | 1985.08.07                 |                            |
| 17                         | サロ165-87                 | 近畿車輛                   | 1968.10.09                 | 長野工場                   | 1985.08.07                 |                            |
| 18                         | サロ165-88                 | 近畿車輛                   | 1968.08.21                 | 長野工場                   | 1985.08.07                 |                            |
| 19                         | サロ165-89                 | 近畿車輛                   | 1968.08.15                 | 長野工場                   | 1982.12.25                 |                            |

サハシ169形
2等・ビュフェ合造付随車 (Tb) で客室部定員は36名。
種車は宮原電車区所属で余剰となっていたサハシ153形10両であり基本構造はサハシ165形50番台に準ずるが、日程の都合からサハシ165-53 - 55と同様2回にわけて編入改造を施工した。
- 1968年夏の第1次改造ではサロ169形と同様の内容に総括制御回線用ジャンパ連結器をKE57A形からKE64形への交換を追加して郡山工場（現・郡山総合車両センター）・松任工場（現・金沢総合車両所）で施工。ビュフェ部分は寿司コーナーのまま転用されたほか、CPは碓氷峠通過時にパンクさせた空気ばねへの圧縮空気再供給を迅速に行うため残された。
- 1968年末から1969年4月にかけての第2次改造では寿司から蕎麦コーナーへ変更ならびに業務用控室設置と窓配置変更を長野工場で施工した。

1976年の信越急行ビュフェ営業休止後も編成に組成されたままであったが、1978年10月2日ダイヤ改正直前の8月から9月に編成除外され運用離脱。5を除き同年中に廃車。5は1979年2月に松本運転所へ転出したが、同年中に廃車となり形式消滅した。
| サハシ169形 旧車番・改造履歴 | サハシ169形 旧車番・改造履歴 | サハシ169形 旧車番・改造履歴 | サハシ169形 旧車番・改造履歴 | サハシ169形 旧車番・改造履歴 | サハシ169形 旧車番・改造履歴 | サハシ169形 旧車番・改造履歴 | サハシ169形 旧車番・改造履歴 |
| 車番                         | 種車                         | 製造会社                     | 改造日                       | 1次施工                      | 2次施工                      | 廃車日                       | 備考                         |
| ---------------------------- | ---------------------------- | ---------------------------- | ---------------------------- | ---------------------------- | ---------------------------- | ---------------------------- | ---------------------------- |
| 1                            | サハシ153-1                  | 近畿車輛                     | 1968.09.20                   | 郡山工場                     | 長野工場                     | 1978.09.16                   |                              |
| 2                            | サハシ153-3                  | 近畿車輛                     | 1968.09.30                   | 郡山工場                     | 長野工場                     | 1978.09.16                   |                              |
| 3                            | サハシ153-7                  | 近畿車輛                     | 1968.09.24                   | 郡山工場                     | 長野工場                     | 1978.11.22                   |                              |
| 4                            | サハシ153-10                 | 近畿車輛                     | 1968.09.20                   | 郡山工場                     | 長野工場                     | 1978.09.16                   |                              |
| 5                            | サハシ153-24                 | 近畿車輛                     | 1968.07.15                   | 郡山工場                     | 長野工場                     | 1979.05.19                   | 1979.02.01松本運転所へ転出   |
| 6                            | サハシ153-5                  | 近畿車輛                     | 1968.08.21                   | 松任工場                     | 長野工場                     | 1978.09.16                   |                              |
| 7                            | サハシ153-9                  | 近畿車輛                     | 1968.07.29                   | 松任工場                     | 長野工場                     | 1978.09.16                   |                              |
| 8                            | サハシ153-13                 | 近畿車輛                     | 1968.09.03                   | 松任工場                     | 長野工場                     | 1978.09.16                   |                              |
| 9                            | サハシ153-25                 | 近畿車輛                     | 1968.08.21                   | 松任工場                     | 長野工場                     | 1978.11.22                   |                              |
| 10                           | サハシ153-27                 | 近畿車輛                     | 1968.07.29                   | 松任工場                     | 長野工場                     | 1978.09.16                   |                              |

#### 169系900番台
詳細は#横軽協調運転試作車(900番台)を参照のこと。

#### クヤ165形

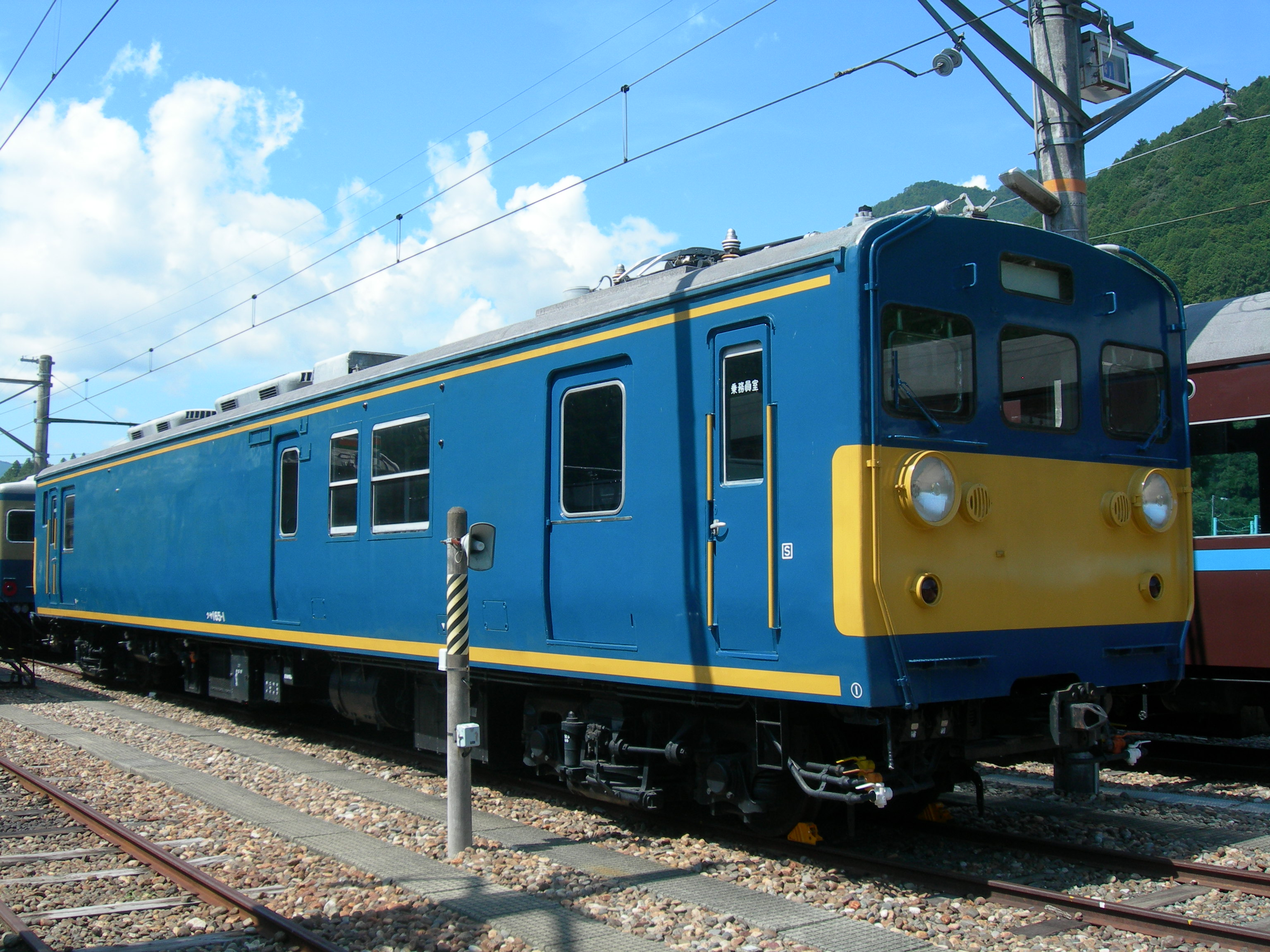
クヤ165-1

1974年に名古屋鉄道管理局向け教習用車として、浜松工場でサハシ153-15を種車に改造された事業用車。
- 客室を運転実習室とし、旧ビュフェ部分にはCS15形主制御器など主電動機・MG・CPを除く電車用床下機器を架台に搭載し各機器の作動状況を目視できるほか、回路のパネルなども設置した。
- 前面は非貫通切妻形状であるが急行形・近郊形電車に近い前面形状と本系列に準ずるレイアウトの高運転台を両端に新設。
- 運用エリアに狭小トンネル区間の中央西線が介在することから、新設搭載されたパンタグラフはPS23形である。

分割民営化直前の1987年2月に廃車された。廃車後は大垣電車区で保管された後、1991年にオープンした佐久間レールパークで静態保存されていたが、2009年11月に佐久間レールパークは閉園し、2010年7月に解体された。
| クヤ165形改造履歴 | クヤ165形改造履歴 | クヤ165形改造履歴 | クヤ165形改造履歴 | クヤ165形改造履歴 | クヤ165形改造履歴 | クヤ165形改造履歴 |
| 車両番号          | 種車              | 改造前配置        | 改造日            | 施工工場          | 改造後配置        | 廃車日            |
| ----------------- | ----------------- | ----------------- | ----------------- | ----------------- | ----------------- | ----------------- |
| クヤ165-1         | サハシ153-15      | 宮原              | 1974.07.13        | 浜松              | 大垣              | 1987.02.03        |

#### クハ165形方向転換改造
1982年に飯田線の80系電車や戦前型旧性能電車を置換える際に119系新製とともに165系転用も実施されたが、クハ165形偶数（下り）向き車が不足した。このため冷房改造時に奇数向き固定となっていたクハ165-9に浜松工場で方向転換ならびにジャンパ連結器移設を施工し車両番号を最終番号の206に続く偶数の208に改番を実施。豊橋機関区（現在：豊橋運輸区）に配置された。同車は分割民営化時にはJR東海へ承継。1988年3月11日には大垣へ、1989年3月11日には神領へ転属となり、同年6月21日付で廃車となった。
なお方向転換改造は、1983年に伊豆急行線内の事故で廃車となったクハ167-2の代替となったクハ165-3へも施工されたが、改番は未実施であり、以降の方向転換施工車となるクハ165-115・165・167なども改番は未実施である。
| クハ165形方向転換改造履歴 | クハ165形方向転換改造履歴 | クハ165形方向転換改造履歴 | クハ165形方向転換改造履歴 | クハ165形方向転換改造履歴 | クハ165形方向転換改造履歴 |
| 車両番号                  | 旧車番                    | 改造日                    | 施工工場                  | 配置                      | 廃車日                    |
| ------------------------- | ------------------------- | ------------------------- | ------------------------- | ------------------------- | ------------------------- |
| クハ165-208               | クハ165-9                 | 1982.12.04                | 浜松                      | 豊橋                      | 1989.06.21                |

#### サハ165形100番台
1985年3月のダイヤ改正で455系・475系等の交直流急行形電車が定期急行運用から撤退し、短編成ローカル運用への転用で必要な先頭車不足を補うため165系から改造編入工事が施工された。この過程でユニットを組成していたクモハ165・169形がクハ455形へ改造され余剰となったモハ164・168形の電装解除を行い付随車化したグループで1984年度に落成した。
改造対象は新前橋電車区所属のモハ164形1両とモハ168形900番台4両全車の計5両で、大宮（現・大宮総合車両センター）・広島・幡生（現・下関総合車両所）の3工場で施工された。内容は主電動機・電動発電機・空気圧縮機・パンタグラフ・避雷器の撤去等による電装解除や台車をDT32B形からTR69形への交換などであり、0番台と異なり110 kVAの冷房用MGは搭載しない。また、モハ168形900番台からの改造車は、パンタグラフ取付部分が低屋根のままとされた。
松本運転所の付属4両編成に組成まれていた中間封じ込みクハ165形を差し替え急行「天竜」で運用されたが、1987年2月2日付で全車廃車となったためにJRへの承継車はない。
| サハ165形100番台改造履歴 | サハ165形100番台改造履歴 | サハ165形100番台改造履歴 | サハ165形100番台改造履歴 | サハ165形100番台改造履歴 | サハ165形100番台改造履歴 | サハ165形100番台改造履歴 |
| 車両番号                 | 種車                     | 改造前配置               | 改造日                   | 施工工場                 | 改造後配置               | 廃車日                   |
| ------------------------ | ------------------------ | ------------------------ | ------------------------ | ------------------------ | ------------------------ | ------------------------ |
| サハ165-101              | モハ164-71               | 新前橋                   | 1984.10.06               | 広島                     | 松本                     | 1987.02.02               |
| サハ165-102              | モハ168-901              | 新前橋                   | 1984.10.12               | 大宮                     | 松本                     | 1987.02.02               |
| サハ165-103              | モハ168-902              | 新前橋                   | 1984.10.02               | 幡生                     | 松本                     | 1987.02.02               |
| サハ165-104              | モハ168-903              | 新前橋                   | 1985.02.21               | 幡生                     | 松本                     | 1987.02.02               |
| サハ165-105              | モハ168-904              | 新前橋                   | 1985.03.27               | 大宮                     | 松本                     | 1987.02.02               |

### ジョイフルトレインへの改造
国鉄末期の1980年代後半より余剰車両の一部はジョイフルトレインへの改造が施工された。

#### 和式電車「なのはな」
1985年に千葉鉄道管理局では和式車両を導入することになり、幕張電車区（現・幕張車両センター）に所属していた波動用6両を大井工場（現・東京総合車両センター）で改造施工した。
- 他局では客車を種車とすることが多かったが、運転上ならびに保守上の観点から電車が採用された。
- 千葉県の県花から「なのはな」が愛称に設定された。

改造内容
- 客用扉を1か所塞ぎ片側1扉とした。
- 各車両側面と前面貫通扉に愛称表示器を設置。
- 塗装は菜の花の色である黄色を基調とし、車体両端には青緑色で房総半島を図案化、車体裾部にはエメラルドグリーンのラインで黒潮を表現。
- 側窓はユニット窓の上窓を隙間風ならびに防音対策の観点から固定化。
- カーテンはすべて撤去。雪見障子を取り付けて遮光と和風のイメージを強調。
- 車内は浮床構造の畳敷きとしたが、モハ164形は800番台のため低屋根部分も同構造を採用した場合居住性等の悪化が想定されたため、仕切を設け洋間風サロン室として独立。

1998年9月のさよなら運転で房総半島を一周したのを最後に廃車となった。その後、クロ165-1が千葉県内で保存された。
|          | ← 新宿千葉 → |             |               |             |             |               |
| 号車番号 | 1            | 2           | 3             | 4           | 5           | 6             |
| 車両番号 | クロ165-1    | モロ164-801 | クモロ165-1   | クロ165-2   | モロ164-802 | クモロ165-2   |
| 旧番号   | クハ165-199  | モハ164-857 | クモハ165-134 | クハ165-193 | モハ164-851 | クモハ165-128 |
| 定員     | 40           | 36          | 36            | 40          | 36          | 36            |
| 愛称     | すみれ       | あやめ      | きんせんか    | すいせん    | あじさい    | ゆり          |
| 車内     | 数寄屋風     | 新和風      | 民芸風        | 数寄屋風    | 新和風      | 民芸風        |

#### 「パノラマエクスプレスアルプス」

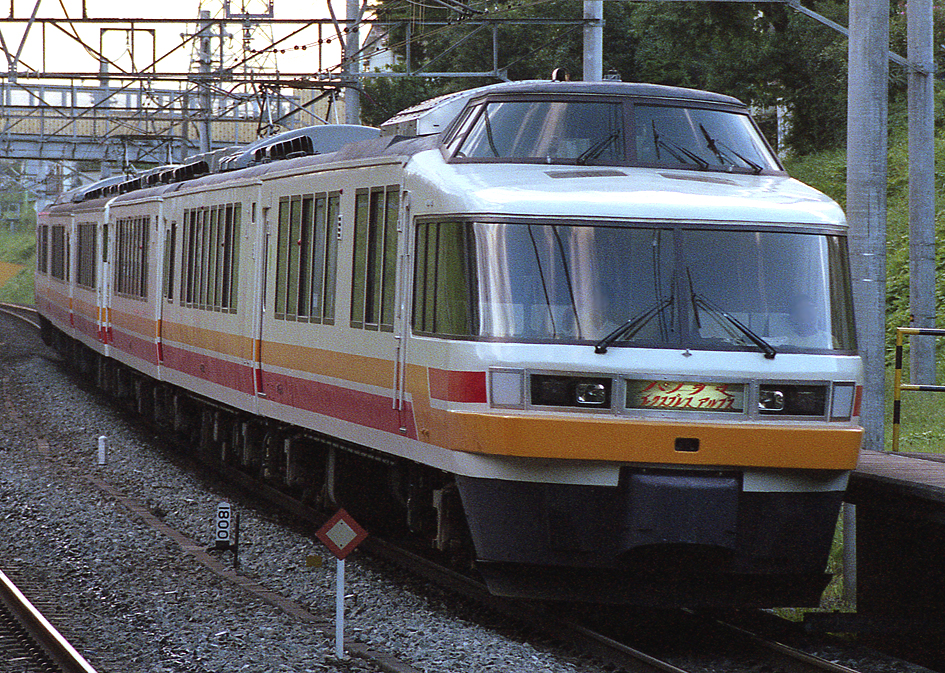
パノラマエクスプレスアルプス

1987年3月JR化移行直前に三鷹電車区所属の6両を大井工場で改造した東京西鉄道管理局向けジョイフルトレインで、国鉄では初めて前面展望構造を採用した展望電車である。
- 編成は、Tsc（クロ165形）-Ms'（モロ164形）-Msc（クモロ165形）の3両ユニット2組を基本とした6両編成で両端が展望室のクロ165形となるように新宿方のユニットを方向転換し、編成中間で連結。
  - クロ165形は国鉄初の前面展望電車。最前部に大型曲面ガラスと細いピラーで構成されたフリースペースの展望室（定員12名）、展望室後部上左側に運転台[注 38]、その後部にソファ6名分とスタキングチェア3脚を配置したラウンジ室を設置。展望室上部に当初は2枚のサンルーフも設置されたが、後の全般検査時に撤去。冷房装置は種車のAU13E形から換気機能を備えた集中式のAU71D形に変更し、通風器は未設置。
- 一般客室は座席取付部を通路部より170 mm高くし、窓を幕板方向に100 mm拡大すると共に固定窓とした。
  - これにより視野が大幅に広がり、ダイナミックな車窓の提供を可能とした。
- シートピッチを最大1,460 mmまで拡大。
- モロ164形の低屋根部には個室を設置し、団体旅行での幹事・添乗員の打ち合わせ及びグループでの使用を考慮し、ソファ6名分を設置。
- 183系電車との併結を考慮してKE70形ジャンパ連結器のほか、特急並の120 km/h運転に対応した機器設備も追加した[注 39]。

1993年には、167系メルヘン車も「パノラマエクスプレスアルプス」に準じた塗装に変更の上で同車を併結した「しんせん・やまなし」などの臨時急行にも充当されたが、2001年にJRでの運用を終了したあと富士急行に移籍・譲渡され、2016年2月7日まで2000系として主に「フジサン特急」で運用されていた。譲渡後、2001編成のパンタグラフがシングルアーム式に換装された。
|                                            | ← 新宿松本 →                    |             |               |               |             |                                 |
| 号車番号                                   | 1                               | 2           | 3             | 4             | 5           | 6                               |
| 車両番号                                   | クロ165-4                       | モロ164-804 | クモロ165-4   | クモロ165-3   | モロ164-803 | クロ165-3                       |
| 旧番号                                     | クハ165-148                     | モハ164-846 | クモハ165-123 | クモハ165-127 | モハ164-850 | クハ165-192                     |
| 定員                                       | 20                              | 32          | 36            | 36            | 32          | 20                              |
| 車内                                       | 展望室（12人） ラウンジ（13人） | 個室（6人） |               |               | 個室（6人） | 展望室（12人） ラウンジ（13人） |
| 定員には展望室・ラウンジ・個室は含まない。 |                                 |             |               |               |             |                                 |

#### 「ゆうゆう東海」

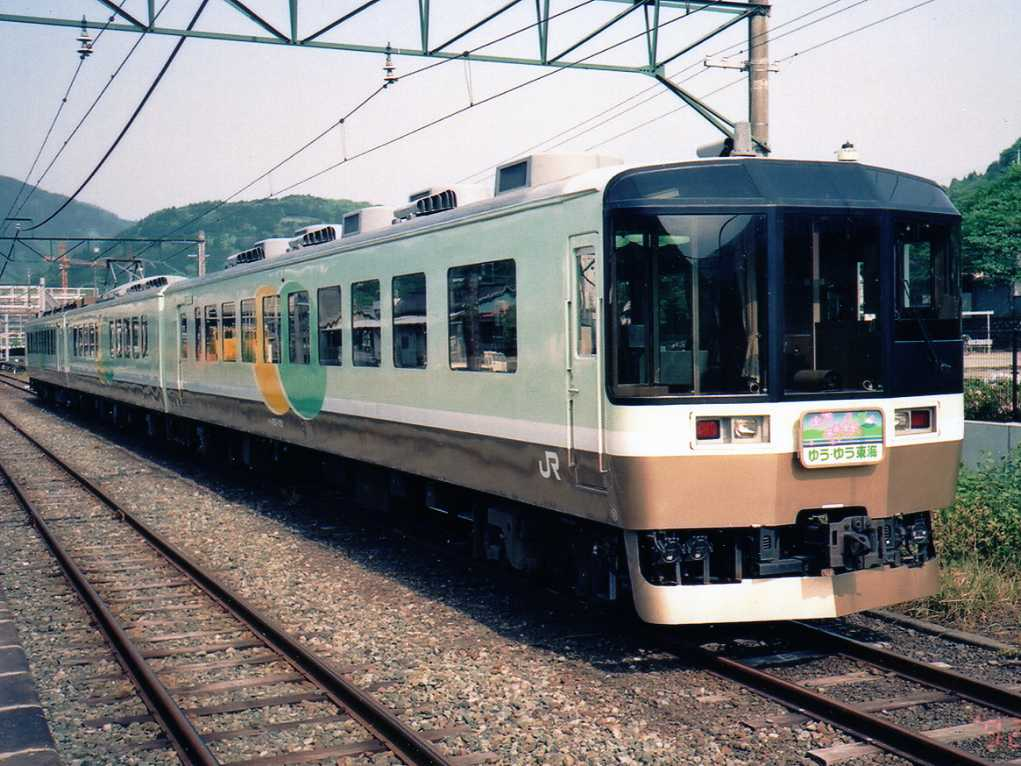
ゆうゆう東海

1989年にJR東海静岡支社が改造したジョイフルトレイン。改造施工は名古屋工場が担当したが、電動車ユニットは日本車輌製造豊川製作所への委託である。
1989年7月28日付で落成。静岡運転所に配置され編成番号U1を付番。1999年11月15日付で廃車された。
| ゆうゆう東海                 | ← 名古屋東京 →              | ← 名古屋東京 →              | ← 名古屋東京 →                  |
| U1編成車両番号 （ ）は旧番号 | クハ165-701 （クハ165-204） | モハ164-701 （モハ165-862） | クモハ165-701 （クモハ165-139） |

#### 「シャトル・マイハマ」
1990年3月10日の京葉線東京 - 新木場間延伸開業に伴う舞浜駅最寄となる東京ディズニーランドへの行楽客輸送を目的に東京 - 西船橋間快速「シャトル・マイハマ」が設定され、同列車用に幕張電車区所属波動輸送対応R1編成へ大井工場で施工した。車両番号の変更は実施されていない。
改造内容
- 先頭車の前面貫通扉に愛称表示器を設置。
- 東京ディズニーランドのイメージに合った内外装に改装。
- クハ165-194の座席をすべて海側に向けて設置。
- クハ・クモハのトイレ・洗面所を撤去。跡に跳ね上げ式の座席を設置。
- モハ164-852のトイレを和式→洋式に交換。洗面所の改装も含めたグレードアップ。
- 車内放送用に東京ディズニーランド関連の楽曲を使用（数年後に廃止）。

なお、長野支社にも貸し出され、大糸・信越本線の定期列車や信州循環列車で運転された実績があり、非電化区間の小海線にもDD16形プッシュプル運転で入線した。
|          | ← 東京西船橋 → |             |               |
| 号車番号 | 1              | 2           | 3             |
| 車両番号 | クハ165-194    | モハ164-852 | クモハ165-129 |
| イメージ | ファンタジー   | 冒険        | 未来          |

「シャトル・マイハマ」が廃止された1995年に上沼垂運転区へ転属。「アルファ」に再改造され新潟地区で「ホリデー快速アルプ」などで運用されたが、2001年5月8日に廃車された。

### 改番を伴わない改造
本項では投入線区や時代の要求から施工された改造を主に解説を行う。

#### 電車と気動車の併結試運転
1966年(昭和41年)12月に日光線の鶴田-日光の間で165系とキハ58による併結試験が行われた。クハ165とキハ58に協調運転用の改造を行い、キハ58はブレーキ変換装置を取り付けた。試験の結果、電車と気動車の協調運転は可能であると確認された。
| ← 日光鶴田 → |             |           |           |           |             |           |           |            |            |            |            |
| クハ165-8    | モハ164-804 | モハ165-4 | クハ165-9 | クハ165-6 | モハ164-803 | モハ165-3 | クハ165-7 | キハ58-459 | キハ28-491 | キハ28-494 | キハ58-441 |

| ← 日光鶴田 → |            |            |            |           |             |           |           |           |             |           |           |
| キハ58-459   | キハ28-491 | キハ28-494 | キハ58-441 | クハ165-8 | モハ164-804 | モハ165-4 | クハ165-9 | クハ165-6 | モハ164-803 | モハ165-3 | クハ165-7 |

#### 横軽対策
信越本線横川 - 軽井沢間は最大勾配66.7 ‰区間を通過する車両は、必ずEF63の2両を横川方に連結し165系は牽引・推進運転、169系は協調運転を行うことから、同区間での運用が存在した新前橋電車区配置の165系・169系900番台ならびに1986年11月転入のサハ165形5両を除く長野運転所配置車は以下に示す通称横軽対策が施工された 。
- 台枠・連結器の強化
- 緩衝器容量の増大
- 車掌弁への絞り追加
- 台車横揺れ制限装置の追加
- 空気ばね台車装着車に対するパンク機能の付加
- 電車側の車掌弁操作時に非常ブレーキを作動させずブザー回路を通じて機関車乗務員側に知らせるブレーキ制御装置を搭載
- 制御回路切替用横軽スイッチを搭載
- 169系には協調運転に関する機器の搭載ならびに一部機器を変更（詳細は#169系を参照）

対策施工車には識別のため車両番号の先頭に直径40ミリメートルの●（Gマーク）を付記した。また、座屈による浮き上がり脱線予防策から本来は軽井沢方に組成される車両重量の大きい電動車ユニットを麓側となる横川方に組成する必要が生じ、他区所と編成が逆向きとなった。

#### 冷房化改造
サロ165形は1967年度より、その他の2等車は1968年度より非冷房車の冷房化改造が施工された。なお、本系列で本改造を施工されなかった車両は、1968年11月23日に発生した事故で1969年5月8日付で廃車となったサロ165-24、クハ153形0番台から改造されたクハ164-1 - 4の計5両のみである。

##### サロ165形
1963年4月 - 1964年6月製造の非冷房車1 - 28と1964年12月製造の冷房準備工事車29は1967年から冷房化改造を施工された。非冷房車は新潟・長野・宮原配置車ならびに新前橋配置車の一部を1966年から湘南急行サロ153形置換え名義で28両中22両が田町電車区へ転入、残りの6両と29は新前橋電車区配置のまま大井・大船での施工となった。
工事内容は新造冷房車と同じく冷凍能力5,000 kcal/hのAU12S形分散式冷房装置を6基屋根上に搭載し、自車冷房電源用として容量20 kVAのMH122A-DM76A形MGを床下に搭載したが、通風機の配置などで新造冷房車と若干の差異がある。
改造工事は1968年度までに完了したが、後の2等車（普通車）冷房化により同形式を跨いで冷房電源を給電するために三相引通線追加ならびに総括制御回線片渡り化工事を施工した。なお、それらの工事は2等車がまだ非冷房であった時代にAU12形冷房装置を搭載して製造された30 - 116に対しても、1969年度以降逐次施工された。

##### 普通車
サロ165形冷房化完了後の1968年以降は2等車（普通車）冷房化が実施されることになり、同年夏までに新前橋電車区所属の165系3両編成x8本24両へ試作冷房改造が施工された。
| \| 新前橋電車区試作冷房改造施工車一覧 \| 新前橋電車区試作冷房改造施工車一覧 \| 新前橋電車区試作冷房改造施工車一覧 \| 新前橋電車区試作冷房改造施工車一覧 \| 新前橋電車区試作冷房改造施工車一覧 \| \| クモハ165 \| モハ164 \| クハ165 \| 製造年 \| 施工 \| \| ---------------------------------- \| ---------------------------------- \| ---------------------------------- \| ---------------------------------- \| ---------------------------------- \| \| 8 \| 8 \| 17 \| 1963年 \| 浜松工場 1968.07.03 \| \| 19 \| 19 \| 28 \| 1963年 \| 大船工場 1968.08.02 \| \| 27 \| 27 \| 33 \| 1963年 \| 大船工場 1968.07.10 \| \| 36 \| 36 \| 39 \| 1963年 \| 浜松工場 1968.07.31 \| \| 57 \| 43 \| 50 \| 1963年 \| 大船工場 1968.06.08 \| \| 91 \| 55 \| 93 \| 1965年 \| 大船工場 1968.06.14 \| \| 93 \| 57 \| 95 \| 1965年 \| 大井工場 1968.06.07 \| \| 97 \| 61 \| 102 \| 1965年 \| 吹田工場 1968.07.11 \| |         |         |        |                     |
| 備考 - 冷房電源用引通を新設ならびにクハ165形は総括制御回線を両渡りから片渡りとなり向きを固定する工事を同時施工。 - 冷房電源は自車を含めて4両分までの給電に対応した容量90 kVAのMH127-DM84形MGをクハ165形に搭載 - 搭載する冷房装置は以下の2種類 - クモハ165形・クハ165形：冷凍能力5,000 kcal/hのAU12S形分散式6基 - モハ164形：冷凍能力30,000 kcal/hのAU71形集中式1基 |         |         |        |                     |
| 新前橋電車区試作冷房改造施工車一覧 |         |         |        |                     |
| クモハ165 | モハ164 | クハ165 | 製造年 | 施工                |
| 8 | 8       | 17      | 1963年 | 浜松工場 1968.07.03 |
| 19 | 19      | 28      | 1963年 | 大船工場 1968.08.02 |
| 27 | 27      | 33      | 1963年 | 大船工場 1968.07.10 |
| 36 | 36      | 39      | 1963年 | 浜松工場 1968.07.31 |
| 57 | 43      | 50      | 1963年 | 大船工場 1968.06.08 |
| 91 | 55      | 93      | 1965年 | 大船工場 1968.06.14 |
| 93 | 57      | 95      | 1965年 | 大井工場 1968.06.07 |
| 97 | 61      | 102     | 1965年 | 吹田工場 1968.07.11 |

非冷房車ならびに冷房準備車への本格的な冷房化改造は1969年から1978年にかけて郡山・新津・長野・大井・大船・浜松・吹田・鷹取・広島・幡生の各工場で施工。試作改造車の実績を踏まえた上で本工事では以下の変更が行われた。
- モハ164形以外は分散式冷房装置を冷凍能力5,500 kcal/hのAU13E形に変更[48]。搭載基数はサハシ165形客室側が2基、モハ165形・サハ164形が6基、クモハ165形・クハ165形・クハ164形が5基である[48]。
- モハ164形は冷凍能力33,000 kcal/hのAU72形集中式冷房装置に変更[48]。

- 試作改造車も55を除きAU72形に交換。55は秩父鉄道譲渡後に交換。

- 冷房電源用MGは容量110 kVAに向上したMH128-DM85形をクハ165形に搭載[48]。

- 1969年度後期の改造車からクハ164形を含め冷房電源用MGをMH128A-DM85A形とし、床下機器配置も変更した。

- 松本運転所所属のサハシ165形・サハ164形は編成組成上の理由から[注 31]、MGを従来の自車給電用から容量110 kVAの冷房電源用に交換。

169系は量産新造車が冷房準備車あるいは新製冷房車として落成。冷房準備車の搭載改造は長野工場で施工され、1971年までに完了した。
- 900番台はAU12S形による冷房準備工事車であり、1971年4月 - 7月に大井工場で冷房化改造が施工された。クモハ169形・クハ169形はAU12S形が6基搭載されたが、AU12S形5基で準備工事が施工されていたモハ168形はAU72形搭載に変更して落成した[49]。

167系は1977年度から1980年度にかけて田町電車区所属車は大井工場で、宮原電車区所属車は吹田工場で施工された。冷房電源用MGは田町所属車が偶数向きクハ167形に搭載、宮原所属車は混用されていたクハ165形にMGを搭載し、クハ167形は奇数向きに統一された。
- 冷房改造と前後して湘南色へ塗装変更も順次施工[49]。
- 宮原所属のモハ166-10 - 15はトイレならびに物置を撤去して乗務員室へ変更する工事を同時施工。

冷房改造施工先頭車では、運転室作業環境改善のため客室内冷気を運転席に導くダクトを前位デッキ天井部分に設置した。
- 集中式では冷房用風洞を延長して冷気を運転室内に直接放出させることも可能だが、分散式ではダクトが必要になる。本ダクトは新製冷房車には設置されていないものもあり、その場合は冷房車にもかかわらず運転席は非冷房となる。

#### 前面強化改造

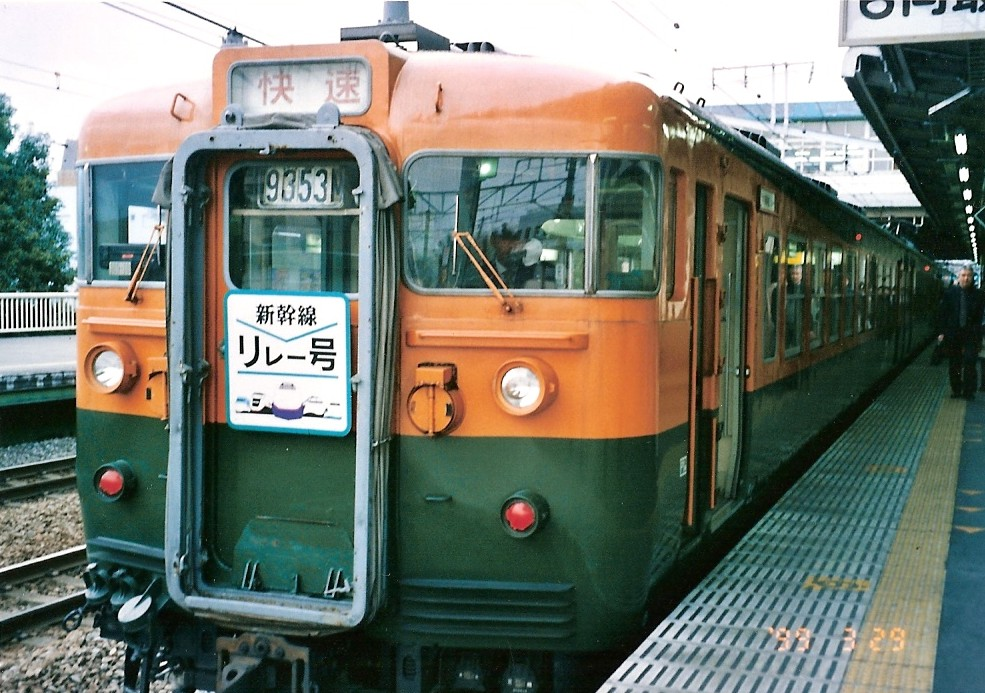
クハ169形
JR東日本前面強化車
アンチクライマー装着
シールドビーム化改造施工済

踏切事故増加を受けた対策研究の一環として、1963年9月と11月にオハ60 144・145へ165系同様の前面部分を設置した上で踏切事故実験が長野工場吉田分所で行われた。この結果本系列先頭車前面外板を厚くする設計変更がなされたが、更に強化する改造が国鉄時代の1977年より施工された。また早期に本工事が施工された新津車両管理所での施工は原型白熱灯のまま前面強化されたが、その後は前灯シールドビーム化も同時施工された車両が多数である。
JR東日本では1992年9月14日の成田線大菅踏切事故を契機に、乗務員保護の観点から前面強化工事未施工車を対象に前面追加工事を積極的に推進し。本系列のみならず国鉄型電車のほぼすべてに施工された。
- 長野総合車両所・新津車両管理所での施工は国鉄時代と同様の工法であるが、それ以外はステンレス板が貼られた。ステンレス板追加方式ではアンチクライマーも装着されており、初期施工車ではステンレスの地肌がむき出しで落成したが、後に塗装された。

#### 前灯シールドビーム化
国鉄型電車では前灯光源として長く白熱電球を標準採用してきた。しかしフィラメントが後方に放つ光を反射し前方への投光量を増やすため反射板が必須で、灯具が大型かつ低照度で電球交換後は焦点調整を行わねばならないという欠点があった。このため電球自体に反射板を組み込み構造で、コンパクトかつ高照度で焦点調整不用なシールドビームが普及するにつれ、既存の白熱電球は保守性や保安性がネックとなり、シールドビーム化改造が1970年代後半以降順次進められた。
一部は上述した前面強化改造と同時施工されたケースもあるが、新潟地区では原型白熱灯のまま前面強化工事を施工した車両が存在するほか、浜松工場で改造施工されたクハ165-129はシールドビームが他車より高い位置に設置する異端車となったケースもある。

#### サロ165形の115系組み込み改造
1970年10月1日から中央東線急行「かいじ」は、下りのみ1本増となり増発分となった下り6号には三鷹電車区（現・三鷹車両センター）所属の115系が充当された。
いわゆる遜色急行と呼ばれる運用であるが、グリーン車を連結することになり当時新前橋電車区（現・高崎車両センター）に所属していたサロ165-14・15に総括制御用ジャンパ連結器を115系で使用されるKE58形2基へ交換するなどの改造施工した上で三鷹区へ貸出。塗装は14が横須賀色へ変更、15は14検査時などの予備車で湘南色のままとされたが、車両番号の変更はない。
本措置は1972年10月1日ダイヤ改正まで行われ、11月にジャンパ連結器をKE64形2基へ復元。15は新前橋電車区へ復帰。14は湘南色へ再塗装も併せて施工し幕張電車区へ転出した。
なお、三鷹所属115系の中央東線急行運用は、この後も「かいじ」「かわぐち」「たてしな」などの臨時列車を中心に1978年10月ダイヤ改正まで実施されたが、1975年以降は冷房装置搭載の300番台が優先的に充当された。

#### パンタグラフ交換
中央東線に介在する狭小トンネル区間への入線対策として、モハ164形はパンタグラフ搭載部低屋根化し折り畳み高を下げた800番台が限定で充当されていたが、1973年に低屋根構造でなくとも狭小トンネルを通過可能なPS23形パンタグラフが開発され、同年7月の中央西線・篠ノ井線電化時に伴い同線で運用される神領電車区配置車に対してパンタグラフ交換が施工された。その後は当該線区の車両基地に転属するモハ164形0・500番台ならびにモハ168形は耐寒性能を強化した寒冷地仕様のPS23A形パンタグラフへ交換を実施し、識別のため車両番号表記の左側に菱形（◆）マークが付記された。
このほか2000年度末には三鷹電車区所属のモハ164-67ならびにモハ168-15・27へPS23A形から狭小トンネル区間に対応するPS35D形シングルアーム式への交換が行われた。

#### サロ165形ユニット窓改造

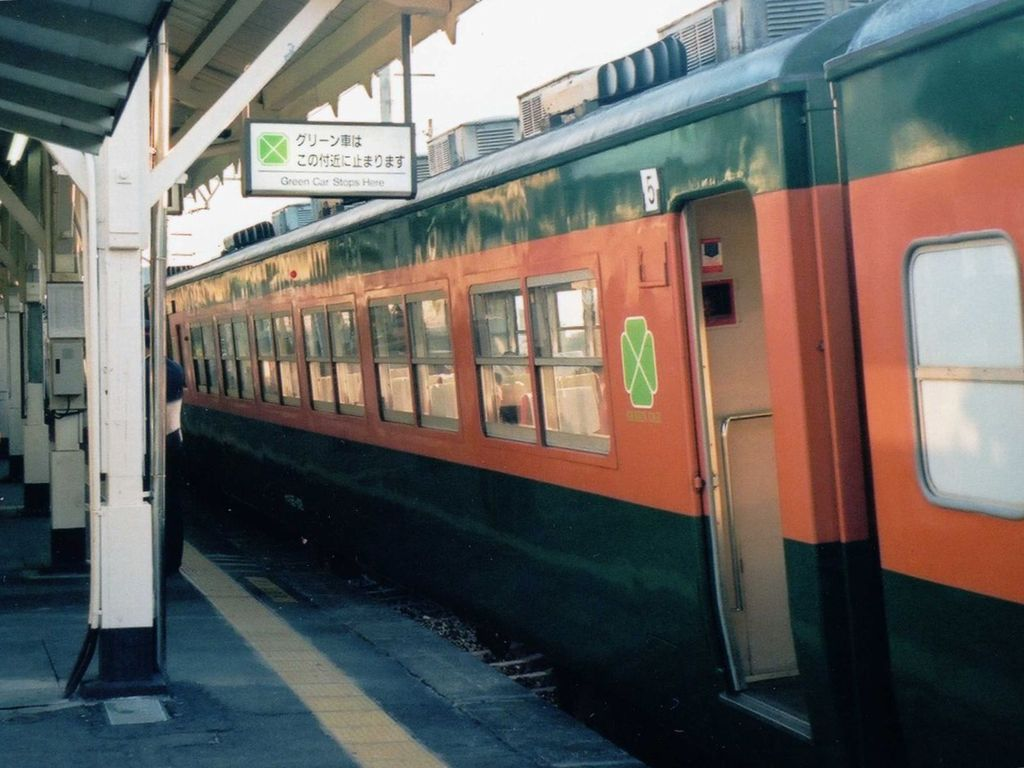
サロ165-108
下降式→ユニット窓化改造車

サロ165形客室側窓は下降式のため雨水などが侵入しやすく、車体外板の腐食が著しくなった。このため外板張り替え工事が1970年代前半より開始されたが、1977年（昭和52年）に田町電車区所属のサロ165-114へ外板張り替えと同時に、客室側窓を下窓上昇・上窓下降式の組み立て済み外バメ工法窓（ユニット窓）化する改造を試験的に施工。以降は本形式ならびに同様の下降式窓を採用したキロ28形の一部車両へ施工された。
本改造で客室側窓は、高さ760 mm × 幅1,910 mmの2枚1組バランサー付き下降窓から高さ760 mm × 幅1,912 mmの2枚1組ユニット窓への変更されたが、改造時期や施工工場により窓の天地方向などに若干の差異があり、一例としてサロ165-2では公称値より小型のタイプに交換された例も存在する。

#### 特別保全工事
1960年代に製造された車両は1980年以降老朽化が進み置換え対象になったが、当時の国鉄は財政難から新造車両への置換えが困難だったため製造後15 - 16年経過した車両を対象に全般検査2回分の延命を図る本工事を施工して対応した。本系列では1985年度より以下の内容が施工された。
- 屋根鋼板補修
- 雨樋補修
- 屋根・腰板部・窓周辺など外板補修
- 側窓枠取替
- 空気配管取替
- 主回路配線取替
- トイレ床鋼板取替

施工を担当した工場により引戸取替や内装更新ならびに塗屋根化なども追加で実施したほか、分割民営化後にJR東日本では屋根補修・雨樋交換・車体外板一部取替・客室内アコモ改善などほぼ同様の施工を行う車体更新工事に移行した。

#### 「新急行」用改造
1986年11月1日ダイヤ改正では、県庁所在地長野市と県南部の飯田市方面を結ぶ長野県内急行「天竜」5往復は新急行「かもしか」3往復と快速「みすず」2往復に再編されたが、このうち「かもしか」充当車となるサハ165形を含む169系4両編成x5本計20両に特別保全工事と同時施工した以下のグレードアップ改造である。
- 塗装をクリーム10号地に緑14号ストライプで長野（Nagano）の頭文字Nを図案化した新急行色へ変更[56]。
- 座席を0系新幹線廃車発生品のW12形転換クロスシートもしくはD23形簡易リクライニングシートへの交換を施工した[56]。
- 車両番号・編成組成は#辰野口（長野県内優等列車）を参照のこと。

工期日程ならびに運用の関係からダイヤ改正以前は「天竜」運用に充当されていた松本運転所所属車に長野工場で改造を施工し、「かもしか」運転開始に伴い長野運転所へ転出する措置が採られたが、1986年7月19日・7月20日に早期落成した2編成を併結した8両編成で名古屋 - 小淵沢間臨時急行「たてしな」に充当された実績がある。
なお1988年3月13日ダイヤ改正で「かもしか」は「みすず」に格下げされたが、車両は引き続き長野所属のまま「みすず」および多客期臨時列車にも充当され、後にW12形転換クロスシート装着車は200系新幹線発生品のリクライニングシートへ換装。さらに1992年以降に塗装を新長野色へ変更した。1997年 - 1998年にはサハ165形を除いた3両編成x4本がしなの鉄道へ譲渡された。

#### 紀勢スイッチ
1986年に日根野電車区配置となった3両編成x11本に施工された改造。同区配置車が運用される紀勢本線はカーブでホームの見通しが悪い駅が多いため車掌が戸閉めをしても安全確認をする必要性から、走行可能に必要な運転台知らせ灯を点灯させず、本スイッチを動作させて初めて点灯するようにした改造である。
なお本スイッチは本系列用として開発されたものではなく、1978年の和歌山操 - 新宮間電化完成に伴い充当された113系に装備されたのが最初であり、他線区での運用や非装備車との併結運転時には回路そのものを動作させない短絡スイッチも併設した。

#### 「ムーンライト」用改造
1987年から1990年にかけて、新宿 - 新潟間を結ぶ夜行快速「ムーンライト」充当車の改造が施工された。工事は数度に渡り行われたが、共通事項として座席をグリーン車用R27系リクライニングシートへ交換ならびにモハ164形後位側に清涼飲料水自動販売機とミニロビー設置を行い外観では塗装変更が行われた。
1987年度に改造された3両編成x3本は、特別保全工事施工車で塗装パターンは同一ながら編成によって異なり、1987年7月3日落成のM1編成は緑系、同年8月12日落成のM2編成は茶系、翌1988年3月25日落成のM3編成は赤系の塗装を採用。
1988年度改造車からは車体更新工事も同時施工され、第一編成では白地にワインレッドと緑の帯が入る塗装となった。第二編成以降では塗装を白地に窓周りグレー、黄緑とレモンイエローの帯が入った配色となり、第一編成も1991年度に2本目と同じ塗装に変更された。
内装は1987年度改造車と同等としたほか、荷棚への読書灯設置や横引きカーテンへの変更も行われた。また首都圏乗入対策からATS-Pも搭載され最終的には3両編成x6本が落成しM1 - M6の編成番号を付与。この結果1987年度改造車は置換えられ、編成番号をA1 - A3に変更した上で急行「赤倉」に転用された。
- 車両番号・編成組成は#上越新幹線開業後を参照のこと。

上沼垂運転区ムーンライト充当車塗装バリエーション

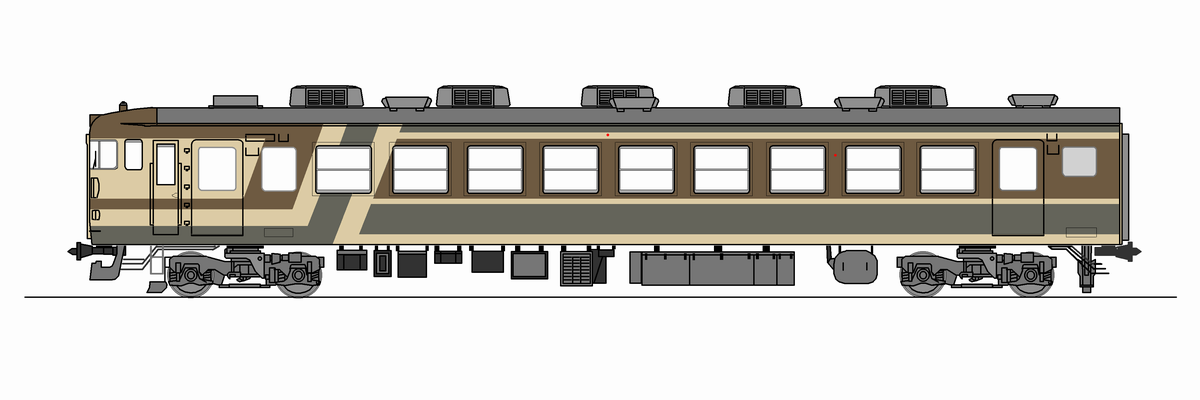
1987年度落成車 茶系塗装
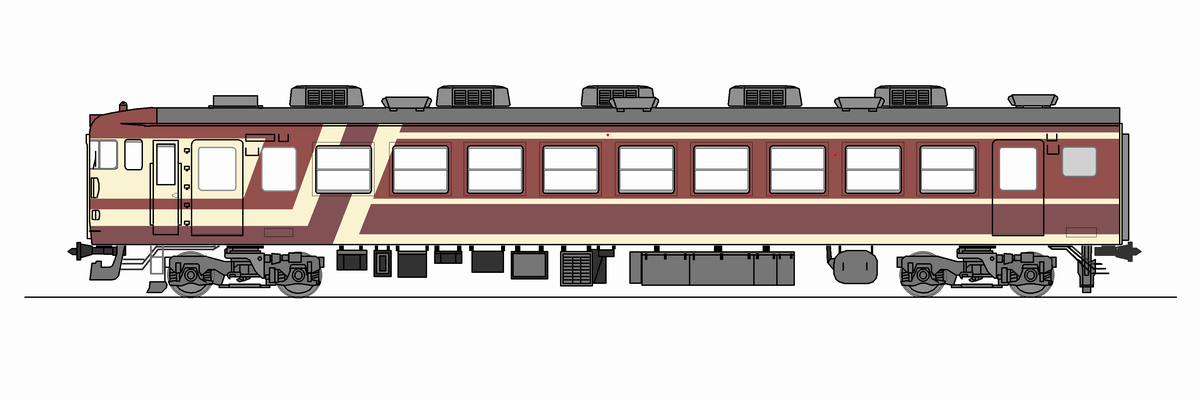
1987年度落成車 赤系塗装
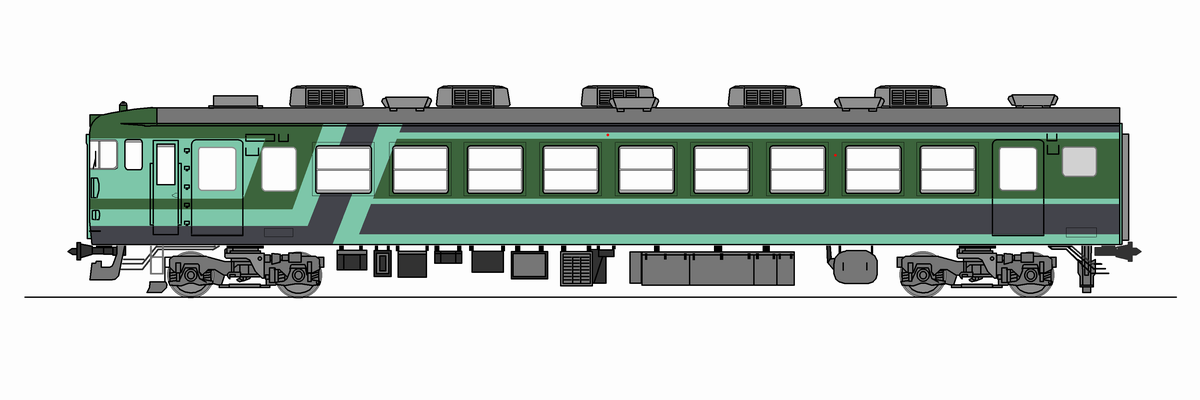
1987年度落成車 緑系塗装
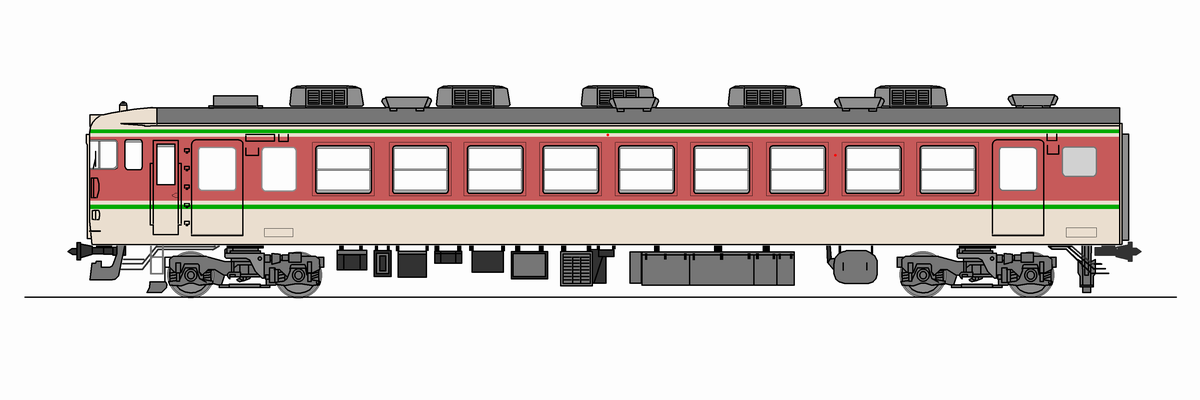
車体更新車 第一編成初期塗装
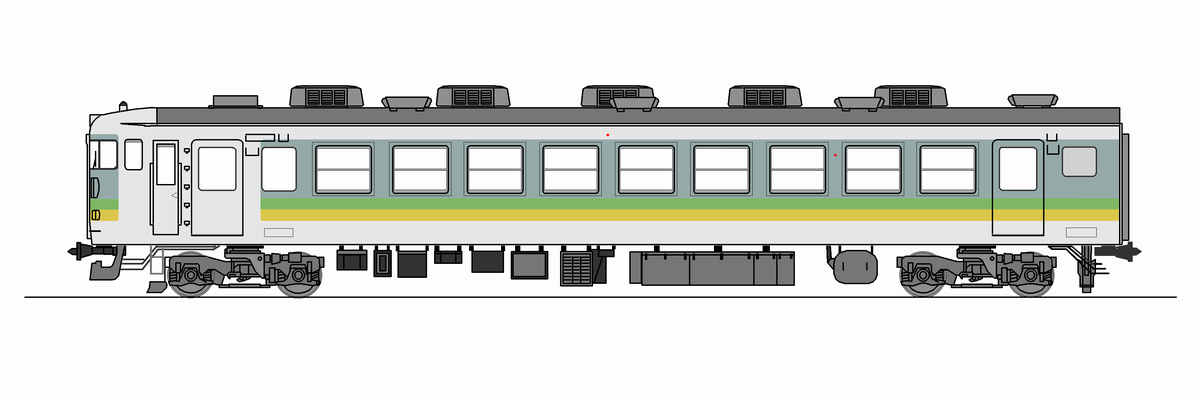
車体更新車 新塗装

#### 「葉ッピーきよさと」充当対応改造
1988年から1993年にかけての夏期を中心に新宿発着で小淵沢から小海線へ直通する臨時快速「葉ッピーきよさと」が運転された。非電化区間の小海線内はDD16によるプッシュプル運転で、サービスならびに冷房装置用電源車としてスハフ12形が連結された。このため同列車へ充当される車両は対応改造が必要であり、工事は北長野運転所N31編成と田町電車区167系H15編成のみに施工され、運転時にはいずれかの編成の先頭車前面連結器を密着自動式に交換しブレーキ管（BP管）ならびに元空気溜管（MRP管）を装備した上で限定充当された。

#### 車体更新工事
国鉄時代末期に財政難から製造後15年 - 16年経過した車両を対象に全般検査2回分の延命を図る#特別保全工事が施工されていたが、分割民営化後の1988年度よりJR東日本では特急形以外の電車に対して耐用年数を20年ほど延長する本工事が施工された。
工事内容は特別保全工事に準ずるが、雨樋交換・車体外板一部取替・客室内アコモ改善などが加えられたほか、施工工場や所属区所によって改造内容に差異が存在する。

#### 近郊形化改造
格下げで普通列車用となった松本運転所配置169系3両編成のうちA8・A9編成へ1989年と1990年に車体更新と併せてラッシュ時混雑緩和を目的に出入口近くをロングシート化およびデッキ撤去を施工した工事であり、本改造により定員はクモハ169形・クハ169形が104名、モハ168形が112名となった。
両編成とも引き続き松本運転所配置とされたが、1998年12月の定期運用終了後はA8編成が長野総合車両所へ、A9編成は三鷹電車区へ転出。2003年までに廃車となった。

#### 改座車
分割民営化後の1991年 - 1992年に松本運転所所属の波動運用対応A10 - A14編成に施工されたグレードアップ改造である。
内容は、車体更新工事と同時に長野総合車両所に配置されていた189系電車に施工された「あさま」用グレードアップ改造で発生したR51系簡易リクライニングシートへの交換ならびに塗装を新急行改造車と同様のクリーム10号地に緑14号ストライプで長野（Nagano）の頭文字Nを図案化したタイプへ変更した。
ただし塗装は後に新長野色へ再変更。臨時「アルプス」などの急行列車にも充当されたが、1998年までに全編成長野総合車両所へ転出。さらに3編成は三鷹電車区へ再転出したが、2003年までに廃車となった。
- 施工車両ならびに編成番号は#中央東線・松本地区・#辰野口（長野県内優等列車）・#三鷹電車区の各記事を参照のこと。

#### ATS-P搭載工事

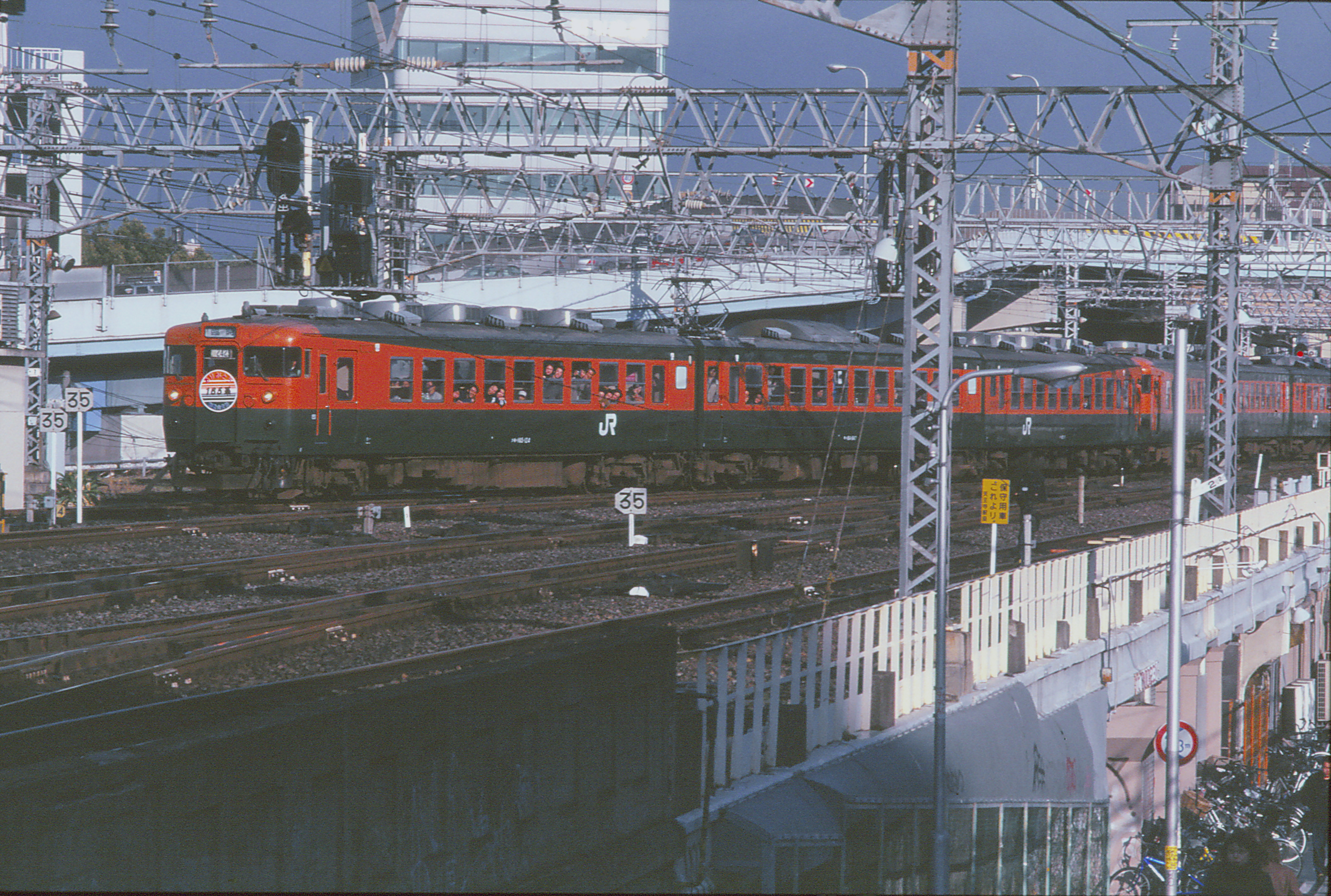
JR西日本のATS-P搭載車

JR東日本では1988年の東中野駅列車追突事故を契機にATS-Pの設置が急速に進められ、本系列にも搭載工事が施工された。クハ165・167・169形では関連機器を床下搭載するが、クモハ165・169形はスペースの都合から車内の助士席後方に搭載した。
JR西日本では大阪環状線がATS-P化されたことにより、1991年度に同線への乗入運用が存在する日根野電車区所属車の一部へATS-P搭載工事を施工。クモハ165形では関連機器を客室内座席撤去により搭載したことから、運転台方客用扉（2位側）の戸袋窓を閉鎖した。

### 他系列への改造

#### 113系グリーン車への改造
113系のうち東海道本線東京口・横須賀線・京阪神地区ではグリーン車が組み込まれていたが、新造車のみならず特急・急行型車両からの改造編入工事も多数行われた結果、本系列からは以下の事例がある。
サロ112形への改造
113系の東海道本線東京口運用増加に対応させる目的から、大垣電車区に配置されていた冷房改造施工車サロ152-1・13・25と共にサロ163-7へ1969年8月にジャンパ連結器交換と自車冷房用MG撤去などを浜松工場で改造施工し静岡運転所に転出。車体が同形態のサロ152形からの改造車と同じくサロ112形とされたが、種車の違いから50番台に区分されたサロ112-51へ改番された。
1971年3月に高槻電車区（→吹田工場高槻派出所→現・網干総合車両所高槻派出所）へ転出し、京阪神地区で運用されたが、老朽化により1978年2月28日付で廃車となった。
- 詳細は国鉄113系電車#サロ112形を参照

サロ110形への改造

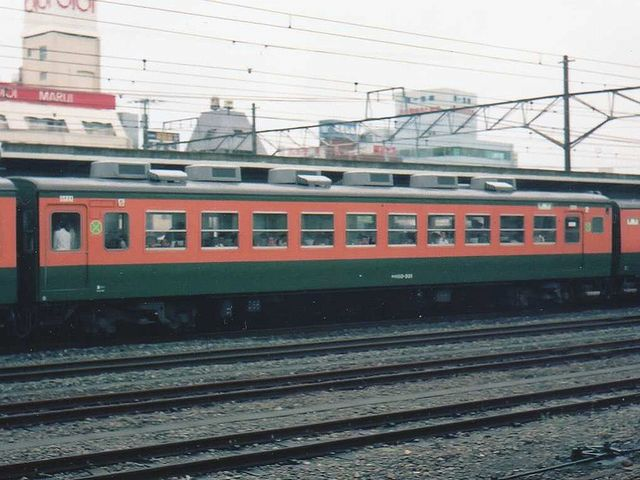
サロ110-501

上越新幹線が開業した1982年11月15日ダイヤ改正以降は在来線特急・急行列車は廃止もしくは短編成化によりグリーン車では大量に余剰車が発生。一方で113系ではサロ110形の老朽化が問題になっていたことから、余剰車の有効活用の観点からサロ110形への編入改造が大船工場で以下の2両へ施工された。
サハ165-7→サロ110-501
- 1983年3月25日付で改造施工。詳細は国鉄113系電車#サロ110-501を参照のこと。

サロ165-130→サロ110-401
- 1985年4月12日付で改造施工。形態的にはサロ112形と同様であるが、すでに廃形式であったためサロ110形に編入された。詳細は国鉄113系電車#サロ110-401を参照のこと。

#### クハ455形への改造

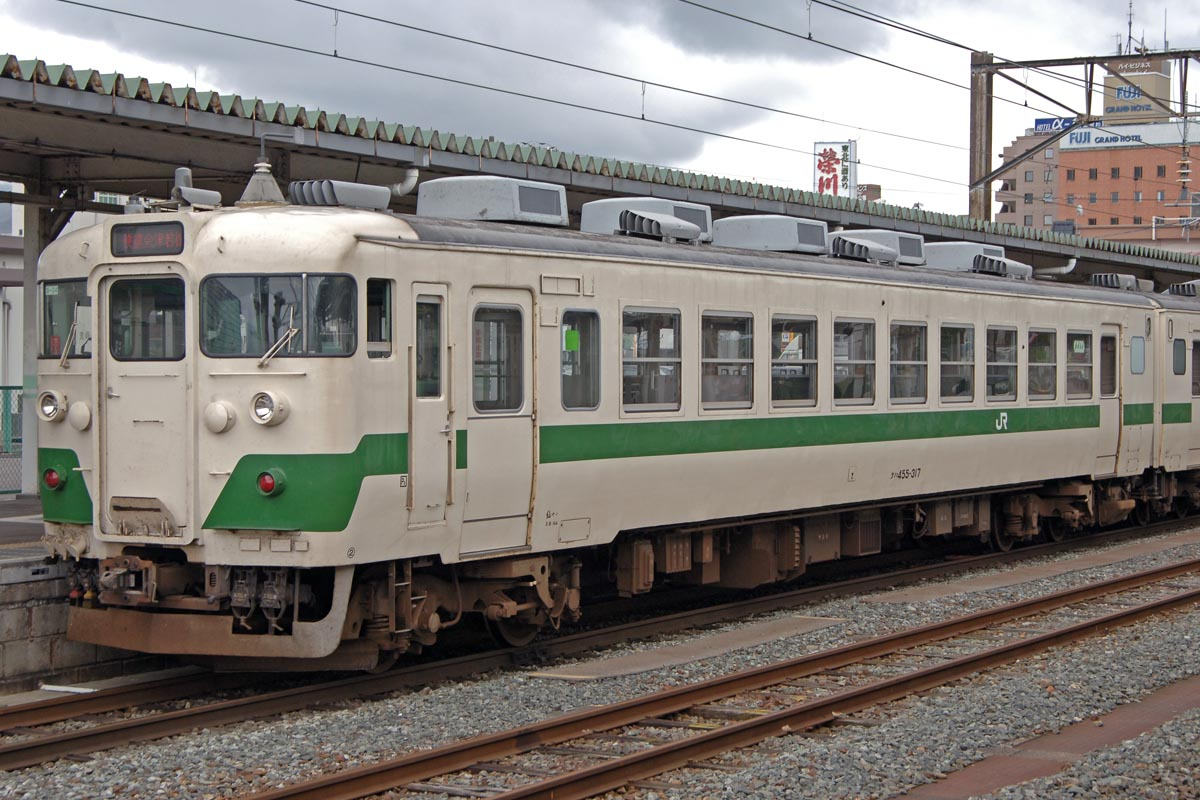
クハ455-317

上述したサロ110形への編入改造と同様の理由で455・457・475系では普通列車への転用・短編成化では制御車の不足が問題となり、1983年 - 1985年に本系列からクハ455形へ40両を土崎・盛岡・郡山・大宮・名古屋・広島・幡生・小倉・鹿児島の各工場で改造施工し対応した。種車の差異により以下の番台区分が存在した。
クハ455形300番台（301 - 324 24両）
- クハ165-139・140・143・145 - 147・156・157・159 - 161・169・171・179 - 181・185・186・188・189・クハ169-901 - 904が種車。詳細は国鉄457系電車#クハ455形300番台を参照のこと。

クハ455形400番台（401 - 405 5両）
- クモハ165-107・クモハ169-901 - 904が種車。詳細は国鉄457系電車#クハ455形400番台を参照のこと。

クハ455形500番台（501 - 505 5両）
- サハ165-1 - 4・6が種車。詳細は国鉄457系電車#クハ455形500番台を参照のこと。

クハ455形600番台（606 - 611 6両）
- サロ165-101・122 - 124・129・133が種車。詳細は国鉄457系電車#クハ455形600番台を参照のこと。

#### 107系への部品流用

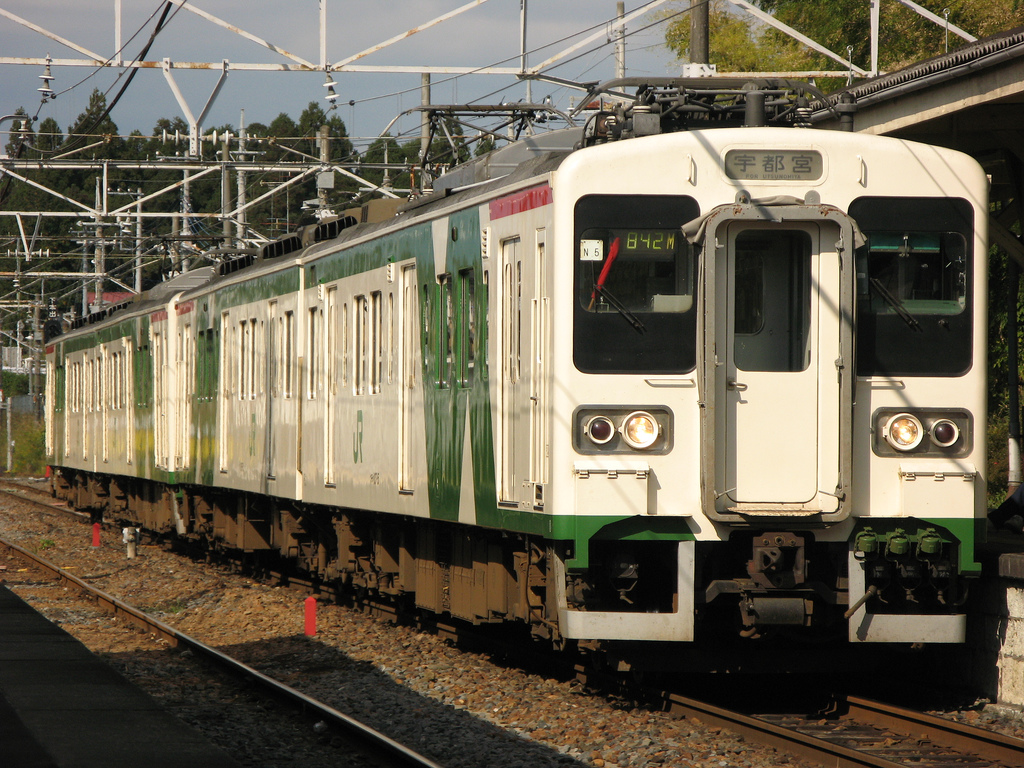
107系0番台

JR東日本では日光線・両毛線などの北関東地区ローカル輸送用本系列置換えを目的に通勤・通学と日中の輸送量に適した車両導入が計画された。これにより1988年から1990年にかけて落成したのが107系電車であり、郡山・長野・大宮・大井・大船の各工場で製造された。
- 新造コスト低減を目的に台車・主電動機・電動発電機・空気圧縮機・ブレーキ制御装置・冷房装置等は本系列廃車発生品再用とされたが[50]、名目は新造車のため部品提供車と車籍上に繋がりはない。

両開き3扉ロングシート車のクモハ107形+クハ106形2両編成で、MT54形主電動機ならびに抑速ブレーキを搭載する。日光線用が0番台、両毛線・高崎地区用が100番台に区分された。

## 線区・用途別の運用
定期運用は路線毎で、波動運用は修学旅行列車ならびに所属車両基地別で解説を行う。本系列が配置された車両基地と運用に充当された路線の関連を以下の表に示すが、車両基地・管轄管理局は運用開始時点による名称で記載する。
1987年の国鉄分割民営化では、JR東日本に165系263両・167系35両・169系78両の計376両、JR東海に165系169両、JR西日本に165系41両・167系16両の計57両、総計592両が継承された。
| \| 新潟客貨車区 \| 新潟 \| 上越線・信越本線・中央西線 \| JR東日本 \| 新潟 \| 新潟車両センター \| \| 長野運転所 \| 長野 \| 信越本線・篠ノ井線・飯田線 \| JR東日本 \| 長野 \| 長野総合車両センター \| \| 松本運転所 \| 長野 \| 中央東線・大糸線・飯田線 \| JR東日本 \| 長野 \| 松本車両センター \| \| 新前橋電車区 \| 高崎 \| 信越本線・北関東地区 \| JR東日本 \| 高崎 \| 高崎車両センター \| \| 小山電車区 \| 東京（北） \| 波動運用 \| JR東日本 \| 大宮 \| 小山車両センター \| \| 浦和電車区 \| 東京（北） \| 中央東線松本電化用車暫定配置 \| JR東日本 \| 大宮 \| さいたま車両センター \| \| 三鷹電車区 \| 東京（西） \| 中央東線・波動運用 \| JR東日本 \| 八王子 \| 三鷹車両センター \| \| 田町電車区 \| 東京（南） \| 東北本線・東海道本線・波動運用 \| JR東日本 \| 東京 \| （東総）田町センター \| \| 津田沼電車区 \| 千葉 \| 房総西線急行「うち房」 \| JR東日本 \| 千葉 \| 習志野運輸区 \| \| 幕張電車区 \| 千葉 \| 千葉鉄道管理局管内急行・波動運用 \| JR東日本 \| 千葉 \| 幕張車両センター \| \| 静岡運転所 \| 静岡 \| 東海道本線・身延線 \| JR東海 \| 静岡 \| 静岡車両区 \| \| 豊橋機関区 \| 静岡 \| 飯田線 \| JR東海 \| 静岡 \| 豊橋運輸区 \| \| 神領電車区 \| 名古屋 \| 東海道本線・中央西線 関西本線・飯田線・身延線 \| JR東海 \| （海事） \| 神領車両区 \| \| 大垣電車区 \| 名古屋 \| 東海道本線・中央西線 関西本線・飯田線・身延線 \| JR東海 \| （海事） \| 大垣車両区 \| \| 宮原電車区 \| 大阪 \| 東海道・山陽本線・波動運用 \| JR西日本 \| （近統） \| （網総）宮原支所 \| \| 向日町運転所 \| 大阪 \| 東海道・山陽本線・波動運用 \| JR西日本 \| （近統） \| （吹総）京都支所 \| \| 網干電車区 \| 大阪 \| サロ165-59・61・104疎開配置 \| JR西日本 \| （近統） \| （網総）本所 \| \| 日根野電車区 \| 天王寺 \| 紀勢本線・阪和線 \| JR西日本 \| （近統） \| （吹総）日根野支所 \| \| 岡山電車区 \| 岡山 \| 波動運用 \| JR西日本 \| 岡山 \| 岡山電車区 \| \| 広島運転所 \| 広島 \| 中央東線松本電化用車暫定配置 \| JR西日本 \| 広島 \| 広島運転所 \| \| 下関運転所 \| 広島 \| 山陽本線・呉線 \| JR西日本 \| 広島 \| 下関総合車両所 \| |             |                                               |             |           |                      |
| 備考 - 記事詳細はリンク先を参照のこと - 車両基地名称太字書体：分割民営化後も配置があった車両基地 - 車両基地名称リンク：波動運用特化車両基地 - 新潟客貨車区：165系配置直後の1963年7月20日付新潟車掌区および新潟機関区一部の機能統合により新潟運転所へ組織ならびに組織変更を実施 - （ ）内略称 - （東総）：東京総合車両センター - （海事）：東海鉄道事業本部 - （近統）：近畿統括本部 - （網総）：網干総合車両所 - （吹総）：吹田総合車両所 - 田町電車区・下関運転所が担当した167系による修学旅行列車については#修学旅行列車を参照のこと - 163系（サロ163形）：宮原電車区→大垣電車区のみ配置 - 167系：田町電車区・宮原電車区・下関運転所のみ配置 - 169系：量産車は長野運転所・松本運転所・三鷹電車区・幕張電車区 試作車は新前橋電車区に配置 - 東京鉄道管理局は1969年3月1日付で東京南・東京西・東京北の3管理局に分割 - 宮原電車区・向日町運転所の定期運用充当車は153系と混結編成を組成 |             |                                               |             |           |                      |
| 163系・165系・167系・169系配置車両基地・主要運用路線一覧 |             |                                               |             |           |                      |
| 車両基地名称 | 管轄 管理局 | 主要運用エリア                                | 分割後 会社 | 管轄 支社 | 現名称               |
| 新潟客貨車区 | 新潟        | 上越線・信越本線・中央西線                    | JR東日本    | 新潟      | 新潟車両センター     |
| 長野運転所 | 長野        | 信越本線・篠ノ井線・飯田線                    | JR東日本    | 長野      | 長野総合車両センター |
| 松本運転所 | 長野        | 中央東線・大糸線・飯田線                      | JR東日本    | 長野      | 松本車両センター     |
| 新前橋電車区 | 高崎        | 信越本線・北関東地区                          | JR東日本    | 高崎      | 高崎車両センター     |
| 小山電車区 | 東京（北）  | 波動運用                                      | JR東日本    | 大宮      | 小山車両センター     |
| 浦和電車区 | 東京（北）  | 中央東線松本電化用車暫定配置                  | JR東日本    | 大宮      | さいたま車両センター |
| 三鷹電車区 | 東京（西）  | 中央東線・波動運用                            | JR東日本    | 八王子    | 三鷹車両センター     |
| 田町電車区 | 東京（南）  | 東北本線・東海道本線・波動運用                | JR東日本    | 東京      | （東総）田町センター |
| 津田沼電車区 | 千葉        | 房総西線急行「うち房」                        | JR東日本    | 千葉      | 習志野運輸区         |
| 幕張電車区 | 千葉        | 千葉鉄道管理局管内急行・波動運用              | JR東日本    | 千葉      | 幕張車両センター     |
| 静岡運転所 | 静岡        | 東海道本線・身延線                            | JR東海      | 静岡      | 静岡車両区           |
| 豊橋機関区 | 静岡        | 飯田線                                        | JR東海      | 静岡      | 豊橋運輸区           |
| 神領電車区 | 名古屋      | 東海道本線・中央西線 関西本線・飯田線・身延線 | JR東海      | （海事）  | 神領車両区           |
| 大垣電車区 | 名古屋      | 東海道本線・中央西線 関西本線・飯田線・身延線 | JR東海      | （海事）  | 大垣車両区           |
| 宮原電車区 | 大阪        | 東海道・山陽本線・波動運用                    | JR西日本    | （近統）  | （網総）宮原支所     |
| 向日町運転所 | 大阪        | 東海道・山陽本線・波動運用                    | JR西日本    | （近統）  | （吹総）京都支所     |
| 網干電車区 | 大阪        | サロ165-59・61・104疎開配置                   | JR西日本    | （近統）  | （網総）本所         |
| 日根野電車区 | 天王寺      | 紀勢本線・阪和線                              | JR西日本    | （近統）  | （吹総）日根野支所   |
| 岡山電車区 | 岡山        | 波動運用                                      | JR西日本    | 岡山      | 岡山電車区           |
| 広島運転所 | 広島        | 中央東線松本電化用車暫定配置                  | JR西日本    | 広島      | 広島運転所           |
| 下関運転所 | 広島        | 山陽本線・呉線                                | JR西日本    | 広島      | 下関総合車両所       |

### 上越線・新潟地区

#### 最盛期の運用

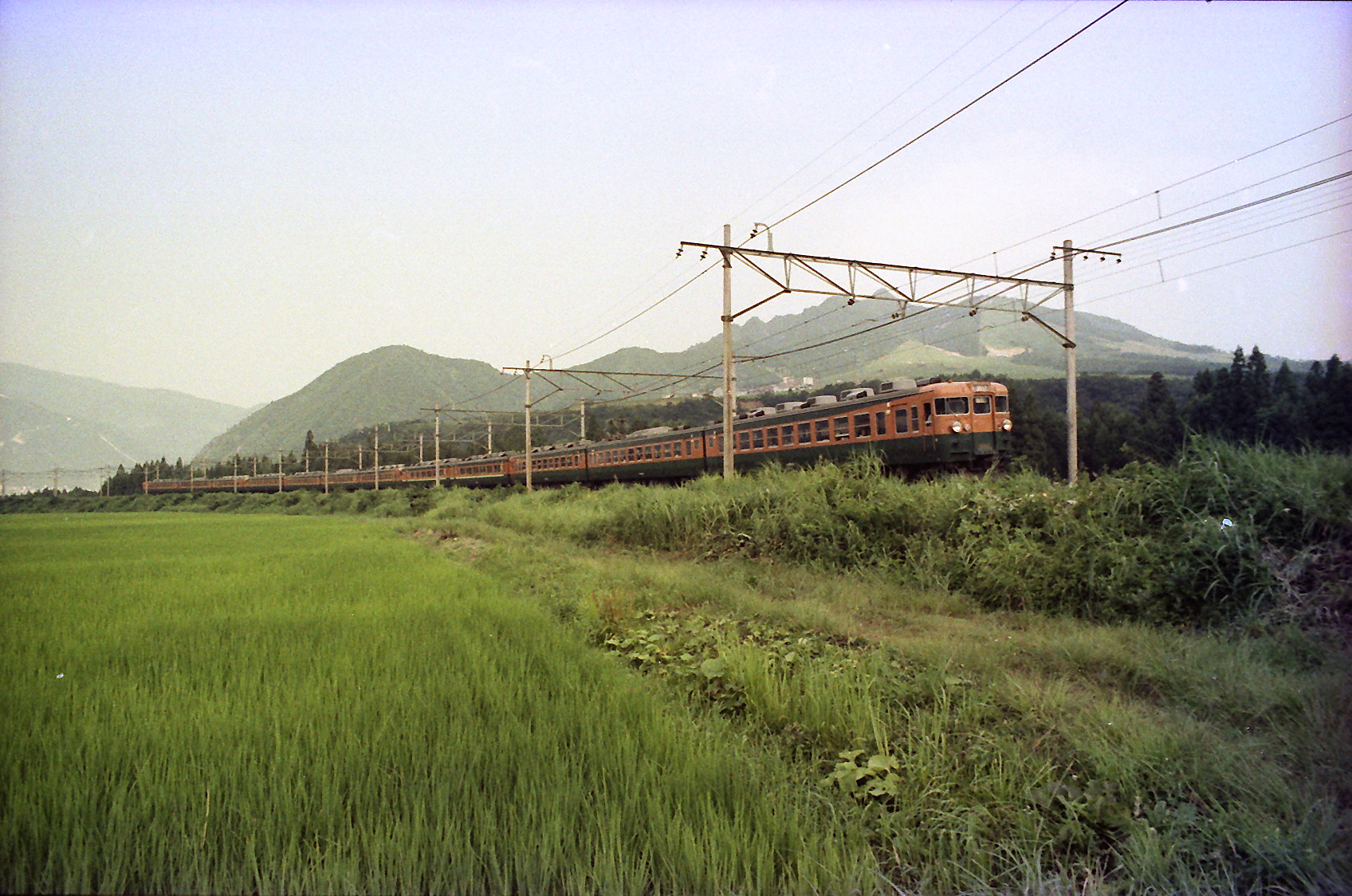
急行「佐渡」
1978年8月

信越本線新潟電化に伴う1962年6月10日ダイヤ改正では、上越線特急「とき」が161系で運転を開始したほか、上野 - 新潟間急行列車は3往復に増発され下り「弥彦」と上り「佐渡」が80系により電車化されたが、シートピッチの狭い初期車が大部分で居住性に問題があり、7両編成で混雑も慢性化していたほか、残る2往復の客車急行も編成増強やスピードアップが望まれていた。また、この時点で2往復設定していた準急「ゆきぐに」のうち、1往復は下り「弥彦」と上り「佐渡」の両急行と同じく80系7両編成だったが、1往復は田町電車区の153系7両編成で運転されていたため、特に2等車は急行よりも153系の準急の方が居住性が高かったと言う「ねじれ現象」が生じていた。
これに対応する形で、1963年2月に165系1次車が新潟客貨車区（→新潟運転所→上沼垂運転区→現・新潟車両センター）に新製配置されたが、80系早期置換えのため新前橋電車区（現・高崎車両センター）配置車により3月26日から下り「弥彦」と上り「佐渡」で暫定的に営業運転を開始した。当初は東北本線と同じ3月25日からの運行開始予定であったが、同日は上越線で架線切断事故が発生し運休となり、運行開始は翌26日からとなった。
- サロ165形は4月30日以降の新製配置となったため当初は3両編成x2本の中間に田町電車区所属サロ153形を組込んだ7両編成となった[67][注 35]。

同年4月より順次新潟所属車に運用変更が行われ、同月23日からは153系で運転されていた上野 - 長岡間準急「ゆきぐに」を165系に置換えた。
1963年6月1日ダイヤ改正で新製配置された72両により、上野 - 新潟間急行列車は下り「弥彦」上り「佐渡」に加え昼行が客車運行2往復と「ゆきぐに」を新潟延長と急行格上げを実施し165系で4往復化。さらに夜行1往復が新設された。
- 愛称は出発順に昼行が「弥彦」「佐渡」「越路」「ゆきぐに」夜行が「越後」
- 編成はサハシ165形・サロ165形をそれぞれ2両ずつ組込んだ12両編成[注 30]とされたが[67]、利用客が多く混雑緩和と着座率向上を目的として中間封じ込みクハ165形1両の増結を行い11月25日より13両編成となった[73]。
- ビュフェメニューは東海道本線の153系では寿司中心であったのに対し、上越線急行ではそば・うどん中心とされた[73]。

なお本改正直後の同年7月20日付で配置車両基地の新潟客貨車区が、新潟車掌区および新潟機関区一部の機能統合による組織変更を行い名称も新潟運転所へ移行した。
| \| 新潟運転所発足時配置車両一覧（1963年7月20日） \| 新潟運転所発足時配置車両一覧（1963年7月20日） \| 新潟運転所発足時配置車両一覧（1963年7月20日） \| \| --------------------------------------------- \| --------------------------------------------- \| --------------------------------------------- \| \| クモハ165+モハ164 \| 1 - 3・13 - 17・20 - 26・31 - 33 \| 18組36両 \| \| クハ165 \| 1・12・21 - 27・29・30・36 \| 12両 \| \| サロ165 \| 1 - 4・9 - 13・18 - 20 \| 12両 \| \| サハシ165 \| 1 - 12 \| 12両 \| |                                  |          |
| 備考 以後1968年まで以下の車両転配を実施 - クハ165-51 - 55：1963年11月25日からの13両編成化用として1963年10月30日付で新製配置 - クモハ165-100 - 103・モハ164-64 - 67 クハ165-97 - 99・108 サロ165-50・51：増発対策として1965年4月 - 6月に新製配置 - サハシ165-2・4・6・8・10：1965年12月の中央東線転用により松本運転所のクハ165-56 - 62と車両交換 - サハシ165-2は需給調整により1966年4月に新潟運転所へ再転入 - サロ165-1 - 4・9 - 13・18 - 20：非冷房のまま1966年 - 1967年に田町電車区へ転出 - 代替として新造冷房車サロ165-79・80・90 - 93・97 - 103を配置 - クモハ165-63・64 モハ164-811・812 クハ165-63・64：中央東線松本電化用早期落成車 1964年12月1日付で暫定配置 1965年5月17日付で松本運転所へ転出 |                                  |          |
| 新潟運転所発足時配置車両一覧（1963年7月20日） |                                  |          |
| クモハ165+モハ164 | 1 - 3・13 - 17・20 - 26・31 - 33 | 18組36両 |
| クハ165 | 1・12・21 - 27・29・30・36       | 12両     |
| サロ165 | 1 - 4・9 - 13・18 - 20           | 12両     |
| サハシ165 | 1 - 12                           | 12両     |

1965年10月1日ダイヤ改正では以下の変更を実施。
- 同一系統列車の愛称を統一集約化方針により、上野 - 新潟間昼行列車は「佐渡」に統一し[74]、1往復増の5往復化。夜行「越後」は「越路」に改称。
- 「佐渡」「越路」用編成の7号車 - 13号車に組成される7両編成を充当して越後湯沢 - 新潟間準急「ゆざわ」を運転開始[31]。なお「ゆざわ」は運転距離100 km以上の準急列車は急行列車する1966年3月5日の国有鉄道運賃法改正で急行に格上げされた[31]。
- 2両組込でいずれも営業を行うサハシ165形ビュフェは供給過剰による低利用率が問題となり、混雑緩和も要求されたことから、1両をクハ165形に差し替え[73]。余剰となったサハシ165形5両は中央東線急行サービス向上に転用され松本運転所のクハ165形と車両交換を実施した[73]。

1968年10月ダイヤ改正では「佐渡」に不定期運行の季節列車を設定。夜行「越路」も「佐渡」に統合され、1969年には定期5往復・季節2往復に増発された。
1970年10月1日ダイヤ改正では「佐渡」季節1往復が特急「とき」定期1往復に格上げ。キハ58系で運転されていた長野・妙高高原 - 新潟間急行「よねやま」2往復を電車化しモノクラス6両編成が充当された。
- 「よねやま」充当用として同年8月25日付で165系最終製造車のクモハ165-140+モハ165-863+クハ165-205 - クモハ165-141+モハ165-864+クハ165-206が新潟運転所へ新製配置された。

1972年3月15日ダイヤ改正では以下の変更を実施。
- 越後湯沢 - 新潟間急行「ゆざわ」廃止[76]
- 「よねやま」は「とがくし」に改称。上田・長野 - 新潟間2往復での運転となり、うち1往復にサロ165形を連結[76]。

- 「よねやま」の愛称は上野 - 長岡 - 柏崎間気動車急行に転用された。

1972年10月2日ダイヤ改正では以下の変更を実施。
- 「佐渡」1往復を「とき」に格上げし「とき」10往復化
- 「よねやま」を直江津発着ならびに165系化し「佐渡」用編成を充当[77]

なお本改正に先立ち同年春から宮原電車区ならびに下関運転所からサハ165形11両全車が転入し、中間封じ込みとなっていたクハ165形を置換えた。
1973年10月1日ダイヤ改正では以下の変更を実施。
- 「佐渡」季節列車を廃止し定期4往復化ならびにビュフェは「とき」増発に伴う食堂従業員確保のため営業休止[74]
- 「とがくし」は2往復ともグリーン車連結の7両編成に統一された[77]。

本改正では松本運転所との間でサハシ165-1 - 3とサハ164-1・2の車両交換を実施。下関運転所からクモハ165形+回送運転台付モハ164形500番台ユニット2組4両が転入したほか、1974年5月24日には新潟駅構内上越新幹線工事開始に伴い新潟運転所上沼垂支所が開設された。
1978年10月2日ダイヤ改正に先立ち、同年6月に「佐渡」「よねやま」編成からサハシ165・サハ164・165形を外し、1両減の12両編成化ならびに「とがくし」のサロ165形をサハ165形に置換え「佐渡」の6 - 12号車と共通運用が可能な7両編成とする編成変更を実施した。
- この結果、サハシ165形5両は廃車。サハ164形2両は同年7月21日付で大垣電車区へ転出した。

| \| 「佐渡」「よねやま」編成の推移 \| 「佐渡」「よねやま」編成の推移 \| 「佐渡」「よねやま」編成の推移 \| 「佐渡」「よねやま」編成の推移 \| 「佐渡」「よねやま」編成の推移 \| 「佐渡」「よねやま」編成の推移 \| 「佐渡」「よねやま」編成の推移 \| 「佐渡」「よねやま」編成の推移 \| 「佐渡」「よねやま」編成の推移 \| 「佐渡」「よねやま」編成の推移 \| 「佐渡」「よねやま」編成の推移 \| 「佐渡」「よねやま」編成の推移 \| 「佐渡」「よねやま」編成の推移 \| \| --------------------------------------------------- \| ------------------------------ \| ------------------------------ \| ------------------------------ \| ------------------------------ \| ------------------------------ \| ------------------------------ \| ------------------------------ \| ------------------------------ \| ------------------------------ \| ------------------------------ \| ------------------------------ \| ------------------------------ \| \| ← 上野・直江津新潟 → \| \| \| \| \| \| \| \| \| \| \| \| \| \| 1963年6月1日 - 11月24日のサハシ165形2両組込12両編成 \| \| \| \| \| \| \| \| \| \| \| \| \| \| クハ 165 \| モハ 164 \| クモハ 165 \| サハシ 165 \| サロ 165 \| サロ 165 \| サハシ 165 \| クハ 165 \| モハ 164 \| クモハ 165 \| モハ 164 \| クモハ 165 \| \| \| 1963年11月25日以降のサハシ165形2両組込13両編成 \| \| \| \| \| \| \| \| \| \| \| \| \| \| クハ 165 \| モハ 164 \| クモハ 165 \| サハシ 165 \| サロ 165 \| サロ 165 \| サハシ 165 \| クハ 165 \| モハ 164 \| クモハ 165 \| クハ 165 \| モハ 164 \| クモハ 165 \| \| 1965年10月1日ダイヤ改正後の13両編成 \| \| \| \| \| \| \| \| \| \| \| \| \| \| クハ 165 \| モハ 164 \| クモハ 165 \| サロ 165 \| サロ 165 \| サハシ 165 \| クハ 165 \| モハ 164 \| クモハ 165 \| クハ 165 \| クハ 165 \| モハ 164 \| クモハ 165 \| \| 1969年10月1日ダイヤ改正後の13両編成 \| \| \| \| \| \| \| \| \| \| \| \| \| \| クハ 165 \| モハ 164 \| クモハ 165 \| サロ 165 \| サロ 165 \| サハシ 165 \| クハ 165 ※1 \| クハ 165 \| モハ 164 \| クモハ 165 \| クハ 165 \| モハ 164 \| クモハ 165 \| \| 1978年6月以降の編成 \| \| \| \| \| \| \| \| \| \| \| \| \| \| クハ 165 \| モハ 164 \| クモハ 165 \| サロ 165 \| サロ 165 \| クハ 165 \| モハ 164 \| クモハ 165 \| サハ 165 \| クハ 165 \| モハ 164 \| クモハ 165 \| \| |          |            |            |          |            |             |            |            |            |          |            |            |
| 備考 - ※1：1972年以降はサハ165・164形の場合あり。 |          |            |            |          |            |             |            |            |            |          |            |            |
| 「佐渡」「よねやま」編成の推移 |          |            |            |          |            |             |            |            |            |          |            |            |
| ← 上野・直江津新潟 → |          |            |            |          |            |             |            |            |            |          |            |            |
| 1963年6月1日 - 11月24日のサハシ165形2両組込12両編成 |          |            |            |          |            |             |            |            |            |          |            |            |
| クハ 165 | モハ 164 | クモハ 165 | サハシ 165 | サロ 165 | サロ 165   | サハシ 165  | クハ 165   | モハ 164   | クモハ 165 | モハ 164 | クモハ 165 |            |
| 1963年11月25日以降のサハシ165形2両組込13両編成 |          |            |            |          |            |             |            |            |            |          |            |            |
| クハ 165 | モハ 164 | クモハ 165 | サハシ 165 | サロ 165 | サロ 165   | サハシ 165  | クハ 165   | モハ 164   | クモハ 165 | クハ 165 | モハ 164   | クモハ 165 |
| 1965年10月1日ダイヤ改正後の13両編成 |          |            |            |          |            |             |            |            |            |          |            |            |
| クハ 165 | モハ 164 | クモハ 165 | サロ 165   | サロ 165 | サハシ 165 | クハ 165    | モハ 164   | クモハ 165 | クハ 165   | クハ 165 | モハ 164   | クモハ 165 |
| 1969年10月1日ダイヤ改正後の13両編成 |          |            |            |          |            |             |            |            |            |          |            |            |
| クハ 165 | モハ 164 | クモハ 165 | サロ 165   | サロ 165 | サハシ 165 | クハ 165 ※1 | クハ 165   | モハ 164   | クモハ 165 | クハ 165 | モハ 164   | クモハ 165 |
| 1978年6月以降の編成 |          |            |            |          |            |             |            |            |            |          |            |            |
| クハ 165 | モハ 164 | クモハ 165 | サロ 165   | サロ 165 | クハ 165   | モハ 164    | クモハ 165 | サハ 165   | クハ 165   | モハ 164 | クモハ 165 |            |

| 「ゆざわ」「よねやま」→「とがくし」編成の推移 | 「ゆざわ」「よねやま」→「とがくし」編成の推移 | 「ゆざわ」「よねやま」→「とがくし」編成の推移 | 「ゆざわ」「よねやま」→「とがくし」編成の推移 | 「ゆざわ」「よねやま」→「とがくし」編成の推移 | 「ゆざわ」「よねやま」→「とがくし」編成の推移 | 「ゆざわ」「よねやま」→「とがくし」編成の推移 |
| --------------------------------------------- | --------------------------------------------- | --------------------------------------------- | --------------------------------------------- | --------------------------------------------- | --------------------------------------------- | --------------------------------------------- |
| ← 上田・越後湯沢新潟 →                        |                                               |                                               |                                               |                                               |                                               |                                               |
| 「ゆざわ」1965年11月28日 - 1969年9月30日編成  |                                               |                                               |                                               |                                               |                                               |                                               |
| クハ 165                                      | モハ 164                                      | クモハ 165                                    | クハ 165                                      | クハ 165                                      | モハ 164                                      | クモハ 165                                    |
| 「ゆざわ」1965年10月1日 - 1972年3月14日編成   |                                               |                                               |                                               |                                               |                                               |                                               |
| クハ 165                                      | モハ 164                                      | クモハ 165                                    | クハ 165                                      | モハ 164                                      | クモハ 165                                    |                                               |
| 「よねやま」→「とがくし」モノクラス編成       |                                               |                                               |                                               |                                               |                                               |                                               |
| クハ 165                                      | モハ 164                                      | クモハ 165                                    | クハ 165                                      | クハ 165                                      | モハ 164                                      | クモハ 165                                    |
| 「とがくし」1973年10月1日 - 1977年9月30日編成 |                                               |                                               |                                               |                                               |                                               |                                               |
| クハ 165                                      | モハ 164                                      | クモハ 165                                    | サロ 165                                      | クハ 165                                      | モハ 164                                      | クモハ 165                                    |
| 「とがくし」1977年10月1日ダイヤ改正後の編成   |                                               |                                               |                                               |                                               |                                               |                                               |
| クハ 165                                      | モハ 164                                      | クモハ 165                                    | サハ 165                                      | クハ 165                                      | モハ 164                                      | クモハ 165                                    |

#### 上越新幹線開業後
上越新幹線大宮暫定開業に伴う1982年11月15日ダイヤ改正では特急「とき」が廃止。「佐渡」は夜行1往復廃止により昼行3往復となった。存続した「佐渡」「よねやま」はサロ・サハが減車され10両編成となった。「とがくし」もサハ165形を減車した6両編成となり、1984年までに5両は松本運転所へ転出。余剰となった6両のうち5両がクハ455形に、1両がサロ110形へ改造された。
本改正では急行列車が全廃となった幕張電車区ならびに新前橋電車区から転入が行われ、名古屋 - 新潟間気動車急行「赤倉」を165系化したほか、名古屋口間合い運用で高蔵寺着・多治見発普通列車1往復に当所の165系が充当された。このため中央西線通過対策としてモハ164形は800番台を除いた全車のパンタグラフをPS23A形に交換が行われた。
| 1982年11月15日改正後の「佐渡」「赤倉」「とがくし」編成 | 1982年11月15日改正後の「佐渡」「赤倉」「とがくし」編成 | 1982年11月15日改正後の「佐渡」「赤倉」「とがくし」編成 | 1982年11月15日改正後の「佐渡」「赤倉」「とがくし」編成 | 1982年11月15日改正後の「佐渡」「赤倉」「とがくし」編成 | 1982年11月15日改正後の「佐渡」「赤倉」「とがくし」編成 | 1982年11月15日改正後の「佐渡」「赤倉」「とがくし」編成 | 1982年11月15日改正後の「佐渡」「赤倉」「とがくし」編成 | 1982年11月15日改正後の「佐渡」「赤倉」「とがくし」編成 | 1982年11月15日改正後の「佐渡」「赤倉」「とがくし」編成 |
| ------------------------------------------------------ | ------------------------------------------------------ | ------------------------------------------------------ | ------------------------------------------------------ | ------------------------------------------------------ | ------------------------------------------------------ | ------------------------------------------------------ | ------------------------------------------------------ | ------------------------------------------------------ | ------------------------------------------------------ |
| ← 上野・上田・名古屋新潟 →                             |                                                        |                                                        |                                                        |                                                        |                                                        |                                                        |                                                        |                                                        |                                                        |
| 「佐渡」「赤倉」編成                                   |                                                        |                                                        |                                                        |                                                        |                                                        |                                                        |                                                        |                                                        |                                                        |
| クハ 165                                               | モハ 164                                               | クモハ 165                                             | サロ 165                                               | クハ 165                                               | モハ 164                                               | クモハ 165                                             | クハ 165                                               | モハ 164                                               | クモハ 165                                             |
| 「とがくし」編成                                       |                                                        |                                                        |                                                        |                                                        |                                                        |                                                        |                                                        |                                                        |                                                        |
| クハ 165                                               | モハ 164                                               | クモハ 165                                             | クハ 165                                               | モハ 164                                               | クモハ 165                                             |                                                        |                                                        |                                                        |                                                        |

上越新幹線上野開業に伴う1985年3月14日ダイヤ改正では、「佐渡」「よねやま」「赤倉」が全廃となった。当区の充当急行列車は「赤倉」の代わりに設定された松本発着の「南越後」と長野・上田発着の「とがくし」のみとなった。
- 編成はサロ165形の連結を中止し全車廃車。モノクラス編成が基本となり、新潟地区ローカル運用が主となった。

1986年11月1日ダイヤ改正では新潟運転所上沼垂支所が上沼垂運転区として独立。略号が新ニイから新カヌとなったほか、松本運転所から3両編成x1本が転入した。
また運用面では1985年に東北・上越新幹線上野延伸開業した以降の上野 - 新潟間夜行列車は臨時「天の川」「佐渡」のみとなっていたが、同年に開設された夜行高速バス東京 - 新潟線に対抗するため1986年に夜行快速「ムーンライト」が新宿 - 新潟間で運転開始された。「ムーンライト」は当初EF64形牽引により14系客車での運転であったが、分割民営化後の1987年9月3日からリクライニングシート交換などグレードアップ改造を施工したM1 - M3編成が充当され、土休日は間合い運用で新宿 - 黒磯間快速「フェアーウェイ」にも充当された。
1988年3月13日ダイヤ改正では「とがくし」「南越後」を松本・小諸・長野 - 新潟間「赤倉」へ統合。「ムーンライト」は新宿 - 新潟 - 村上間の定期列車となった。また1989年以降に車体更新工事施工ならびに首都圏乗入対策としてATS-Pを搭載した2代目M1 - M6編成に置換えられ、従来のムーンライト用M編成は「赤倉」に転用されA1 - A3編成となり、塗装を白地に窓周り緑・黄色細帯の配色に変更した。
- 1991年時点で編成はすべて3両編成を組成しており、A編成3本・K編成6本・M編成6本の45両が配置されていた。

| \| 上沼垂運転区A・K・M編成一覧（1991年） \| 上沼垂運転区A・K・M編成一覧（1991年） \| 上沼垂運転区A・K・M編成一覧（1991年） \| 上沼垂運転区A・K・M編成一覧（1991年） \| 上沼垂運転区A・K・M編成一覧（1991年） \| \| ------------------------------------- \| ------------------------------------- \| ------------------------------------- \| ------------------------------------- \| ---------------------------------------------------------------- \| \| \| ← 新宿・松本・長野新潟 → \| ← 新宿・松本・長野新潟 → \| ← 新宿・松本・長野新潟 → \| 備考 \| \| 号車番号 \| 1 \| 2 \| 3 \| モハ164形基本番台車は PS23A形パンタグラフ交換済 M編成はATS-P搭載 \| \| 編成番号 \| クハ 165 \| モハ 164 \| クモハ 165 \| モハ164形基本番台車は PS23A形パンタグラフ交換済 M編成はATS-P搭載 \| \| A1 \| 196 \| 854 \| 131 \| 全車幕張から転入の新製冷房車 \| \| A2 \| 197 \| 855 \| 132 \| 全車幕張から転入の新製冷房車 \| \| A3 \| 200 \| 858 \| 135 \| 全車幕張から転入の新製冷房車 \| \| K1 \| 1 \| 1 \| 1 \| 全車新製時から新潟配置[注 56] \| \| K2 \| 98 \| 67 \| 103 \| 全車新製時から新潟配置[注 56] \| \| K3 \| 153 \| 78 \| 120 \| 全車新前橋から転入 \| \| K4 \| 154 \| 79 \| 121 \| 全車新前橋から転入 \| \| K5 \| 191 \| 849 \| 126 \| 全車幕張から転入 クハ165-162を除き新製冷房車[注 57] \| \| K6 \| 162 \| 861 \| 138 \| 全車幕張から転入 クハ165-162を除き新製冷房車[注 57] \| \| M1 \| 105 \| 823 \| 76 \| 全車松本から転入[注 58] \| \| M2 \| 166 \| 64 \| 100 \| McM'ユニットは新製時から新潟配置[注 57] \| \| M3 \| 99 \| 65 \| 101 \| 全車新製時から新潟配置 \| \| M4 \| 170 \| 66 \| 102 \| McM'ユニットは新製時から新潟配置[注 57] \| \| M5 \| 195 \| 853 \| 130 \| 全車幕張から転入の新製冷房車 \| \| M6 \| 203 \| 860 \| 137 \| 全車幕張から転入の新製冷房車 \| |                          |                          |                          |                                                                  |
| 備考 - 更新工事は以下を施工 - 特別保全工事：A編成ならびにK3 - K6編成 - 車体更新工事：M編成ならびにK2編成 - 未施工：K1編成 |                          |                          |                          |                                                                  |
| 上沼垂運転区A・K・M編成一覧（1991年） |                          |                          |                          |                                                                  |
| | ← 新宿・松本・長野新潟 → | ← 新宿・松本・長野新潟 → | ← 新宿・松本・長野新潟 → | 備考                                                             |
| 号車番号 | 1                        | 2                        | 3                        | モハ164形基本番台車は PS23A形パンタグラフ交換済 M編成はATS-P搭載 |
| 編成番号 | クハ 165                 | モハ 164                 | クモハ 165               | モハ164形基本番台車は PS23A形パンタグラフ交換済 M編成はATS-P搭載 |
| A1 | 196                      | 854                      | 131                      | 全車幕張から転入の新製冷房車                                     |
| A2 | 197                      | 855                      | 132                      | 全車幕張から転入の新製冷房車                                     |
| A3 | 200                      | 858                      | 135                      | 全車幕張から転入の新製冷房車                                     |
| K1 | 1                        | 1                        | 1                        | 全車新製時から新潟配置                                           |
| K2 | 98                       | 67                       | 103                      | 全車新製時から新潟配置                                           |
| K3 | 153                      | 78                       | 120                      | 全車新前橋から転入                                               |
| K4 | 154                      | 79                       | 121                      | 全車新前橋から転入                                               |
| K5 | 191                      | 849                      | 126                      | 全車幕張から転入 クハ165-162を除き新製冷房車                     |
| K6 | 162                      | 861                      | 138                      | 全車幕張から転入 クハ165-162を除き新製冷房車                     |
| M1 | 105                      | 823                      | 76                       | 全車松本から転入                                                 |
| M2 | 166                      | 64                       | 100                      | McM'ユニットは新製時から新潟配置                                 |
| M3 | 99                       | 65                       | 101                      | 全車新製時から新潟配置                                           |
| M4 | 170                      | 66                       | 102                      | McM'ユニットは新製時から新潟配置                                 |
| M5 | 195                      | 853                      | 130                      | 全車幕張から転入の新製冷房車                                     |
| M6 | 203                      | 860                      | 137                      | 全車幕張から転入の新製冷房車                                     |

1991年3月16日ダイヤ改正では「赤倉」の補完列車として長野 - 新潟間を越後線経由で運転する快速「やひこ」が、臨時列車扱いで「ムーンライト」に長岡で分割・併合する新井発着編成が設定されたが、「やひこ」は1993年に、「ムーンライト」新井発着編成は1995年に廃止となった。「赤倉」はA3編成が1995年9月28日付で廃車となり、以後はA1・A2編成のみでは不足したことから、M編成もしくはK編成のいずれかが補填充当された。
湘南色で原型に近い仕様のK1 - K6編成は新潟地区ローカル運用を主体に「ムーンライトえちご」増結時や「赤倉」車両不足時に3両または6両編成もしくはM編成との併結6両編成で充当されたが、1995年に定期ローカル運用を終了。一部編成は波動輸送対応ならびに「赤倉」用とされた。
- ローカル運用終了後の1995年12月20日付で幕張電車区から「シャトル・マイハマ」充当用3両編成が転入。1996年7月に「アルファ」へ再改造され、ホリデー快速運用に充当された。
- このほか1996年3月16日ダイヤ改正で東海道本線の大垣夜行が「ムーンライトながら」となったのに伴い「ムーンライト」は「ムーンライトえちご」に改称された[82]。

北陸新幹線長野暫定開業に伴う1997年10月1日ダイヤ改正では特急「みのり」格上げにより「赤倉」は廃止となり165系定期急行運用が消滅。この結果A1・A2編成ならびにK1・K3 - K6編成が1998年までに廃車となった。
- K2編成は1998年12月1日付で三鷹電車区へ転出した。

2001年にアルファ編成が廃車となった以降も「ムーンライトえちご」は2003年3月まで165系で運用されたが、老朽化のため同年4月1日からは485系による運用へ置換えられた。

#### 「ムーンライトえちご」運用終了後
2003年4月の「ムーンライトえちご」運用485系置換え後、M4・M5編成は4月15日付で廃車されたが、M2・3編成は6月13日に大井工場（現・東京総合車両センター）で湘南色へ再塗装され、本系列ゆかりの上越線・中央東線で以下のさよなら運転に充当された。
- 6月21・22日 「懐かしの急行佐渡」（上野 - 新潟間）[84]
- 6月28・29日 「懐かしの急行アルプス」（新宿 - 松本間）[84]
- 7月12日 「懐かしの急行かいじ」（新宿 - 甲府間）[84]
- 7月13日 「懐かしの急行かわぐち」（新宿 - 河口湖間）[84]

両編成は8月23日には大井工場一般公開で展示された後、8月27日に長野総合車両所へ回送。9月2日付で廃車となった。
M1・6編成は上越線沿線を舞台とするNHK2003年度上半期連続テレビ小説『こころ』の放映にちなみ越後湯沢 - 長岡間臨時快速「こころ」へ4 - 9月の土曜・休日を中心に充当された。
- 5月には「善光寺ご開帳記念」臨時快速「とがくし」にも充当された。

｢こころ｣運転最終日となる9月28日には越後湯沢→新潟への返却回送を営業運転へ変更した団体急行「さよならこころ」に充当。これで本系列すべての営業運転が終了した。
- サボには『越後に生まれ 越後に消える 40年間ありがとう 上沼垂運転区165系直流急行型電車 Last Run』の文字が添えられた。

その後両編成は10月に長野総合車両所へ回送、10月15日付で廃車となった。これによりJRグループから本系列の営業用車両が無くなったほか、配置終了後の2004年4月1日付で組織変更により上沼垂運転区は新潟車両センターに名称変更し、略号も新ニイに戻された。

### 東北本線・高崎線・北関東地区
本系列落成以前の東北本線黒磯以南および日光線直流急行型電車運用には田町電車区（→田町車両センター→現・東京総合車両センター田町センター）配置の157系が準急「日光」「中禅寺」「なすの」「湘南日光」で運用されていた。しかし157系は東海道本線東京 - 大阪間不定期特急「ひびき」にも充当されており、1963年4月20日から輸送力増強を目的に1往復を定期列車化したことから、当初は東京 - 日光間「日光」1往復が新前橋電車区所属モノクラス6両編成のみとなったほかは、クモハ165形+モハ164形+クハ165形3両編成x6本計18両を田町区へ新製配置し置換えを実施。同年3月25日から上野 - 黒磯間「なすの」ならびに伊東 - 東京 - 日光間「湘南日光」で、4月25日から新宿 - 日光間「中禅寺」で運用開始。10月1日ダイヤ改正で「湘南日光」運用を新前橋区から田町区へ完全移管したことに伴い3両編成x2本が転属。24両が配置された。
| \| 田町電車区配置東北本線黒磯以南・日光線充当車（1963年10月1日） \| 田町電車区配置東北本線黒磯以南・日光線充当車（1963年10月1日） \| 田町電車区配置東北本線黒磯以南・日光線充当車（1963年10月1日） \| 田町電車区配置東北本線黒磯以南・日光線充当車（1963年10月1日） \| \| ------------------------------------------------------------- \| ------------------------------------------------------------- \| ------------------------------------------------------------- \| ------------------------------------------------------------- \| \| ← 伊東・上野・日光黒磯 → \| \| \| \| \| クモハ165 \| モハ164 \| クハ165 \| 備考 \| \| 4 \| 4 \| 13 \| 新前橋電車区からの転入車 \| \| 8 \| 8 \| 17 \| 新前橋電車区からの転入車 \| \| 37 \| 37 \| 41 \| 新製車 \| \| 38 \| 38 \| 42 \| 新製車 \| \| 39 \| 39 \| 43 \| 新製車 \| \| 40 \| 40 \| 44 \| 新製車 \| \| 41 \| 41 \| 45 \| 新製車 \| \| 57 \| 43 \| 50 \| 新製車 \| |         |         |                          |
| 備考 - 全車1966年10月1日ダイヤ改正で新前橋電車区へ転出 - 車両番号太字書体：1968年試作冷房改造車 |         |         |                          |
| 田町電車区配置東北本線黒磯以南・日光線充当車（1963年10月1日） |         |         |                          |
| ← 伊東・上野・日光黒磯 → |         |         |                          |
| クモハ165 | モハ164 | クハ165 | 備考                     |
| 4 | 4       | 13      | 新前橋電車区からの転入車 |
| 8 | 8       | 17      | 新前橋電車区からの転入車 |
| 37 | 37      | 41      | 新製車                   |
| 38 | 38      | 42      | 新製車                   |
| 39 | 39      | 43      | 新製車                   |
| 40 | 40      | 44      | 新製車                   |
| 41 | 41      | 45      | 新製車                   |
| 57 | 43      | 50      | 新製車                   |

上述充当列車のうち「中禅寺」は1964年10月1日ダイヤ改正で下り東京発・上り上野着に変更し新宿発着を終了したほか、1966年10月1日付で全運用を新前橋区へ移管した。
新前橋電車区（現・高崎車両センター本所）では1963年3月から配置が開始され、信越本線が電化開業した10月1日ダイヤ改正で高崎周辺発着の準急列車ならびに信越本線直通急行列車で運用が開始された。
- 当所は「あかぎ」「苗場」など上越線準急列車に充当されていた80系電車を置換え、上野 - 中軽井沢間準急「軽井沢2号」上野 - 水上間準急「ゆのさと」上野 - 前橋間準急「あかぎ」ではサロ165形組込の7両編成で運転されたが[86]、上野 - 水上間準急「みくに」は2等車のみの6両編成とされ高崎以南は「軽井沢2号」と併結した[86]。

| \| 新前橋電車区配置定期運用充当車（1963年10月1日） \| 新前橋電車区配置定期運用充当車（1963年10月1日） \| 新前橋電車区配置定期運用充当車（1963年10月1日） \| 新前橋電車区配置定期運用充当車（1963年10月1日） \| \| クモハ165 \| モハ164 \| クハ165 \| サロ165 \| \| ----------------------------------------------- \| ----------------------------------------------- \| ----------------------------------------------- \| ----------------------------------------------- \| \| 5 \| 5 \| 14 \| 5 \| \| 6 \| 6 \| 15 \| 6 \| \| 7 \| 7 \| 16 \| 7 \| \| 9 \| 9 \| 18 \| 8 \| \| 10 \| 10 \| 19 \| 14 \| \| 11 \| 11 \| 20 \| 15 \| \| 12 \| 12 \| 28 \| 16 \| \| 18 \| 18 \| 31 \| 17 \| \| 19 \| 19 \| 32 \| 21 \| \| 27 \| 27 \| 33 \| 22 \| \| 28 \| 28 \| 34 \| 23 \| \| 29 \| 29 \| 35 \| 24 \| \| 30 \| 30 \| 37 \| 25 \| \| 34 \| 34 \| 38 \| 26 \| \| 35 \| 35 \| 39 \| \| \| 36 \| 36 \| 40 \| \| \| 53 \| 512 \| 46 \| \| \| 54 \| 513 \| 47 \| \| \| 55 \| 514 \| 48 \| \| \| 56 \| 42 \| 49 \| \| |         |         |         |
| 備考 - クモハ165形+モハ164形ユニット：20組40両 - クハ165形：20両 - サロ165形：14両 - 総計：74両 - 車両番号太字書体：1968年試作冷房改造車 |         |         |         |
| 新前橋電車区配置定期運用充当車（1963年10月1日） |         |         |         |
| クモハ165 | モハ164 | クハ165 | サロ165 |
| 5 | 5       | 14      | 5       |
| 6 | 6       | 15      | 6       |
| 7 | 7       | 16      | 7       |
| 9 | 9       | 18      | 8       |
| 10 | 10      | 19      | 14      |
| 11 | 11      | 20      | 15      |
| 12 | 12      | 28      | 16      |
| 18 | 18      | 31      | 17      |
| 19 | 19      | 32      | 21      |
| 27 | 27      | 33      | 22      |
| 28 | 28      | 34      | 23      |
| 29 | 29      | 35      | 24      |
| 30 | 30      | 37      | 25      |
| 34 | 34      | 38      | 26      |
| 35 | 35      | 39      |         |
| 36 | 36      | 40      |         |
| 53 | 512     | 46      |         |
| 54 | 513     | 47      |         |
| 55 | 514     | 48      |         |
| 56 | 42      | 49      |         |

新前橋区には中央本線狭小トンネル区間に対応させた波動輸送用としてモハ165形+モハ164形800番台ユニットのトップナンバーを含む4両編成x5本も新製配置されたが、同グループは1964年春に臨時準急「かいじ」充当のため三鷹電車区（現・三鷹車両センター）へ転出。10月1日に田町区に転出し東北本線運用にも充当されたが、1975年に神領電車区へ転出した。
- 新前橋区配置車は信越本線での運用が含まれていたことから、横川 - 軽井沢間（碓氷峠）でEF63を連結して牽引・推進運転に対応した横軽対策を施工。座屈による浮き上がり脱線予防策から本来は軽井沢方に組成される車両重量の大きい電動車ユニットを麓側となる横川方に組成する必要が発生した[注 7]。本措置は協調運転を行う169系を含む長野運転所配置車も同様とされ、他車両基地と編成が逆向きとなる特徴がある[47]。

その後も運用増やサロ165形完全冷房化に対応し1964年 - 1967年には新造車が新製配置された。
1965年10月1日ダイヤ改正では列車愛称一本化が進められ、上野 - 水上間準急は「奥利根」に、上野 - 前橋間準急は「あかぎ」に統一された。また、上野 - 高崎・渋川間に準急「はるな」を新設。上野 - 石打間準急「苗場」は運転区間を新潟まで延長し急行「佐渡」に発展的解消となった。
1967年6月10日に長野原線（現・吾妻線）渋川 - 長野原（現・長野原草津口）間電化完成し、同年7月1日にダイヤ改正が行われた。本改正では気動車急行の上野 - 長野原間「草津」「草津いでゆ」と上野 - 水上間「奥利根」併結列車が電車化された。引き続き「奥利根」+「草津」もしくは「奥利根」+「あかぎ」で基本7両+付属4両の11両編成で併結運転が継続された。
信越本線急行運用は1966年に新設された長野運転所（現・長野総合車両センター）と共管になったが、1967年10月1日ダイヤ改正で信越本線系統の165系はすべて長野運転所に移管された。
- 1967年12月にはEF63との協調運転試作車として165系900番台3両編成x4本計12両が落成配置。試験終了後の1968年に169系900番台に編入されたが、引き続き新前橋区配置のまま165系付属編成と共通運用に充当された。

1968年4月27日の御殿場線電化に合わせて運転開始された東京 - 御殿場間急行「ごてんば」は、1973年まで新前橋区の3両編成x2本を田町電車区へ貸渡名義での運用となり、東京 - 国府津間で153系と併結運転を実施した。
1968年10月1日ダイヤ改正では以下の変更を実施。
- 「奥利根」「はるな」を「ゆけむり」に統一改称し下り8本・上り7本運転としたほか、石打まで季節延長も実施[91]。「ゆけむり」+「あかぎ」、「ゆけむり」+「草津」の組み合わせでの併結も実施され、基本7両と付属3両または3両編成x2本による6両の最大13両編成で運転された[91]。
- 両毛線前橋 - 小山間電化完成で高崎から「あかぎ」が桐生まで直通した[91]。
- 「軽井沢」は季節列車化され高崎以南では「ゆけむり」と併結された[91]。
- 東北本線系統では上野 - 日光間が「日光」、上野 - 黒磯間が「なすの」に統合され、「中禅寺」「だいや」「しもつけ」の列車名が消滅[91]。

- 「日光」1往復は田町電車区所属157系が、「なすの」上り白河 - 上野間1本は仙台運転所所属455系が充当された。

- 両毛線・水戸線電化完成に伴い上野 - 高崎・茂木・水戸間気動車急行「わたらせ」「つくばね」の併結が分離され、「わたらせ」は165系で高崎まで、「つくばね」は仙台運転所（現在：仙台車両センター）所属455系により勝田までの運転となった[91]。

- 両毛線は小山口からも高崎口からも方向転換せず入線可能であり、線内に「わたらせ」で入った編成と「あかぎ」で入った編成は逆向きとなるため折り返しの際には入線した経路で戻すことが鉄則とされた。

- 長野運転所担当の信越急行を169系へ置換えたためにサロ165→169形改造車を除いた全車が新前橋電車区へ再転入した。

1969年4月25日には「日光」1往復に充当されていた157系を新前橋電車区所属165系に運用移管を実施。伊東 - 東京 - 日光間急行「湘南日光」は1970年10月1日に廃止された。
1971年3月7日に長野原線が大前まで延長され、路線名も吾妻線に改称された。「草津」は4往復中3往復が万座・鹿沢口まで区間延長された。1972年3月15日ダイヤ改正では「草津」全列車が万座・鹿沢口発着となったほか、「草津」+「ゆけむり」の分割併合駅が渋川から新前橋に変更された。
- 1972年以降は上野 - 渋川間「伊香保」も設定された。

最盛期には7両基本編成15本・3両付属編成29本を巧みに組み合わせ、3両から最大15両編成で上野を中心として急行列車から普通列車まで複雑かつ幅広い運用が行われた。しかし「軽井沢」専用サロ165形2両組込8両編成は1972年3月15日ダイヤ改正で終了したほか、1973年3月13日に発生した上尾事件がきっかけとなり、朝夕ラッシュ時間帯の通勤列車運用は以後減少した。
| 新前橋電車区165系・169系900番台編成                 | 新前橋電車区165系・169系900番台編成 | 新前橋電車区165系・169系900番台編成 | 新前橋電車区165系・169系900番台編成 | 新前橋電車区165系・169系900番台編成 | 新前橋電車区165系・169系900番台編成 | 新前橋電車区165系・169系900番台編成 | 新前橋電車区165系・169系900番台編成 |
| --------------------------------------------------- | ----------------------------------- | ----------------------------------- | ----------------------------------- | ----------------------------------- | ----------------------------------- | ----------------------------------- | ----------------------------------- |
| ← 上野・日光水上・軽井沢・宇都宮・黒磯 →            |                                     |                                     |                                     |                                     |                                     |                                     |                                     |
| 基本編成                                            |                                     |                                     |                                     |                                     |                                     |                                     |                                     |
| クモハ 165                                          | モハ 164                            | クハ 165                            | クモハ 165                          | モハ 164                            | サロ 165                            | クハ 165                            |                                     |
| 付属編成                                            |                                     |                                     |                                     |                                     |                                     |                                     |                                     |
| クモハ 165                                          | モハ 164                            | クハ 165                            |                                     |                                     |                                     |                                     |                                     |
| 「軽井沢」専用編成（1972年3月15日ダイヤ改正で消滅） |                                     |                                     |                                     |                                     |                                     |                                     |                                     |
| クモハ 165                                          | モハ 164                            | クハ 165                            | クモハ 165                          | モハ 164                            | サロ 165                            | サロ 165                            | クハ 165                            |

1975年3月10日ダイヤ改正以降「あかぎ」下り1本を長野運転所所属169系へ運用移管し、上りは翌早朝の普通列車で上野口へ戻す運用が設定された。また北総3線電化による運用増に対応しクモハ165形+モハ164形+クハ165形3両編成x4本計12両が幕張電車区へ転出した。
東北・上越新幹線大宮暫定開業による1982年11月15日ダイヤ改正では、165系置換え用に185系200番台が特急「谷川」「白根」「あかぎ」に新製投入されるとともに急行運用を7両編成x21本に統一し「草津」「わたらせ」「草津」「ゆけむり」「軽井沢」「はるな」「日光」「なすの」のみに充当となった。
- 185系はダイヤ改正前の1982年3月10日より165系との共通運用に入り[93]、この期間中は165系+185系の併結運用も実施された[94]。また「日光」は全廃となった[93]。
- 余剰車のうちクハ165形11両は松本運転所に転出し、冷房用電源の関係で編成から外すことのできなかったサハシ165形・サハ164形を置換えた。
- 一方で7両編成が増となったことから、サロ165形が田町電車区から6両、幕張電車区から2両転入した[注 64]。

東北・上越新幹線上野開業に伴う1985年3月14日ダイヤ改正では、東北・高崎線定期急行列車全廃により同地区優等列車は185系による新特急に格上げされ急行運用が終了した。以後は日光・両毛・吾妻線などのローカル運用もしくは臨時急行列車・団体列車などの波動輸送で運用された。
2回に渡る新幹線開業により新前橋区の169系900番台はクハ455形ならびにサハ165形100番台への改造で区分消滅。165系は大幅な運用減となり、老朽余剰廃車・他形式への改造・他車両基地への転出などにより配置車両は大幅に減少し、1989年を最後にローカル定期運用を終了し107系・115系などに置換えられた。以後は残留した3両編成x11本計33両に車両更新工事を施工し波動輸送運用のみを担当した。

### 信越本線
信越本線における電車による優等列車充当は、1962年7月15日に高崎 - 横川間電化により80系電車6両編成で上野 - 横川間臨時準急「軽井沢」2往復を運転開始したことが起源である。1963年5月13日に粘着運転新線が単線で開通、同年6月21日に軽井沢 - 長野間が電化されたのを機に、同年7月15日より1往復が長野まで運転区間を延長した。
本系列の充当は、1963年10月1日の信越本線横川 - 軽井沢間粘着運転新線複線化完成に伴うダイヤ改正以降である。

#### 165系の充当
碓氷峠区間はアプト式を廃止し粘着運転化されても最大66.7‰の急勾配が残されたためEF63を麓の横川方に2両連結し牽引・推進運転とされ、新前橋電車区所属サロ165形2両組込8両編成により1963年10月1日から以下の急行列車に充当され、キハ57系で運転されていた「信州」「丸池」「志賀」「とがくし」の愛称を統合・整理した上で置換えた。
- 上野 - 長野：「信州」4往復「とがくし」1往復
- 上野 - 湯田中：「志賀」2往復

このうち「信州」は昼行、「とがくし」は夜行。また「志賀」は湯田中発着列車のみとした上で上野 - 屋代は「信州」併結。「志賀」は屋代から長野電鉄に乗入を行い河東線・長野線経由で運転された。
また同改正では準急「軽井沢」2往復を定期列車に格上げし、1往復が165系での運転となった。このうち中軽井沢発着の1往復が、1965年10月1日ダイヤ改正で長野まで延長され、全車指定席急行「信越いでゆ」1往復に格上げされた。残存した準急1往復は1966年3月5日に国有鉄道運賃法改正で急行列車に格上げされた。
長野 - 直江津間電化完成による1966年10月1日ダイヤ改正では特急「あさま」が181系で運転開始されるとともに、上野 - 直江津間「妙高」2往復にも165系が充当された。「あさま」新設に伴い全席指定の「信越いでゆ」は「信州」に統合された。不定期客車急行「高原」も165系化された。
また本ダイヤ改正に合せて同年5月より長野運転所に165系新製車を配置。改正当日付で新前橋からの転入車も含めて一部を運用移管し、新前橋と長野による共管となったが、1967年10月1日付で長野運転所に完全移管され、新前橋区「軽井沢」専用編成と共通の8両編成x9本と予備車のクモハ165形・モハ164形・クハ165形・サロ165形各1両ずつ計76両が配置された。
| \| 長野運転所165系信越急行編成 形式別配置車一覧（1967年10月1日） \| 長野運転所165系信越急行編成 形式別配置車一覧（1967年10月1日） \| 長野運転所165系信越急行編成 形式別配置車一覧（1967年10月1日） \| 長野運転所165系信越急行編成 形式別配置車一覧（1967年10月1日） \| 長野運転所165系信越急行編成 形式別配置車一覧（1967年10月1日） \| 長野運転所165系信越急行編成 形式別配置車一覧（1967年10月1日） \| 長野運転所165系信越急行編成 形式別配置車一覧（1967年10月1日） \| 長野運転所165系信越急行編成 形式別配置車一覧（1967年10月1日） \| \| ------------------------------------------------------------- \| ------------------------------------------------------------- \| ------------------------------------------------------------- \| ------------------------------------------------------------- \| ------------------------------------------------------------- \| ------------------------------------------------------------- \| ------------------------------------------------------------- \| ------------------------------------------------------------- \| \| ← 上野湯田中・長野・直江津 → \| \| \| \| \| \| \| \| \| クモハ165 \| モハ164 \| クハ165 \| クモハ165 \| モハ164 \| サロ165 \| サロ165 \| クハ165 \| \| 形式 \| 形式 \| 車両番号 \| 車両番号 \| 車両番号 \| 車両番号 \| 車両番号 \| 両数小計 \| \| クモハ165 \| クモハ165 \| 5 - 7・9・53 - 56・65・77 - 81・105 - 109 \| 5 - 7・9・53 - 56・65・77 - 81・105 - 109 \| 5 - 7・9・53 - 56・65・77 - 81・105 - 109 \| 5 - 7・9・53 - 56・65・77 - 81・105 - 109 \| 5 - 7・9・53 - 56・65・77 - 81・105 - 109 \| 19 \| \| モハ164 \| モハ164 \| 5 - 7・9・512 - 514・42・44 - 49・69 - 73 \| 5 - 7・9・512 - 514・42・44 - 49・69 - 73 \| 5 - 7・9・512 - 514・42・44 - 49・69 - 73 \| 5 - 7・9・512 - 514・42・44 - 49・69 - 73 \| 5 - 7・9・512 - 514・42・44 - 49・69 - 73 \| 19 \| \| クハ165 \| クハ165 \| 14 - 16・18・46 - 49・65・81 - 85・137 - 141 \| 14 - 16・18・46 - 49・65・81 - 85・137 - 141 \| 14 - 16・18・46 - 49・65・81 - 85・137 - 141 \| 14 - 16・18・46 - 49・65・81 - 85・137 - 141 \| 14 - 16・18・46 - 49・65・81 - 85・137 - 141 \| 19 \| \| サロ165 \| サロ165 \| 43・44・45 - 48・64・65・72 - 78・86 - 89 \| 43・44・45 - 48・64・65・72 - 78・86 - 89 \| 43・44・45 - 48・64・65・72 - 78・86 - 89 \| 43・44・45 - 48・64・65・72 - 78・86 - 89 \| 43・44・45 - 48・64・65・72 - 78・86 - 89 \| 19 \| |           |                                              |                                              |                                              |                                              |                                              |          |
| 備考 - 車両番号太字書体：1966年長野運転所新製配置車 - 車両番号標準書体：1966年新前橋電車区からの転入車 - 車両番号斜体：1967年新前橋電車区からの転入車 - 上野方3両は「志賀」で長野電鉄屋代 - 湯田中への乗入運用あり - クモハ165形・モハ164形・クハ165形：1968年10月1日付で新前橋電車区へ転出 - サロ165形：1968年中にサロ169形へ改造施工 引き続き長野運転所配置 - 表以外にサロ165-5 - 7が1966年10月1日付で新前橋電車区から転入 同年12月5日付で田町電車区へ転出 |           |                                              |                                              |                                              |                                              |                                              |          |
| 長野運転所165系信越急行編成 形式別配置車一覧（1967年10月1日） |           |                                              |                                              |                                              |                                              |                                              |          |
| ← 上野湯田中・長野・直江津 → |           |                                              |                                              |                                              |                                              |                                              |          |
| クモハ165 | モハ164   | クハ165                                      | クモハ165                                    | モハ164                                      | サロ165                                      | サロ165                                      | クハ165  |
| 形式 | 形式      | 車両番号                                     | 車両番号                                     | 車両番号                                     | 車両番号                                     | 車両番号                                     | 両数小計 |
| クモハ165 | クモハ165 | 5 - 7・9・53 - 56・65・77 - 81・105 - 109    | 5 - 7・9・53 - 56・65・77 - 81・105 - 109    | 5 - 7・9・53 - 56・65・77 - 81・105 - 109    | 5 - 7・9・53 - 56・65・77 - 81・105 - 109    | 5 - 7・9・53 - 56・65・77 - 81・105 - 109    | 19       |
| モハ164 | モハ164   | 5 - 7・9・512 - 514・42・44 - 49・69 - 73    | 5 - 7・9・512 - 514・42・44 - 49・69 - 73    | 5 - 7・9・512 - 514・42・44 - 49・69 - 73    | 5 - 7・9・512 - 514・42・44 - 49・69 - 73    | 5 - 7・9・512 - 514・42・44 - 49・69 - 73    | 19       |
| クハ165 | クハ165   | 14 - 16・18・46 - 49・65・81 - 85・137 - 141 | 14 - 16・18・46 - 49・65・81 - 85・137 - 141 | 14 - 16・18・46 - 49・65・81 - 85・137 - 141 | 14 - 16・18・46 - 49・65・81 - 85・137 - 141 | 14 - 16・18・46 - 49・65・81 - 85・137 - 141 | 19       |
| サロ165 | サロ165   | 43・44・45 - 48・64・65・72 - 78・86 - 89    | 43・44・45 - 48・64・65・72 - 78・86 - 89    | 43・44・45 - 48・64・65・72 - 78・86 - 89    | 43・44・45 - 48・64・65・72 - 78・86 - 89    | 43・44・45 - 48・64・65・72 - 78・86 - 89    | 19       |

信越急行では8両までの最大編成両数制限により慢性的な混雑が顕著になっており、一部列車は高崎以南で長野方に新前橋所属車3両を増結する対策が採られたが、信越本線そのものの抜本的な輸送量増強に対応できないため1967年12月にEF63との協調運転を可能にし12両編成まで碓氷峠を通過できる165系900番台を試作し新前橋電車区に配置。横川 - 軽井沢間での試運転で良好な結果を残したことから、1968年から長野運転所の信越急行運用は169系へ置換えられることが決定。長野配置の165系はサロ169形改造種車となったサロ165形を除き全車新前橋区に再転出した。

#### 169系充当後
1968年より協調運転対応の169系量産車はクモハ169形+モハ168形ユニット25組50両とクハ169形24両を新製、改造車はサロ165形→サロ169形が19両、サハシ153形→サハシ169形が10両、計103両が長野運転所に配置された。
1968年10月1日ダイヤ改正より新前橋電車区165系を充当する「軽井沢」を除く信越本線電車急行は、ビュフェ車込み9両基本編成+3両付属編成の169系最大12両編成での運転となり、「高原」「志賀」の愛称を「信州」に、「丸池」「とがくし」を「妙高」に統合した上で以下の列車に充当された。
- 上野 - 長野・湯田中：「信州」定期6往復（湯田中発着は2往復）・季節1往復[101]

- 定期6往復中2往復は季節列車扱いで長野 - 田口（現・妙高高原）間延長運転を設定。

- 上野 - 直江津：「妙高」定期2往復・季節1往復[101]

- 夜行1往復は寝台車連結のため従来からの客車列車での運転を継続

1969年10月1日ダイヤ改正に合せてクモハ169形+モハ168形ユニット2組4両とクハ169形3両の新製冷房車を増備。9両基本編成+3両付属編成最大9本とサロ169形・サハシ153形の予備車各1両ずつで計110両配置となり、「信州」は湯田中発着編成を「志賀」に分離改称。さらに2往復の季節延長運転区間を定期化し「妙高」とした結果以下の列車に充当された。
- 上野 - 長野：「信州」定期4往復・季節1往復
- 上野 - 妙高高原・直江津：「妙高」定期4往復・季節1往復
- 上野 - 湯田中：「志賀」2往復

なお夜行「妙高」1往復は引き続き客車での運転を継続。
1972年3月15日ダイヤ改正では新前橋電車区所属の165系を充当する「軽井沢」がサロ165形1両を減車した7両編成とし季節列車化。上野 - 金沢間客車急行「白山」を489系電車により特急に格上げ。さらに11月には車両落成を待って妙高高原発着季節「妙高」1往復を「白山」格上げに発展的解消となったことから、昼行「妙高」は定期4往復となった。
1973年10月1日ダイヤ改正では「信州」1往復が軽井沢 - 長野間普通列車化されたが、季節列車定期化ならびに1往復増発により6往復化。また長野 - 妙高高原間季節延長運転が1往復で再設定された。
1975年3月10日ダイヤ改正では従来は尾久客車区東大宮派出所（現・大宮総合車両センター東大宮センター）で滞泊となる編成を下り最終「あかぎ」と翌早朝の上り普通列車への充当を開始。また同年7月1日より「あさま」運用を横軽協調運転に対応した189系直流特急形電車へ置換えを実施。さらに1976年11月30日には「信州」「妙高」のビュフェ営業を終了。サハシ169形は営業休止のまま編成に組成されたが、1978年8月から9月にかけて外され最大11両編成となり、松本運転所に転出した5も含め1979年にまで全車廃車廃形式となった。
- このほか1977年7月25日に発生した脱線事故でモハ168-5が1978年3月10日付で廃車。ユニット相手方を失ったクモハ169-5は保留車となった

1978年10月ダイヤ改正では「信州」1往復を特急「あさま」に格上げ。「信州」は1往復減の5往復となり、「志賀」1往復は季節列車化された。また本改正では余剰車が発生し8両が松本運転所へ転出し中央東線急行に転用された。
- この時点で長野配置車は基本8両+付属3両の11両編成x7本で運用充当。いずれの編成にも入らない予備車兼波動輸送対応用クモハ169形+モハ168形+クハ169形3両編成x3本ならびにサロ169形4両、さら保留車のクモハ169-5により総計91両となった。
- 1982年7月に大規模な故障によりクモハ169-9が廃車となったが、ユニット相手方を失ったモハ168-9は保留車のクモハ169-5とユニットを組み直し運用復帰。クハ169-9と3両編成を組成し同年11月に松本運転所へ転出。1986年11月には幕張電車区へ転出した。

東北新幹線の本格稼働ならびに上越新幹線開業に伴う1982年11月15日ダイヤ改正ではサロ169形1両を減車し基本7両+付属3両の10両編成に短縮した上で以下の変更を実施
- 「信州」は4往復削減の上3往復は軽井沢 - 長野間普通列車もしくは快速列車化[93]
- 昼行「妙高」2往復は「あさま」格上げで全廃[93]
- 「志賀」全廃により長野電鉄乗入終了[93][93]
- 「あかぎ」185系新特急格上げに伴い間合い運用充当を終了[93]

この結果として余剰車が大量発生。減車となったサロ169形は1978年の松本転出車を含み12両が廃車。クモハ169形+モハ168形+クハ169形の3両編成x9本計27両が松本運転所へ転出した。1985年3月14日ダイヤ改正で「信州」が全廃。このためサロ169形は全車廃車となり、残存したクモハ169形+モハ168形+クハ169形の一部は松本運転所へ転出。この結果長野配置車は3両編成x7本計27両まで減少した。また客車で運転されていた夜行「妙高」1往復の充当車両老朽化により169系化されることになり、クモハ169形+モハ168形+クハ169形x3編成のモノクラス9両編成で置換えた。
1986年11月1日ダイヤ改正で「妙高」は「あさま」と共通運用になり189系9両編成による運転に移行。これにより信越急行での169系定期運用は終了した。
| \| 長野運転所169系信越急行編成の推移 \| 長野運転所169系信越急行編成の推移 \| 長野運転所169系信越急行編成の推移 \| 長野運転所169系信越急行編成の推移 \| 長野運転所169系信越急行編成の推移 \| 長野運転所169系信越急行編成の推移 \| 長野運転所169系信越急行編成の推移 \| 長野運転所169系信越急行編成の推移 \| 長野運転所169系信越急行編成の推移 \| 長野運転所169系信越急行編成の推移 \| 長野運転所169系信越急行編成の推移 \| 長野運転所169系信越急行編成の推移 \| 長野運転所169系信越急行編成の推移 \| \| -------------------------------------------- \| --------------------------------- \| --------------------------------- \| --------------------------------- \| --------------------------------- \| --------------------------------- \| --------------------------------- \| --------------------------------- \| --------------------------------- \| --------------------------------- \| --------------------------------- \| --------------------------------- \| --------------------------------- \| \| ← 上野長野・妙高高原・直江津・湯田中 → \| \| \| \| \| \| \| \| \| \| \| \| \| \| 1968年10月1日 - 1978年9月30日の編成 \| \| \| \| \| \| \| \| \| \| \| \| \| \| クモハ 169 \| モハ 168 \| サロ 169 \| サロ 169 \| サハシ 169 \| クハ 169 \| クモハ 169 \| モハ 168 \| クハ 169 \| + \| クモハ 169 \| モハ 168 \| クハ 169 \| \| 1978年10月1日 - 1982年11月14日の編成 \| \| \| \| \| \| \| \| \| \| \| \| \| \| \| クモハ 169 \| モハ 168 \| サロ 169 \| サロ 169 \| クハ 169 \| クモハ 169 \| モハ 168 \| クハ 169 \| + \| クモハ 169 \| モハ 168 \| クハ 169 \| \| 1982年11月15日 - 1985年3月14日の編成 \| \| \| \| \| \| \| \| \| \| \| \| \| \| \| \| クモハ 169 \| モハ 168 \| サロ 169 \| クハ 169 \| クモハ 169 \| モハ 168 \| クハ 169 \| + \| クモハ 169 \| モハ 168 \| クハ 169 \| \| 1985年3月15日 - 1986年10月31日の「妙高」編成 \| \| \| \| \| \| \| \| \| \| \| \| \| \| クモハ 169 \| モハ 168 \| クハ 169 \| クモハ 169 \| モハ 168 \| クハ 169 \| クモハ 169 \| モハ 168 \| クハ 169 \| \| \| \| \| |            |            |            |            |          |            |          |          |   |            |          |          |
| 備考 - 「妙高」9両編成を除き上野方9両が基本編成。長野方3両が付属編成。 |            |            |            |            |          |            |          |          |   |            |          |          |
| 長野運転所169系信越急行編成の推移 |            |            |            |            |          |            |          |          |   |            |          |          |
| ← 上野長野・妙高高原・直江津・湯田中 → |            |            |            |            |          |            |          |          |   |            |          |          |
| 1968年10月1日 - 1978年9月30日の編成 |            |            |            |            |          |            |          |          |   |            |          |          |
| クモハ 169 | モハ 168   | サロ 169   | サロ 169   | サハシ 169 | クハ 169 | クモハ 169 | モハ 168 | クハ 169 | + | クモハ 169 | モハ 168 | クハ 169 |
| 1978年10月1日 - 1982年11月14日の編成 |            |            |            |            |          |            |          |          |   |            |          |          |
| | クモハ 169 | モハ 168   | サロ 169   | サロ 169   | クハ 169 | クモハ 169 | モハ 168 | クハ 169 | + | クモハ 169 | モハ 168 | クハ 169 |
| 1982年11月15日 - 1985年3月14日の編成 |            |            |            |            |          |            |          |          |   |            |          |          |
| |            | クモハ 169 | モハ 168   | サロ 169   | クハ 169 | クモハ 169 | モハ 168 | クハ 169 | + | クモハ 169 | モハ 168 | クハ 169 |
| 1985年3月15日 - 1986年10月31日の「妙高」編成 |            |            |            |            |          |            |          |          |   |            |          |          |
| クモハ 169 | モハ 168   | クハ 169   | クモハ 169 | モハ 168   | クハ 169 | クモハ 169 | モハ 168 | クハ 169 |   |            |          |          |

#### 信越急行全廃後
｢妙高｣189系置換えで信越急行への充当が終了した1986年11月1日改正では、それまで長野に配置されていたクモハ169形+モハ168形+クハ169形x3本と松本運転所所属のクモハ169形+モハ168形+クハ169形にサハ165-5・8 - 11を組込んだ「かもしか」充当用4両編成x5本の車両交換を実施し編成番号N31 - N35を付番。引き続き長野残留で編成番号N41 - N44を付番された3両編成x4本はローカル列車に充当された。
- 松本からの転入車に合わせて長野残留車はそれまで長野方クハ169形に装着されていた貫通幌をクモハ169形への移設を実施した。

| 長野運転所配置169系3両編成一覧（1985年3月14日ダイヤ改正以降） | 長野運転所配置169系3両編成一覧（1985年3月14日ダイヤ改正以降） | 長野運転所配置169系3両編成一覧（1985年3月14日ダイヤ改正以降） | 長野運転所配置169系3両編成一覧（1985年3月14日ダイヤ改正以降） | 長野運転所配置169系3両編成一覧（1985年3月14日ダイヤ改正以降） |
| ------------------------------------------------------------- | ------------------------------------------------------------- | ------------------------------------------------------------- | ------------------------------------------------------------- | ------------------------------------------------------------- |
|                                                               | ← 上野長野・直江津 →                                          |                                                               |                                                               |                                                               |
| 編成番号                                                      | クモハ169                                                     | モハ168                                                       | クハ169                                                       | 松本運転所転出                                                |
| N21                                                           | 2                                                             | 2                                                             | 15                                                            | 1986.11.01                                                    |
| N23                                                           | 11                                                            | 11                                                            | 17                                                            | 1986.11.01                                                    |
| N27                                                           | 27                                                            | 27                                                            | 18                                                            | 1986.11.01                                                    |
| N22→N41                                                       | 8                                                             | 8                                                             | 12                                                            | 1988.03.13                                                    |
| N24→N42                                                       | 15                                                            | 15                                                            | 23                                                            | 1988.03.13                                                    |
| N25→N43                                                       | 17                                                            | 17                                                            | 7                                                             | 1988.03.13                                                    |
| N26→N44                                                       | 24                                                            | 24                                                            | 22                                                            | 1988.03.13                                                    |

1988年3月13日ダイヤ改正でN41 - N44編成が充当されていた長野地区ローカル運用が終了となり、この12両は松本運転所へ転出した。
- このためクモハ169形+モハ168形+クハ169形は、廃車となったクモハ169-9・モハ168-5を除き一度は必ず松本への転出が実施された。モハ168形は5を除き全車が中央東線狭小トンネル対策としてPS23A形パンタグラフへ交換が施工されたほか、その後は長野再転入・松本で廃車・三鷹もしくは幕張電車区に転出した車両などに分かれた。

「かもしか」は「みすず」に格下げ。4両編成x5本は引き続き「みすず」のほか間合いで信越本線ローカル列車や波動運用にも充当された。
- このほか1990年・1991年には夏期多客対応ならびに115系1000番台冷房化改造による車両不足補完の観点から、長野運転所115系3両運用定期1往復を新前橋電車区165系3両編成x2本を借受て充当した実績がある。

なお以後の経緯は#辰野口（長野県内優等列車）を参照のこと。

### 中央東線・松本地区

#### 運用開始から上諏訪電化完成まで
中央東線での運用は、1964年4月28日から5月26日までの休日に新宿 - 甲府間で運転された臨時列車が最初である。下りは準急「かいじ」、上りは普通列車とし4両編成x2本のモノクラス8両編成を充当。本列車運転に際し新前橋電車区からモハ164形800番台を組成する波動輸送用4両編成x5本を三鷹電車区へ転属させたが、後述する「たてしな」運転開始に伴い10月1日付で田町電車区へ転出した。
1964年8月23日に甲府 - 上諏訪間電化が完成し、10月1日ダイヤ改正で運転を開始した新宿 - 上諏訪間急行「たてしな」が同線で初の定期運用となった。車両は三鷹電車区へ11両を新製配置し、7両編成で運転された。
| \| 1964年10月1日 - 1965年6月30日「たてしな」編成 三鷹電車区形式別配置車一覧 \| 1964年10月1日 - 1965年6月30日「たてしな」編成 三鷹電車区形式別配置車一覧 \| 1964年10月1日 - 1965年6月30日「たてしな」編成 三鷹電車区形式別配置車一覧 \| 1964年10月1日 - 1965年6月30日「たてしな」編成 三鷹電車区形式別配置車一覧 \| 1964年10月1日 - 1965年6月30日「たてしな」編成 三鷹電車区形式別配置車一覧 \| 1964年10月1日 - 1965年6月30日「たてしな」編成 三鷹電車区形式別配置車一覧 \| 1964年10月1日 - 1965年6月30日「たてしな」編成 三鷹電車区形式別配置車一覧 \| \| ------------------------------------------------------------------------ \| ------------------------------------------------------------------------ \| ------------------------------------------------------------------------ \| ------------------------------------------------------------------------ \| ------------------------------------------------------------------------ \| ------------------------------------------------------------------------ \| ------------------------------------------------------------------------ \| \| ← 新宿上諏訪 → \| \| \| \| \| \| \| \| クモハ165 \| モハ164 \| クハ165 \| サロ165 \| クモハ165 \| モハ164 \| クハ165 \| \| 形式 \| 形式 \| 車両番号 \| 車両番号 \| 車両番号 \| 車両番号 \| 両数小計 \| \| クモハ165 \| クモハ165 \| 58 - 60 \| 58 - 60 \| 58 - 60 \| 58 - 60 \| 3 \| \| モハ164 \| モハ164 \| 806 - 808 \| 806 - 808 \| 806 - 808 \| 806 - 808 \| 3 \| \| クハ165 \| クハ165 \| 56 - 58 \| 56 - 58 \| 56 - 58 \| 56 - 58 \| 3 \| \| サロ165 \| サロ165 \| 27・28 \| 27・28 \| 27・28 \| 27・28 \| 2 \| |           |           |           |           |           |          |
| 備考 - クハ165形・モハ164形・クハ165形・サロ165形各1両は予備車 - 全車1965年7月1日付で松本運転所へ転出 |           |           |           |           |           |          |
| 1964年10月1日 - 1965年6月30日「たてしな」編成 三鷹電車区形式別配置車一覧 |           |           |           |           |           |          |
| ← 新宿上諏訪 → |           |           |           |           |           |          |
| クモハ165 | モハ164   | クハ165   | サロ165   | クモハ165 | モハ164   | クハ165  |
| 形式 | 形式      | 車両番号  | 車両番号  | 車両番号  | 車両番号  | 両数小計 |
| クモハ165 | クモハ165 | 58 - 60   | 58 - 60   | 58 - 60   | 58 - 60   | 3        |
| モハ164 | モハ164   | 806 - 808 | 806 - 808 | 806 - 808 | 806 - 808 | 3        |
| クハ165 | クハ165   | 56 - 58   | 56 - 58   | 56 - 58   | 56 - 58   | 3        |
| サロ165 | サロ165   | 27・28    | 27・28    | 27・28    | 27・28    | 2        |

#### 松本電化完成後
1965年4月1日に松本運転所（現・松本車両センター）が開設され、5月20日には上諏訪 - 松本間電化が完成した。7月1日ダイヤ改正で新宿 - 松本・飯田・信濃森上間で運転されていた気動車急行「アルプス」「上高地」「白馬」「赤石」7往復のうち3往復がキハ58系から置換えられ165系化。編成は既存の「たてしな」も含み基本8両+付属4両の12両編成とされ、松本運転所へ新製車76両と三鷹区から転入車11両の計85両が配置された。
- 新製車のうち早期落成した一部は新潟運転所・浦和電車区（現・さいたま車両センター）・三鷹電車区に暫定新製配置してから松本運転所へ転出という形態が採られたが、さらにそのうちの一部は大垣電車区・豊橋機関区・広島運転所への再転出を経てから松本へ配置された。

| \| \| 1965年7月1日ダイヤ改正中央東線松本電化用新製車一覧 \| 1965年7月1日ダイヤ改正中央東線松本電化用新製車一覧 \| 1965年7月1日ダイヤ改正中央東線松本電化用新製車一覧 \| 1965年7月1日ダイヤ改正中央東線松本電化用新製車一覧 \| 1965年7月1日ダイヤ改正中央東線松本電化用新製車一覧 \| 1965年7月1日ダイヤ改正中央東線松本電化用新製車一覧 \| \| 松本運転所直接配置車（50両） \| 松本運転所直接配置車（50両） \| 松本運転所直接配置車（50両） \| 松本運転所直接配置車（50両） \| 松本運転所直接配置車（50両） \| 松本運転所直接配置車（50両） \| \| \| ---------------------------- \| -------------------------------------------------- \| -------------------------------------------------------------- \| -------------------------------------------------------------- \| -------------------------------------------------------------- \| -------------------------------------------------------------- \| -------------------------------------------------- \| \| クモハ165 \| クモハ165 \| 61・69 - 72・83 - 86 \| 61・69 - 72・83 - 86 \| 61・69 - 72・83 - 86 \| 61・69 - 72・83 - 86 \| \| \| モハ164 \| モハ164 \| 809・816 - 819・824 - 827 \| 809・816 - 819・824 - 827 \| 809・816 - 819・824 - 827 \| 809・816 - 819・824 - 827 \| \| \| クハ165 \| クハ165 \| 59 - 62・68・69・71 - 78・87・88・105 - 107 \| 59 - 62・68・69・71 - 78・87・88・105 - 107 \| 59 - 62・68・69・71 - 78・87・88・105 - 107 \| 59 - 62・68・69・71 - 78・87・88・105 - 107 \| \| \| サロ165 \| サロ165 \| 30 - 42 \| 30 - 42 \| 30 - 42 \| 30 - 42 \| \| \| 新潟運転所暫定配置車（6両） \| \| \| \| \| \| \| \| クモハ165 \| クモハ165 \| 63・64 \| 63・64 \| 63・64 \| 63・64 \| \| \| モハ164 \| モハ164 \| 811・812 \| 811・812 \| 811・812 \| 811・812 \| \| \| クハ165 \| クハ165 \| 63・64 \| 63・64 \| 63・64 \| 63・64 \| \| \| 浦和電車区暫定配置車（10両） \| \| \| \| \| \| \| \| クモハ165 \| クモハ165 \| 73 - 76（75は豊橋機関区 76は大垣電車区転属を経て松本転入） \| 73 - 76（75は豊橋機関区 76は大垣電車区転属を経て松本転入） \| 73 - 76（75は豊橋機関区 76は大垣電車区転属を経て松本転入） \| 73 - 76（75は豊橋機関区 76は大垣電車区転属を経て松本転入） \| \| \| モハ164 \| モハ164 \| 820 - 823（822は豊橋機関区 823は大垣電車区転属を経て松本転入） \| 820 - 823（822は豊橋機関区 823は大垣電車区転属を経て松本転入） \| 820 - 823（822は豊橋機関区 823は大垣電車区転属を経て松本転入） \| 820 - 823（822は豊橋機関区 823は大垣電車区転属を経て松本転入） \| \| \| クハ165 \| クハ165 \| 79・80（79は豊橋機関区 80は大垣電車区転属を経て松本転入） \| 79・80（79は豊橋機関区 80は大垣電車区転属を経て松本転入） \| 79・80（79は豊橋機関区 80は大垣電車区転属を経て松本転入） \| 79・80（79は豊橋機関区 80は大垣電車区転属を経て松本転入） \| \| \| 三鷹電車区暫定配置車（10両） \| \| \| \| \| \| \| \| クモハ165 \| クモハ165 \| 62・66 - 68（68は広島運転所転属を経て松本転入） \| 62・66 - 68（68は広島運転所転属を経て松本転入） \| 62・66 - 68（68は広島運転所転属を経て松本転入） \| 62・66 - 68（68は広島運転所転属を経て松本転入） \| \| \| モハ164 \| モハ164 \| 810・813 - 815（815は広島運転所転属を経て松本転入） \| 810・813 - 815（815は広島運転所転属を経て松本転入） \| 810・813 - 815（815は広島運転所転属を経て松本転入） \| 810・813 - 815（815は広島運転所転属を経て松本転入） \| \| \| クハ165 \| クハ165 \| 66・67 \| 66・67 \| 66・67 \| 66・67 \| \| |                                                    |                                                                |                                                                |                                                                |                                                                |
| 備考 - 1965年4月1日以前の松本直接新製配置車ならびに転入車は組織変更前の松本機関区名義で配置 - クモハ165-61・62・69 - 72 - モハ164-809・810・815 - 819 - クハ165-87・88・105 - 107 - サロ165-30 - 37 - 豊橋一時転属車：1965年4月9日付新製→同月12日付豊橋転出→同年8月13日付松本転入 - 大垣一時転属車：1965年4月9日付新製→同月12日付大垣転出→同年7月16日付松本転入 - 広島一時転属車：1964年12月17日付新製→1965年1月15日付大垣転出→同年5月12日付松本転入 |                                                    |                                                                |                                                                |                                                                |                                                                |
| | 1965年7月1日ダイヤ改正中央東線松本電化用新製車一覧 |                                                                |                                                                |                                                                |                                                                |
| 松本運転所直接配置車（50両） |                                                    |                                                                |                                                                |                                                                |                                                                |
| クモハ165 | クモハ165                                          | 61・69 - 72・83 - 86                                           | 61・69 - 72・83 - 86                                           | 61・69 - 72・83 - 86                                           | 61・69 - 72・83 - 86                                           |
| モハ164 | モハ164                                            | 809・816 - 819・824 - 827                                      | 809・816 - 819・824 - 827                                      | 809・816 - 819・824 - 827                                      | 809・816 - 819・824 - 827                                      |
| クハ165 | クハ165                                            | 59 - 62・68・69・71 - 78・87・88・105 - 107                    | 59 - 62・68・69・71 - 78・87・88・105 - 107                    | 59 - 62・68・69・71 - 78・87・88・105 - 107                    | 59 - 62・68・69・71 - 78・87・88・105 - 107                    |
| サロ165 | サロ165                                            | 30 - 42                                                        | 30 - 42                                                        | 30 - 42                                                        | 30 - 42                                                        |
| 新潟運転所暫定配置車（6両） |                                                    |                                                                |                                                                |                                                                |                                                                |
| クモハ165 | クモハ165                                          | 63・64                                                         | 63・64                                                         | 63・64                                                         | 63・64                                                         |
| モハ164 | モハ164                                            | 811・812                                                       | 811・812                                                       | 811・812                                                       | 811・812                                                       |
| クハ165 | クハ165                                            | 63・64                                                         | 63・64                                                         | 63・64                                                         | 63・64                                                         |
| 浦和電車区暫定配置車（10両） |                                                    |                                                                |                                                                |                                                                |                                                                |
| クモハ165 | クモハ165                                          | 73 - 76（75は豊橋機関区 76は大垣電車区転属を経て松本転入）     | 73 - 76（75は豊橋機関区 76は大垣電車区転属を経て松本転入）     | 73 - 76（75は豊橋機関区 76は大垣電車区転属を経て松本転入）     | 73 - 76（75は豊橋機関区 76は大垣電車区転属を経て松本転入）     |
| モハ164 | モハ164                                            | 820 - 823（822は豊橋機関区 823は大垣電車区転属を経て松本転入） | 820 - 823（822は豊橋機関区 823は大垣電車区転属を経て松本転入） | 820 - 823（822は豊橋機関区 823は大垣電車区転属を経て松本転入） | 820 - 823（822は豊橋機関区 823は大垣電車区転属を経て松本転入） |
| クハ165 | クハ165                                            | 79・80（79は豊橋機関区 80は大垣電車区転属を経て松本転入）      | 79・80（79は豊橋機関区 80は大垣電車区転属を経て松本転入）      | 79・80（79は豊橋機関区 80は大垣電車区転属を経て松本転入）      | 79・80（79は豊橋機関区 80は大垣電車区転属を経て松本転入）      |
| 三鷹電車区暫定配置車（10両） |                                                    |                                                                |                                                                |                                                                |                                                                |
| クモハ165 | クモハ165                                          | 62・66 - 68（68は広島運転所転属を経て松本転入）                | 62・66 - 68（68は広島運転所転属を経て松本転入）                | 62・66 - 68（68は広島運転所転属を経て松本転入）                | 62・66 - 68（68は広島運転所転属を経て松本転入）                |
| モハ164 | モハ164                                            | 810・813 - 815（815は広島運転所転属を経て松本転入）            | 810・813 - 815（815は広島運転所転属を経て松本転入）            | 810・813 - 815（815は広島運転所転属を経て松本転入）            | 810・813 - 815（815は広島運転所転属を経て松本転入）            |
| クハ165 | クハ165                                            | 66・67                                                         | 66・67                                                         | 66・67                                                         | 66・67                                                         |

さらに10月1日ダイヤ改正では以下の変更を実施。
- 新宿 - 松本間急行は1往復増発ならびに気動車急行2往復電車化と新宿 - 上諏訪間「たてしな」を松本まで延長し「アルプス」に吸収した結果165系7往復+キハ58系2往復に増発[86]。
- 列車愛称を新宿 - 松本間列車を「アルプス」に、大糸線直通列車を「白馬」「穂高」に集約[105]。この結果、愛称では「たてしな」が1年で消滅。「上高地」は165系化からわずか3か月で昼行急行から夜行客車準急へ転換された[105]。

さらに12月には上越線急行「佐渡」ではサハシ165形2両組込でいずれも営業を行うビュフェは供給過剰による低利用率が問題となり混雑緩和も要求された一方で中央東線急行ではサービス向上が要求された観点から基本編成5号車に封じ込み組成されていたクハ165形をサハシ165形と差し替える車両交換を実施し、ビッフェ営業を開始した。
- サハシ165-2・4・6・8・10：新潟→松本
- クハ165-56 - 62：松本→新潟

ただしサハシ165形は新潟運転所から転入した5両のみでは編成数に対して不足するためサハシ153形2両がサハシ165形に改造編入された。また1966年6月にサロ165形新造冷房車の70・71が落成。同年7月に非冷房のサロ165-27・28が捻出され宮原電車区へ転出。1等車が完全冷房化された。
| \| 1965年7月 - 1982年3月の中央東線急行編成 \| 1965年7月 - 1982年3月の中央東線急行編成 \| 1965年7月 - 1982年3月の中央東線急行編成 \| 1965年7月 - 1982年3月の中央東線急行編成 \| 1965年7月 - 1982年3月の中央東線急行編成 \| 1965年7月 - 1982年3月の中央東線急行編成 \| 1965年7月 - 1982年3月の中央東線急行編成 \| 1965年7月 - 1982年3月の中央東線急行編成 \| 1965年7月 - 1982年3月の中央東線急行編成 \| 1965年7月 - 1982年3月の中央東線急行編成 \| 1965年7月 - 1982年3月の中央東線急行編成 \| 1965年7月 - 1982年3月の中央東線急行編成 \| 1965年7月 - 1982年3月の中央東線急行編成 \| \| --------------------------------------------------- \| --------------------------------------- \| --------------------------------------- \| --------------------------------------- \| --------------------------------------- \| --------------------------------------- \| --------------------------------------- \| --------------------------------------- \| --------------------------------------- \| --------------------------------------- \| --------------------------------------- \| --------------------------------------- \| --------------------------------------- \| \| ← 新宿松本・飯田・南小谷・河口湖 → \| \| \| \| \| \| \| \| \| \| \| \| \| \| 1965年7月1日- 9月30日12両編成 \| \| \| \| \| \| \| \| \| \| \| \| \| \| クモハ 165 \| モハ 164 \| サロ 165 \| サロ 165 \| クハ 165 \| クモハ 165 \| モハ 164 \| クハ 165 \| + \| クモハ 165 \| モハ 164 \| クハ 165 \| クハ 165 \| \| 基本編成 \| 基本編成 \| 基本編成 \| 基本編成 \| 基本編成 \| 基本編成 \| 基本編成 \| 基本編成 \| \| 付属編成 \| 付属編成 \| 付属編成 \| 付属編成 \| \| 1965年10月1日以降「アルプス」「こまがね」用12両編成 \| \| \| \| \| \| \| \| \| \| \| \| \| \| クモハ 165 \| モハ 164 \| サロ 165 \| サロ 165 \| サハシ 165 \| クモハ 165 \| モハ 164 \| クハ 165 \| + \| クモハ 165 \| モハ 164 \| クハ 165 \| クハ 165 \| \| 「アルプス」 \| 「アルプス」 \| 「アルプス」 \| 「アルプス」 \| 「アルプス」 \| 「アルプス」 \| 「アルプス」 \| 「アルプス」 \| \| 「アルプス」or「こまがね」 \| 「アルプス」or「こまがね」 \| 「アルプス」or「こまがね」 \| 「アルプス」or「こまがね」 \| \| 「かいじ」「かわぐち」用11両編成 \| \| \| \| \| \| \| \| \| \| \| \| \| \| クモハ 165 \| モハ 164 \| サロ 165 \| サロ 165 \| サハシ 165 \| クモハ 165 \| モハ 164 \| クハ 165 \| + \| クモハ 165 \| モハ 164 \| クハ 165 \| \| \| 「かいじ」 \| 「かいじ」 \| 「かいじ」 \| 「かいじ」 \| 「かいじ」 \| 「かいじ」 \| 「かいじ」 \| 「かいじ」 \| \| 「かわぐち」 \| 「かわぐち」 \| 「かわぐち」 \| \| |              |              |              |              |              |              |              |   |                            |                            |                            |                            |
| 備考 - 新宿方8両は基本編成。松本方4両（3両）は付属編成。 - クハ165形はすべて下り向き。 - サハシ165形はサハ164形の場合がある。 - 「かいじ」+「かわぐち」編成は富士急行線内ホーム有効長の関係で3両までの制約から「アルプス」「こまがね」用付属編成の松本方クハ165形を三鷹電車区に留置させ運用。 - 大糸線直通の夜行1往復は基本編成のみとし新宿 - 松本間で新宿方にクモニ83形を連結する運用がある。 - 1978年10月以降は169系が組成される場合がある。 |              |              |              |              |              |              |              |   |                            |                            |                            |                            |
| 1965年7月 - 1982年3月の中央東線急行編成 |              |              |              |              |              |              |              |   |                            |                            |                            |                            |
| ← 新宿松本・飯田・南小谷・河口湖 → |              |              |              |              |              |              |              |   |                            |                            |                            |                            |
| 1965年7月1日- 9月30日12両編成 |              |              |              |              |              |              |              |   |                            |                            |                            |                            |
| クモハ 165 | モハ 164     | サロ 165     | サロ 165     | クハ 165     | クモハ 165   | モハ 164     | クハ 165     | + | クモハ 165                 | モハ 164                   | クハ 165                   | クハ 165                   |
| 基本編成 | 基本編成     | 基本編成     | 基本編成     | 基本編成     | 基本編成     | 基本編成     | 基本編成     |   | 付属編成                   | 付属編成                   | 付属編成                   | 付属編成                   |
| 1965年10月1日以降「アルプス」「こまがね」用12両編成 |              |              |              |              |              |              |              |   |                            |                            |                            |                            |
| クモハ 165 | モハ 164     | サロ 165     | サロ 165     | サハシ 165   | クモハ 165   | モハ 164     | クハ 165     | + | クモハ 165                 | モハ 164                   | クハ 165                   | クハ 165                   |
| 「アルプス」 | 「アルプス」 | 「アルプス」 | 「アルプス」 | 「アルプス」 | 「アルプス」 | 「アルプス」 | 「アルプス」 |   | 「アルプス」or「こまがね」 | 「アルプス」or「こまがね」 | 「アルプス」or「こまがね」 | 「アルプス」or「こまがね」 |
| 「かいじ」「かわぐち」用11両編成 |              |              |              |              |              |              |              |   |                            |                            |                            |                            |
| クモハ 165 | モハ 164     | サロ 165     | サロ 165     | サハシ 165   | クモハ 165   | モハ 164     | クハ 165     | + | クモハ 165                 | モハ 164                   | クハ 165                   |                            |
| 「かいじ」 | 「かいじ」   | 「かいじ」   | 「かいじ」   | 「かいじ」   | 「かいじ」   | 「かいじ」   | 「かいじ」   |   | 「かわぐち」               | 「かわぐち」               | 「かわぐち」               |                            |

1966年12月12日ダイヤ改正より181系で新宿 - 松本間特急「あずさ」2往復が運転開始され、急行列車は新宿 - 松本間に「かいじ」1往復が新設された。
- 一方で上越急行が運用増となったことからサハシ165-2が新潟へ再転出。サハシ165形は新造もしくはサハシ153形からの改造を施工せずに売店車サハ164-1・2の新製配置で対応したことから、時刻表の欄外や編成表には「ビュフェは売店車の場合もある」と記載された[107]。
- このほか付属編成1本が増備された。

1968年10月1日ダイヤ改正では松本発着ならびに大糸線直通列車が「アルプス」飯田線直通が「こまがね」甲府発着が「かいじ」に愛称を集約。「アルプス」11往復中9往復、「こまがね」3往復中2往復、「かいじ」5往復、富士急行直通「かわぐち」6往復中5往復へ増発され、以下の増備が行われた。
- クモハ165形+モハ164形800番台+クハ165形冷房準備車3両編成x3本を新製配置
- 大垣電車区からサロ165形5両が転入[注 71]
- 宮原電車区より余剰となったサハシ153-6・8・14が転入しサハシ165-53 - 55へ改造

1972年10月ダイヤ改正からは新宿 - 身延直通季節急行「みのぶ」が運転を開始し、新宿 - 甲府間は下りが「アルプス3号」、上りが「アルプス7号」と併結運転された。
- 甲府駅構内配線の関係から通常松本方に連結する付属編成を下り列車は新宿方に連結した[注 72]。

1973年10月1日には岡谷発着の「たてしな」1往復が季節列車で設定され、「みのぶ」併結列車も「たてしな」に変更された。
| 「みのぶ」上下列車編成比較     | 「みのぶ」上下列車編成比較 | 「みのぶ」上下列車編成比較 | 「みのぶ」上下列車編成比較 | 「みのぶ」上下列車編成比較 | 「みのぶ」上下列車編成比較 | 「みのぶ」上下列車編成比較 | 「みのぶ」上下列車編成比較 | 「みのぶ」上下列車編成比較 | 「みのぶ」上下列車編成比較 | 「みのぶ」上下列車編成比較 | 「みのぶ」上下列車編成比較 | 「みのぶ」上下列車編成比較 |
| ------------------------------ | -------------------------- | -------------------------- | -------------------------- | -------------------------- | -------------------------- | -------------------------- | -------------------------- | -------------------------- | -------------------------- | -------------------------- | -------------------------- | -------------------------- |
| ← 新宿・身延甲府・岡谷・松本 → |                            |                            |                            |                            |                            |                            |                            |                            |                            |                            |                            |                            |
| 下り                           |                            |                            |                            |                            |                            |                            |                            |                            |                            |                            |                            |                            |
| クモハ 165 9号車               | モハ 164 10号車            | クハ 165 11号車            | クハ 165 12号車            | +                          | クモハ 165 1号車           | モハ 164 2号車             | サロ 165 3号車             | サロ 165 4号車             | サハシ 165 5号車           | クモハ 165 6号車           | モハ 164 7号車             | クハ 165 8号車             |
| 「みのぶ」                     | 「みのぶ」                 | 「みのぶ」                 | 「みのぶ」                 |                            | 「アルプス」or「たてしな」 | 「アルプス」or「たてしな」 | 「アルプス」or「たてしな」 | 「アルプス」or「たてしな」 | 「アルプス」or「たてしな」 | 「アルプス」or「たてしな」 | 「アルプス」or「たてしな」 | 「アルプス」or「たてしな」 |
| 上り                           |                            |                            |                            |                            |                            |                            |                            |                            |                            |                            |                            |                            |
| クモハ 165 1号車               | モハ 164 2号車             | サロ 165 3号車             | サロ 165 4号車             | サハシ 165 5号車           | クモハ 165 6号車           | モハ 164 7号車             | クハ 165 8号車             | +                          | クモハ 165 9号車           | モハ 164 10号車            | クハ 165 11号車            | クハ 165 12号車            |
| 「アルプス」or「たてしな」     | 「アルプス」or「たてしな」 | 「アルプス」or「たてしな」 | 「アルプス」or「たてしな」 | 「アルプス」or「たてしな」 | 「アルプス」or「たてしな」 | 「アルプス」or「たてしな」 | 「アルプス」or「たてしな」 |                            | 「みのぶ」                 | 「みのぶ」                 | 「みのぶ」                 | 「みのぶ」                 |

1975年3月10日ダイヤ改正では、キハ58系+キハ65形500番台で残っていた「アルプス」2往復と「こまがね」「かわぐち」それぞれ1往復を電車化。小海線直通「八ヶ岳」1往復は廃止となり、中央東線定期急行は完全165系化された。
- このため下関運転所・大垣電車区・新潟運転所などから増発用車両が転入し[注 77]、転入車のうちモハ164形0・500番台は狭小トンネル対策としてPS23A形パンタグラフへ交換と避雷器移設工事を施工。非冷房車は同時に冷房化改造工事も施工された。一方でサハ164形2両は新潟運転所とサハシ165形の車両交換により転出となったが、ビュフェ営業は1976年11月30日限りで休止となった[106]。
- サハ164形は新潟転出後の1978年に大垣電車区へ転出、1979年と1980年に2両とも松本運転所に再転入した。

1978年10月2日ダイヤ改正で岡谷発着の「たてしな」を「アルプス」に統合。「たてしな」は再び愛称消滅。信越急行の特急格上げに伴い余剰となった169系8両が長野運転所から狭小トンネル対策を施工した上で転入した。
また基本編成1・2号車に組成されるクモハ165形+モハ164形ユニットは、冷房装置ならびにサービス用電源供給を5号車に組成されるサハシ165形・サハ164形搭載のMGから行うためビュッフェ・売店営業休止後も存置されていたが、1982年3月に185系200番台新製配置で新前橋区から余剰となったクハ165-13 - 16・18・31・35・40・43 - 45の11両が転入しサハシ165形9両とサハ164形2両との差し替えを実施。余剰2形式は篠ノ井線西条駅などに留置された車両もあったが、全車1983年3月までに廃車となった。
1982年11月15日ダイヤ改正では基本編成からサロ165形が1両減車となり、基本編成7両+付属編成4両の11両編成となった。1983年7月15日には岡谷 - 塩尻間が塩嶺トンネルで短絡する新線が完成し。中央東線昼行優等列車は「あずさ」全列車と飯田線直通「こまがね」と併結する「アルプス」3往復を除き新線経由となった。1985年3月ダイヤ改正で「かいじ」「みのぶ」「かわぐち」は季節列車へ格下げ、夜行「アルプス」へのクモニ83形連結も中止された。
- 急行運用削減により松本所属車はサロ165形の老朽廃車が開始されたほか、クモハ165形+モハ164形+クハ165形3両編成は余剰車が新潟・三鷹・豊橋・大垣へ転出し、ローカルもしくは波動輸送運用に転用された。
- 一方で同じく急行運用減で余剰車が発生した長野運転所から169系が転入したほか、1984年に「天竜」充当用としてサハ165形は0番台4両が新潟から、モハ164・168形に電装解除を施工し付随車化した100番台5両が新前橋から転入したが、1986年11月1日ダイヤ改正で0番台は長野運転所へ再転出、100番台は1987年2月2日付で全車廃車となった。

| \| 末期の中央東線急行編成 \| 末期の中央東線急行編成 \| 末期の中央東線急行編成 \| 末期の中央東線急行編成 \| 末期の中央東線急行編成 \| 末期の中央東線急行編成 \| 末期の中央東線急行編成 \| 末期の中央東線急行編成 \| 末期の中央東線急行編成 \| 末期の中央東線急行編成 \| 末期の中央東線急行編成 \| 末期の中央東線急行編成 \| 末期の中央東線急行編成 \| \| ---------------------------------- \| ------------------------------------- \| ---------------------- \| ---------------------- \| ---------------------- \| ---------------------- \| ---------------------- \| ---------------------- \| ---------------------- \| ---------------------- \| ---------------------- \| ---------------------- \| ---------------------- \| \| ← 新宿松本・飯田・南小谷・河口湖 → \| \| \| \| \| \| \| \| \| \| \| \| \| \| 1982年3月 - 1982年11月14日の編成 \| \| \| \| \| \| \| \| \| \| \| \| \| \| クモハ 165 \| モハ 164 \| サロ 165 \| サロ 165 \| クハ 165 \| クモハ 165 \| モハ 164 \| クハ 165 \| + \| クモハ 165 \| モハ 164 \| クハ 165 \| クハ 165 \| \| \| 1982年11月15日 - 1986年10月31日の編成 \| \| \| \| \| \| \| \| \| \| \| \| \| \| クモハ 165 \| モハ 164 \| サロ 165 \| クハ 165 \| クモハ 165 \| モハ 164 \| クハ 165 \| + \| クモハ 165 \| モハ 164 \| クハ 165 \| クハ 165 \| |                                       |          |          |          |            |          |          |   |            |          |          |          |
| 備考 - 下り「みのぶ」編成の新宿方連結ならびに「かいじ」の松本方クハ165形1両カットは継続。 - 一部編成に169系が組成される場合がある。 |                                       |          |          |          |            |          |          |   |            |          |          |          |
| 末期の中央東線急行編成 |                                       |          |          |          |            |          |          |   |            |          |          |          |
| ← 新宿松本・飯田・南小谷・河口湖 → |                                       |          |          |          |            |          |          |   |            |          |          |          |
| 1982年3月 - 1982年11月14日の編成 |                                       |          |          |          |            |          |          |   |            |          |          |          |
| クモハ 165 | モハ 164                              | サロ 165 | サロ 165 | クハ 165 | クモハ 165 | モハ 164 | クハ 165 | + | クモハ 165 | モハ 164 | クハ 165 | クハ 165 |
| | 1982年11月15日 - 1986年10月31日の編成 |          |          |          |            |          |          |   |            |          |          |          |
| | クモハ 165                            | モハ 164 | サロ 165 | クハ 165 | クモハ 165 | モハ 164 | クハ 165 | + | クモハ 165 | モハ 164 | クハ 165 | クハ 165 |

#### 中央東線昼行急行全廃後
1986年11月1日ダイヤ改正で、昼行「アルプス」は「あずさ」へ特急格上げし消滅。「こまがね」「かいじ」「みのぶ」「かわぐち」は全廃された。定期夜行「アルプス」は存続したが、「あずさ」と共通運用化で183系へ変更。松本所属車はサロ165形が全廃。クモハ165形+モハ164形+クハ165形3両編成では11本33両が紀勢本線に残存する客車列車置換え用として日根野電車区（現・吹田総合車両所日根野支所）へ、6本18両がするがシャトル用119系の捻出目的で豊橋電車区へ、1本がパノラマエクスプレスアルプス改造種車として三鷹電車区へ、サハ165形は5両が「かもしか」転用で長野運転所へそれぞれ転出したほか、他系列への改造ならびに老朽廃車が実施され165系は配置がいったん終了。169系は3両編成x1本が波動輸送対応用として幕張電車区へ転出したほか、「かもしか」充当用改造を施工した3両編成x5本を長野運転所の一般車3両編成x3本と車両交換を実施。また分割民営化後直前の1987年2月2日付で余剰となったクハ169-2が廃車となった。
| 169系初代長野色 |  | 169系新長野色 |
| 169系初代長野色 |  | 169系新長野色 |

分割民営化後の1988年には北長野運転所から「かもしか」充当編成を除いた169系も転入したことから配置は3両編成x20本計60両となり、編成番号A1 -A20を付番。塗装を初代長野色へ、さらに1992年以降には2代目となる新長野色へ変更。中央本線甲府 - 中津川・大糸線・篠ノ井線などでローカル列車への充当を主体に広域運用された。
- 1990年以降に実施されたATS-S型改良では、各旅客鉄道会社で若干の仕様差異が発生したことから、中央本線塩尻以西のJR東海区間乗入対策として保安装置をATS-STに対応する車上時素式速度照査機能ならびに列車番号送出機能を付加したATS-SN●に更新した。
- 1991年9月と1992年3月に三鷹電車区所属波動輸送対応165系置換えのためATS-Pならびに汚物処理装置を搭載する169系3両編成x6本と車両交換を実施したが、三鷹から転入の165系は運用に就くことなく1992年 - 1993年に廃車となった。

三鷹からの転入車が廃車となった1993年以降は、169系3両編成x14本となり編成番号もA1 -A14に整理された。
- A編成は、A5・A8 - A12編成が分割民営化後に車体更新、その他の編成が国鉄時代に特別保全工事を施工。客室内もA1 - A7編成が従来からのクロスシート。A8・A9編成がセミクロスシート化を施工。波動輸送対応のA10 - A14編成がR51系簡易リクライニングシートへの換装と差異があるほか、首都圏乗入対策としてA2・A8・A9編成を除きATS-Pを搭載した。

1996年8月5日付でA2編成のクモハ169-7+モハ168-7+クハ169-4が廃車。1997年10月の北陸新幹線長野暫定開業によるダイヤ改正でA12 - A14編成が長野総合車両所（現・長野総合車両センター）へ転出。3両編成x10本計30両の配置となった。
1998年12月ダイヤ改正でE127系100番台に置換えられ、残存していた車両のうち6両が三鷹電車区（現・三鷹車両センター）へ、12両が長野総合車両所へ転出、12両が廃車となり松本運転所の配置が終了した。
| 松本運転所A編成最終配置車一覧 | 松本運転所A編成最終配置車一覧 | 松本運転所A編成最終配置車一覧 | 松本運転所A編成最終配置車一覧 | 松本運転所A編成最終配置車一覧 | 松本運転所A編成最終配置車一覧 | 松本運転所A編成最終配置車一覧 | 松本運転所A編成最終配置車一覧 |
| ----------------------------- | ----------------------------- | ----------------------------- | ----------------------------- | ----------------------------- | ----------------------------- | ----------------------------- | ----------------------------- |
|                               | ← 甲府・中津川南小谷・長野 →  | ← 甲府・中津川南小谷・長野 →  | ← 甲府・中津川南小谷・長野 →  | 備考                          | 備考                          | 備考                          | 備考                          |
| 編成 番号                     | クモハ 169                    | モハ 168                      | クハ 169                      | ATS-P                         | 座席                          | 更新工事                      | 1998年以降 転出先・廃車       |
| A1                            | 2                             | 2                             | 15                            | ○                             | クロス                        | 特別保全                      | 廃車                          |
| A3                            | 10                            | 10                            | 26                            | ○                             | クロス                        | 特別保全                      | 廃車                          |
| A4                            | 11                            | 11                            | 17                            | ○                             | クロス                        | 特別保全                      | 廃車                          |
| A5                            | 15                            | 15                            | 23                            | ○                             | クロス                        | 車体更新                      | 三鷹電車区                    |
| A6                            | 17                            | 17                            | 7                             | ○                             | クロス                        | 特別保全                      | 廃車                          |
| A7                            | 24                            | 24                            | 22                            | ○                             | クロス                        | 特別保全                      | 長野 総合車両所               |
| A8                            | 8                             | 8                             | 12                            | 未                            | セミ クロス                   | 車体更新                      | 長野 総合車両所               |
| A9                            | 27                            | 27                            | 18                            | 未                            | セミ クロス                   | 車体更新                      | 三鷹電車区                    |
| A10                           | 12                            | 12                            | 21                            | ○                             | R51 簡リク                    | 車体更新                      | 長野 総合車両所               |
| A11                           | 14                            | 14                            | 25                            | ○                             | R51 簡リク                    | 車体更新                      | 長野 総合車両所               |

### 中央西線

#### 国鉄時代
1973年3月28日に篠ノ井線が、5月27日には中央西線中津川 - 塩尻間がそれぞれ電化され、名古屋 - 長野間全線電化が完成した。この電化に伴うダイヤ改正が7月10日に実施され、従来は名古屋第一機関区（現・名古屋車両区）所属のキハ181系で3往復運転されていた特急「しなの」は2往復充当に減便されたが、新たに長野運転所に配置された381系で5往復設定され8往復に増発された。急行列車ではキハ91系・キハ58系で運転されていた名古屋 - 松本・長野間「きそ」3往復中2往復と季節夜行1往復、名古屋 - 信濃大町間季節列車「つがいけ」1往復は南小谷まで区間延長と定期列車化を実施し、165系化された。
中央西線運用充当車は神領電車区（現・神領車両区）に配置。基本編成8両+付属4両の12両編成が組成されたが、既に急行形電車の新製投入が終了しており、松本運転所・宮原電車区・岡山電車区からの転入車により対応したこと。また並行して冷房化改造が施工されており、編成組換を頻繁に実施せざるを得ない状況から、以下に示す数種類のバリエーションが存在した。
| \| 神領電車区中央西線用12両編成（1973年7月10日 - 1978年10月1日） \| 神領電車区中央西線用12両編成（1973年7月10日 - 1978年10月1日） \| 神領電車区中央西線用12両編成（1973年7月10日 - 1978年10月1日） \| 神領電車区中央西線用12両編成（1973年7月10日 - 1978年10月1日） \| 神領電車区中央西線用12両編成（1973年7月10日 - 1978年10月1日） \| 神領電車区中央西線用12両編成（1973年7月10日 - 1978年10月1日） \| 神領電車区中央西線用12両編成（1973年7月10日 - 1978年10月1日） \| 神領電車区中央西線用12両編成（1973年7月10日 - 1978年10月1日） \| 神領電車区中央西線用12両編成（1973年7月10日 - 1978年10月1日） \| 神領電車区中央西線用12両編成（1973年7月10日 - 1978年10月1日） \| 神領電車区中央西線用12両編成（1973年7月10日 - 1978年10月1日） \| 神領電車区中央西線用12両編成（1973年7月10日 - 1978年10月1日） \| 神領電車区中央西線用12両編成（1973年7月10日 - 1978年10月1日） \| 神領電車区中央西線用12両編成（1973年7月10日 - 1978年10月1日） \| \| ------------------------------------------------------------- \| ------------------------------------------------------------- \| ------------------------------------------------------------- \| ------------------------------------------------------------- \| ------------------------------------------------------------- \| ------------------------------------------------------------- \| ------------------------------------------------------------- \| ------------------------------------------------------------- \| ------------------------------------------------------------- \| ------------------------------------------------------------- \| ------------------------------------------------------------- \| ------------------------------------------------------------- \| ------------------------------------------------------------- \| ------------------------------------------------------------- \| \| \| ← 名古屋・松本・長野・南小谷塩尻 → \| \| \| \| \| \| \| \| \| \| \| \| \| \| \| 基本編成 \| 基本編成 \| 基本編成 \| 基本編成 \| 基本編成 \| 基本編成 \| 基本編成 \| 基本編成 \| \| 付属編成 \| 付属編成 \| 付属編成 \| 付属編成 \| \| 号車 \| 12 \| 11 \| 10 \| 9 \| 8 \| 7 \| 6 \| 5 \| 4 \| 3 \| 2 \| 1 \| \| \| 通常 編成 \| クハ 165 \| モハ 164 \| クモハ 165 \| サロ 165 \| サハ 165 \| サハ 165 \| モハ 164 \| クモハ 165 \| + \| クハ 165 \| モハ 164 \| モハ 165 \| クハ 165 \| \| 基本 変則A \| クハ 165 \| モハ 164 \| クモハ 165 \| サロ 165 \| サハ 165 \| クハ 165 \| モハ 164 \| クモハ 165 \| \| \| \| \| \| \| 基本 変則B \| クハ 165 \| モハ 164 \| クモハ 165 \| サロ 165 \| サハ 165 \| モハ 164 \| モハ 165 \| クハ 165 \| \| \| \| \| \| \| 基本 変則C \| クハ 165 \| モハ 164 \| クモハ 165 \| サロ 165 \| クハ 165 \| モハ 164 \| モハ 165 \| クハ 165 \| \| \| \| \| \| \| 基本 変則D \| クハ 165 \| モハ 164 \| クモハ 165 \| サロ 165 \| クハ 165 \| モハ 164 \| クモハ 165 \| クハ 165 \| \| \| \| \| \| \| 付属 変則A \| \| \| \| \| \| \| \| \| \| クハ 165 \| クハ 165 \| モハ 164 \| クモハ 165 \| \| 付属 変則B \| \| \| \| \| \| \| \| \| \| クハ 165 \| サハ 165 \| モハ 164 \| クモハ 165 \| \| 付属 変則C \| \| \| \| \| \| \| \| \| \| クハ 165 \| モハ 164 \| クモハ 165 \| クハ 165 \| |                                    |          |            |          |          |          |            |            |   |          |          |            |            |
| 備考 - 基本・付属編成ともに通常と変則A・B・C・Dがランダムに組み合わされる - クハ165形はクハ164形、サハ165形はサハ153形の場合がある - サハ165形は1974年12月以降に組成 |                                    |          |            |          |          |          |            |            |   |          |          |            |            |
| 神領電車区中央西線用12両編成（1973年7月10日 - 1978年10月1日） |                                    |          |            |          |          |          |            |            |   |          |          |            |            |
| | ← 名古屋・松本・長野・南小谷塩尻 → |          |            |          |          |          |            |            |   |          |          |            |            |
| | 基本編成                           | 基本編成 | 基本編成   | 基本編成 | 基本編成 | 基本編成 | 基本編成   | 基本編成   |   | 付属編成 | 付属編成 | 付属編成   | 付属編成   |
| 号車 | 12                                 | 11       | 10         | 9        | 8        | 7        | 6          | 5          | 4 | 3        | 2        | 1          |            |
| 通常 編成 | クハ 165                           | モハ 164 | クモハ 165 | サロ 165 | サハ 165 | サハ 165 | モハ 164   | クモハ 165 | + | クハ 165 | モハ 164 | モハ 165   | クハ 165   |
| 基本 変則A | クハ 165                           | モハ 164 | クモハ 165 | サロ 165 | サハ 165 | クハ 165 | モハ 164   | クモハ 165 |   |          |          |            |            |
| 基本 変則B | クハ 165                           | モハ 164 | クモハ 165 | サロ 165 | サハ 165 | モハ 164 | モハ 165   | クハ 165   |   |          |          |            |            |
| 基本 変則C | クハ 165                           | モハ 164 | クモハ 165 | サロ 165 | クハ 165 | モハ 164 | モハ 165   | クハ 165   |   |          |          |            |            |
| 基本 変則D | クハ 165                           | モハ 164 | クモハ 165 | サロ 165 | クハ 165 | モハ 164 | クモハ 165 | クハ 165   |   |          |          |            |            |
| 付属 変則A |                                    |          |            |          |          |          |            |            |   | クハ 165 | クハ 165 | モハ 164   | クモハ 165 |
| 付属 変則B |                                    |          |            |          |          |          |            |            |   | クハ 165 | サハ 165 | モハ 164   | クモハ 165 |
| 付属 変則C |                                    |          |            |          |          |          |            |            |   | クハ 165 | モハ 164 | クモハ 165 | クハ 165   |

1975年3月10日ダイヤ改正では主に山陽新幹線博多開業に伴う余剰車を中央東線・西線系統に転用し、「鷲羽」「比叡」運用が削減された宮原電車区、167系転入により波動運用対応編成が捻出された田町電車区、車両交換を伴い大垣電車区から計30両が神領区に転入。中央西線付属編成が「天竜」と共通運用となったほか、「きそ」下り1本は「天竜」用4両付属編成の送り込みを兼ねた中津川始発で帰区は普通列車で運用された。「きそ」1.5往復と「つがいけ」は付属編成を連結しない8両に編成替えが実施された。
1978年10月2日ダイヤ改正では「きそ」1往復を「しなの」に格上げ。転用でキハ58系で残存していた「きそ」1往復と大阪 - 長野・南小谷間夜行季節で設定されていた「ちくま・くろよん」を置換え、夜行を除く「きそ」「つがいけ」は電車化が完了。「ちくま・くろよん」は宮原電車区（→宮原総合運転所→現・網干総合車両所宮原支所）所属165・167系が充当された。これにより中央西線のキハ58系充当急行列車は名古屋 - 新潟間「赤倉」1往復のみとなった。
| 「きそ」「つがいけ」編成（1978年10月2日ダイヤ改正） | 「きそ」「つがいけ」編成（1978年10月2日ダイヤ改正） | 「きそ」「つがいけ」編成（1978年10月2日ダイヤ改正） | 「きそ」「つがいけ」編成（1978年10月2日ダイヤ改正） | 「きそ」「つがいけ」編成（1978年10月2日ダイヤ改正） | 「きそ」「つがいけ」編成（1978年10月2日ダイヤ改正） | 「きそ」「つがいけ」編成（1978年10月2日ダイヤ改正） | 「きそ」「つがいけ」編成（1978年10月2日ダイヤ改正） | 「きそ」「つがいけ」編成（1978年10月2日ダイヤ改正） |
| --------------------------------------------------- | --------------------------------------------------- | --------------------------------------------------- | --------------------------------------------------- | --------------------------------------------------- | --------------------------------------------------- | --------------------------------------------------- | --------------------------------------------------- | --------------------------------------------------- |
|                                                     | ← 名古屋・松本・長野・南小谷塩尻 →                  |                                                     |                                                     |                                                     |                                                     |                                                     |                                                     |                                                     |
| 号車                                                | 8                                                   | 7                                                   | 6                                                   | 5                                                   | 4                                                   | 3                                                   | 2                                                   | 1                                                   |
|                                                     | クハ 165                                            | モハ 164                                            | クモハ165 or モハ165                                | クハ 165                                            | サハ165 or サハ153                                  | サロ 165                                            | モハ 164                                            | クモハ 165                                          |

1982年11月15日ダイヤ改正では「つがいけ」を「しなの」に格上げ。「きそ」昼行列車は名古屋発着を終了し、「天竜」と併結を行う中津川→長野の下り列車1本のみが残ったが、運用を松本運転所に移管。さらに中津川以南のローカル列車運用も大垣区へ移管したことから、神領配置車は一部老朽廃車となった以外は1983年までに全車転出となり一旦配置も終了した。また「赤倉」が新潟運転所所属10両編成により「佐渡」と共通運用となり、キハ58系充当中央西線急行列車が終了した。
| \| 神領電車区配置車両一覧（1973年 - 1982年） \| 神領電車区配置車両一覧（1973年 - 1982年） \| 神領電車区配置車両一覧（1973年 - 1982年） \| 神領電車区配置車両一覧（1973年 - 1982年） \| 神領電車区配置車両一覧（1973年 - 1982年） \| 神領電車区配置車両一覧（1973年 - 1982年） \| \| 転入 \| 転入 \| 転入 \| 転入 \| 転入 \| 転入 \| \| 年 \| 転入元 \| クモハ165+モハ164 (モハ165+モハ164) \| クハ165 (クハ164) \| サハ165 (サハ153) \| サロ165 \| \| ----------------------------------------- \| ----------------------------------------- \| --------------------------------------------------------------------------------------- \| ------------------------------------------------------------- \| ------------------------------------------- \| ----------------------------------------- \| \| 1973 \| 松本 \| 59+807 \| \| \| \| \| 1973 \| 宮原 \| 48+507 51+510 52+511 104+68 (20+83 21+64) \| 109 - 111 (5 - 8) \| (110 115) (205 206 210 211) (213 - 215 218) \| 105 - 108 112 \| \| 1973 \| 岡山 \| 43+502 - 46+505 \| 130 132 134 136 \| (3 4 9 101) \| \| \| 1974 \| 大垣 \| (6+828 7+829) \| 117 \| \| \| \| 1974 \| 新潟 \| \| \| 5 9 \| \| \| 1975 \| 田町 \| (1+801 - 5+805) \| 2 - 11 \| \| \| \| 1975 \| 大垣 \| \| 113 128 185 \| \| \| \| 1975 \| 宮原 \| (18+81 19+82) \| 112 156 161 \| \| \| \| 1978 \| 松本 \| \| \| \| 78 \| \| 1980 \| 宮原 \| \| 106 \| \| \| \| 転出 \| \| \| \| \| \| \| 年 \| 転出先 \| クモハ165+モハ164 (モハ165+モハ164) \| クハ165 (クハ164) \| サハ165 (サハ153) \| サロ165 \| \| 1974 \| 田町 \| \| \| (206) \| \| \| 1974 \| 大垣 \| \| \| (210 211 213 - 215) \| \| \| 1975 \| 松本 \| 43+502 - 45+504 \| 111 130 \| \| \| \| 1975 \| 大垣 \| \| (5 - 8) \| (205) \| \| \| 1980 \| 松本 \| \| 2 \| \| \| \| 1982 \| 大垣 \| 46+505 48+507 51+510 52+511 59+807 104+68 (1+801 - 5+805) (6+828 7+829) (18+81 - 21+84) \| 4 - 8 10 11 106 109 - 113 117 128 130 132 134 136 156 161 185 \| \| 105 - 108 112 \| \| 1982 \| 豊橋 \| \| 9→208 \| \| \| \| 1983 \| 田町 \| \| 3 \| \| \| \| 1983 \| 松本 \| \| \| 5 9 \| \| |        |                                                                                         |                                                               |                                             |               |
| 備考 - モハ164形0番台・500番台はPS23A形パンタグラフへ換装 - クハ165-208：クハ165-9から方向転換改造ならびに車両番号変更 - 以下の車両は運用終了後の1983年に老朽廃車 - サハ153-3・4・9・101・110・115・218 - サロ165-78 |        |                                                                                         |                                                               |                                             |               |
| 神領電車区配置車両一覧（1973年 - 1982年） |        |                                                                                         |                                                               |                                             |               |
| 転入 |        |                                                                                         |                                                               |                                             |               |
| 年 | 転入元 | クモハ165+モハ164 (モハ165+モハ164)                                                     | クハ165 (クハ164)                                             | サハ165 (サハ153)                           | サロ165       |
| 1973 | 松本   | 59+807                                                                                  |                                                               |                                             |               |
| 1973 | 宮原   | 48+507 51+510 52+511 104+68 (20+83 21+64)                                               | 109 - 111 (5 - 8)                                             | (110 115) (205 206 210 211) (213 - 215 218) | 105 - 108 112 |
| 1973 | 岡山   | 43+502 - 46+505                                                                         | 130 132 134 136                                               | (3 4 9 101)                                 |               |
| 1974 | 大垣   | (6+828 7+829)                                                                           | 117                                                           |                                             |               |
| 1974 | 新潟   |                                                                                         |                                                               | 5 9                                         |               |
| 1975 | 田町   | (1+801 - 5+805)                                                                         | 2 - 11                                                        |                                             |               |
| 1975 | 大垣   |                                                                                         | 113 128 185                                                   |                                             |               |
| 1975 | 宮原   | (18+81 19+82)                                                                           | 112 156 161                                                   |                                             |               |
| 1978 | 松本   |                                                                                         |                                                               |                                             | 78            |
| 1980 | 宮原   |                                                                                         | 106                                                           |                                             |               |
| 転出 |        |                                                                                         |                                                               |                                             |               |
| 年 | 転出先 | クモハ165+モハ164 (モハ165+モハ164)                                                     | クハ165 (クハ164)                                             | サハ165 (サハ153)                           | サロ165       |
| 1974 | 田町   |                                                                                         |                                                               | (206)                                       |               |
| 1974 | 大垣   |                                                                                         |                                                               | (210 211 213 - 215)                         |               |
| 1975 | 松本   | 43+502 - 45+504                                                                         | 111 130                                                       |                                             |               |
| 1975 | 大垣   |                                                                                         | (5 - 8)                                                       | (205)                                       |               |
| 1980 | 松本   |                                                                                         | 2                                                             |                                             |               |
| 1982 | 大垣   | 46+505 48+507 51+510 52+511 59+807 104+68 (1+801 - 5+805) (6+828 7+829) (18+81 - 21+84) | 4 - 8 10 11 106 109 - 113 117 128 130 132 134 136 156 161 185 |                                             | 105 - 108 112 |
| 1982 | 豊橋   |                                                                                         | 9→208                                                         |                                             |               |
| 1983 | 田町   |                                                                                         | 3                                                             |                                             |               |
| 1983 | 松本   |                                                                                         |                                                               | 5 9                                         |               |

1983年7月5日ダイヤ改正では昼行「きそ」は快速へ格下げとなった。「赤倉」も1985年3月ダイヤ改正で名古屋 - 松本間が廃止され「南越後」へ改称。中央西線定期急行は全廃となり、12系客車による夜行「きそ」のみが残存した。

#### 分割民営化後
1989年3月11日ダイヤ改正では115系から車種変更を実施した中津川 - 松本間普通列車と共通運用で関西本線名古屋 - 亀山間に充当されていた大垣電車区3両編成x15本計45両を神領電車区へ移管し同所での配置が復活したが、同年中に4編成12両が廃車となった。1990年に関西本線運用を213系5000番台へ置換え。静岡運転所所属車と電動車ユニット組換を含む車両交換を実施し5編成が転入。一時的に3両編成x13本計39両配置となったものの1991年12月にクモハ165-7+モハ165-512+クハ165-15が廃車となり、T1 - T12の編成番号を付番した3両編成x12本計36両の配置となった。
- 中央西線狭小トンネル区間対応からモハ164形は800番台13両のほかPS23A形パンタグラフに換装した0番台72ならびに回送運転台付き500番台最後の1両504で構成された[113]。

定期運用は中央西線中津川 - 松本間普通列車が主で、出入区を兼ねた夜間の松本発名古屋行普通列車運用にも充当された。臨時列車では繁忙期の東海道本線で臨時大垣夜行ならびに中央西線・飯田線で春と秋の「さわやかウォーキング」に合わせて運転される臨時快速として最大9両編成で運用された。
1995年10月ダイヤ改正ではラッシュ時間帯に限り関西本線運用を103系電車とともに再開。
1996年3月に静岡運転所定期運用終了に伴い1990年の車両交換で転出したK4-1編成が再転入し編成番号T13を付番。代替として9月20日付でT9編成が廃車となった。この結果3両編成はT1 - T8・T10 - T13の12本となり、従来の運用に加え中央西線名古屋口通勤快速に充当された。
- 1998年2月に開催された長野オリンピックに対応して名古屋 - 松本間で運転された臨時急行「安曇野」にも神領配置車が充当された。
- このほか1978年以降JR西日本宮原運転所所属165・167系が充当されていた「ちくま」「くろよん」は1997年以降2000年まで日根野電車区へ運用移管された。

1999年7月16日ダイヤ改正で中央西線中津川 - 塩尻間のワンマン運転化に伴い313系3000番台が投入され全運用が置換えられた。この時点で3両編成x7本が順次廃車された。残存したT1・T6・T8・T11・T13の5編成は波動輸送用で運用されたが、2001年5月の臨時運用を最後に全車廃車された。
その後はT8編成のみ保存目的で美濃太田車両区へ回送・保管された以外は全車解体された。現状は#保存車を参照。
| \| 神領電車区T1 - T13編成表 \| 神領電車区T1 - T13編成表 \| 神領電車区T1 - T13編成表 \| 神領電車区T1 - T13編成表 \| 神領電車区T1 - T13編成表 \| \| ------------------------ \| -------------------------- \| ------------------------ \| ------------------------ \| ------------------------ \| \| \| ← 大垣・名古屋塩尻・東京 → \| \| \| \| \| 編成番号 \| クハ165 \| モハ164 \| クモハ165 \| 廃車日 \| \| T1 \| 122 \| 843 \| 113 \| 2001.09.14 \| \| T2 \| 135 \| 808 \| 60 \| 1999.09.27 \| \| T3 \| 116 \| 810 \| 62 \| 1999.06.11 \| \| T4 \| 178 \| 816 \| 69 \| 1999.09.27 \| \| T5 \| 206 \| 826 \| 85 \| 1999.05.31 \| \| T6 \| 172 \| 845 \| 115 \| 2001.09.14 \| \| T7 \| 176 \| 504 \| 43 \| 1999.09.06 \| \| T8 \| 120 \| 72 \| 108 \| 2001.09.14 \| \| T9 \| 31 \| 839 \| 36 \| 1996.09.20 \| \| T10 \| 132 \| 838 \| 61 \| 1999.06.11 \| \| T11 \| 87 \| 832 \| 46 \| 2001.01.29 \| \| T12 \| 69 \| 834 \| 53 \| 2000.05.24 \| \| T13 \| 182 \| 863 \| 140 \| 2001.09.14 \| |                            |         |           |            |
| 備考 - 編成番号 太字：定期運用終了後波動輸送対応残存編成 - 車両番号 太字：トイレ・洗面所使用可能車 - モハ164形車両番号斜体：PS23形パンタグラフ搭載車 - T7編成モハ164-504：回送運転台装備 - T8編成クモハ165-108+モハ164-72：横軽対策施工車 - T9編成：廃車直前にT10編成とクハ165形の車両交換を実施 - T9 - T12編成：ユニット組換車 組換詳細は#JR東海を参照 - クモハ165-61・108クハ165-31 ：前灯原型白熱灯車 - クモハ165-36：AU12S形6基搭載試作冷房改造施工ならびに前灯原型白熱灯車 - クモハ165-140・クハ165-206：タイフォンシャッターならびにAW-2形ホイッスル搭載の新製冷房車 |                            |         |           |            |
| 神領電車区T1 - T13編成表 |                            |         |           |            |
| | ← 大垣・名古屋塩尻・東京 → |         |           |            |
| 編成番号 | クハ165                    | モハ164 | クモハ165 | 廃車日     |
| T1 | 122                        | 843     | 113       | 2001.09.14 |
| T2 | 135                        | 808     | 60        | 1999.09.27 |
| T3 | 116                        | 810     | 62        | 1999.06.11 |
| T4 | 178                        | 816     | 69        | 1999.09.27 |
| T5 | 206                        | 826     | 85        | 1999.05.31 |
| T6 | 172                        | 845     | 115       | 2001.09.14 |
| T7 | 176                        | 504     | 43        | 1999.09.06 |
| T8 | 120                        | 72      | 108       | 2001.09.14 |
| T9 | 31                         | 839     | 36        | 1996.09.20 |
| T10 | 132                        | 838     | 61        | 1999.06.11 |
| T11 | 87                         | 832     | 46        | 2001.01.29 |
| T12 | 69                         | 834     | 53        | 2000.05.24 |
| T13 | 182                        | 863     | 140       | 2001.09.14 |

### 飯田線
本項では運用形態が異なることから辰野口と豊橋口に分けて解説を行う。

#### 辰野口（長野県内優等列車）
飯田線のうち長野県内区間優等列車は、1961年に運転を開始した新宿 - 天竜峡間気動車準急「天竜」が最初である。同年には県都の長野市と飯田市方面を連絡する地域準急列車も「天竜」の愛称で設定され、長野 - 天竜峡間で運転を開始した。新宿直通列車は1968年に「こまがね」へ改称され、松本運転所165系付属4両編成での運転となった。
県内連絡列車は引き続き「天竜」の愛称が継承され、キハ57系・キハ58系で運転されたが、1975年3月10日ダイヤ改正で山陽本線急行全廃余剰車や田町電車区波動輸送対応4両編成の神領電車区転入により「天竜」は電車化された。運用面では1往復のみ80系が充当された以外は「きそ」と共通運用を組む神領区付属4両編成が充当されたが、1982年11月15日ダイヤ改正で松本運転所に移管された。
- 「天竜」は当初の飯田線方面のみならず、小淵沢・茅野・上諏訪・松本・天竜峡・飯田・駒ケ根 - 松本・長野と時期によって複数の運転区間が存在した。

1986年11月1日ダイヤ改正で新宿直通「こまがね」は全廃となったが、長野県内急行は残され「天竜」5往復から急行「かもしか」3往復と快速「みすず」2往復に再編し、運転区間を富士見・茅野・上諏訪・天竜峡・飯田 - 長野に整理。「かもしか」は座席を新幹線から転用された転換クロスシートもしくはリクライニングシートへ交換したグレードアップ化を施工した上で塗装をクリーム10号地に緑14号の新急行色に変更した長野運転所所属4両編成へ運用移管が行われたが、「みすず」は松本運転所所属169系一般車を充当した。
| 長野運転所「かもしか」用編成 | 長野運転所「かもしか」用編成 | 長野運転所「かもしか」用編成 | 長野運転所「かもしか」用編成 | 長野運転所「かもしか」用編成 | 長野運転所「かもしか」用編成 |
|                              | ← 富士見天竜峡・長野 →       | ← 富士見天竜峡・長野 →       | ← 富士見天竜峡・長野 →       | ← 富士見天竜峡・長野 →       |                              |
| ---------------------------- | ---------------------------- | ---------------------------- | ---------------------------- | ---------------------------- | ---------------------------- |
| 号車番号                     | 1                            | 2                            | 3                            | 4                            |                              |
| 編成番号                     | クモハ 169                   | モハ 168                     | サハ 165                     | クハ 169                     | 座席                         |
| N31                          | 1                            | 1                            | 11                           | 27                           | W12転換クロス                |
| N32                          | 6                            | 6                            | 10                           | 19                           | D23リクライニング            |
| N33                          | 13                           | 13                           | 8                            | 13                           | D23リクライニング            |
| N34                          | 16                           | 16                           | 5                            | 3                            | D23リクライニング            |
| N35                          | 23                           | 23                           | 9                            | 20                           | W12転換クロス                |

JR化後の1988年3月ダイヤ改正で「かもしか」はすべて快速「みすず」に格下げされ愛称は消滅した。グレードアップ車も「みすず」に引き続き充当されたが、以後はローカル運用が主となり信越本線小諸 - 長野・篠ノ井線・中央本線・飯田線飯田以北で運用された。
1997年10月1日のしなの鉄道開業によりN31・N32・N35編成からサハ165形を抜いたクモハ169形+モハ168形+クハ169形x3本計12両が譲渡されたが、松本所から補完分同数となる車両が転入し以下の5編成配置となった。
| 長野総合車両所1997年N31 - N35編成一覧 | 長野総合車両所1997年N31 - N35編成一覧 | 長野総合車両所1997年N31 - N35編成一覧 | 長野総合車両所1997年N31 - N35編成一覧 | 長野総合車両所1997年N31 - N35編成一覧 | 長野総合車両所1997年N31 - N35編成一覧 |
| ------------------------------------- | ------------------------------------- | ------------------------------------- | ------------------------------------- | ------------------------------------- | ------------------------------------- |
|                                       | ← 上諏訪・飯田長野 →                  |                                       |                                       |                                       |                                       |
| 編成 番号                             | クモハ 169                            | モハ 168                              | サハ 165                              | クハ 169                              | 備考                                  |
| N31                                   | 19                                    | 19                                    | 11                                    | 1                                     | 元松本A12編成                         |
| N32                                   | 21                                    | 21                                    | 10                                    | 14                                    | 元松本A13編成                         |
| N33                                   | 13                                    | 13                                    | 8                                     | 13                                    | 1986年から 組成不変                   |
| N34                                   | 16                                    | 16                                    | 5                                     | 3                                     | 1986年から 組成不変                   |
| N35                                   | 26                                    | 26                                    | 9                                     | 24                                    | 元松本A14編成                         |

- 太字書体：松本運転所からの転入車
- 松本転入車：R51簡易リクライニングシート
- N33・N34編成全車・N32編成サハ165形：D23リクライニングシート
- N31・N35編成サハ165形：D21リクライニングシート

主にN31編成が単独で、N32+N33編成は6両に組成された状態で波動輸送に、N34・N35編成はリニューアル工事で予備車が不足がちだった115系1000番台の代走に充当された。しかし1998年12月ダイヤ改正で代走運用も含め長野所属車の定期運用が終了し、以下の変更を実施。
- サハ165形は編成から外され保留車となり1999年中に廃車
- N33編成：しなの鉄道に譲渡
- N31・N32・N35編成：三鷹電車区に転出
- 全運用が終了した松本運転所から3両編成x4本が転入し以下の編成番号を付与

- 松本A8→長野N31（車体更新セミクロスシート化改造車）
- 松本A10→長野N32（車体更新R51系簡易リクライニングシート装着改座車）
- 松本A11→長野N33（車体更新R51系簡易リクライニングシート装着改座車）
- 松本A7→長野N35（特別保全工事ボックスシート車）

以後は波動運用対応専従とされたが、2001年に特急「あずさ」「かいじ」へのE257系投入で183系・189系が波動用に転用されたことから、12月までに廃車となった。

#### 豊橋口

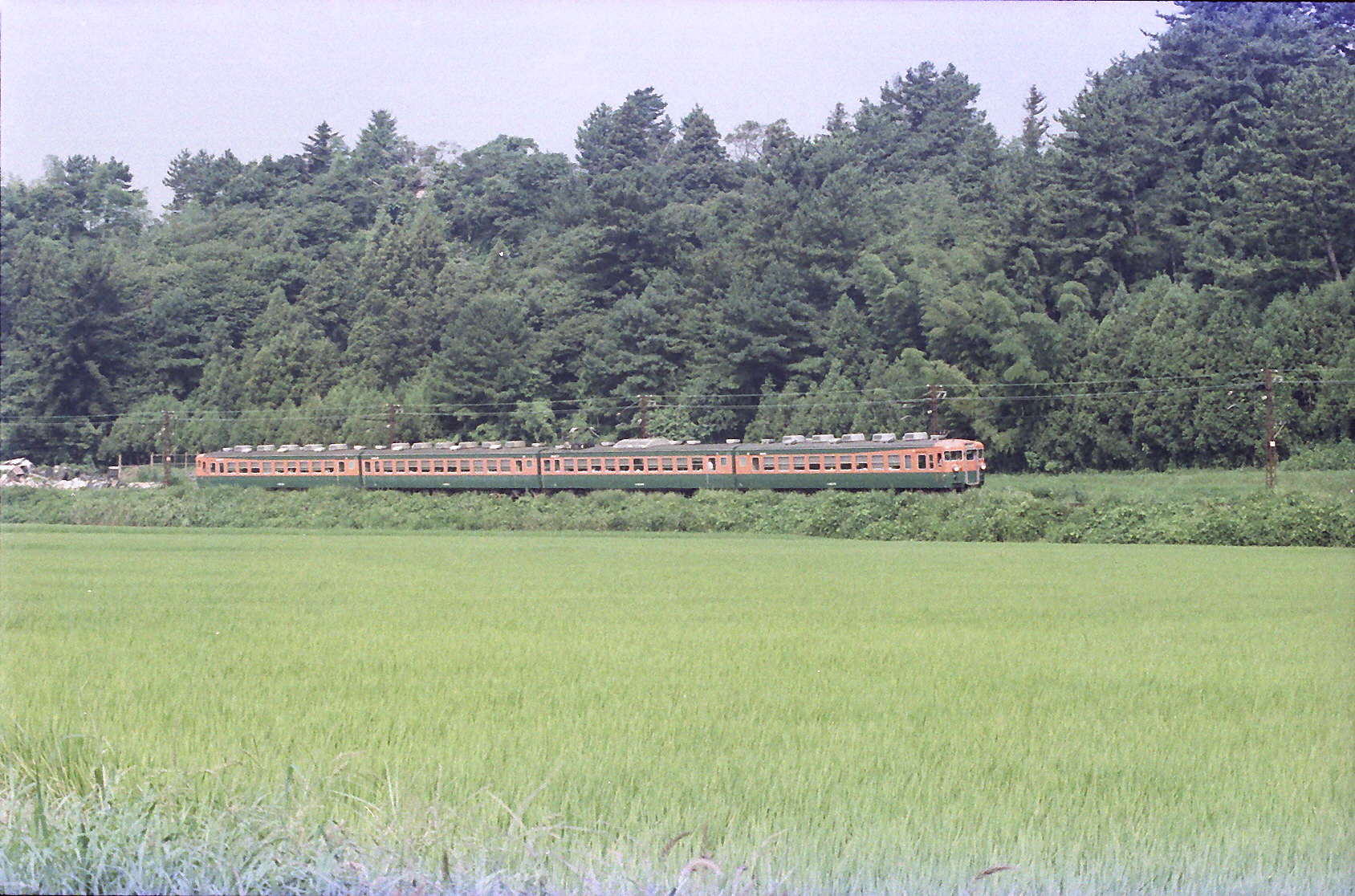
急行「伊那」
1978年

1972年3月15日ダイヤ改正で捻出車の大垣電車区転入により飯田線急行「伊那」4往復を80系から置換えた。
運転区間は豊橋 - 飯田・辰野・上諏訪としたが、出入区を兼ねて東海道本線内は快速もしくは普通列車で運転となる大垣・美濃赤坂直通も設定された。
多客期を中心に一部列車は増結を実施し飯田以南は7両編成での運転を実施したほか、編成は2種類の普通車4両編成を基本とし、1982年4月時点では以下の6本を組成し充当された。
| \| 「伊那」編成（1982年4月1日） \| 「伊那」編成（1982年4月1日） \| 「伊那」編成（1982年4月1日） \| 「伊那」編成（1982年4月1日） \| \| ------------------------------------------ \| ---------------------------- \| ---------------------------- \| ---------------------------- \| \| ← 豊橋美濃赤坂・大垣・飯田・辰野・上諏訪 → \| \| \| \| \| クハ165 \| モハ165 \| モハ164 \| クハ165 \| \| 119 \| 8 \| 830 \| 120 \| \| 133 \| 13 \| 835 \| 167 \| \| 121 \| 10 \| 832 \| 134 \| \| 4-7 \| 12 \| 834 \| 10 \| \| クモハ165 \| モハ164 \| サハ153[注 35] \| クハ165 \| \| 139 \| 862 \| 105 \| 174 \| \| 50 \| 509 \| 116 \| 182 \| |         |         |         |
| 備考 - 4-：クハ164形 - モハ164-509はPS23A形パンタグラフ搭載 |         |         |         |
| 「伊那」編成（1982年4月1日） |         |         |         |
| ← 豊橋美濃赤坂・大垣・飯田・辰野・上諏訪 → |         |         |         |
| クハ165 | モハ165 | モハ164 | クハ165 |
| 119 | 8       | 830     | 120     |
| 133 | 13      | 835     | 167     |
| 121 | 10      | 832     | 134     |
| 4-7 | 12      | 834     | 10      |
| クモハ165 | モハ164 | サハ153 | クハ165 |
| 139 | 862     | 105     | 174     |
| 50 | 509     | 116     | 182     |

中央自動車道全通で1975年に中央道高速バス名古屋 - 飯田線が運行開始されると利用者が徐々に減少。この結果「伊那」は1983年7月5日に4往復すべてが廃止となった。
また、これとは別に豊橋口ローカルで運用されていた80系老朽化による置換えを目的として1982年ならびに1986年に松本運転所・新前橋電車区・幕張電車区・神領電車区などから豊橋機関区に3両編成x16本計48両が転入した。民営化後の1988年3月13日ダイヤ改正で車両配置基地集約化により運用・所属は静岡運転所に移管されたが、車両は引き続き豊橋常駐のままで充当された。しかし初期車が多く165系も老朽化進行で徐々に119系などへ置換えられ1991年までに神領区へ転出もしくは廃車となった。
| \| 豊橋機関区所属飯田線豊橋口ローカル運用充当車 \| 豊橋機関区所属飯田線豊橋口ローカル運用充当車 \| 豊橋機関区所属飯田線豊橋口ローカル運用充当車 \| 豊橋機関区所属飯田線豊橋口ローカル運用充当車 \| \| -------------------------------------------- \| -------------------------------------------- \| -------------------------------------------- \| -------------------------------------------- \| \| ← 豊橋飯田 → \| \| \| \| \| クモハ165 \| モハ164 \| クハ165 \| 前所属 \| \| 7 \| 7 \| 17 \| 新前橋 \| \| 36 \| 36 \| 33 \| 新前橋 \| \| 37 \| 37 \| 41 \| 幕張 \| \| 38 \| 38 \| 42 \| 幕張 \| \| 49 \| 508 \| 22 \| 幕張 \| \| 55 \| 514 \| 65 \| 幕張 \| \| 43 \| 502 \| 13 \| 松本 \| \| 44 \| 503 \| 16 \| 松本 \| \| 61 \| 809 \| 39 \| Mc+M'：松本 Tc：新前橋 \| \| 62 \| 810 \| 208 \| Mc+M'：松本 Tc：神領 \| \| 69 \| 816 \| 15 \| 松本 \| \| 74 \| 821 \| 35 \| 松本 \| \| 86 \| 827 \| 43 \| 松本 \| \| 111 \| 841 \| 69 \| 松本 \| \| 113 \| 843 \| 76 \| 松本 \| \| 115 \| 845 \| 130 \| 松本 \| |         |         |                        |
| 備考 - 車両番号太字書体：1986年転入車 - クハ165-208：クハ165-9を改造後に転入 |         |         |                        |
| 豊橋機関区所属飯田線豊橋口ローカル運用充当車 |         |         |                        |
| ← 豊橋飯田 → |         |         |                        |
| クモハ165 | モハ164 | クハ165 | 前所属                 |
| 7 | 7       | 17      | 新前橋                 |
| 36 | 36      | 33      | 新前橋                 |
| 37 | 37      | 41      | 幕張                   |
| 38 | 38      | 42      | 幕張                   |
| 49 | 508     | 22      | 幕張                   |
| 55 | 514     | 65      | 幕張                   |
| 43 | 502     | 13      | 松本                   |
| 44 | 503     | 16      | 松本                   |
| 61 | 809     | 39      | Mc+M'：松本 Tc：新前橋 |
| 62 | 810     | 208     | Mc+M'：松本 Tc：神領   |
| 69 | 816     | 15      | 松本                   |
| 74 | 821     | 35      | 松本                   |
| 86 | 827     | 43      | 松本                   |
| 111 | 841     | 69      | 松本                   |
| 113 | 843     | 76      | 松本                   |
| 115 | 845     | 130     | 松本                   |

1992年末に神領電車区所属車により豊橋・名古屋 - 飯田間臨時急行「伊那路」が運転開始。運用開始時は主にT1編成が充当されたが、後に前灯が原型白熱灯のクモハ165-108を組成するT8編成に変更され末期まで限定充当された。1996年に373系定期特急「ワイドビュー伊那路」に格上げされた。

### 身延線
山陽新幹線岡山暫定開業による1972年3月15日ダイヤ改正では、山陽本線急行改廃が行われた結果捻出された下関運転所所属車を大垣電車区へ転入させ、身延線ではそれまで80系で運転されていた急行「富士川」を165系で置換えた。当初は定期4往復・臨時1往復で充当されたが、10月から定期5往復となった。
- このほか新宿発着で甲府を経由して身延へ直通する季節列車「みのぶ」も運転開始された。

「富士川」では5両編成が組成されたが、両端がクハ165形もしくは164形、電動車ユニット1組2両とされたが、身延線は建築限界の低い狭小トンネルのためモハ164形は低屋根構造の800番台に、サハ153形はMG・CP付の200番に限定した上で1982年4月時点では以下の4編成を組成して充当された。
| \| 「富士川」編成（1982年4月1日） \| 「富士川」編成（1982年4月1日） \| 「富士川」編成（1982年4月1日） \| 「富士川」編成（1982年4月1日） \| 「富士川」編成（1982年4月1日） \| \| ------------------------------ \| ------------------------------ \| ------------------------------ \| ------------------------------ \| ------------------------------ \| \| ← 静岡・甲府富士・三島 → \| \| \| \| \| \| クハ165 \| モハ164 \| モハ165 \| サハ153[注 35] \| クハ165 \| \| 125 \| 838 \| 16 \| 215 \| 118 \| \| 127 \| 834 \| 12 \| 212 \| 122 \| \| 131 \| 839 \| 17 \| 210 \| 186 \| \| 129 \| 833 \| 11 \| 214 \| 204 \| |         |         |         |         |
| 備考 - 運転開始当初は一部編成にクハ164形を組成 - 25 ‰勾配が連続する身延線では2M3Tの電動車1ユニット編成では駆動力不足で勾配起動時・通勤時間帯運用の低加速や雨天時空転に難点を抱えた |         |         |         |         |
| 「富士川」編成（1982年4月1日） |         |         |         |         |
| ← 静岡・甲府富士・三島 → |         |         |         |         |
| クハ165 | モハ164 | モハ165 | サハ153 | クハ165 |
| 125 | 838     | 16      | 215     | 118     |
| 127 | 834     | 12      | 212     | 122     |
| 131 | 839     | 17      | 210     | 186     |
| 129 | 833     | 11      | 214     | 204     |

1983年3月までに老朽化のためクハ164形・サハ153形が廃車となりクハ165形に置換え、1985年3月14日ダイヤ改正で4両に減車された。
1986年11月1日に実施された国鉄最後のダイヤ改正では「みのぶ」が廃止。「富士川」5往復運用を大垣電車区から80系電車以来の静岡運転所に移管。4両編成x7本のF編成を組成し間合いで静岡地区や甲府 - 鰍沢口間普通列車や「花の木金号」や静岡発着身延線直通臨時快速にも充当された。
静岡運転所では1991年に配置車全体で編成数ならびに予備車の見直しを実施した結果、F編成は7本から5本に削減。余剰車はK編成と組成もしくは廃車となった。一方でK編成との共通予備車としてモハ165-1+モハ164-801は残存したが、汚物処理装置を搭載しない同ユニットは1994年12月に間合い運用縮小見直しにより廃車となった。
1995年10月1日ダイヤ改正では「富士川」が373系特急「ワイドビューふじかわ」に格上げされF編成を置換えた。「富士川」終了直前には国鉄時代のヘッドマークが掲出され、間合い運用時は列車名を隠した状態で運転された。また373系運用開始前に編成番号をF1 - F5からF11 - F15へ変更。運用終了後にF編成は5本中4本が廃車もしくはK編成を含めた車両交換を実施したほか、残存したF13編成は373系増備に伴い編成番号をF23に再変更。「花の木金号」「ホームライナー」371系検査入場時代走と朝の菊川 - 興津間普通列車にのみ充当された。
1996年8月1日 - 8月3日には山梨県で開催された高校総体に対応した輸送力増強増発で鰍沢口折り返し定期列車に、翌4日には主に富士折返し運用に充当され東海道本線にも入線した。なお本運用時にはMM'ユニットが不調であったため神領区T9編成のクモハ165-36+モハ164-839に差し換えて対応した。この後9月14日付でF23編成は廃車された。
| 静岡運転所「富士川」充当用F編成         | 静岡運転所「富士川」充当用F編成 | 静岡運転所「富士川」充当用F編成 | 静岡運転所「富士川」充当用F編成 | 静岡運転所「富士川」充当用F編成 |
| --------------------------------------- | ------------------------------- | ------------------------------- | ------------------------------- | ------------------------------- |
|                                         | ← 静岡・甲府富士・三島 →        |                                 |                                 |                                 |
| 1995年9月30日までの編成                 |                                 |                                 |                                 |                                 |
| 編成番号                                | クハ165                         | モハ164                         | モハ165                         | クハ165                         |
| F1→F11                                  | 174                             | 829                             | 7                               | 117                             |
| F2→F12                                  | 204                             | 828                             | 6                               | 113                             |
| F3→F13                                  | 106                             | 84                              | 21                              | 133                             |
| F4→F14                                  | 128                             | 836                             | 14                              | 135                             |
| F5→F15                                  | 165                             | 837                             | 15                              | 123                             |
| 1995年10月1日以降の「富士川」運用終了後 |                                 |                                 |                                 |                                 |
| F23                                     | 174                             | 835                             | 13                              | 133                             |

1998年4月4日・4月5日に身延線全線開通70周年記念として「なつかしの急行富士川」が静岡 - 甲府間で運転されたが、静岡運転所所属F編成は全廃済みのため3両編成を組成する神領電車区T10編成が充当された。
- 本イベントの一環で115系B4編成が身延色へ復刻されたが、手違いで本来のワインレッドではなく茶色に塗装されたためワインレッドへの塗り直し施工中にT10編成が代走充当され、「富士川」でも取り付けられた「身延線全通70周年」のヘッドマークを取り付けたまま1998年3月7日 - 3月11日の729M・624Mにも充当された。

### 房総地区
1969年7月11日の房総西線（現在：内房線）木更津 - 千倉電化に伴い新宿・両国 - 館山・千倉間気動車急行「うち房」定期9往復・季節2往復を電車化。このためは津田沼電車区（→習志野電車区→現・習志野運輸区）に165系新製冷房車44両を配置。グリーン車組込基本7両+付属3両の10両編成x4本と予備車がクモハ165形+モハ164形+クハ165形3両編成x1本+サロ165形1両とされた。
- モハ164形が800番台とされたほか[注 5]、車両番号は#新製冷房車を参照のこと。
- 房総地区は季節による乗客数が大きく異なり閑散期は基本編成7両のみで運転となる一方で、海水浴シーズンは夏ダイヤを設定するほど利用が顕著となることから、管轄する千葉鉄道管理局では気動車時代から同期間中のみ他区所から車両の借受や貸出的転出入が行われることが多く、一部列車へ津田沼所属113系のほか他車両基地から113系・115系の借入による充当が実施されたほか[注 85]、本系列でも1970年7月1日 - 9月2日に下関運転所からクモハ165-139+モハ164-862+サハ165-11+クハ165-204を転入させ充当した実績がある。
- また1970年7月1日に発生した脱線転覆事故でクハ165-202が8月13日付で廃車となったことから、補填として1971年5月9日付で宮原電車区からクハ165-162が転入した。

| ← 新宿・両国館山・千倉・安房鴨川 → |          |          |            |          |          |            |   |          |          |            |          |          |          |          |
| クハ 165                           | サロ 165 | モハ 164 | クモハ 165 | クハ 165 | モハ 164 | クモハ 165 | + | クハ 165 | モハ 164 | クモハ 165 |          |          |          |          |
| 基本編成                           | 基本編成 | 基本編成 | 基本編成   | 基本編成 | 基本編成 | 基本編成   |   | 付属編成 | 付属編成 | 付属編成   | 付属編成 | 付属編成 | 付属編成 | 付属編成 |

1971年7月1日には房総西線千倉 - 安房鴨川間電化完成により夏ダイヤでは「うち房」も運転本数を定期下り5本・上り7本 季節2往復とし、従来の館山・千倉発着から一部列車が安房鴨川まで運転区間を延長した。
1972年7月15日ダイヤ改正では房総東線蘇我 - 安房鴨川間電化完成により、同日に房総東線は外房線に、房総西線は内房線に改称。総武本線は東京 - 錦糸町間地下線開業ならびに錦糸町 - 津田沼間快速線新設による複々線化が完成し、183系による内房線特急「さざなみ」、外房線特急「わかしお」を新設。
- 改正前の5月27日には房総東線大網駅のスイッチバックが解消されたほか、7月5日には新たな車両基地として幕張電車区（現・幕張車両センター）を開設し、165系44両も津田沼電車区から転入した[122]。

房総急行は従来の「うち房」「そと房」を廃止し、新宿・両国→勝浦→館山→両国・新宿で房総半島を外回りする循環急行「みさき」、新宿・両国→館山→勝浦→両国・新宿と内周りする「なぎさ」それぞれ2本ずつ計4本が設定された。両列車は勝浦 - 館山間を普通列車区間としたほか、内房線・外房線で1周して蘇我に戻った時点で編成が逆向きになるため午前1周・午後1周で1日に房総半島を2周して元の向きに戻す運用が組まれた。
- 運用A
  - 【みさき1号】新宿6:50(201M)8:54勝浦(281M)館山10:18(102M)12:42新宿
  - 【みさき3号】新宿12:52(205M)14:56勝浦(285M)館山16:08(106M)18:10両国
- 運用B
  - 【みさき2号】両国8:04(203M)9:59勝浦(283M)館山11:32(104M)13:34両国
  - 【みさき4号】両国14:04(207M)15:50勝浦(287M)館山17:08(108M)19:29新宿
- 運用C
  - 【なぎさ1号】新宿7:00(101M)9:18館山(282M)勝浦10:53(202M)12:38両国
  - 【なぎさ3号】両国13:30(105M)15:33館山(286M)勝浦17:00(206M)19:02新宿
- 運用D
  - 【なぎさ2号】両国8:30(103M)10:33館山(284M)勝浦11:58(204M)13:58新宿
  - 【なぎさ4号】新宿14:13(107M)16:33館山(288M)勝浦18:02(208M)19:53新宿

なお、同年11月には新前橋区から車両供給調整によりサロ165-14が転入し配置車両は45両となった。
1974年10月26日に総武本線佐倉 - 銚子間・成田線成田 - 松岸間・鹿島線香取 - 鹿島神宮間の電化が完成し、ローカル列車のダイヤ改正が実施された。優等列車は翌1975年3月10日ダイヤ改正が実施され、特急列車は183系を増備し、特急「しおさい」「あやめ」を新設。急行列車は以下の変更を実施した。
- キハ58系で運転されていた「犬吠」「水郷」を電車化した上で「水郷」鹿島神宮発着列車を「鹿島」に分離。

- 「犬吠」：新宿・両国 - 銚子（総武本線経由）2往復
- 「水郷」：両国 - 銚子駅|銚子（成田線経由）2往復
- 「鹿島」：両国 - 鹿島神宮（成田線・鹿島線経由）定期1往復・季節1往復

- 内房線・外房線の「みさき」「なぎさ」は循環運転を廃止し以下の2列車に再編。

- 「内房」：新宿・両国 - 館山 3往復
- 「外房」：新宿・両国 - 安房鴨川 3往復

運用増に対応するため以下の転入が行われた。
- 153系が下関運転所からMM'ユニット6組12両、大垣電車区からMM'ユニット1組2両とクハ153形6両の計8両、田町電車区からMM'ユニット4組8両とクハ153形4両の計12両総計32両[注 86]
- サロ165形が湘南急行運用見直しで田町電車区から9・12、山陽新幹線博多開業に伴う山陽本線急行廃止で下関運転所から55・56の計4両
- クモハ165形+モハ164形+クハ165形3両編成が新前橋電車区から4本12両

これにより7両基本編成は165系5本・153系5本、3両付属編成は165系7本を組成。予備車の153系MM'ユニット1組2両を含み幕張配置車は93両となった。このうち165系付属編成2本が1978年までに転出した結果以下の編成組成となった。
| \| 幕張電車区急行充当用編成（1979年） \| 幕張電車区急行充当用編成（1979年） \| 幕張電車区急行充当用編成（1979年） \| 幕張電車区急行充当用編成（1979年） \| 幕張電車区急行充当用編成（1979年） \| 幕張電車区急行充当用編成（1979年） \| 幕張電車区急行充当用編成（1979年） \| 幕張電車区急行充当用編成（1979年） \| \| ---------------------------------- \| -------------------------------------------- \| ---------------------------------- \| ---------------------------------- \| ---------------------------------- \| ---------------------------------- \| ---------------------------------- \| ---------------------------------- \| \| \| ← 新宿・両国館山・安房鴨川・銚子・鹿島神宮 → \| \| \| \| \| \| \| \| 165系 \| \| \| \| \| \| \| \| \| 編成番号 \| クハ165 \| サロ165 \| モハ164 \| クモハ165 \| クハ165 \| モハ164 \| クモハ165 \| \| 51 \| 195 \| 132 \| 853 \| 130 \| 194 \| 852 \| 129 \| \| 52 \| 199 \| 131 \| 857 \| 134 \| 191 \| 849 \| 126 \| \| 53 \| 197 \| 130 \| 855 \| 132 \| 196 \| 854 \| 131 \| \| 54 \| 203 \| 133 \| 860 \| 137 \| 201 \| 859 \| 136 \| \| 55 \| 198 \| 134 \| 856 \| 133 \| 193 \| 851 \| 128 \| \| 付属編成 \| \| \| \| \| 200 \| 858 \| 135 \| \| 付属編成 \| \| \| \| \| 192 \| 850 \| 127 \| \| 付属編成 \| \| \| \| \| 162 \| 861 \| 138 \| \| 付属編成 \| \| \| \| \| 37 \| 37 \| 41 \| \| 付属編成 \| \| \| \| \| 38 \| 38 \| 42 \| \| 153系 \| \| \| \| \| \| \| \| \| 編成番号 \| クハ153 \| サロ165 \| モハ152 \| モハ153 \| モハ152 \| モハ153 \| クハ153 \| \| 71 \| 34 \| 55 \| 5 \| 5 \| 4 \| 4 \| 57 \| \| 72 \| 56 \| 12 \| 8 \| 8 \| 14 \| 14 \| 55 \| \| 73 \| 4 \| 56 \| 9 \| 9 \| 6 \| 6 \| 551 \| \| 74 \| 60 \| 9 \| 154 \| 154 \| 122 \| 122 \| 541 \| \| 75 \| 54 \| 14 \| 151 \| 151 \| 141 \| 141 \| 53 \| \| 予備車 \| \| \| 7 \| 7 \| \| \| \| |                                              |         |         |           |         |         |           |
| 備考 - 165系 - 付属編成は編成番号付番無 増結時に153系も含め基本編成番号を付番する - 車両番号太字書体：1982年の定期運用全廃後も波動運用対応で幕張電車区に残留した車両 - 車両番号斜体：津田沼電車区以外からの転入車 - モハ164形0番台組込付属編成は1975年に新前橋電車区から転入 - クハ165-162：事故廃車クハ165-202代替で1971年に宮原電車区から転入 - 1975年新前橋電車区から転入→1978年までに転出編成は以下の2本 - クモハ165-53+モハ164-512+クハ165-46：1978年8月21日付 松本運転所へ転出 - クモハ165-54+モハ164-513+クハ165-85：1977年8月2日付 新潟運転所へ転出 - 153系 - モハ153+152形ユニットならびにクハ153形全車は1975年に以下の車両基地から転入 - 車両番号太字書体：田町電車区 - 車両番号斜体：下関運転所 - 車両番号標準書体：大垣電車区 - 153系編成に組成されるサロ165形は以下の車両基地から転入 - 車両番号太字書体：1975年に田町電車区から転入 - 車両番号斜体：1975年に下関運転所から転入 - 車両番号標準書体：1972年11月に新前橋電車区から転入 |                                              |         |         |           |         |         |           |
| 幕張電車区急行充当用編成（1979年） |                                              |         |         |           |         |         |           |
| | ← 新宿・両国館山・安房鴨川・銚子・鹿島神宮 → |         |         |           |         |         |           |
| 165系 |                                              |         |         |           |         |         |           |
| 編成番号 | クハ165                                      | サロ165 | モハ164 | クモハ165 | クハ165 | モハ164 | クモハ165 |
| 51 | 195                                          | 132     | 853     | 130       | 194     | 852     | 129       |
| 52 | 199                                          | 131     | 857     | 134       | 191     | 849     | 126       |
| 53 | 197                                          | 130     | 855     | 132       | 196     | 854     | 131       |
| 54 | 203                                          | 133     | 860     | 137       | 201     | 859     | 136       |
| 55 | 198                                          | 134     | 856     | 133       | 193     | 851     | 128       |
| 付属編成 |                                              |         |         |           | 200     | 858     | 135       |
| 付属編成 |                                              |         |         |           | 192     | 850     | 127       |
| 付属編成 |                                              |         |         |           | 162     | 861     | 138       |
| 付属編成 |                                              |         |         |           | 37      | 37      | 41        |
| 付属編成 |                                              |         |         |           | 38      | 38      | 42        |
| 153系 |                                              |         |         |           |         |         |           |
| 編成番号 | クハ153                                      | サロ165 | モハ152 | モハ153   | モハ152 | モハ153 | クハ153   |
| 71 | 34                                           | 55      | 5       | 5         | 4       | 4       | 57        |
| 72 | 56                                           | 12      | 8       | 8         | 14      | 14      | 55        |
| 73 | 4                                            | 56      | 9       | 9         | 6       | 6       | 551       |
| 74 | 60                                           | 9       | 154     | 154       | 122     | 122     | 541       |
| 75 | 54                                           | 14      | 151     | 151       | 141     | 141     | 53        |
| 予備車 |                                              |         | 7       | 7         |         |         |           |

1981年には185系に置換えとなった田町電車区から153系がモハ153・152-106・109・121・128 クハ153-531・534・536・547・550、165系が「ごてんば」充当用3両B編成x2本とサロ165-10・11・59・114が転入。引換にモハ153・152-4 - 9・14 クハ153-4・34・53・55 - 57ならびにサロ165-9・12・14・56が廃車となった。
1982年11月15日ダイヤ改正で総武・房総急行は全廃となり、同区間を運転する特急列車に格上げされた。
- ただし「水郷」は「すいごう」に愛称変更しての格上げ。
- 急行運行末期にはヘッドマーク一部撤去や車両転配からグリーン車を除外した普通車のみ6両での運転もあり、一方で新潟運転所から早期転入した183系1000番台が「鹿島」などに充当された。

ダイヤ改正後の幕張所属車は153系が全車廃車。165系は首都圏波動運用対応3両編成x4本計12両を残し新潟・新前橋・豊橋などに転出した。

### 東海道本線東京口・中京地区

#### 東海道本線東京口（田町電車区）
田町電車区の運用は、1963年3月25日から伊東 -  日光間で運転された不定期準急「湘南日光」に新前橋電車区所属車を充当したのが最初である。1963年10月1日ダイヤ改正で「湘南日光」も含めた東北本線黒磯以南ならびに日光線準急運用は田町電車区へ完全移管され3両編成x8本計24両が配置されたが、1966年10月1日付で車両・運用とも新前橋電車区へ再移管された。「湘南日光」は1970年10月1日ダイヤ改正で廃止された。
田町区にはこのほか1964年10月1日付で新前橋電車区→三鷹電車区に配置された波動輸送対応用4両編成x5本が転入した。また1966年から153系編成に組み込まれていたサロ153形・152形置換え用としてサロ165形非冷房車が新潟運転所・長野運転所・新前橋電車区・宮原電車区からの転入により配置された。
1966 - 1967年田町電車区転入サロ165形
- 新潟運転所からの転入車：1 - 4・9 - 13・18 - 20
- 長野運転所からの転入車：5 - 7
- 新前橋電車区からの転入車：8・14 - 17・21
- 宮原電車区からの転入車：27・28

本転配により湘南急行編成へ順次サロ165形組込が開始され1等車のリクライニングシート化が完了。1967年4月以降に冷房化改造を施工され、1968年度までに完了した。その後は1968年3月に1両を新製配置。1972年に宮原区から1両が転入。1975年には網干・下関からの転入車により湘南急行編成に組成されるサロ152形はサロ165形への置換えが完了した。1979年から1980年にかけては老朽車の置換えも実施され、最終的には延べ39両が配置された。
| \| 田町電車区所属サロ165形一覧 \| 田町電車区所属サロ165形一覧 \| 田町電車区所属サロ165形一覧 \| 田町電車区所属サロ165形一覧 \| 田町電車区所属サロ165形一覧 \| 田町電車区所属サロ165形一覧 \| 田町電車区所属サロ165形一覧 \| 田町電車区所属サロ165形一覧 \| \| 車番 \| 前配置 \| 転入 \| 転出 廃車 \| 車番 \| 前配置 \| 転入 \| 転出 廃車 \| \| --------------------------- \| --------------------------- \| --------------------------- \| --------------------------- \| --------------------------- \| --------------------------- \| --------------------------- \| --------------------------- \| \| 1 \| 新潟 \| 1967.05.07 \| 1981.07.28 廃車 \| 18 \| 新潟 \| 1966.12.14 \| 1981.11.19 廃車 \| \| 2 \| 新潟 \| 1967.05.07 \| 1982.02.19 新前橋 \| 19 \| 新潟 \| 1966.12.14 \| 1980.06.12 廃車 \| \| 3 \| 新潟 \| 1967.05.07 \| 1981.11.19 廃車 \| 20 \| 新潟 \| 1966.12.14 \| 1981.11.19 廃車 \| \| 4 \| 新潟 \| 1967.05.07 \| 1981.12.17 新前橋 \| 21 \| 新前橋 \| 1966.11.29 \| 1967.06.15 新前橋 \| \| 5 \| 長野 \| 1966.12.05 \| 1972.03.29 新前橋 \| 27 \| 宮原 \| 1967.07.10 \| 1981.11.11 新前橋 \| \| 6 \| 長野 \| 1966.12.06 \| 1981.06.30 新前橋 \| 28 \| 宮原 \| 1967.07.11 \| 1982.10.28 廃車 \| \| 7 \| 長野 \| 1966.12.06 \| 1981.03.28 廃車 \| 29 \| 新前橋 \| 1980.10.01 \| 1981.06.03 廃車 \| \| 8(1期) \| 新前橋 \| 1966.11.05 \| 1967.06.15 新前橋 \| 50 \| 新潟 \| 1979.11.01 \| 1980.11.28 廃車 \| \| 8(2期) \| 新前橋 \| 1980.12.01 \| 1981.05.23 新前橋 \| 54 \| 宮原 \| 1972.03.24 \| 1982.10.28 廃車 \| \| 9 \| 新潟 \| 1967.05.08 \| 1975.04.11 幕張 \| 59 \| 網干 \| 1975.04.24 \| 1981.05.19 幕張 \| \| 10 \| 新潟 \| 1967.05.08 \| 1981.10.06 幕張 \| 60 \| 下関 \| 1975.03.12 \| 1980.06.12 廃車 \| \| 11 \| 新潟 \| 1967.05.08 \| 1981.09.19 幕張 \| 61 \| 網干 \| 1975.04.24 \| 1982.03.09 新前橋 \| \| 12 \| 新潟 \| 1966.11.09 \| 1975.02.26 幕張 \| 62 \| 下関 \| 1975.03.12 \| 1981.11.19 廃車 \| \| 13 \| 新潟 \| 1966.11.09 \| 1981.09.12 廃車 \| 93 \| 宮原 \| 1980.10.01 \| 1981.10.16 廃車 \| \| 14 \| 新前橋 \| 1966.11.17 \| 1967.06.15 新前橋 \| 104 \| 網干 \| 1975.04.24 \| 1982.01.19 新前橋 \| \| 15(1期) \| 新前橋 \| 1966.11.17 \| 1967.06.15 新前橋 \| 113 \| 下関 \| 1975.03.12 \| 1980.06.12 廃車 \| \| 15(2期) \| 新前橋 \| 1980.10.01 \| 1981.05.24 新前橋 \| 114 \| 下関 \| 1975.03.17 \| 1982.10.01 新前橋 \| \| 16 \| 新前橋 \| 1966.11.29 \| 1967.06.15 新前橋 \| 115 \| 下関 \| 1975.03.17 \| 1981.06.03 廃車 \| \| 17 \| 新前橋 \| 1966.11.29 \| 1967.06.15 新前橋 \| 116 \| 下関 \| 1975.03.17 \| 1981.11.19 廃車 \| \| \| \| \| \| 129 \| 新製 \| 1968.03.06 \| 1981.06.30 新前橋 \| |        |            |                   |      |        |            |                   |
| 備考 - サロ165-1 - 21・27・28：非冷房車 - サロ165-29：冷房準備工事車 - その他の車両：新造冷房車 |        |            |                   |      |        |            |                   |
| 田町電車区所属サロ165形一覧 |        |            |                   |      |        |            |                   |
| 車番 | 前配置 | 転入       | 転出 廃車         | 車番 | 前配置 | 転入       | 転出 廃車         |
| 1 | 新潟   | 1967.05.07 | 1981.07.28 廃車   | 18   | 新潟   | 1966.12.14 | 1981.11.19 廃車   |
| 2 | 新潟   | 1967.05.07 | 1982.02.19 新前橋 | 19   | 新潟   | 1966.12.14 | 1980.06.12 廃車   |
| 3 | 新潟   | 1967.05.07 | 1981.11.19 廃車   | 20   | 新潟   | 1966.12.14 | 1981.11.19 廃車   |
| 4 | 新潟   | 1967.05.07 | 1981.12.17 新前橋 | 21   | 新前橋 | 1966.11.29 | 1967.06.15 新前橋 |
| 5 | 長野   | 1966.12.05 | 1972.03.29 新前橋 | 27   | 宮原   | 1967.07.10 | 1981.11.11 新前橋 |
| 6 | 長野   | 1966.12.06 | 1981.06.30 新前橋 | 28   | 宮原   | 1967.07.11 | 1982.10.28 廃車   |
| 7 | 長野   | 1966.12.06 | 1981.03.28 廃車   | 29   | 新前橋 | 1980.10.01 | 1981.06.03 廃車   |
| 8(1期) | 新前橋 | 1966.11.05 | 1967.06.15 新前橋 | 50   | 新潟   | 1979.11.01 | 1980.11.28 廃車   |
| 8(2期) | 新前橋 | 1980.12.01 | 1981.05.23 新前橋 | 54   | 宮原   | 1972.03.24 | 1982.10.28 廃車   |
| 9 | 新潟   | 1967.05.08 | 1975.04.11 幕張   | 59   | 網干   | 1975.04.24 | 1981.05.19 幕張   |
| 10 | 新潟   | 1967.05.08 | 1981.10.06 幕張   | 60   | 下関   | 1975.03.12 | 1980.06.12 廃車   |
| 11 | 新潟   | 1967.05.08 | 1981.09.19 幕張   | 61   | 網干   | 1975.04.24 | 1982.03.09 新前橋 |
| 12 | 新潟   | 1966.11.09 | 1975.02.26 幕張   | 62   | 下関   | 1975.03.12 | 1981.11.19 廃車   |
| 13 | 新潟   | 1966.11.09 | 1981.09.12 廃車   | 93   | 宮原   | 1980.10.01 | 1981.10.16 廃車   |
| 14 | 新前橋 | 1966.11.17 | 1967.06.15 新前橋 | 104  | 網干   | 1975.04.24 | 1982.01.19 新前橋 |
| 15(1期) | 新前橋 | 1966.11.17 | 1967.06.15 新前橋 | 113  | 下関   | 1975.03.12 | 1980.06.12 廃車   |
| 15(2期) | 新前橋 | 1980.10.01 | 1981.05.24 新前橋 | 114  | 下関   | 1975.03.17 | 1982.10.01 新前橋 |
| 16 | 新前橋 | 1966.11.29 | 1967.06.15 新前橋 | 115  | 下関   | 1975.03.17 | 1981.06.03 廃車   |
| 17 | 新前橋 | 1966.11.29 | 1967.06.15 新前橋 | 116  | 下関   | 1975.03.17 | 1981.11.19 廃車   |
| |        |            |                   | 129  | 新製   | 1968.03.06 | 1981.06.30 新前橋 |

田町電車区配置の165系のみで組成された東海道線系統定期列車への充当は、1968年4月27日に電化完成した御殿場線に直通する東京 - 御殿場間急行「ごてんば」定期2往復・季節1往復計3往復からである。当初は新前橋電車区所属3両編成x2本を田町電車区へ貸渡名義での運用となり、東京 - 国府津間は東海道線急行「東海」または湘南急行「あまぎ」「はつしま」と併結運転を実施。「東海」との併結で15両、湘南急行との併結では13両編成で運転された。
- 新前橋区所属車は碓氷峠運用の関係からクモハ165形が下り側となる逆向きであり、運転開始当初は併結する153系が冷房改造前で両渡り構造であったことから、充当編成を上野 - 東京間回送線[注 93]を経由して貸渡が可能であったが、冷房化改造後は片渡りとなり「ごてんば」編成は正規のクモハ165形上り側とする必要が発生した。このため品鶴線・大崎支線によるデルタ線で方向転換を実施もしくは田町区への回送は山手貨物線経由とする制約が課されたほか、併結列車のうち湘南急行は1968年10月1日ダイヤ改正に伴う愛称統一で「伊豆」に集約されたが、1971年2月1日からは併結列車が「東海」のみとなった。

1973年10月1日ダイヤ改正で「ごてんば」運用は田町電車区に正式移管となり、新前橋電車区と大垣電車区からモハ164形500番台組込3両編成が1本ずつ転入。編成記号Bが付与された。
| \| 田町電車区「ごてんば」専用B編成（1973年10月1日 - 1981年9月30日） \| 田町電車区「ごてんば」専用B編成（1973年10月1日 - 1981年9月30日） \| 田町電車区「ごてんば」専用B編成（1973年10月1日 - 1981年9月30日） \| 田町電車区「ごてんば」専用B編成（1973年10月1日 - 1981年9月30日） \| 田町電車区「ごてんば」専用B編成（1973年10月1日 - 1981年9月30日） \| 田町電車区「ごてんば」専用B編成（1973年10月1日 - 1981年9月30日） \| \| ---------------------------------------------------------------- \| ---------------------------------------------------------------- \| ---------------------------------------------------------------- \| ---------------------------------------------------------------- \| ---------------------------------------------------------------- \| ---------------------------------------------------------------- \| \| \| ← 御殿場東京 → \| \| \| \| \| \| 編成番号 \| クハ165 \| モハ164 \| クモハ165 \| 旧所属 \| 冷房化改造 \| \| B1 \| 65 \| 514 \| 55 \| 新前橋電車区 \| 1969年 大井工場 \| \| B2 \| 22 \| 508 \| 49 \| 大垣電車区 \| 1977年 大船工場 \| |                |         |           |              |                 |
| 備考 - B1編成は1966年 - 1968年に長野運転所配置 横軽対策施工車 - 1981年10月1日ダイヤ改正で両編成とも幕張電車区へ転出 |                |         |           |              |                 |
| 田町電車区「ごてんば」専用B編成（1973年10月1日 - 1981年9月30日） |                |         |           |              |                 |
| | ← 御殿場東京 → |         |           |              |                 |
| 編成番号 | クハ165        | モハ164 | クモハ165 | 旧所属       | 冷房化改造      |
| B1 | 65             | 514     | 55        | 新前橋電車区 | 1969年 大井工場 |
| B2 | 22             | 508     | 49        | 大垣電車区   | 1977年 大船工場 |

1974年に修学旅行列車の廃止に伴い下関運転所から転入車も含み167系4両編成x9本計36両を波動輸送用に転用。これに伴い1975年1月に165系波動輸送対応用非冷房4両編成x5本は全車神領区へ転出した。
1981年10月1日ダイヤ改正では以下の変更を実施。
- 湘南急行用153系を185系0番台への置換え完了。これに伴いサロ165形は一部が廃車となり、残りは新前橋電車区・幕張電車区へ転出。153系は検査期限の長い一部車両が幕張電車区へ転出したほかは全車廃車。
- 1980年10月1日ダイヤ改正で1往復減となった「ごてんば」は、167系唯一の定期運用となる4両編成に変更された[78][注 94]。このため東京 - 国府津間では16両編成となりホーム有効長の関係から、一部駅では最後部車両ドアカットを実施した

167系で残存した「ごてんば」も1985年3月14日ダイヤ改正で廃止され田町電車区の定期運用は終了した。「東海」は併結16両から単独12両編成での運転となった。

#### 中京地区（大垣電車区→静岡運転所・神領電車区）
東海道本線名古屋口では大垣電車区配置車による運用が主とされていたが、当初は153系主体で組成される編成へ1968年に宮原電車区から転入したサロ163-1 - 7を、1969年にサロ165-52・53を組込んだが、いずれもサロ112形へ改造種車となるサロ152形捻出が目的で、後にクハ165形も組込み「東海」と共通運用の東京 - 大垣間夜行普通列車に充当された。
- これとは別に1965年4月 - 7月に中央東線松本電化用に新製されたクモハ165-76+モハ164-823+クハ165-80が松本運転所配置前に浦和電車区→大垣電車区へ暫定配置された経歴がある。

1968年にクハ165形は冷房準備車となる156 - 182の計27両が大量新製配置されたが、このうち14両は配置後1年以内に宮原電車区もしくは向日町運転所へ早期転出した。また1968年2月 - 3月にサロ165-117 - 128が新製配置されたが、早期落成により暫定配置的扱いで同年10月1日ダイヤ改正により7両が新前橋電車区へ、5両が松本運転所へ転出した。
1972年3月15日ダイヤ改正で新潟・宮原・岡山・下関から電動車ユニットを含めた大量転入が行われ、上述した「東海」大垣夜行に加え以下の列車に充当された。
- 1971年に運転開始した中京快速用8両編成
- 身延線急行「富士川」
- 飯田線急行「伊那」

ただし165系限定で組成されるのは「伊那」用モハ165+モハ164形ユニット組込4両編成と汎用付属3両編成のみで、「富士川」用5両編成では冷房電源確保のためサハ153形200番台限定組成を行ったほか、中京快速編成には修学旅行運用が終了した155系・159系も混用されており非冷房車も多く存在した。また1973年以降は神領電車区と共管で中央西線中津川以南ならびに身延線運用も担当したことから、モハ164形0・500番台ではPS23A形パンタグラフへの換装も行われたほか、クハ164形が1972年に下関運転所から、1975年に神領電車区から、サハ164形が1978年に新潟運転所から転入した。
1980年10月1日ダイヤ改正では中京快速用4M4T8両モノクラスC編成と共通運用で宮原電車区から名古屋 - 大阪間「比叡」を移管したが、同時期から153・155・159各系列の老朽廃車が開始されており、1982年11月15日ダイヤ改正では急行運用が大幅削減となった松本運転所ならびに終了した神領電車区から165系が大量転入し、1983年3月までに置換えを完了。この結果「東海」と共通運用の東京 - 大垣間夜行普通列車用にはグリーン車2両組込6M6T12両編成のK編成が組成された。
しかし1983年7月5日で「伊那」が、1984年2月1日ダイヤ改正で「比叡」が廃止。サロ163形が全廃となったほか、1985年3月14日ダイヤ改正から岡多線ならびに関西本線名古屋 - 亀山間普通列車へ3両編成を充当した名古屋地区ローカル運用を担当。1986年11月1日ダイヤ改正では中京快速が117系に置換え完了で運用終了、「東海」は12両編成から1両減車の11両編成となり、「富士川」は静岡運転所に運用移管した。
- 第3次特定地方交通線に指定されていた岡多線での運用は、1988年1月31日に愛知環状鉄道愛環線への移管により終了。
- 静岡運転所には分割民営化後の1988年3月13日ダイヤ改正では車両配置基地集約化により豊橋運輸区飯田線ローカル運用充当車が豊橋常駐のまま転入した。

1989年3月11日ダイヤ改正で中央西線ならびに関西本線運用を神領電車区へ、「東海」ならびに東京 - 大垣間夜行普通列車運用を静岡運転所へ移管し、大垣区の配置が終了した。
JR東海承継車は、以下の独自改造が施工された。
- 床下機器をグレー化
- 各ゴム類を黒色化
- 座席へ枕カバー取り付け
- 窓下段部分固定化

本系列では国鉄時代に特別保全工事や前灯シールドビーム化ならびに前面強化が施工されていたが、継承後の同社では延命工事・アコモデーション改良などは一切行っていないことから、多くの車両が原型を保持していた。
また1990年3月に静岡運転所所属車は急行運用主体のため、全車に汚物処理装置搭載が必須となったことからモハ165形とユニットを組むモハ164形800番台初期車は神領電車区所属車と車両交換を含むユニット組換を行い一部が廃車となった。
| \| JR東海ユニット組換車一覧 \| JR東海ユニット組換車一覧 \| JR東海ユニット組換車一覧 \| JR東海ユニット組換車一覧 \| JR東海ユニット組換車一覧 \| \| 所属 \| 組換前 \| 組換後 \| 所属 \| 廃車日 \| \| ------------------------ \| ------------------------ \| ------------------------ \| ------------------------ \| ------------------------ \| \| 神領 \| クモハ165-86+モハ164-827 \| クモハ165-86+モハ164-830 \| 静岡 \| 1996.07.20 \| \| 静岡 \| モハ165-8+モハ164-830 \| モハ165-8+モハ164-827 \| 組換後廃車 \| 1990.11.12 \| \| 神領 \| クモハ165-46+モハ164-505 \| クモハ165+46+モハ164-832 \| 神領 \| 2001.01.29 \| \| 静岡 \| モハ165-10+モハ164-832 \| モハ165-10+モハ164-505 \| 組換後廃車 \| 1990.11.14 \| \| 神領 \| クモハ165-61+モハ164-809 \| クモハ165-61+モハ164-838 \| 神領 \| 1999.06.11 \| \| 静岡 \| モハ165-16+モハ164-838 \| モハ165-16+モハ164-809 \| 静岡 \| 1991.11.20 \| \| 静岡 \| クモハ165-36+モハ164-36 \| クモハ165-36+モハ164-839 \| 神領 \| 1996.09.20 \| \| 静岡 \| モハ165-17+モハ164-838 \| モハ165-17+モハ164-36 \| 組換後廃車 \| 1990.11.20 \| \| 静岡 \| クモハ165-7+モハ164-7 \| クモハ165-7+モハ164-512 \| 神領 \| 1991.12.04 \| \| 神領 \| クモハ165-53+モハ164-512 \| クモハ165-53+モハ164-834 \| 神領 \| 2000.05.24 \| \| 静岡 \| モハ165-12+モハ164-834 \| モハ165-12+モハ164-7 \| 組換後廃車 \| 1990.12.10 \| |                          |                          |            |            |
| 備考 - 車両番号太字書体：汚物処理装置搭載ユニット - 組換後廃車は組換前所属のまま廃車 |                          |                          |            |            |
| JR東海ユニット組換車一覧 |                          |                          |            |            |
| 所属 | 組換前                   | 組換後                   | 所属       | 廃車日     |
| 神領 | クモハ165-86+モハ164-827 | クモハ165-86+モハ164-830 | 静岡       | 1996.07.20 |
| 静岡 | モハ165-8+モハ164-830    | モハ165-8+モハ164-827    | 組換後廃車 | 1990.11.12 |
| 神領 | クモハ165-46+モハ164-505 | クモハ165+46+モハ164-832 | 神領       | 2001.01.29 |
| 静岡 | モハ165-10+モハ164-832   | モハ165-10+モハ164-505   | 組換後廃車 | 1990.11.14 |
| 神領 | クモハ165-61+モハ164-809 | クモハ165-61+モハ164-838 | 神領       | 1999.06.11 |
| 静岡 | モハ165-16+モハ164-838   | モハ165-16+モハ164-809   | 静岡       | 1991.11.20 |
| 静岡 | クモハ165-36+モハ164-36  | クモハ165-36+モハ164-839 | 神領       | 1996.09.20 |
| 静岡 | モハ165-17+モハ164-838   | モハ165-17+モハ164-36    | 組換後廃車 | 1990.11.20 |
| 静岡 | クモハ165-7+モハ164-7    | クモハ165-7+モハ164-512  | 神領       | 1991.12.04 |
| 神領 | クモハ165-53+モハ164-512 | クモハ165-53+モハ164-834 | 神領       | 2000.05.24 |
| 静岡 | モハ165-12+モハ164-834   | モハ165-12+モハ164-7     | 組換後廃車 | 1990.12.10 |

定期では東海道線系統の運用を持たない神領電車区では、1989年12月から多客期増発が開始された臨時大垣夜行に、JR東日本田町電車区所属167系と交互に充当された。
- 神領所属車は当初3両編成x2本の6両から後に3両編成x3本からクハ165形1両カットの8両で運転された[注 101]。これは167系4両編成x2本の田町車と極力両数を合わす意味も含まれていたが、トイレは田町車が各車または2両に1両の割合で設置されていたものの神領車は3両編成中クハ165形もしくはモハ164形の1か所のみであったことから[注 103]、同じ8両編成でもトイレは2ないし3ヶ所しかない状況となった[注 104]。

静岡運転所では改正後の7月に従来から配置されていた3両編成x1本をジョイフルトレイン「ゆうゆう東海」に改造して落成。「東海」2往復と共通運用で東京 - 大垣間夜行1往復ならびに入出所を兼ねた東京 - 静岡間普通列車昼行1往復へ充当される11両編成x3本は編成番号K1 - K3を付番した。1990年には先頭車貫通幌を従来の下り向きからから上り向き装備に変更。また8号車に組成されるクハ165形が原型前照灯車に、静岡方MM'ユニットとK2編成東京方モハ164形を最終増備車の81 - 84に集約した。
さらに1992年3月ダイヤ改正で「東海」1号 - 3号が8両編成に短縮されたことに伴いK編成は基本8両編成と付属3両編成に分割された。基本編成はK1 - K4編成の3編成24両、付属編成はK1-1 - K4-1編成の4編成12両となり以下の運用に充当された。
1992年3月ダイヤ改正以降のK編成運用
- 運用1：出区→静岡 - 東京366M
- 運用2：「東海」1号→「東海」2号→「東海」3号→「東海」4号→東京 - 大垣375M
- 運用3：大垣 - 米原普通1往復→大垣 - 東京372M→東京 - 静岡325M→入区

- 太字書体：基本編成+付属編成
- 標準書体：基本編成のみ
- 小書体：付属編成のみ

なお付属編成が基本編成に対して1本多い理由は、基本編成1号車 - 3号車・6号車 - 8号車の予備車も兼ねるためである。
| 大垣電車区→静岡運転所「東海」東京 - 大垣間夜行普通列車用K編成の推移 | 大垣電車区→静岡運転所「東海」東京 - 大垣間夜行普通列車用K編成の推移 | 大垣電車区→静岡運転所「東海」東京 - 大垣間夜行普通列車用K編成の推移 | 大垣電車区→静岡運転所「東海」東京 - 大垣間夜行普通列車用K編成の推移 | 大垣電車区→静岡運転所「東海」東京 - 大垣間夜行普通列車用K編成の推移 | 大垣電車区→静岡運転所「東海」東京 - 大垣間夜行普通列車用K編成の推移 | 大垣電車区→静岡運転所「東海」東京 - 大垣間夜行普通列車用K編成の推移 | 大垣電車区→静岡運転所「東海」東京 - 大垣間夜行普通列車用K編成の推移 | 大垣電車区→静岡運転所「東海」東京 - 大垣間夜行普通列車用K編成の推移 | 大垣電車区→静岡運転所「東海」東京 - 大垣間夜行普通列車用K編成の推移 | 大垣電車区→静岡運転所「東海」東京 - 大垣間夜行普通列車用K編成の推移 | 大垣電車区→静岡運転所「東海」東京 - 大垣間夜行普通列車用K編成の推移 |
| ------------------------------------------------------------------- | ------------------------------------------------------------------- | ------------------------------------------------------------------- | ------------------------------------------------------------------- | ------------------------------------------------------------------- | ------------------------------------------------------------------- | ------------------------------------------------------------------- | ------------------------------------------------------------------- | ------------------------------------------------------------------- | ------------------------------------------------------------------- | ------------------------------------------------------------------- | ------------------------------------------------------------------- |
| ← 大垣・静岡東京 →                                                  |                                                                     |                                                                     |                                                                     |                                                                     |                                                                     |                                                                     |                                                                     |                                                                     |                                                                     |                                                                     |                                                                     |
| 1983年3月 - 1986年10月の編成                                        |                                                                     |                                                                     |                                                                     |                                                                     |                                                                     |                                                                     |                                                                     |                                                                     |                                                                     |                                                                     |                                                                     |
| クハ 165                                                            | モハ 164                                                            | モハ 165                                                            | サロ 165                                                            | サロ 165                                                            | モハ 164                                                            | モハ 165                                                            | クハ 165                                                            | クハ 165                                                            | モハ 164                                                            | モハ 165                                                            | クハ 165                                                            |
| 1986年11月 - 1992年3月の編成                                        |                                                                     |                                                                     |                                                                     |                                                                     |                                                                     |                                                                     |                                                                     |                                                                     |                                                                     |                                                                     |                                                                     |
| クハ 165                                                            | モハ 164                                                            | モハ 165                                                            | サロ 165                                                            | サロ 165                                                            | モハ 164                                                            | モハ 165                                                            | クハ 165                                                            | モハ 164                                                            | モハ 165                                                            | クハ 165                                                            |                                                                     |
| 1992年3月 - 1996年3月の編成                                         |                                                                     |                                                                     |                                                                     |                                                                     |                                                                     |                                                                     |                                                                     |                                                                     |                                                                     |                                                                     |                                                                     |
| クハ 165                                                            | モハ 164                                                            | モハ 165                                                            | サロ 165                                                            | サロ 165                                                            | モハ 164                                                            | モハ 165                                                            | クハ 165                                                            | +                                                                   | クハ 165                                                            | モハ 164                                                            | クモハ 165                                                          |
| 基本編成                                                            | 基本編成                                                            | 基本編成                                                            | 基本編成                                                            | 基本編成                                                            | 基本編成                                                            | 基本編成                                                            | 基本編成                                                            | +                                                                   | 付属編成                                                            | 付属編成                                                            | 付属編成                                                            |

1996年3月16日ダイヤ改正で「東海」は特急に格上げ、東京 - 大垣間夜行普通列車は座席指定快速「ムーンライトながら」への格上げにより373系へ置換えられ、東海道本線での165系定期運用が終了した。「東海」格上げ直前となる3月1日 - 3月15日の運用では以下の変更を実施した。
- 前面にヘッドマークを掲出し、方向幕を「急行」表示に戻したほか、最終日に充当されたK3編成では先頭車のスカートを黒く塗り直し、グリーン車帯を復活させるなどできる限り国鉄時代の状態に戻した[130]。

さらにK1編成は5号車に組成されるサロ165-126を予備のユニット窓化車であるサロ165-108に、K3-1編成とK4-1編成のクハ165形を組換を実施し、3月15日の最終日は以下の運用が組まれた。
K3編成
- 「東海」1号 - 2号 - 3号 - 4号 - 東京→大垣375M

K2-1編成
- 「東海」4号 - 東京→大垣375M - 大垣→米原

本編成はヘッドマークおよびサボは特製品を取付。K2-1編成のローカル運用終了後は11両で西浜松へ回送された、後日一旦静岡運転所へ帰所。廃車準備後再び西浜松へ回送され解体された。
K1編成
- 静岡→東京366M  - 16日朝に身延線西富士宮留置線へ回送

K2編成+K1-1編成
大垣→東京372M - 東京→静岡323M - 身延線西富士宮留置線へ回送
この3編成のほかK3-1編成・F23編成・サロ165-126も廃車となり。後日西浜松へ回送され1996年5月末までに解体されモハ165形は形式消滅したが、残存したK4-1編成は神領へ転出しT13編成となり、老朽化した3両編成1本を置換えた。
グリーン車帯復活車サロ165-106は解体を逃れ、車籍を有したまま浜松工場で静態保存されていたが、2008年度末に廃車となり、JRグループの165系は全廃となった。同車は所属表記を国鉄時代の名カキに戻した上で「リニア・鉄道館」に移送されている。
また一般用車両全廃後もゆうゆう東海編成は引き続き配置されたが、1999年11月11日に運転された急行「静岡葵博号」をもって営業運転を終了した。同月15日に浜松工場へ回送され廃車となった。
| 静岡運転所K編成（運用終了直後） | 静岡運転所K編成（運用終了直後） | 静岡運転所K編成（運用終了直後） | 静岡運転所K編成（運用終了直後） | 静岡運転所K編成（運用終了直後） | 静岡運転所K編成（運用終了直後） | 静岡運転所K編成（運用終了直後） | 静岡運転所K編成（運用終了直後） | 静岡運転所K編成（運用終了直後） | 静岡運転所K編成（運用終了直後） | 静岡運転所K編成（運用終了直後） | 静岡運転所K編成（運用終了直後） | 静岡運転所K編成（運用終了直後） | 静岡運転所K編成（運用終了直後） |
| ------------------------------- | ------------------------------- | ------------------------------- | ------------------------------- | ------------------------------- | ------------------------------- | ------------------------------- | ------------------------------- | ------------------------------- | ------------------------------- | ------------------------------- | ------------------------------- | ------------------------------- | ------------------------------- |
|                                 | ← 大垣・静岡東京 →              |                                 |                                 |                                 |                                 |                                 |                                 |                                 |                                 |                                 |                                 |                                 |                                 |
|                                 | K編成（基本編成）               | K編成（基本編成）               | K編成（基本編成）               | K編成（基本編成）               | K編成（基本編成）               | K編成（基本編成）               | K編成（基本編成）               | K編成（基本編成）               |                                 | K-1編成（付属編成）             | K-1編成（付属編成）             | K-1編成（付属編成）             |                                 |
| 編成 番号                       | クハ 165                        | モハ 164                        | モハ 165                        | サロ 165                        | サロ 165                        | モハ 164                        | モハ 165                        | クハ 165                        | +                               | クハ 165                        | モハ 164                        | クモハ 165                      | 編成 番号                       |
| K1                              | 106                             | 84                              | 21                              | 132                             | 108                             | 831                             | 9                               | 135                             |                                 | 134                             | 807                             | 59                              | K1-1                            |
| K2                              | 110                             | 829                             | 7                               | 112                             | 125                             | 82                              | 19                              | 175                             |                                 | 126                             | 830                             | 86                              | K2-1                            |
| K3                              | 128                             | 83                              | 20                              | 107                             | 106                             | 836                             | 14                              | 177                             |                                 | 124                             | 68                              | 104                             | K3-1                            |
| 予備                            |                                 |                                 |                                 | 126                             |                                 |                                 |                                 |                                 |                                 | 182                             | 863                             | 140                             | K4-1                            |

### 山陽本線・京阪神地区

#### クモハ165形+モハ164形500番台による宮原電車区準急運用
宮原電車区（→宮原運転所→宮原総合運転所→現・網干総合車両所宮原支所）所属準急用153系10両編成が大阪・新大阪・京都 - 宇野間「鷲羽」ならびに大阪 - 三原間「びんご」の準急列車に充当されており、運用効率面から1961年3月1日ダイヤ改正以降運転開始された東海道本線系統の名古屋 - ・大阪神戸間「比叡」「伊吹」ならびに沼津 - 名古屋間「するが」と共通運用が組まれていたが、増結用としてクモハ165形+モハ164形500番台11組22両を新製配置し、1963年10月1日から運用を開始した。
- この時点で153系は製造終了しており予備車も少ないために165系増結ユニットを153系10両編成の下り方に増結する方法が取られた[125]。
- 「鷲羽」「びんご」の増結ユニット増解結は岡山で実施されたが[注 107]、増結ユニットは運用上の都合から本来の向きとは逆の東海道本線基準下り偶数向きになる下関方に連結された[注 108]。

| 宮原電車区165系増結ユニット込み153系準急編成 | 宮原電車区165系増結ユニット込み153系準急編成 | 宮原電車区165系増結ユニット込み153系準急編成 | 宮原電車区165系増結ユニット込み153系準急編成 | 宮原電車区165系増結ユニット込み153系準急編成 | 宮原電車区165系増結ユニット込み153系準急編成 | 宮原電車区165系増結ユニット込み153系準急編成 | 宮原電車区165系増結ユニット込み153系準急編成 | 宮原電車区165系増結ユニット込み153系準急編成 | 宮原電車区165系増結ユニット込み153系準急編成 | 宮原電車区165系増結ユニット込み153系準急編成 | 宮原電車区165系増結ユニット込み153系準急編成 | 宮原電車区165系増結ユニット込み153系準急編成 |
| -------------------------------------------- | -------------------------------------------- | -------------------------------------------- | -------------------------------------------- | -------------------------------------------- | -------------------------------------------- | -------------------------------------------- | -------------------------------------------- | -------------------------------------------- | -------------------------------------------- | -------------------------------------------- | -------------------------------------------- | -------------------------------------------- |
| ← 三原・宇野・大阪名古屋・沼津 →             |                                              |                                              |                                              |                                              |                                              |                                              |                                              |                                              |                                              |                                              |                                              |                                              |
| クモハ 165                                   | モハ 164 -500                                | +                                            | クハ 153                                     | モハ 152                                     | モハ 153                                     | サロ 153                                     | サハ 153                                     | サハ 153                                     | サハ 153                                     | モハ 152                                     | モハ 153                                     | クハ 153                                     |

増結ユニットの車号は当初「増1・増2」とし153系編成から1号車とされたが、1964年10月1日ダイヤ改正からは、増結ユニットから1号車とする変更ならびに神戸・大阪 - 名古屋間「伊吹」は廃止された。東海道新幹線への乗客転移で153系の運用に余裕ができたこと。また宇野線の変電所容量増強工事が完了し電動車ユニットの制約が解除されたことから1965年10月1日ダイヤ改正では宮原区準急編成は原則153系6M6Tによる12両での組成に変更され、同区のクモハ165形+モハ164形500番台ユニットは全車下関運転所に転出した。

#### 下関運転所での運用
下関運転所（現・下関総合車両所）には1965年10月1日ダイヤ改正でクモハ165形+モハ164形ユニット1組とクハ165形4両の新製車6両。宮原電車区よりクモハ165形+モハ164形500番台ユニット11組22両ならびに153系からサロ153形6両とクハ153形0番台8両の転入車36両で計42両を配置。普通車3両編成x2本の中間にサロ153形を挟み込みんだ7両編成x6本を組成し、80系電車と準急用気動車を置換え以下の列車に充当された。
- 岡山 - 下関間急行「みずしま」1往復
- 岡山 - 広島間準急「とも」3往復
- 広島 - 下関間準急「やしろ」2往復
- 広島 - 小郡（現在：新山口）間準急「周防」1往復

同所での運用は山陽本線岡山以西に限定した上で瀬野 - 八本松間（通称：瀬野八）に介在する最大勾配22.6 ‰区間対応のため電動車ユニットは逆向きとした165系で統一されたが、抑速ブレーキ使用の融通性向上を目的にクハ153形8両は1966年2月 - 3月にクハ164形へ幡生工場で改造された。またサロ153形はサロ110形へ改造されることになり6月 - 7月にリクライニングシートを装備するサロ152形へ、さらに1972年以降はサロ165形へ置換えられた。
| \| 1965年10月1日ダイヤ改正 下関運転所急行・準急編成 \| 1965年10月1日ダイヤ改正 下関運転所急行・準急編成 \| 1965年10月1日ダイヤ改正 下関運転所急行・準急編成 \| 1965年10月1日ダイヤ改正 下関運転所急行・準急編成 \| 1965年10月1日ダイヤ改正 下関運転所急行・準急編成 \| 1965年10月1日ダイヤ改正 下関運転所急行・準急編成 \| 1965年10月1日ダイヤ改正 下関運転所急行・準急編成 \| \| ------------------------------------------------ \| ------------------------------------------------ \| ------------------------------------------------ \| ------------------------------------------------ \| ------------------------------------------------ \| ------------------------------------------------ \| ------------------------------------------------ \| \| ← 下関岡山 → \| \| \| \| \| \| \| \| クモハ165 \| モハ164 \| クハ 153/165 \| サロ153 \| クモハ165 \| モハ164 \| クハ 153/165 \| |         |              |         |           |         |              |
| 備考 - 以下の車両で組成：太字書体は新造車 - クモハ165：42 - 52・104 - モハ164：501 - 511・68 - クハ165：109 - 112 - クハ153：1・2・17 - 20・25・26→1966年2月 - 3月にクハ164-1 - 8へ改造 - サロ153：1・8・10・12・16・21→1966年6月 - 7月にサロ152-14・20 - 22・24・26へ置換え |         |              |         |           |         |              |
| 1965年10月1日ダイヤ改正 下関運転所急行・準急編成 |         |              |         |           |         |              |
| ← 下関岡山 → |         |              |         |           |         |              |
| クモハ165 | モハ164 | クハ 153/165 | サロ153 | クモハ165 | モハ164 | クハ 153/165 |

また1966年3月の料金制度改定により走行距離100km以上の準急列車は急行列車に格上げされたほか、1968年10月1日ダイヤ改正では同一方向列車の愛称統一実施により以下の変更を実施。
- 「みずしま」は岡山 - 広島・下関とした上でで「山陽」に改称[101]。
- 「とも」は新大阪・大阪 - 三原に区間変更し宮原電車区へ運用移管。
- 小郡発着の「周防」は廃止[132]。

呉線電化に伴う1970年10月1日ダイヤ改正では、岡山 - 広島間呉線経由急行「吉備」をキハ58系から置換え「山陽」に統合。同改正増発用に本系列最終増備車となるクモハ165-139+モハ164-862+サハ165-11+クハ165-204が新製配置された。
本系列配置は1972年3月15日ダイヤ改正で宮原電車区のサハシ153形・サロ165形組込10両編成とトレードされる形で165系は他車両基地へ転出となった。
- 下関配置車とは別にクモハ165-68+モハ164-815ユニットが1965年1月15日 - 5月12日の間に定期運用を持たない広島運転所へ配置された[注 109]。

#### 宮原電車区での運用
宮原区には上述したクモハ165形+モハ164形500番台ユニット11組、1965年に新製配置された波動輸送対応用4両編成x8本計32両に組成されるモハ165形+モハ164形800番台ユニット8組、1969年に新製配置されたモハ165形+モハ164形0番台ユニット5組10両とサハ165-1 - 10、1971年11月 - 12月にかけて下関運転所から転入したクモハ165形+モハ164形ユニット4組を除くとすべてクハ165もしくは164形とサロ165形のみで、当初は153系急行編成に組成されるサロ152形をサロ165形へ置換えならびにクハ153形を補完する目的でクハ165形が新製もしくは転入による配置とされ、定期列車への充当は165系単独・主体の編成ではなく153系の補完的な意味合いで編成組成とされた。
- サロ165-52 - 62は1964年12月に新製配置されたサロ163-1 - 7を含み当初は「なにわ」「いこま」等の急行編成1等車冷房化用として配置。捻出されたサロ152形は同区の準急編成ならびに大垣区へ転出し準急「東海」用サロ153形置換えに転用。さらに1966年 - 1967年に16両が新製配置され、捻出されたサロ152形はサロ112形改造種車に、サロ163形は大垣区へ転出し、「鷲羽」用12両編成に組成されていたサロ153形がサロ165形へ置換えられた。
- 充当列車ならびに編成組成は国鉄153系電車#東海道新幹線開通後を参照のこと。

| \| 宮原電車区所属クハ165・164形・サロ165形一覧 \| 宮原電車区所属クハ165・164形・サロ165形一覧 \| 宮原電車区所属クハ165・164形・サロ165形一覧 \| 宮原電車区所属クハ165・164形・サロ165形一覧 \| 宮原電車区所属クハ165・164形・サロ165形一覧 \| 宮原電車区所属クハ165・164形・サロ165形一覧 \| 宮原電車区所属クハ165・164形・サロ165形一覧 \| 宮原電車区所属クハ165・164形・サロ165形一覧 \| \| クハ165 \| 前配置 \| 配置日 \| 転出 廃車 \| クハ164 \| 前配置 \| 配置日 \| 転出 廃車 \| \| ------------------------------------------- \| ------------------------------------------- \| ------------------------------------------- \| ------------------------------------------- \| ------------------------------------------- \| ------------------------------------------- \| ------------------------------------------- \| ------------------------------------------- \| \| 51 \| 大垣 \| 1974.12.20 \| 1997.04.08 廃車 \| 1 \| 大垣 \| 1974.12.13 \| 1980.09.19 廃車 \| \| 109 \| 下関 \| 1971.11.18 \| 1973.05.15 神領 \| 2 \| 大垣 \| 1975.01.11 \| 1980.03.12 廃車 \| \| 110 \| 下関 \| 1971.11.18 \| 1973.05.15 神領 \| 3 \| 大垣 \| 1974.12.13 \| 1980.08.02 廃車 \| \| 111 \| 下関 \| 1971.12.02 \| 1973.05.15 神領 \| 4 \| 大垣 \| 1974.12.20 \| 1979.11.29 廃車 \| \| 112 \| 下関 \| 1971.12.02 \| 1975.01.23 神領 \| 5 \| 下関 \| 1971.12.02 \| 1973.06.13 神領 \| \| 113 \| 新製 \| 1965.05.20 \| 1972.01.30 大垣 \| 6 \| 下関 \| 1971.12.02 \| 1973.05.15 神領 \| \| 114 \| 新製 \| 1965.05.20 \| 1972.01.30 大垣 \| 7 \| 下関 \| 1971.11.18 \| 1973.05.15 神領 \| \| 115 \| 新製 \| 1965.05.20 \| 1972.01.19 大垣 \| 8 \| 下関 \| 1971.11.18 \| 1973.05.11 神領 \| \| 116 \| 新製 \| 1965.05.20 \| 1972.01.19 大垣 \| \| \| \| \| \| 117 \| 新製 \| 1965.09.09 \| 1972.01.31 大垣 \| \| \| \| \| \| 118 \| 新製 \| 1965.09.09 \| 1973.10.03 神領 \| \| \| \| \| \| 119 \| 新製 \| 1965.05.28 \| 1972.02.15 大垣 \| サロ165 \| 前配置 \| 配置日 \| 転出 廃車 \| \| 120 \| 新製 \| 1965.05.28 \| 1972.02.15 大垣 \| 27 \| 松本 \| 1966.07.10 \| 1967.04.24 田町 \| \| 121 \| 新製 \| 1965.05.28 \| 1972.02.15 大垣 \| 28 \| 松本 \| 1966.07.11 \| 1967.04.24 田町 \| \| 122 \| 新製 \| 1965.05.28 \| 1972.02.15 大垣 \| 52 \| 新製 \| 1965.04.30 \| 1969.07.10 大垣 \| \| 123 \| 新製 \| 1965.06.08 \| 1972.01.31 大垣 \| 53 \| 新製 \| 1965.04.30 \| 1969.07.10 大垣 \| \| 124 \| 新製 \| 1965.06.08 \| 1972.01.31 大垣 \| 54 \| 新製 \| 1965.04.30 \| 1972.03.24 田町 \| \| 125 \| 新製 \| 1965.06.08 \| 1972.01.19 大垣 \| 55 \| 新製 \| 1965.04.30 \| 1972.02.21 下関 \| \| 126 \| 新製 \| 1965.06.08 \| 1972.01.19 大垣 \| 56 \| 新製 \| 1965.05.28 \| 1968.10.01 向日町 \| \| 127 \| 新製 \| 1965.08.30 \| 1972.01.30 大垣 \| 57 \| 新製 \| 1965.05.28 \| 1968.10.01 向日町 \| \| 128 \| 新製 \| 1965.08.30 \| 1975.01.11 大垣 \| 58 \| 新製 \| 1965.05.28 \| 1972.02.20 下関 \| \| 156 \| 向日町 \| 1972.02.24 \| 1975.01.23 神領 \| 59 \| 新製 \| 1965.05.17 \| 1972.04.04 岡山 \| \| 157 \| 向日町 \| 1972.02.20 \| 1980.02.01 大垣 \| 60 \| 新製 \| 1965.05.17 \| 1972.02.20 下関 \| \| 158 \| 大垣 \| 1969.07.10 \| 1997.04.24 廃車 \| 61 \| 新製 \| 1965.05.20 \| 1972.04.04 岡山 \| \| 159 \| 向日町 \| 1971.12.23 \| 1980.06.27 大垣 \| 62 \| 新製 \| 1965.05.20 \| 1968.10.01 向日町 \| \| 160 \| 大垣 \| 1969.06.12 \| 1980.02.01 松本 \| 63 \| 新製 \| 1966.02.24 \| 1972.03.24 田町 \| \| 161 \| 向日町 \| 1972.02.21 \| 1975.01.23 神領 \| 66 \| 新製 \| 1966.06.22 \| 1981.01.23 廃車 \| \| 162 \| 大垣 \| 1969.05.14 \| 1971.05.09 津田沼 \| 67 \| 新製 \| 1966.06.22 \| 1981.01.23 廃車 \| \| 163 \| 大垣 \| 1969.05.23 \| 1980.04.16 大垣 \| 68 \| 新製 \| 1966.06.22 \| 1981.01.23 廃車 \| \| 164 \| 大垣 \| 1969.06.04 \| 1997.07.20 廃車 \| 69 \| 新製 \| 1966.06.22 \| 1981.01.23 廃車 \| \| 165 \| 大垣 \| 1969.05.14 \| 1980.07.15 大垣 \| 93 \| 新製 \| 1966.12.10 \| 1980.10.01 田町 \| \| 166 \| 大垣 \| 1969.05.23 \| 1972.02.01 新潟 \| 104 \| 新製 \| 1967.04.28 \| 1973.10.01 網干 \| \| 167 \| 大垣 \| 1969.06.04 \| 1980.07.15 大垣 \| 105 \| 新製 \| 1967.04.28 \| 1973.05.13 神領 \| \| 168 \| 大垣 \| 1969.05.29 \| 2001.12.21 廃車 \| 106 \| 新製 \| 1967.06.05 \| 1973.06.13 神領 \| \| 169 \| 大垣 \| 1969.06.04 \| 1980.07.15 大垣 \| 107 \| 新製 \| 1967.04.10 \| 1973.06.13 神領 \| \| 170 \| 大垣 \| 1969.06.12 \| 1972.02.16 新潟 \| 108 \| 新製 \| 1967.04.10 \| 1973.05.11 神領 \| \| 183 \| 新製 \| 1968.09.18 \| 1980.02.19 大垣 \| 109 \| 新製 \| 1967.04.10 \| 1972.03.30 新潟 \| \| 184 \| 新製 \| 1968.09.18 \| 1998.03.31 廃車 \| 110 \| 新製 \| 1967.04.10 \| 1972.03.30 新潟 \| \| 185 \| 新製 \| 1968.09.18 \| 1974.12.18 大垣 \| 111 \| 新製 \| 1967.04.18 \| 1972.03.30 新潟 \| \| 186 \| 新製 \| 1968.09.18 \| 1974.12.18 大垣 \| 112 \| 新製 \| 1967.04.18 \| 1973.05.11 神領 \| \| 187 \| 新製 \| 1968.09.18 \| 2001.12.10 廃車 \| 113 \| 新製 \| 1967.04.18 \| 1972.02.22 下関 \| |        |            |                   |         |        |            |                   |
| 備考 - 車両番号太字書体：冷房車 - クハ165形・164形：宮原区配置以前もしくは配置中に冷房改造施工 - サロ165形：新造冷房車 - クハ165-113 - 128：1966.10.01 - 1968.10.01は向日町運転所へ一時的転属 - サロ165-106・107：1968.10.01 - 1972.02.24は向日町運転所へ一時的転属 - 電動車ユニットの推移は#回送運転台付き電動車（モハ164形500番台）ならびに#宮原運転所・向日町運転所を参照のこと |        |            |                   |         |        |            |                   |
| 宮原電車区所属クハ165・164形・サロ165形一覧 |        |            |                   |         |        |            |                   |
| クハ165 | 前配置 | 配置日     | 転出 廃車         | クハ164 | 前配置 | 配置日     | 転出 廃車         |
| 51 | 大垣   | 1974.12.20 | 1997.04.08 廃車   | 1       | 大垣   | 1974.12.13 | 1980.09.19 廃車   |
| 109 | 下関   | 1971.11.18 | 1973.05.15 神領   | 2       | 大垣   | 1975.01.11 | 1980.03.12 廃車   |
| 110 | 下関   | 1971.11.18 | 1973.05.15 神領   | 3       | 大垣   | 1974.12.13 | 1980.08.02 廃車   |
| 111 | 下関   | 1971.12.02 | 1973.05.15 神領   | 4       | 大垣   | 1974.12.20 | 1979.11.29 廃車   |
| 112 | 下関   | 1971.12.02 | 1975.01.23 神領   | 5       | 下関   | 1971.12.02 | 1973.06.13 神領   |
| 113 | 新製   | 1965.05.20 | 1972.01.30 大垣   | 6       | 下関   | 1971.12.02 | 1973.05.15 神領   |
| 114 | 新製   | 1965.05.20 | 1972.01.30 大垣   | 7       | 下関   | 1971.11.18 | 1973.05.15 神領   |
| 115 | 新製   | 1965.05.20 | 1972.01.19 大垣   | 8       | 下関   | 1971.11.18 | 1973.05.11 神領   |
| 116 | 新製   | 1965.05.20 | 1972.01.19 大垣   |         |        |            |                   |
| 117 | 新製   | 1965.09.09 | 1972.01.31 大垣   |         |        |            |                   |
| 118 | 新製   | 1965.09.09 | 1973.10.03 神領   |         |        |            |                   |
| 119 | 新製   | 1965.05.28 | 1972.02.15 大垣   | サロ165 | 前配置 | 配置日     | 転出 廃車         |
| 120 | 新製   | 1965.05.28 | 1972.02.15 大垣   | 27      | 松本   | 1966.07.10 | 1967.04.24 田町   |
| 121 | 新製   | 1965.05.28 | 1972.02.15 大垣   | 28      | 松本   | 1966.07.11 | 1967.04.24 田町   |
| 122 | 新製   | 1965.05.28 | 1972.02.15 大垣   | 52      | 新製   | 1965.04.30 | 1969.07.10 大垣   |
| 123 | 新製   | 1965.06.08 | 1972.01.31 大垣   | 53      | 新製   | 1965.04.30 | 1969.07.10 大垣   |
| 124 | 新製   | 1965.06.08 | 1972.01.31 大垣   | 54      | 新製   | 1965.04.30 | 1972.03.24 田町   |
| 125 | 新製   | 1965.06.08 | 1972.01.19 大垣   | 55      | 新製   | 1965.04.30 | 1972.02.21 下関   |
| 126 | 新製   | 1965.06.08 | 1972.01.19 大垣   | 56      | 新製   | 1965.05.28 | 1968.10.01 向日町 |
| 127 | 新製   | 1965.08.30 | 1972.01.30 大垣   | 57      | 新製   | 1965.05.28 | 1968.10.01 向日町 |
| 128 | 新製   | 1965.08.30 | 1975.01.11 大垣   | 58      | 新製   | 1965.05.28 | 1972.02.20 下関   |
| 156 | 向日町 | 1972.02.24 | 1975.01.23 神領   | 59      | 新製   | 1965.05.17 | 1972.04.04 岡山   |
| 157 | 向日町 | 1972.02.20 | 1980.02.01 大垣   | 60      | 新製   | 1965.05.17 | 1972.02.20 下関   |
| 158 | 大垣   | 1969.07.10 | 1997.04.24 廃車   | 61      | 新製   | 1965.05.20 | 1972.04.04 岡山   |
| 159 | 向日町 | 1971.12.23 | 1980.06.27 大垣   | 62      | 新製   | 1965.05.20 | 1968.10.01 向日町 |
| 160 | 大垣   | 1969.06.12 | 1980.02.01 松本   | 63      | 新製   | 1966.02.24 | 1972.03.24 田町   |
| 161 | 向日町 | 1972.02.21 | 1975.01.23 神領   | 66      | 新製   | 1966.06.22 | 1981.01.23 廃車   |
| 162 | 大垣   | 1969.05.14 | 1971.05.09 津田沼 | 67      | 新製   | 1966.06.22 | 1981.01.23 廃車   |
| 163 | 大垣   | 1969.05.23 | 1980.04.16 大垣   | 68      | 新製   | 1966.06.22 | 1981.01.23 廃車   |
| 164 | 大垣   | 1969.06.04 | 1997.07.20 廃車   | 69      | 新製   | 1966.06.22 | 1981.01.23 廃車   |
| 165 | 大垣   | 1969.05.14 | 1980.07.15 大垣   | 93      | 新製   | 1966.12.10 | 1980.10.01 田町   |
| 166 | 大垣   | 1969.05.23 | 1972.02.01 新潟   | 104     | 新製   | 1967.04.28 | 1973.10.01 網干   |
| 167 | 大垣   | 1969.06.04 | 1980.07.15 大垣   | 105     | 新製   | 1967.04.28 | 1973.05.13 神領   |
| 168 | 大垣   | 1969.05.29 | 2001.12.21 廃車   | 106     | 新製   | 1967.06.05 | 1973.06.13 神領   |
| 169 | 大垣   | 1969.06.04 | 1980.07.15 大垣   | 107     | 新製   | 1967.04.10 | 1973.06.13 神領   |
| 170 | 大垣   | 1969.06.12 | 1972.02.16 新潟   | 108     | 新製   | 1967.04.10 | 1973.05.11 神領   |
| 183 | 新製   | 1968.09.18 | 1980.02.19 大垣   | 109     | 新製   | 1967.04.10 | 1972.03.30 新潟   |
| 184 | 新製   | 1968.09.18 | 1998.03.31 廃車   | 110     | 新製   | 1967.04.10 | 1972.03.30 新潟   |
| 185 | 新製   | 1968.09.18 | 1974.12.18 大垣   | 111     | 新製   | 1967.04.18 | 1972.03.30 新潟   |
| 186 | 新製   | 1968.09.18 | 1974.12.18 大垣   | 112     | 新製   | 1967.04.18 | 1973.05.11 神領   |
| 187 | 新製   | 1968.09.18 | 2001.12.10 廃車   | 113     | 新製   | 1967.04.18 | 1972.02.22 下関   |

1968年10月1日ダイヤ改正では、新大阪・大阪 - 三原間の「びんご」を「とも」に愛称変更。また運用が車両転属を伴う向日町運転所（→京都総合運転所→現・吹田総合車両所京都支所）との分担共管を実施。1969年にはモハ165+モハ164形ユニット4組8両とサハ165-1 - 10の18両を宮原電車区に新製配置。赤穂線全線電化に伴う1969年10月1日ダイヤ改正より「とも」「鷲羽」増発用として153系との混結で充当された。
- 同改正では「とも」下り2号・上り4号と「鷲羽」下り9号・上り2号が赤穂線経由での運転に変更された[102]。

さらに1970年10月1日ダイヤ改正では呉線電化に伴い「とも」1往復を呉まで延長し「安芸」に改称した。

#### 山陽新幹線開業による変更
山陽新幹線岡山暫定開業による1972年3月15日ダイヤ改正では、岡山以東の昼行急行は原則全廃となった。本系列の山陽急行は岡山 - 広島・下関間での運転となり、山陽本線経由を「山陽」、呉線経由を「安芸」に統合。「とも」「やしろ」は廃止。「鷲羽」は山陽新幹線岡山接続が不可かつ京阪神地区 - 四国間に対応する宇高連絡船深夜早朝便連絡列車として夜行1往復のみ残存した。
- 運用は宮原電車区と向日町運転所からクハ165形を含む153系120両を下関運転所に転属移管。サロ165形・サハシ153形組込の6M4T10両編成[注 110]は「山陽」「安芸」以外にも快速・普通も含むローカル列車への充当された[75]。
- 玉突きでそれまで下関に配置されていた165系はサロ165形8両を除いて新潟運転所・大垣電車区・宮原電車区・岡山電車区へ転出し、大垣転出車は飯田線急行「伊那」や身延線急行「富士川」ならびに名古屋地区快速列車などに転用された[75]。
- 向日町運転所の運用分担は全廃。また宮原配置車のうち「鷲羽」「比叡」に充当される153系編成は共通の8両基本+「鷲羽」増結用4両付属の12両に変更。本系列は従来から配置されていたクハ165形・サロ165形・モハ165形+モハ164形ユニットと下関運転所から転入したクハ164形を含む波動運用対応用4両編成x4本のほか、新たに京阪神地区新快速用に塗装を灰色9号に青22号の帯を巻いたブルーライナー色とした専用6両編成x20本が組成された[注 111]。

- 新快速編成に必要な制御車40両のうち30両はクハ153形0番台・500番台とされたが、残りの10両はクハ165-159・160・163 - 165・167 - 169・183・184が充当された。

- サハ165形は宮原・下関配置車共に全車新潟運転所へ、1965年製造の宮原区波動運用対応4両編成x8本は大垣電車区へ転出した。

1973年には中央西線全線電化用として1971年に下関運転所から転入した車両のうち15両とモハ165+モハ164形ユニット2組4両ならびにサロ165-105 - 108・112の計24両が神領電車区へ転出した。
山陽新幹線博多開業に伴う1975年3月10日ダイヤ改正により山陽本線の昼行特急・急行は全廃となった。167系が本来の修学旅行用から波動用に転用され、下関運転所から宮原電車区に転出。宮原区では不足するクハ167形補完と新快速用などにクハ165形、「鷲羽」「比叡」用153系編成に組成されるサロ165形が引き続き配置となったほかは関東・中部地区へ転出した。
1980年10月1日ダイヤ改正では117系への完全置換えにより、153系・165系京阪神地区新快速運用を終了した。ブルーライナー塗装のクハ165形は順次湘南色に復元されることになり、2両がクハ164形非冷房車置換えに転用されたほか、8両が転出。また1961年から宮原電車区が担当していた急行運用のうち「鷲羽」は廃止。「比叡」は大垣電車区へ移管し定期運用を終了。中京快速用モノクラス8両C編成での運転となり1982年11月15日ダイヤ改正で完全165系化されたが、1984年2月1日ダイヤ改正で廃止され京阪神地区での定期運用すべてが終了した。

### 紀勢本線
1986年11月1日に実施された国鉄最後のダイヤ改正で、中央東線昼行急行全廃となった松本運転所から余剰となった3両編成x11本計33両が紀勢本線に残る客車列車置換え用として日根野電車区（現・吹田総合車両所日根野支所）に転入。編成番号はMcM'ユニットの車両番号が若い順にF301 - F311が付番された。
- 分割民営化直前の配置であり、分社化後のJR西日本で165系・167系が配置されるのは当区以外で宮原電車区のみで初期配置された車両以外に他車両基地との転配経歴はない。
- 本転配により113系24両が捻出され福知山線宝塚 - 福知山間電化用などに転用された[134]。

車両面の特徴としてモハ164形は全車とも低屋根の800番台であり、先頭車前灯はクハ165-45が唯一の原型白熱灯で、それ以外は松本運転所時代にシールドビーム化改造を施工済である。また本区独自の改造として#紀勢スイッチの設置工事がある。
定期運用は紀勢本線和歌山 - 新宮間を中心に紀伊田辺以南ほぼすべての普通列車のほか、阪和線経由天王寺発新宮行夜行に充当された。編成は3両が基本で、新宮行夜行列車では途中の紀伊田辺まで2編成併結6両で運転された。
- 新宮行夜行列車は客車列車時代の寝台車付き普通列車「南紀→はやたま」からの流れを汲むもので釣り客に多く利用されたことから太公望列車と通称された[82]。客車時代末期は寝台車連結や列車愛称が無くなり、天王寺 - 新宮間1往復で運転されていたが、天王寺行は利用客が少ないため165系化と同時に新宮行のみの片道運転となった[82]。

一方で優等列車への充当は定期列車が存在せず1995年夏期まで紀勢本線多客期臨時急行列車のみとされたが、従来は宮原運転所所属波動輸送運用対応165系・167系4両編成x2本が充当された臨時急行「ちくま81・82号」「くろよん」へ1997年のゴールデンウィーク以降2000年まで本区所属車での運用に変更された。
- また同年6月21日には父の日にちなんで阪和線で運転された臨時列車「お父さん感謝大漁号」は、165系3両編成を103系3両編成の中間に挟んだクモハ103+モハ102-クモハ165+モハ164+クハ165-クハ103の6両編成[135]により天王寺 - 和歌山 - 和歌山市間で運転された[136][94]。

1990年3月10日ダイヤ改正で新宮行夜行列車の始発駅を天王寺から新大阪に変更。経由線区となる大阪環状線は保安装置がATS-Pであることから、F306 - F311編成にATS-P搭載改造を施工。以後の大阪環状線へ乗入る列車にはATS-P搭載車限定運用となった。
1999年10月2日ダイヤ改正では運用縮小。紀伊田辺以南運用を105系に置換えATS-P未搭載のF301 - F305編成5本が廃車、新宮行夜行定期運転区間も紀伊田辺までに短縮。金・土・祝前日のみ臨時列車扱いで新宮まで延長運転とされたが、これも2000年10月1日ダイヤ改正で終了。ATS-P搭載編成からもF308・F311の2本が廃車となり、残存車は3両編成x4本計12両で編成番号をF301 - F304に再付番した。
2002年3月22日で新大阪発紀伊田辺行は221系へ、その他の運用も117系電車などに置換えられ定期運用を終了した。定期運用終了後は同月24日に白浜→天王寺・和歌山 - 新宮で臨時快速「ありがとう165系号」を運転。さらに同月30日には山陽新幹線新大阪 - 岡山間開業30周年記念として新大阪 - 宇野間「鷲羽」リバイバル運転で全運用が終了。同年10月までに全車廃車となった。
| \| 日根野電車区F編成一覧（1997年4月1日基準[110]） \| 日根野電車区F編成一覧（1997年4月1日基準[110]） \| 日根野電車区F編成一覧（1997年4月1日基準[110]） \| 日根野電車区F編成一覧（1997年4月1日基準[110]） \| 日根野電車区F編成一覧（1997年4月1日基準[110]） \| \| ---------------------------------------------- \| ---------------------------------------------- \| ---------------------------------------------- \| ---------------------------------------------- \| -------------------------------------------------------------------------------------------------------- \| \| \| ← 新大阪・和歌山紀伊田辺・新宮 → \| \| \| \| \| 編成番号 \| クモハ165 \| モハ164 \| クハ165 \| 備考 \| \| F301 \| 67 \| 814 \| 88 \| McM'ユニット 1965年10月松本電化完成に伴う 中央東線急行運用充当用新造車 1999年10月2日ダイヤ改正で運用終了 \| \| F302 \| 68 \| 815 \| 68 \| McM'ユニット 1965年10月松本電化完成に伴う 中央東線急行運用充当用新造車 1999年10月2日ダイヤ改正で運用終了 \| \| F303 \| 71 \| 818 \| 74 \| McM'ユニット 1965年10月松本電化完成に伴う 中央東線急行運用充当用新造車 1999年10月2日ダイヤ改正で運用終了 \| \| F304 \| 75 \| 822 \| 73 \| McM'ユニット 1965年10月松本電化完成に伴う 中央東線急行運用充当用新造車 1999年10月2日ダイヤ改正で運用終了 \| \| F305 \| 83 \| 824 \| 45 \| McM'ユニット 1965年10月松本電化完成に伴う 中央東線急行運用充当用新造車 1999年10月2日ダイヤ改正で運用終了 \| \| F306→F301 \| 110 \| 840 \| 78 \| McM'ユニット1966年製 \| \| F307→F302 \| 112 \| 842 \| 79 \| McM'ユニット1967年製 小山電車区新製配置車 \| \| F308 \| 114 \| 844 \| 30 \| McM'ユニット1967年製 小山電車区新製配置車 \| \| F309→F303 \| 124 \| 847 \| 71 \| McM'ユニット1968年製冷房準備車 \| \| F310→F304 \| 125 \| 848 \| 111 \| McM'ユニット1968年製冷房準備車 \| \| F311 \| 141 \| 864 \| 18 \| McM'ユニット1970年製新造冷房車 \| |                                  |         |         | |
| 備考 - 車両番号太字書体：ATS-P搭載車 - 編成番号太字書体：2000年10月1日以降に再付番された編成番号 - F308・F311編成：2000年10月1日ダイヤ改正で運用終了 - 全車松本運転所からの転入車 - クモハ165-124・125・141：中折れ式タイフォンシャッター・AW-2形ホイッスル搭載車 |                                  |         |         | |
| 日根野電車区F編成一覧（1997年4月1日基準） |                                  |         |         | |
| | ← 新大阪・和歌山紀伊田辺・新宮 → |         |         | |
| 編成番号 | クモハ165                        | モハ164 | クハ165 | 備考 |
| F301 | 67                               | 814     | 88      | McM'ユニット 1965年10月松本電化完成に伴う 中央東線急行運用充当用新造車 1999年10月2日ダイヤ改正で運用終了 |
| F302 | 68                               | 815     | 68      | McM'ユニット 1965年10月松本電化完成に伴う 中央東線急行運用充当用新造車 1999年10月2日ダイヤ改正で運用終了 |
| F303 | 71                               | 818     | 74      | McM'ユニット 1965年10月松本電化完成に伴う 中央東線急行運用充当用新造車 1999年10月2日ダイヤ改正で運用終了 |
| F304 | 75                               | 822     | 73      | McM'ユニット 1965年10月松本電化完成に伴う 中央東線急行運用充当用新造車 1999年10月2日ダイヤ改正で運用終了 |
| F305 | 83                               | 824     | 45      | McM'ユニット 1965年10月松本電化完成に伴う 中央東線急行運用充当用新造車 1999年10月2日ダイヤ改正で運用終了 |
| F306→F301 | 110                              | 840     | 78      | McM'ユニット1966年製                                                                                     |
| F307→F302 | 112                              | 842     | 79      | McM'ユニット1967年製 小山電車区新製配置車                                                                |
| F308 | 114                              | 844     | 30      | McM'ユニット1967年製 小山電車区新製配置車                                                                |
| F309→F303 | 124                              | 847     | 71      | McM'ユニット1968年製冷房準備車                                                                           |
| F310→F304 | 125                              | 848     | 111     | McM'ユニット1968年製冷房準備車                                                                           |
| F311 | 141                              | 864     | 18      | McM'ユニット1970年製新造冷房車                                                                           |

### 波動運用
定期列車へは充当されない波動運用に特化した車両・編成が所属した基地には以下の5種類が存在する。
1：167系を充当した修学旅行列車および夏・冬シーズンの臨時列車に充当された車両基地
- 田町電車区・宮原電車区

2：配置開始から終了まで波動運用にのみ充当された車両基地
- 小山電車区・向日町運転所・岡山電車区

3：定期運用充当車とは別に波動運用専用車が配置された車両基地
- 新前橋電車区（1963年 - 1964年）・田町電車区・宮原電車区

4：定期運用開始前に波動運用専用車を配置 定期運用充当車が全車転出後に再度波動輸送専用車を配置
- 三鷹電車区

5：定期運用終了後に残存車もしくは転入車によって波動運用のみ担当した車両基地
- 新前橋電車区（1990年以降）・幕張電車区（1982年以降）

#### 修学旅行列車
167系を充当した修学旅行列車運用には以下の2車両基地所属車が充当された。なお両基地とも修学旅行オフシーズンとなる夏休みやゴールデンウイークさらには年末年始の繁忙期には臨時列車運用にも充当されており、下関運転所所属車による「わこうど」と同時刻で運転された急行「長州」など予定臨時列車も存在した。
田町電車区
1965年7月に4両編成x4本計16両を田町電車区に配置し同年10月より品川 - 京都間「わかくさ」で運用開始された。
下関運転所
1966年1月から2月にかけて4両編成x3本・6両編成x4本計36両配置し4月より下関 - 広島間「なかよし」（小学生向け）・下関 - 京都間「友情」（中学生向け）・下関 - 東京間「わこうど」（高校生向け）で運用開始された。
1974年 - 1975年にかけて修学旅行列車の新幹線移行に伴い上述列車は廃止。車両は波動輸送用に転用された。また下関所属車は1974年から1975年にかけて田町区に4両編成x5本20両、宮原電車区にクハ167形4両とモハ167・166形ユニット6組12両の計16両が転出。主に山陽・信州・上越方面への臨時列車のほか、神奈川県内から日光への小学校向け団体列車運用にも充当された。

#### 新前橋電車区
1963年4月に4両編成x5本の波動輸送編成が新製配置されたが、1964年4月 - 5月に三鷹電車区へ転出後は波動輸送対応編成はなくなった。しかし分割民営化後に高崎地区ローカル運用が終了した新前橋電車区では、1989年から1990年にかけて転出・廃車とならなかった3両編成x11本計33両に車両更新工事を施工。同時に編成番号をS1 - S12を付番し、ATS-P搭載ならびにアイボリーに青とピンクのストライプが入る通称「モントレー色」への塗装変更を実施し、波動輸送対応用とした。
| 新前橋電車区S1 - S11編成表（1991年） | 新前橋電車区S1 - S11編成表（1991年） | 新前橋電車区S1 - S11編成表（1991年） | 新前橋電車区S1 - S11編成表（1991年） |
| ------------------------------------ | ------------------------------------ | ------------------------------------ | ------------------------------------ |
|                                      | ← 上野新前橋 →                       |                                      |                                      |
| 編成番号                             | クモハ165                            | モハ164                              | クハ165                              |
| S1                                   | 88                                   | 53                                   | 90                                   |
| S2                                   | 94                                   | 58                                   | 96                                   |
| S3                                   | 98                                   | 62                                   | 103                                  |
| S4                                   | 99                                   | 63                                   | 104                                  |
| S5                                   | 105                                  | 69                                   | 137                                  |
| S6                                   | 87                                   | 51                                   | 89                                   |
| S7                                   | 90                                   | 54                                   | 92                                   |
| S8                                   | 92                                   | 56                                   | 94                                   |
| S9                                   | 106                                  | 70                                   | 138                                  |
| S10                                  | 118                                  | 76                                   | 151                                  |
| S11                                  | 122                                  | 80                                   | 155                                  |

2000年以降は運用数減少および183系・189系転入に伴いS1 - S8編成は廃車。2002年からは残存していたS9-11編成を湘南色へ塗装変更を実施した上で以下のイベント急行列車で運用された。
2002年
- 11月2日 - 11月4日 「草津」（上野 - 万座・鹿沢口）
- 11月9日・11月10日 「ゆけむり」（上野 - 水上）
- 11月16日 「内房」（両国 - 館山）
- 11月17日 「外房」（両国 - 安房鴨川）
- 11月23日 「犬吠」（両国 - 銚子）
- 11月24日 「鹿島」（両国 - 鹿島神宮）

2003年
- 3月29日・3月30日 「伊香保」（上野 - 水上）
- 4月12日・4月13日 「奥利根」（上野 - 水上）
- 4月27日 「わたらせ」（上野 - 小山 - 桐生）
- 5月24日・5月25日 「妙高」（上野 - 横川）
- 6月14日・6月15日 「さよなら165系信越号」（上野 - 横川）
- 6月21日・6月22日 「さよなら165系吾妻号」（上野 - 万座・鹿沢口）
- 6月28日・6月29日 「さよなら165系上越号」（上野 - 水上）[138]

上記イベント終了後に全車廃車となり、長野総合車両所で解体された。

#### 小山電車区
1966年12月ならびに1967年3月に3両編成x5本、1968年3月にサロ165形3両の計18両が日本車輌で製造され、波動輸送対応用として新製配置された。
このうち3両編成x1本は1967年6月に田町電車区との間でモハ165-5+モハ164-805・クハ165-11と車両交換を実施したが、1968年9月25日付で田町区へ再転出。さらに普通3両編成x4本計12両は9月27日付で松本運転所へ、サロ165形3両は10月1日付で新前橋区へ転出し、配置が終了した。
| \| 小山電車区波動輸送運用対応車 \| 小山電車区波動輸送運用対応車 \| 小山電車区波動輸送運用対応車 \| 小山電車区波動輸送運用対応車 \| 小山電車区波動輸送運用対応車 \| \| ---------------------------- \| ---------------------------- \| ---------------------------- \| ---------------------------- \| ------------------------------------- \| \| \| ← 上野・日光宇都宮・黒磯 → \| \| \| \| \| 製造 \| クモハ165 \| モハ164 \| クハ165 \| 転配 \| \| 1967年3月 日車 \| 111 \| 841 \| 144 \| 1968年9月27日付で松本運転所へ転出 \| \| 1967年3月 日車 \| 142 \| 842 \| 145 \| 1968年9月27日付で松本運転所へ転出 \| \| 1967年3月 日車 \| 143 \| 843 \| 146 \| 田町電車区への転出車 詳細は備考参照 \| \| 1967年3月 日車 \| 144 \| 844 \| 147 \| 1968年9月27日付で松本運転所へ転出 \| \| 1967年3月 日車 \| 145 \| 845 \| 148 \| 1968年9月27日付で松本運転所へ転出 \| \| 製造 \| クハ165 \| モハ165 \| モハ164 \| 転配 \| \| 1963年3月 汽車 \| 11 \| 5 \| 805 \| 田町電車区からの転入車 詳細は備考参照 \| \| 製造 \| サロ165 \| サロ165 \| サロ165 \| 転配 \| \| 1968年3月 日車 \| 94 \| 95 \| 96 \| 1968年10月1日付で新前橋電車区へ転出 \| |                            |         |         |                                       |
| 備考 - 車両番号太字書体車転配詳細 - 1967年6月17日付：車両交換に伴う相互転属実施 - 1968年9月25日付：小山車は田町電車区復帰 田町車は松本運転所へ転出 - 冷房化改造は松本転入後の1969年 - 1971年に長野工場で施工 |                            |         |         |                                       |
| 小山電車区波動輸送運用対応車 |                            |         |         |                                       |
| | ← 上野・日光宇都宮・黒磯 → |         |         |                                       |
| 製造 | クモハ165                  | モハ164 | クハ165 | 転配                                  |
| 1967年3月 日車 | 111                        | 841     | 144     | 1968年9月27日付で松本運転所へ転出     |
| 1967年3月 日車 | 142                        | 842     | 145     | 1968年9月27日付で松本運転所へ転出     |
| 1967年3月 日車 | 143                        | 843     | 146     | 田町電車区への転出車 詳細は備考参照   |
| 1967年3月 日車 | 144                        | 844     | 147     | 1968年9月27日付で松本運転所へ転出     |
| 1967年3月 日車 | 145                        | 845     | 148     | 1968年9月27日付で松本運転所へ転出     |
| 製造 | クハ165                    | モハ165 | モハ164 | 転配                                  |
| 1963年3月 汽車 | 11                         | 5       | 805     | 田町電車区からの転入車 詳細は備考参照 |
| 製造 | サロ165                    | サロ165 | サロ165 | 転配                                  |
| 1968年3月 日車 | 94                         | 95      | 96      | 1968年10月1日付で新前橋電車区へ転出   |

#### 三鷹電車区
1964年春期に運転された臨時準急「かいじ」充当用に新前橋電車区から4両編成x5本が転入したが、10月1日付で全車田町電車区へ転出。また中央東線急行「たてしな」充当車11両が配置されたが、1965年7月の中央東線松本電化により一旦は全車が松本運転所へ転出し本系列の配置は一旦終了した。
1985年3月14日ダイヤ改正で「かいじ」「かわぐち」「みのぶ」季節列車格下げに伴い松本運転所から余剰となった3両編成x5本と増結用クハ165形4両、「佐渡」「よねやま」「赤倉」が全廃となった新潟運転所から3両編成x2本と増結用クハ165形1両の165系計26両が転入し波動輸送対応車両基地となったが、分割民営化の1987年4月1日までに3両編成x1本がパノラマエクスプレスアルプスへ改造、増結用クハ165形は廃車もしくは新前橋電車区へ転出となった。
| \| 三鷹電車区165系波動輸送対応編成（1985年転入車） \| 三鷹電車区165系波動輸送対応編成（1985年転入車） \| 三鷹電車区165系波動輸送対応編成（1985年転入車） \| 三鷹電車区165系波動輸送対応編成（1985年転入車） \| 三鷹電車区165系波動輸送対応編成（1985年転入車） \| \| ← 新宿松本 → \| ← 新宿松本 → \| ← 新宿松本 → \| \| \| \| クモハ165 \| モハ164 \| クハ165 \| 松本転出 \| 廃車日 \| \| ----------------------------------------------- \| ----------------------------------------------- \| ----------------------------------------------- \| ----------------------------------------------- \| ----------------------------------------------- \| \| 58 \| 806 \| 80 \| 1991.09.18 \| 1992.10.01 \| \| 63 \| 811 \| 64 \| 1991.09.18 \| 1992.10.01 \| \| 64 \| 812 \| 56 \| 1991.09.11 \| 1992.10.01 \| \| 73 \| 820 \| 142 \| 1991.09.11 \| 1993.10.01 \| \| 84 \| 825 \| 144 \| → \| 1991.09.14 \| \| 70 \| 817 \| 114 \| → \| 1994.06.01 \| \| 127 \| 850 \| 192 \| 1987.03.12付でP.E.Aへ改造 \| 1987.03.12付でP.E.Aへ改造 \| |         |         |                           |                           |
| 備考 - 車両番号通常書体：松本運転所からの転入車 - 車両番号太字書体：新潟運転所からの転入車 - →：松本への転出なし - 増結用クハ165形の経緯 - 2・44：1986.12.27付で廃車 - 25：1987.02.09付で廃車 - 14・57：1987.03.02付で新前橋電車区へ転出 - クモハ165-58+モハ164-806・クハ165-56・57：1964年の三鷹暫定新製配置車 - P.E.A：パノラマエクスプレスアルプス |         |         |                           |                           |
| 三鷹電車区165系波動輸送対応編成（1985年転入車） |         |         |                           |                           |
| ← 新宿松本 → |         |         |                           |                           |
| クモハ165 | モハ164 | クハ165 | 松本転出                  | 廃車日                    |
| 58 | 806     | 80      | 1991.09.18                | 1992.10.01                |
| 63 | 811     | 64      | 1991.09.18                | 1992.10.01                |
| 64 | 812     | 56      | 1991.09.11                | 1992.10.01                |
| 73 | 820     | 142     | 1991.09.11                | 1993.10.01                |
| 84 | 825     | 144     | →                         | 1991.09.14                |
| 70 | 817     | 114     | →                         | 1994.06.01                |
| 127 | 850     | 192     | 1987.03.12付でP.E.Aへ改造 | 1987.03.12付でP.E.Aへ改造 |

分割民営化時には一般車3両編成x6本とパノラマエクスプレスアルプス編成6両の計24両配置とされたが、一般車はその後に以下の経緯で廃車・転入を伴う車両の入換を実施した。
- 1991年9月：中央快速線中野 - 高尾間ATS-P使用開始[注 115]に伴う以下の変更で3両編成x5本に減少

- 165系は1本廃車、1本にATS-Pならびに循環式汚物処理装置を搭載して配置継続
- 165系4本は松本運転所所属特別保全工事施工済169系と車両交換

- 1992年3月：松本運転所から169系2本転入で3両編成x7本に増加
- 1994年6月1日：残存する唯一の165系編成廃車で169系3両編成x6本に減少

| \| 三鷹電車区169系波動輸送対応編成（1991・1992年転入車） \| 三鷹電車区169系波動輸送対応編成（1991・1992年転入車） \| 三鷹電車区169系波動輸送対応編成（1991・1992年転入車） \| 三鷹電車区169系波動輸送対応編成（1991・1992年転入車） \| 三鷹電車区169系波動輸送対応編成（1991・1992年転入車） \| \| ← 新宿松本 → \| ← 新宿松本 → \| ← 新宿松本 → \| \| \| \| クモハ169 \| モハ168 \| クハ169 \| 三鷹転入 \| 廃車日 \| \| ----------------------------------------------------- \| ----------------------------------------------------- \| ----------------------------------------------------- \| ----------------------------------------------------- \| ----------------------------------------------------- \| \| 22 \| 22 \| 16 \| 1991.09.11 \| 1999.06.24 \| \| 25 \| 25 \| 8 \| 1991.09.11 \| 1999.06.24 \| \| 3 \| 3 \| 6 \| 1991.09.18 \| 1999.03.10 \| \| 4 \| 4 \| 11 \| 1991.09.18 \| 1999.03.10 \| \| 20 \| 20 \| 10 \| 1992.03.19 \| 1999.12.11 \| \| 18 \| 18 \| 5 \| 1992.03.19 \| 2000.01.14 \| |         |         |            |            |
| 備考 - ATS-Pならびに循環式汚物処理装置を搭載 - 転入後に長野色→湘南色へ塗装変更ならびに先頭車前面強化を施工 |         |         |            |            |
| 三鷹電車区169系波動輸送対応編成（1991・1992年転入車） |         |         |            |            |
| ← 新宿松本 → |         |         |            |            |
| クモハ169 | モハ168 | クハ169 | 三鷹転入   | 廃車日     |
| 22 | 22      | 16      | 1991.09.11 | 1999.06.24 |
| 25 | 25      | 8       | 1991.09.11 | 1999.06.24 |
| 3 | 3       | 6       | 1991.09.18 | 1999.03.10 |
| 4 | 4       | 11      | 1991.09.18 | 1999.03.10 |
| 20 | 20      | 10      | 1992.03.19 | 1999.12.11 |
| 18 | 18      | 5       | 1992.03.19 | 2000.01.14 |

1998年には長野・松本・上沼垂から3両編成x6本が転入。1991年・1992年転入車は置換えられ2000年1月までに廃車となった。
- 1998年転入車は塗装を湘南色から白ベースに窓周りをグレーとし、窓下に沿線の山梨県が主産地となる桃と葡萄をイメージしたラインを入れ、前面貫通路は濃い青色としたほか、先頭車前面客室扉戸袋窓下にINTER CITY TRAIN 169（M6編成のみ165）のロゴが入る三鷹色[注 118]へ変更した。
- 松本・上沼垂から転入したM4 - M6編成は2000年度までにパンタグラフをPS35D形シングルアーム式に換装[52]、長野から転入したM1 - M3編成は引き続きPS23A形パンタグラフを搭載し、いずれも中央本線高尾以遠の狭小トンネル区間への入線に対応した。また前灯も169系はシールドビーム改造施工車であるが、165系で組成するM6編成のみ原型の白熱灯車である。
- 座席も松本→長野に転出経歴がある#改座車でR51系簡易リクライニングシートのM1 - M3編成、元松本A8編成でセミクロス改造を施工されたものの三鷹転入時にクロスシートに復元したM5編成、車体更新工事は施工されたものの従来からクロスシートを維持するM4・M6編成の3仕様が存在し、6両編成を組成する場合リクライニング車+クロス車が前提とされたため基本的にM1+M4・M2+M5・M3+M6での組み合せが行われた。

運用面では波動輸送対応とされ定期列車運用はなく、パノラマエクスプレスアルプス編成が団体ならびに通常の臨時列車に、一般車は臨時列車扱いとして1997年から八王子 - 大宮間を武蔵野線経由で毎日運転された「こまちリレー号」（→「新幹線リレー号」→快速「むさしの号」）や各種「ホリデー快速」ならびに東京 - 大垣間増発夜行列車最混雑時増結車のほか、シーズン中の臨時急行「アルプス」への充当が主とされた。
- このほか諏訪湖畔で毎年8月15日に開催される諏訪湖祭湖上花火大会ならびに9月第一土曜日に開催される全国新作花火競技大会での観客輸送応援用として、松本運転所への貸出名義で運用実績がある。

2001年9月にパノラマエクスプレスアルプス編成が除籍され富士急行へ譲渡。一般車は上述主運用のうち「むさしの」が2002年12月に豊田電車区（現・豊田車両センター）の115系に、「ホリデー快速」が183系・189系に置換えられたほか、大垣夜行増結も同年中に終了。2003年1月2日の臨時列車充当を最後に全運用終了。1月30日付でM5編成は廃車となり部品取りとして富士急行へ譲渡。他の5編成は4月15日付で廃車となり配置が終了した。
| \| 三鷹電車区M編成一覧（1998年転入車） \| 三鷹電車区M編成一覧（1998年転入車） \| 三鷹電車区M編成一覧（1998年転入車） \| 三鷹電車区M編成一覧（1998年転入車） \| 三鷹電車区M編成一覧（1998年転入車） \| 三鷹電車区M編成一覧（1998年転入車） \| \| \| ← 新宿松本 → \| ← 新宿松本 → \| ← 新宿松本 → \| \| \| \| 編成番号 \| クモハ169 \| モハ168 \| クハ169 \| 前所属 \| 座席 \| \| ----------------------------------- \| ----------------------------------- \| ----------------------------------- \| ----------------------------------- \| ----------------------------------- \| ----------------------------------- \| \| M1 \| 19 \| 19 \| 1 \| 長野[注 120] \| R51系簡易リクライニング \| \| M2 \| 21 \| 21 \| 14 \| 長野[注 120] \| R51系簡易リクライニング \| \| M3 \| 26 \| 26 \| 24 \| 長野[注 120] \| R51系簡易リクライニング \| \| M4 \| 15 \| 15 \| 23 \| 松本[注 121] \| クロス \| \| M5 \| 27 \| 27 \| 18 \| 松本[注 121] \| セミクロス→クロス復元 \| \| M6 \| 5-103 \| 4-67 \| 5-98 \| 上沼垂[注 122] \| クロス \| |              |         |         |        |                         |
| 備考 - 全編成ATS-P搭載ならびに車体更新工事施工車 - M1 - M3編成：PS23A形パンタグラフ搭載 - M4 - M6編成：PS35D形パンタグラフ搭載 - M5・M6編成：三鷹転入時にATS-P搭載工事施工 |              |         |         |        |                         |
| 三鷹電車区M編成一覧（1998年転入車） |              |         |         |        |                         |
| | ← 新宿松本 → |         |         |        |                         |
| 編成番号 | クモハ169    | モハ168 | クハ169 | 前所属 | 座席                    |
| M1 | 19           | 19      | 1       | 長野   | R51系簡易リクライニング |
| M2 | 21           | 21      | 14      | 長野   | R51系簡易リクライニング |
| M3 | 26           | 26      | 24      | 長野   | R51系簡易リクライニング |
| M4 | 15           | 15      | 23      | 松本   | クロス                  |
| M5 | 27           | 27      | 18      | 松本   | セミクロス→クロス復元   |
| M6 | 5-103        | 4-67    | 5-98    | 上沼垂 | クロス                  |

#### 田町電車区
東北本線黒磯以南・日光線および「湘南日光」の定期運用充当車とは別に1963年新製後は新前橋電車区配置となった165系4両編成x5本は、三鷹電車区への転属を経て1964年10月1日付で転入し定期運用を持たない波動輸送対応とされた。
- ただし、1967年6月17日付でモハ165-5+モハ164-805・クハ165-11は小山電車区（現・小山車両センター）との間でクモハ165-113+モハ164-843+クハ165-146と車両交換を実施したが、1968年9月25日付で田町区へ復帰。小山からの転入車は中央東線増発用として松本運転所へ転出した。

また田町区には「ごてんば」充当用3両編成x2本と湘南急行組込用サロ165形の定期運用充当車ならびに167系4両編成x4本が配置されていたが、167系は修学旅行列車廃止により1975年に下関運転所から4両編成x5本が転入。これにより167系4両編成x9本計36両を波動輸送対応編成に転用。165系波動輸送対応編成は定期運用充当用として神領電車区へ転出した。
| \| 田町電車区波動輸送運用対応車（1964年 - 1975年） \| 田町電車区波動輸送運用対応車（1964年 - 1975年） \| 田町電車区波動輸送運用対応車（1964年 - 1975年） \| 田町電車区波動輸送運用対応車（1964年 - 1975年） \| 田町電車区波動輸送運用対応車（1964年 - 1975年） \| 田町電車区波動輸送運用対応車（1964年 - 1975年） \| \| ----------------------------------------------- \| ----------------------------------------------- \| ----------------------------------------------- \| ----------------------------------------------- \| ----------------------------------------------- \| ---------------------------------------------------------------------------------------------------------- \| \| \| ← 名古屋（上野・日光）東京（黒磯・水上） → \| \| \| \| \| \| 製造 \| クハ165 \| モハ164 \| モハ165 \| クハ165 \| 転配 \| \| 1963年3月 川車 \| 2 \| 801 \| 1 \| 3 \| 新前橋電車区 新製配置 1964年4 - 5月 三鷹電車区転出 1964年10月1日付 田町電車区転入 1975年1月 神領電車区転出 \| \| 1963年3月 川車 \| 4 \| 802 \| 2 \| 5 \| 新前橋電車区 新製配置 1964年4 - 5月 三鷹電車区転出 1964年10月1日付 田町電車区転入 1975年1月 神領電車区転出 \| \| 1963年3月 川車 \| 6 \| 803 \| 3 \| 7 \| 新前橋電車区 新製配置 1964年4 - 5月 三鷹電車区転出 1964年10月1日付 田町電車区転入 1975年1月 神領電車区転出 \| \| 1963年3月 汽車 \| 8 \| 804 \| 4 \| 9 \| 新前橋電車区 新製配置 1964年4 - 5月 三鷹電車区転出 1964年10月1日付 田町電車区転入 1975年1月 神領電車区転出 \| \| 1963年3月 汽車 \| 10 \| 805 \| 5 \| 11 \| 新前橋電車区 新製配置 1964年4 - 5月 三鷹電車区転出 1964年10月1日付 田町電車区転入 1975年1月 神領電車区転出 \| |                                            |         |         |         | |
| 備考 - 車両番号太字書体車：詳細は#小山電車区も参照 - 冷房化改造は神領転出後の1975年 - 1977年に長野工場で施工 |                                            |         |         |         | |
| 田町電車区波動輸送運用対応車（1964年 - 1975年） |                                            |         |         |         | |
| | ← 名古屋（上野・日光）東京（黒磯・水上） → |         |         |         | |
| 製造 | クハ165                                    | モハ164 | モハ165 | クハ165 | 転配 |
| 1963年3月 川車 | 2                                          | 801     | 1       | 3       | 新前橋電車区 新製配置 1964年4 - 5月 三鷹電車区転出 1964年10月1日付 田町電車区転入 1975年1月 神領電車区転出 |
| 1963年3月 川車 | 4                                          | 802     | 2       | 5       | 新前橋電車区 新製配置 1964年4 - 5月 三鷹電車区転出 1964年10月1日付 田町電車区転入 1975年1月 神領電車区転出 |
| 1963年3月 川車 | 6                                          | 803     | 3       | 7       | 新前橋電車区 新製配置 1964年4 - 5月 三鷹電車区転出 1964年10月1日付 田町電車区転入 1975年1月 神領電車区転出 |
| 1963年3月 汽車 | 8                                          | 804     | 4       | 9       | 新前橋電車区 新製配置 1964年4 - 5月 三鷹電車区転出 1964年10月1日付 田町電車区転入 1975年1月 神領電車区転出 |
| 1963年3月 汽車 | 10                                         | 805     | 5       | 11      | 新前橋電車区 新製配置 1964年4 - 5月 三鷹電車区転出 1964年10月1日付 田町電車区転入 1975年1月 神領電車区転出 |

167系は編成番号を波動輸送対応を示すアルファベット記号Hと組成される電動車ユニット車両番号+10で付番され、1978年以降冷房化改造が施工されたが電源用MGはクハ167形偶数向き（東海道本線神戸向き）車のみに搭載されたほか、さらにクハ167形は一部車両へ前灯シールドビーム化を施工。また湘南色への塗装変更、折り畳み式テーブルなどの修学旅行用設備の撤去を実施した。1980年10月1日ダイヤ改正で4両編成x1本を「ごてんば」に充当する定期運用を担当したが、1985年3月15日ダイヤ改正で「ごてんば」廃止に伴い終了。以後は波動用として運用された。
- ただしクハ167-2は事故のため1984年に廃車となり、代車として神領電車区からクハ165-3が転入した[注 10][139]。

分割民営化後に全車車体更新工事を、全制御車へ前面強化工事ならびに前灯をシールドビーム化もしくは角形タイプへの改造・ATS-P搭載、モハ166形はパンタグラフをPS21形へ交換など施工したほか、H19編成を除きクハ165-3・クハ167形偶数向き車・モハ167形はトイレ・洗面所・水タンクを撤去。さらには残存した洗面所の窓を撤去するなど編成によって特化した改造を長野・新津・大宮・大井の各工場で施工しており、以下の4タイプに分類された。
H11編成 一般車
湘南色。事故廃車となったクハ167-2に代りクハ165-3を組成する。
前面強化と1989年に長野工場で施工した車体更新工事ではトイレならびに洗面所半数化ならびに洗面所窓撤去以外は原型外観を留めた編成である。
客席は通常のボックスシートであることから後述するH19編成と共に8両編成を組成して主に神奈川県内 - 日光方面修学旅行列車や東京 - 大垣夜行普通列車臨時増発へ充当された。
H12 - 16編成 アコモデーション改善車
後述するH17・18編成の「メルヘン」用改造が好評であったことから、1989年7月から改造された。改造内容は、座席を余剰となったR51系簡易リクライニングシートに換装し、定員を先頭車60名・中間車64名へ変更。またトイレ・洗面所のリニューアルを施工したほか、塗装をクリーム10号地に橙・赤・黄緑帯の通称田町色に変更した。
改造当初は「JR東日本ジョイフルトレイン」と表記したヘッドマークを先頭車前面に掲出し臨時快速列車を中心に成田初詣臨時などにも充当されたほか、H15編成は非電化区間である小海線へDD16形ディーゼル機関車の牽引・推進で乗入れる「葉ッピーきよさと」充当可能編成で本改造と同時に対応工事を施工。
H14編成のクハ167-8のみ角型ヘッドライトへの改造を施工。
H17・18編成 メルヘン車
1988年12月の京葉線暫定開業に合わせ設定された大宮・立川 - 舞浜間を武蔵野線経由で運転する東京ディズニーランド向け臨時快速「メルヘン」用に改造された編成。改造内容は、地に青緑1号と青9号のブロックパターンとしたメルヘン色と称する専用塗装を施し、座席をグリーン車用R27系リクライニングシートへ交換し定員を先頭車44名・中間車48名へ変更。
1991年2月ならびに6月に車体更新と同時に塗装をアコモ改善車と同様の田町色に変更。角形ライト化・荷物置き場となった箇所の側窓閉塞も同時施工された。
1993年4月 - 6月に山梨デスティネーションキャンペーンの一環として運転された臨時急行「しんせん・やまなし」でパノラマエクスプレスアルプスと併結で運用されることから同塗装に変更された。
H19編成 一般・角形ヘッドライト改造施工車
H11編成と同様に湘南色であるが、1991年の車体更新工事時にクハ167形は角形ヘッドライト化ならびにATS-P搭載を施工し、客席はボックスシートのままバケットタイプに交換した。
上述した波動輸送や臨時列車のほかに「ホリデー快速むさしの」「ホリデー快速ピクニック」「ホリデー快速河口湖」などの準定期とも呼べる運用も存在した。快速運用はアコモ改善車・メルヘン車が主に充当される一方で臨時大垣夜行には例外的に数回充当された程度である。これは臨時大垣夜行ならびに修学旅行列車運用ではアコモデーションより着座定員が優先されたためでボックスシートのH11・H19編成充当が主とされた。
- 首都圏中心の運用であったが、北長野運転所[注 16]所属165系・169系4両編成の1991年夏期臨時列車運用で、新宿 - 小海「葉ッピーきよさと」と軽井沢 - 能生間海水浴臨時快速「かもめビーチ[注 129]」が同時運転となり、車両が不足したためアコモ改善車H15編成が貸し出された。このため北陸本線（現在：えちごトキめき鉄道日本海ひすいライン）ならびに快速「みすず」で飯田線への入線実績がある。

2003年春期臨時大垣夜行での運用を最後に同年5月から9月にかけて老朽化のため同年内に全車廃車となった。
| 田町電車区H11 - H19編成一覧 | 田町電車区H11 - H19編成一覧 | 田町電車区H11 - H19編成一覧 | 田町電車区H11 - H19編成一覧 | 田町電車区H11 - H19編成一覧 | 田町電車区H11 - H19編成一覧 | 田町電車区H11 - H19編成一覧 | 田町電車区H11 - H19編成一覧 | 田町電車区H11 - H19編成一覧 | 田町電車区H11 - H19編成一覧 |
|                             | ← 大垣東京 →                | ← 大垣東京 →                | ← 大垣東京 →                | ← 大垣東京 →                | 編成別形態                  | 編成別形態                  | 編成別形態                  | 編成別形態                  | 編成別形態                  |
| 編成 番号                   | クハ 167                    | モハ 166                    | モハ 167                    | クハ 167                    | タイプ                      | 塗装                        | 座席                        | 前灯                        | 更新 工場                   |
| --------------------------- | --------------------------- | --------------------------- | --------------------------- | --------------------------- | --------------------------- | --------------------------- | --------------------------- | --------------------------- | --------------------------- |
| H11                         | 5-3                         | 1                           | 1                           | 1                           | 一般                        | 湘南                        | BOX                         | 丸                          | 長野                        |
| H12                         | 4                           | 2                           | 2                           | 3                           | アコモ 改善                 | 田町                        | R51 簡リク                  | 丸                          | 新津                        |
| H13                         | 5                           | 3                           | 3                           | 6                           | アコモ 改善                 | 田町                        | R51 簡リク                  | 丸                          | 大宮                        |
| H14                         | 7                           | 4                           | 4                           | 8                           | アコモ 改善                 | 田町                        | R51 簡リク                  | 7丸・8角                    | 大井                        |
| H15                         | 15                          | 5                           | 5                           | 16                          | アコモ 改善                 | 田町                        | R51 簡リク                  | 丸                          | 大井                        |
| H16                         | 11                          | 6                           | 6                           | 12                          | アコモ 改善                 | 田町                        | R51 簡リク                  | 丸                          | 大井                        |
| H17                         | 9                           | 7                           | 7                           | 10                          | メルヘン                    | パノラマ EXP                | R27 リク                    | 角                          | 大井                        |
| H18                         | 13                          | 8                           | 8                           | 14                          | メルヘン                    | パノラマ EXP                | R27 リク                    | 角                          | 大井                        |
| H19                         | 17                          | 9                           | 9                           | 18                          | 一般                        | 湘南                        | BOX                         | 角                          | 大井                        |

#### 幕張電車区
1982年11月15日ダイヤ改正で千葉鉄道管理局管内の急行列車は全廃され、運用に充当されていた153系は全車廃車。サロ165形は他車両基地へ転出となった55・114・130 - 134を除き廃車、クモハ165形+モハ164形+クハ165形3両編成は4本のみが残留し波動運用対応編成となった。1986年には169系3両が松本運転所から転入して3両編成x5本計15両なったが、同年中に和式電車「なのはな」へ6両改造された結果、波動運用対応編成は3両編成x3本となり編成番号R1 - R3へ集約。1990年に「シャトル・マイハマ」へR1編成が改造された結果、165・169系3両編成x2本計6両が波動輸送対応となった。
| 幕張電車区波動輸送対応編成（1991年） | 幕張電車区波動輸送対応編成（1991年） | 幕張電車区波動輸送対応編成（1991年） | 幕張電車区波動輸送対応編成（1991年） |
| ------------------------------------ | ------------------------------------ | ------------------------------------ | ------------------------------------ |
|                                      | ← 新宿銚子・安房鴨川 →               |                                      |                                      |
| 編成番号                             | クハ                                 | モハ                                 | クモハ                               |
| R2                                   | 165-201                              | 164-859                              | 165-136                              |
| R3                                   | 169-9                                | 168-9                                | 169-5                                |

1995年10月 - 11月に運転されたホリデー快速「ときわ鎌倉」で取手 - 三河島 - 田端操車場（現在：田端信号場） - 池袋 - 新宿 - 鎌倉が運転経路とされたため普段湘南色の電車が入線しない常磐線や貨物支線を走行したが、翌1996年3月の運転からは田町電車区の167系アコモ改善車へ運用移管され、幕張配置車は同年8月に廃車された。

#### 宮原運転所・向日町運転所
国鉄宮原電車区時代の1965年に同区の定期運用充当車とは別に4両編成x8本計32両の波動対応用編成が新製配置された。主に大阪 - 富士宮間創価学会団体臨時列車に充当され、1966年3月25日ダイヤ改正より宇野まで延長された。
またこの波動輸送対応編成は、1966年から1968年にかけて向日町運転所（→京都総合運転所→現・吹田総合車両所京都支所）に一時的な転属をしたが、クハ165-118を除き宮原区復帰後の1972年に大垣電車区へ転出した。
| \| 宮原電車区波動輸送運用対応車（1965年 - 1972年） \| 宮原電車区波動輸送運用対応車（1965年 - 1972年） \| 宮原電車区波動輸送運用対応車（1965年 - 1972年） \| 宮原電車区波動輸送運用対応車（1965年 - 1972年） \| 宮原電車区波動輸送運用対応車（1965年 - 1972年） \| 宮原電車区波動輸送運用対応車（1965年 - 1972年） \| \| ----------------------------------------------- \| ----------------------------------------------- \| ----------------------------------------------- \| ----------------------------------------------- \| ----------------------------------------------- \| ------------------------------------------------------------------------------------------------------------------ \| \| \| ← 宇野・大阪・富士宮富士 → \| \| \| \| \| \| 製造 \| クハ165 \| モハ164 \| モハ165 \| クハ165 \| 転配 \| \| 1965年3月 日車 \| 113 \| 828 \| 6 \| 114 \| 1966年10月1日 向日町運転所転出 1968年10月1日 宮原電車区再転入 1972年1月 - 3月 大垣電車区転出 （クハ165-118を除く） \| \| 1965年3月 日車 \| 115 \| 829 \| 7 \| 116 \| 1966年10月1日 向日町運転所転出 1968年10月1日 宮原電車区再転入 1972年1月 - 3月 大垣電車区転出 （クハ165-118を除く） \| \| 1965年9月 川車 \| 117 \| 830 \| 8 \| 118 \| 1966年10月1日 向日町運転所転出 1968年10月1日 宮原電車区再転入 1972年1月 - 3月 大垣電車区転出 （クハ165-118を除く） \| \| 1965年9月 川車 \| 119 \| 831 \| 9 \| 120 \| 1966年10月1日 向日町運転所転出 1968年10月1日 宮原電車区再転入 1972年1月 - 3月 大垣電車区転出 （クハ165-118を除く） \| \| 1965年5月 汽車 \| 121 \| 832 \| 10 \| 122 \| 1966年10月1日 向日町運転所転出 1968年10月1日 宮原電車区再転入 1972年1月 - 3月 大垣電車区転出 （クハ165-118を除く） \| \| 1965年5月 汽車 \| 123 \| 833 \| 11 \| 124 \| 1966年10月1日 向日町運転所転出 1968年10月1日 宮原電車区再転入 1972年1月 - 3月 大垣電車区転出 （クハ165-118を除く） \| \| 1965年6月 汽車 \| 125 \| 834 \| 12 \| 126 \| 1966年10月1日 向日町運転所転出 1968年10月1日 宮原電車区再転入 1972年1月 - 3月 大垣電車区転出 （クハ165-118を除く） \| \| 1965年6月 汽車 \| 127 \| 835 \| 13 \| 128 \| 1966年10月1日 向日町運転所転出 1968年10月1日 宮原電車区再転入 1972年1月 - 3月 大垣電車区転出 （クハ165-118を除く） \| |                            |         |         |         | |
| 備考 - 冷房化改造は大垣転出後の1975年 - 1977年に長野工場で施工 - クハ165-118は1973年5月に神領区へ転出 |                            |         |         |         | |
| 宮原電車区波動輸送運用対応車（1965年 - 1972年） |                            |         |         |         | |
| | ← 宇野・大阪・富士宮富士 → |         |         |         | |
| 製造 | クハ165                    | モハ164 | モハ165 | クハ165 | 転配 |
| 1965年3月 日車 | 113                        | 828     | 6       | 114     | 1966年10月1日 向日町運転所転出 1968年10月1日 宮原電車区再転入 1972年1月 - 3月 大垣電車区転出 （クハ165-118を除く） |
| 1965年3月 日車 | 115                        | 829     | 7       | 116     | 1966年10月1日 向日町運転所転出 1968年10月1日 宮原電車区再転入 1972年1月 - 3月 大垣電車区転出 （クハ165-118を除く） |
| 1965年9月 川車 | 117                        | 830     | 8       | 118     | 1966年10月1日 向日町運転所転出 1968年10月1日 宮原電車区再転入 1972年1月 - 3月 大垣電車区転出 （クハ165-118を除く） |
| 1965年9月 川車 | 119                        | 831     | 9       | 120     | 1966年10月1日 向日町運転所転出 1968年10月1日 宮原電車区再転入 1972年1月 - 3月 大垣電車区転出 （クハ165-118を除く） |
| 1965年5月 汽車 | 121                        | 832     | 10      | 122     | 1966年10月1日 向日町運転所転出 1968年10月1日 宮原電車区再転入 1972年1月 - 3月 大垣電車区転出 （クハ165-118を除く） |
| 1965年5月 汽車 | 123                        | 833     | 11      | 124     | 1966年10月1日 向日町運転所転出 1968年10月1日 宮原電車区再転入 1972年1月 - 3月 大垣電車区転出 （クハ165-118を除く） |
| 1965年6月 汽車 | 125                        | 834     | 12      | 126     | 1966年10月1日 向日町運転所転出 1968年10月1日 宮原電車区再転入 1972年1月 - 3月 大垣電車区転出 （クハ165-118を除く） |
| 1965年6月 汽車 | 127                        | 835     | 13      | 128     | 1966年10月1日 向日町運転所転出 1968年10月1日 宮原電車区再転入 1972年1月 - 3月 大垣電車区転出 （クハ165-118を除く） |

上述した編成と入れ替わる形で1971年11月 - 12月にかけて下関運転所から以下の16両が波動運用対応として転入した。
| \| 宮原電車区下関転入波動輸送運用対応車（1971年 - 1973年） \| 宮原電車区下関転入波動輸送運用対応車（1971年 - 1973年） \| 宮原電車区下関転入波動輸送運用対応車（1971年 - 1973年） \| 宮原電車区下関転入波動輸送運用対応車（1971年 - 1973年） \| 宮原電車区下関転入波動輸送運用対応車（1971年 - 1973年） \| \| ------------------------------------------------------- \| ------------------------------------------------------- \| ------------------------------------------------------- \| ------------------------------------------------------- \| ------------------------------------------------------------------------------------------ \| \| ← 宇野・大阪・富士宮富士 → \| \| \| \| \| \| クモハ165 \| モハ164 \| クハ164 \| クハ165 \| 転配 \| \| 48 \| 507 \| 5 \| 109 \| 1971年11月 - 12月 下関運転所転入 1973年5月 神領電車区転出 （クハ165-112のみ1975年1月転出） \| \| 51 \| 510 \| 6 \| 110 \| 1971年11月 - 12月 下関運転所転入 1973年5月 神領電車区転出 （クハ165-112のみ1975年1月転出） \| \| 52 \| 511 \| 7 \| 111 \| 1971年11月 - 12月 下関運転所転入 1973年5月 神領電車区転出 （クハ165-112のみ1975年1月転出） \| \| 104 \| 68 \| 8 \| 112 \| 1971年11月 - 12月 下関運転所転入 1973年5月 神領電車区転出 （クハ165-112のみ1975年1月転出） \| |         |         |         |                                                                                            |
| 備考 - 冷房化改造 以下の車両を除き神領転出後の1974年 - 1976年に長野工場で施工 - クハ164-5 - 7：1972年6月 - 7月吹田工場施工 - クハ165-112：1974年1月鷹取工場施工 |         |         |         |                                                                                            |
| 宮原電車区下関転入波動輸送運用対応車（1971年 - 1973年） |         |         |         |                                                                                            |
| ← 宇野・大阪・富士宮富士 → |         |         |         |                                                                                            |
| クモハ165 | モハ164 | クハ164 | クハ165 | 転配                                                                                       |
| 48 | 507     | 5       | 109     | 1971年11月 - 12月 下関運転所転入 1973年5月 神領電車区転出 （クハ165-112のみ1975年1月転出） |
| 51 | 510     | 6       | 110     | 1971年11月 - 12月 下関運転所転入 1973年5月 神領電車区転出 （クハ165-112のみ1975年1月転出） |
| 52 | 511     | 7       | 111     | 1971年11月 - 12月 下関運転所転入 1973年5月 神領電車区転出 （クハ165-112のみ1975年1月転出） |
| 104 | 68      | 8       | 112     | 1971年11月 - 12月 下関運転所転入 1973年5月 神領電車区転出 （クハ165-112のみ1975年1月転出） |

本グループのうちクハ164-5 - 7は「鷲羽」「比叡」編成に組成されるモハ165形+モハ164形ユニットの冷房電源供給確保の観点から1972年夏期までに冷房化ならびに110 KVA MG搭載の改造を施工され、波動運用対応編成から除外。しかし残された編成とクハ164形全車はクハ165-112を除き中央西線全線電化用として1973年5月 - 6月に神領電車区へ転出し、一旦は波動運用対応編成は消滅した。
1974年から1975年にかけて下関運転所から8両編成x2本を組成するモハ167・166-10 - 15ならびにクハ167-19 - 22が転入。当初は6両編成x2本と大垣電車区から転入してきた非冷房のクハ164-1 - 4と4両編成x2本を組成して波動輸送対応とされたが、1978年にそれまでキハ58・65系で運転されていた大阪 - 長野・南小谷間夜行季節急行「ちくま」「くろよん」に波動運用対応編成を充当することになりクハ165形4両を加えて4両編成x6本に組成変更。167系冷房化改造が完了した1980年までにクハ164形は非冷房のまま廃車。新快速運用が終了したクハ165形4両へ置換えた上で編成番号K1 - K6の4両編成x6本に再組成された。
- クハ167形は全車奇数（東海道本線基準で東京方）向へ方向転換した上で偶数（同神戸方）向にクハ165形を連結する4両編成x4本（K1 - K3・K5編成）
- 両端先頭車にクハ165形を連結する4両編成x2本（K4・K6編成）

| 宮原運転所K編成（1988年） | 宮原運転所K編成（1988年） | 宮原運転所K編成（1988年） | 宮原運転所K編成（1988年） | 宮原運転所K編成（1988年） |
| ------------------------- | ------------------------- | ------------------------- | ------------------------- | ------------------------- |
|                           | ← 下関・大阪長野・東京 →  |                           |                           |                           |
| 編成番号                  | クハ165                   | モハ166                   | モハ167                   | クハ165orクハ167          |
| K1                        | 115                       | 10                        | 10                        | 167-22                    |
| K2                        | 184                       | 11                        | 11                        | 167-20                    |
| K3                        | 158                       | 12                        | 12                        | 167-21                    |
| K4                        | 164                       | 13                        | 13                        | 165-187                   |
| K5                        | 168                       | 14                        | 14                        | 167-19                    |
| K6                        | 51                        | 15                        | 15                        | 165-107                   |

K編成は宮原所属でありながら通常は京都総合運転所野洲派出所（現・網干総合車両所宮原支所野洲派出所）もしくは吹田工場高槻派出所（現・網干総合車両所高槻派出所）に留置され、上述した「ちくま」「くろよん」などの臨時列車や団体列車などへ充当。分割民営化時には全車JR西日本に承継された。
- 1988年9月から年末まで本系列初の四国乗り入れとなる岡山 - 高松間臨時快速運用を担当。充当車両は瀬戸大橋線通過対策として下段窓固定化を施工。

1997年に「ちくま」「くろよん」運用を日根野電車区に移管し、クハ167形全車とMM'モハ167・166-12・13を除いて廃車。両先頭車にクハ165-167・168を組成する6両のK1編成に組み替えられたが、2001年に廃車となった。
| 宮原総合運転所K1編成（1998年） | 宮原総合運転所K1編成（1998年） | 宮原総合運転所K1編成（1998年） | 宮原総合運転所K1編成（1998年） | 宮原総合運転所K1編成（1998年） | 宮原総合運転所K1編成（1998年） |
| ------------------------------ | ------------------------------ | ------------------------------ | ------------------------------ | ------------------------------ | ------------------------------ |
| ← 下関・大阪長野・東京 →       |                                |                                |                                |                                |                                |
| クハ165-168                    | モハ166-13                     | モハ167-13                     | モハ166-12                     | モハ167-12                     | クハ165-187                    |

#### 岡山電車区
1966年に岡山電車区へ波動用4両編成x4本計16両が配置された。
| \| 岡山電車区波動輸送運用対応車（1966年 - 1972年） \| 岡山電車区波動輸送運用対応車（1966年 - 1972年） \| 岡山電車区波動輸送運用対応車（1966年 - 1972年） \| 岡山電車区波動輸送運用対応車（1966年 - 1972年） \| 岡山電車区波動輸送運用対応車（1966年 - 1972年） \| \| ----------------------------------------------- \| ----------------------------------------------- \| ----------------------------------------------- \| ----------------------------------------------- \| ----------------------------------------------- \| \| \| ← 下関大阪 → \| \| \| \| \| 製造 \| クハ165 \| モハ164 \| モハ165 \| クハ165 \| \| 1966年1月 川車 \| 129 \| 836 \| 14 \| 130 \| \| 1966年1月 川車 \| 131 \| 837 \| 15 \| 132 \| \| 1966年2月 川車 \| 133 \| 838 \| 16 \| 134 \| \| 1966年2月 川車 \| 135 \| 839 \| 17 \| 136 \| |              |         |         |         |
| 備考 - 標準書体車：1972年2月 - 3月 大垣電車区へ転出 - 太字書書体車：1973年6月21日付で神領電車区へ転出 |              |         |         |         |
| 岡山電車区波動輸送運用対応車（1966年 - 1972年） |              |         |         |         |
| | ← 下関大阪 → |         |         |         |
| 製造 | クハ165      | モハ164 | モハ165 | クハ165 |
| 1966年1月 川車 | 129          | 836     | 14      | 130     |
| 1966年1月 川車 | 131          | 837     | 15      | 132     |
| 1966年2月 川車 | 133          | 838     | 16      | 134     |
| 1966年2月 川車 | 135          | 839     | 17      | 136     |

1972年にクハ165-130・132・134・136を除き大垣電車区へ転出したが、以下の車両基地から転入実施された。
下関運転所
- クモハ165-43 - 46+モハ164-502 - 505
- サロ165-59・61

宮原電車区
- サハ153-3・4・9・101
- サロ165-104

計19両が引続き波動運用対応編成とされたが、1973年までにサロ165形は網干電車区（現・網干総合車両所）配置を経て1975年に田町区へ、普通車は神領区へ転出して配置が終了した。

## 譲渡車
JRでの運用終了後に一部車両が他社に譲渡されたが、いずれも運用を終了している。

### 富士急行
| クロ2002 |  | クモロ2002 |  | 2001号編成ラストランイベント  |
| クロ2002 |  | クモロ2002 |  | 2001号編成 ラストランイベント |

2001年にパノラマエクスプレスアルプスが富士急行へ2000系として譲渡され、6両を2本に分割のうえフジサン特急運用に投入された。編成方向の統一を実施しなかったため2001号編成と2002号編成では展望席の方向はそれぞれ逆向きとなる。また2003年に廃車となった三鷹電車区M5編成3両が部品取り名義で譲渡された。

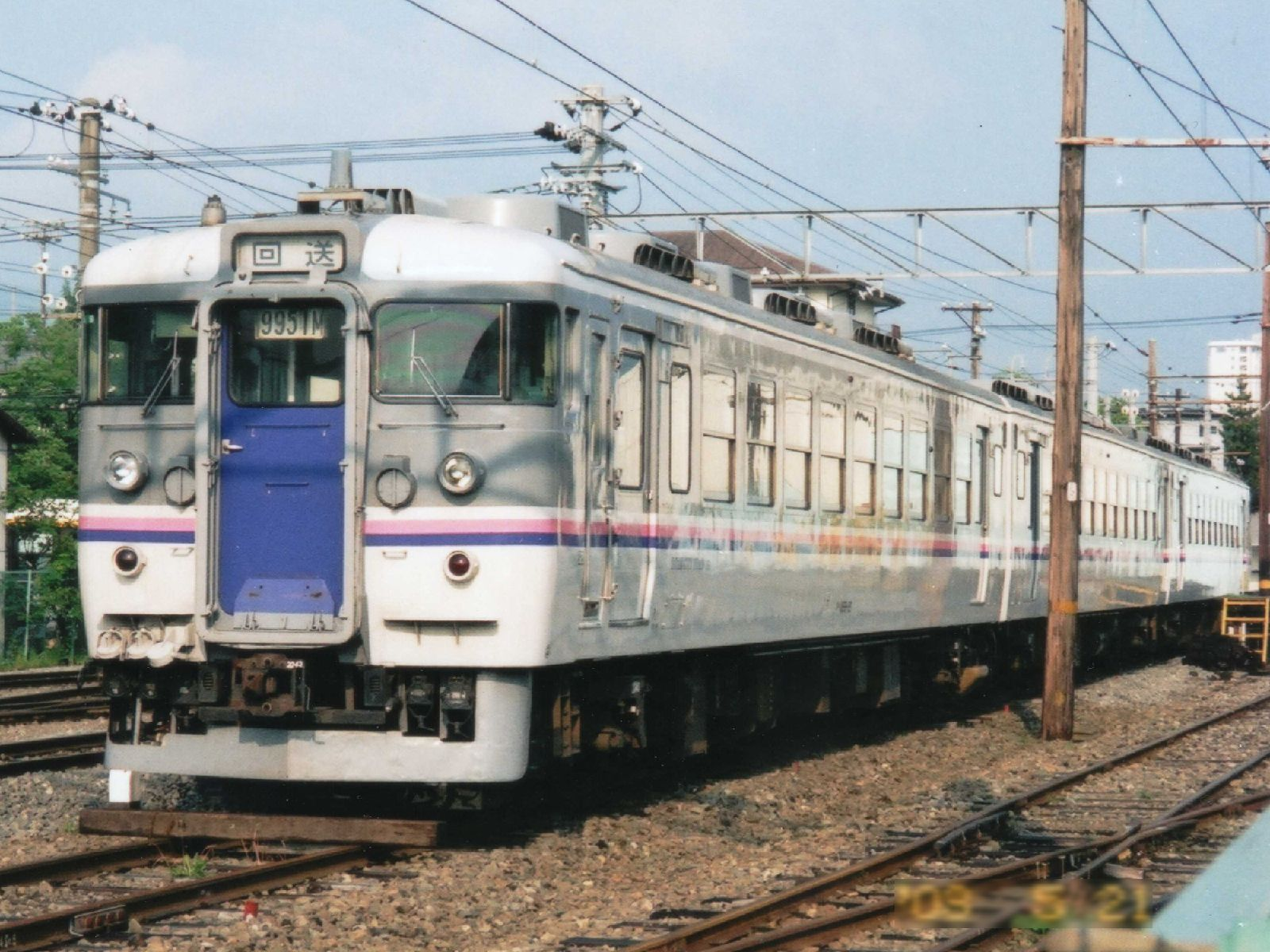
169系部品取り車
元・三鷹電車区M5編成

2013年10月に老朽化のため後継車両として小田急20000形RSE車の譲渡導入を発表。これに伴い2002号編成の車体色をパノラマエクスプレスアルプス色へ復元し、同年11月30日の富士急電車まつりからさよなら運転を開始した。同編成は2014年2月9日のイベントで運用終了の予定であったが、記録的な大雪により中止となったまま営業運転を終了した。
一方の2001号編成も2015年度中にJR東海371系電車の譲渡による置換えが発表され、2016年2月7日に運用を終了した。これにより国鉄急行形直流電車は全廃となった。
| 富士急行譲渡車一覧        | 富士急行譲渡車一覧               | 富士急行譲渡車一覧             | 富士急行譲渡車一覧               |
| ------------------------- | -------------------------------- | ------------------------------ | -------------------------------- |
|                           | ← 富士山大月・河口湖 →           |                                |                                  |
| 2001号編成 （2016年廃車） | 1号車 クロ2001 （クロ165-3）     | 2号車 モロ2101 （モロ164-803） | 3号車 クモロ2201 （クモロ165-3） |
| 2002号編成 （2014年廃車） | 3号車 クモロ2202 （クモロ165-4） | 2号車 モロ2102 （モロ164-804） | 1号車 クロ2002 （クロ165-4）     |
| 部品取り                  | クハ169-18                       | モハ168-27                     | クモハ169-27                     |

### 秩父鉄道

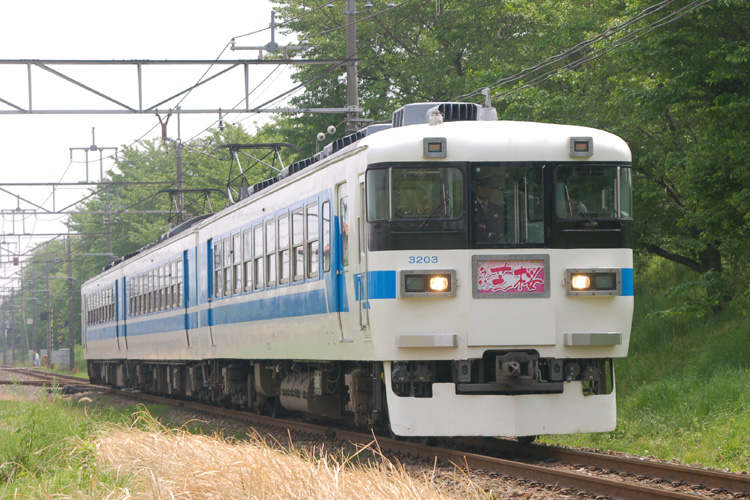
秩父鉄道3000形

1992年に秩父鉄道へ3000系として3両編成x3本計9両が譲渡され、急行「秩父路」で運用されていたが、2006年11月25日限りで営業運転を終了し6000系（元西武鉄道新101系）へ置換えられた。
| 秩父鉄道譲渡車一覧 | 秩父鉄道譲渡車一覧        | 秩父鉄道譲渡車一覧      | 秩父鉄道譲渡車一覧      |
| ------------------ | ------------------------- | ----------------------- | ----------------------- |
|                    | ← 羽生三峰口 →            |                         |                         |
| 第1編成            | デハ3001 （クモハ165-91） | デハ3101 （モハ164-55） | クハ3201 （クハ165-93） |
| 第2編成            | デハ3002 （クモハ165-82） | デハ3102 （モハ164-50） | クハ3202 （クハ165-86） |
| 第3編成            | デハ3003 （クモハ165-93） | デハ3103 （モハ164-57） | クハ3203 （クハ165-95） |

### しなの鉄道

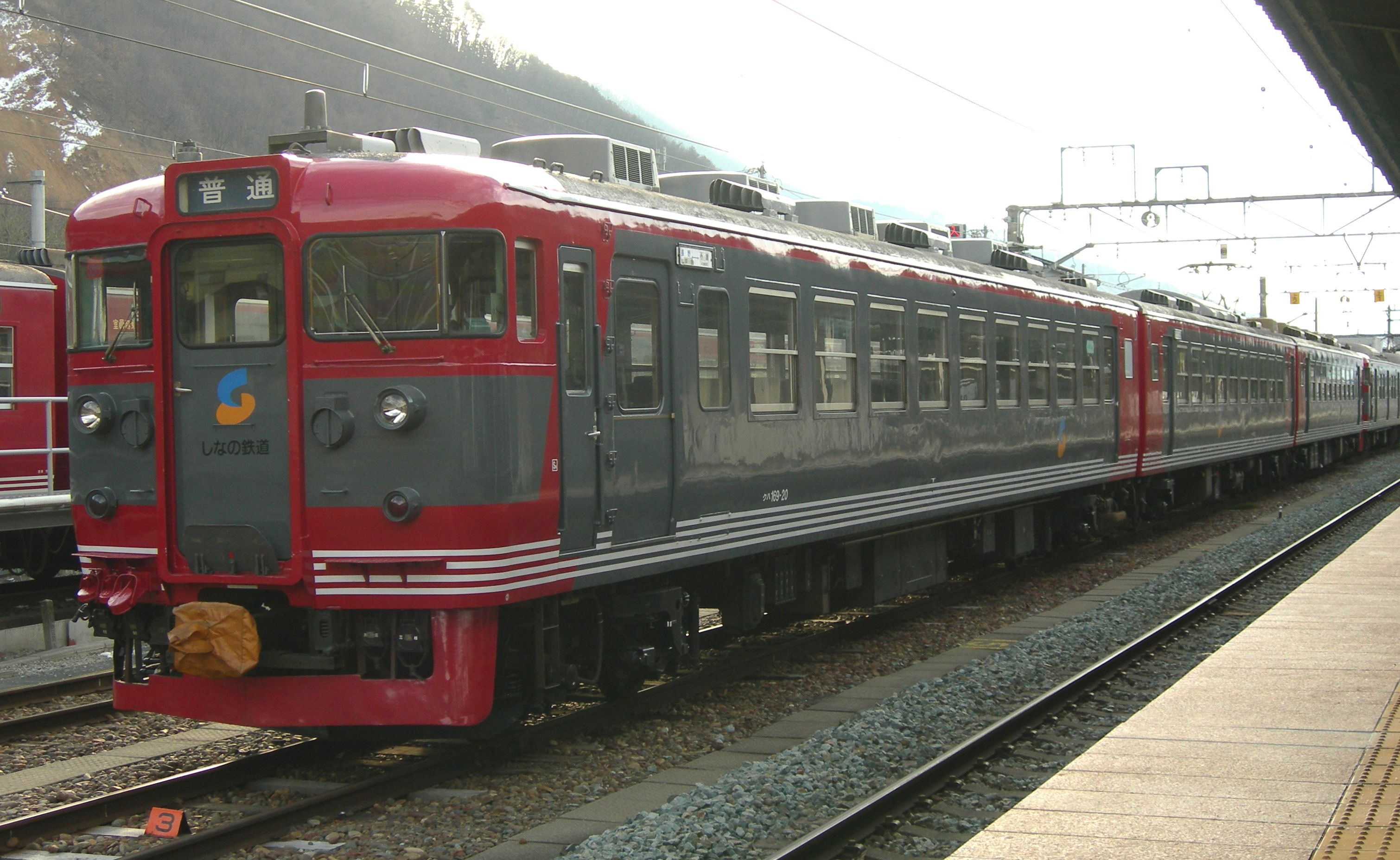
しなの鉄道色S53編成

1997年の北陸新幹線長野暫定開業に伴い信越本線横川 - 軽井沢間は廃止となり、軽井沢 - 篠ノ井間は第三セクター化されしなの鉄道に転換された。本転換に際しJR東日本から115系と169系3編成が譲渡され、1998年には1編成の追加譲渡が行われた。
169系は全車1986年に新急行「かもしか」充当用アコモ改善工事を施工した4両編成からサハ165形を除外した3両編成で移籍に伴う車両番号変更は未実施である。
これらとは別に車籍のない部品取りとして松本運転所A6編成に組成されていたクモハ169-17+モハ168-17+クハ169-7が譲渡された。部品取り車は2代目長野色・特別保全工事施工・全席クロスシートと譲渡車とは差異がある。この3両は2001年夏に西上田で解体された。
115系の追加譲受による置き換えで2013年に運用を終了した。
| しなの鉄道譲渡車一覧 | しなの鉄道譲渡車一覧 | しなの鉄道譲渡車一覧 | しなの鉄道譲渡車一覧 | しなの鉄道譲渡車一覧 | しなの鉄道譲渡車一覧 | しなの鉄道譲渡車一覧 | しなの鉄道譲渡車一覧 |
| 編成番号             | クモハ169            | モハ168              | クハ169              | 最終塗装             | 座席                 | 冷房電源             | 静態保存・廃車       |
| -------------------- | -------------------- | -------------------- | -------------------- | -------------------- | -------------------- | -------------------- | -------------------- |
| S51                  | 1                    | 1                    | 27                   | 湘南                 | D21                  | SIV                  | 編成保存             |
| S52                  | 6                    | 6                    | 19                   | 湘南                 | D23                  | MG                   | Mcのみ保存後撤去     |
| S53                  | 23                   | 23                   | 20                   | しなの鉄道           | D21                  | SIV                  | 2013年7月廃車        |
| S54                  | 13                   | 13                   | 13                   | しなの鉄道           | D23                  | SIV                  | 2012年2月廃車        |
| 部品取り             | 17                   | 17                   | 7                    | 新長野               | クロス               | MG                   | 2001年解体           |

## 事故廃車
本系列で、余剰・老朽化以外で事故廃車になった車両は8両である。
サロ165-24
1968年11月23日に籠原電車区（現在：高崎車両センター籠原派出）で発生した脱線事故の被災車。詳細は日本の鉄道事故（1950年から1999年）#籠原電車区構内脱線事故を参照のこと。
クハ165-202
1970年7月1日に房総西線保田 - 浜金谷間で発生した脱線転覆事故の被災車。詳細は日本の鉄道事故（1950年から1999年）#房総西線保田 - 浜金谷間急行「うち房」脱線転覆事故を参照のこと。
代替には、宮原区からクハ165-162が転入した。
クモハ165-3+モハ164-3+クハ165-58
1977年3月8日に上越線津久田 - 岩本間で発生した脱線事故の被災車。詳細は日本の鉄道事故（1950年から1999年）#上越線急行「佐渡」脱線事故を参照のこと。
モハ168-5
1977年7月25日に信越本線（現在：しなの鉄道線）上田 - 西上田間で異常高温のためレールが歪む障害により発生した脱線事故の被災車。1978年3月10日付で廃車。詳細は日本の鉄道事故（1950年から1999年）#信越本線急行「信州」脱線事故を参照のこと。
ユニット相手方であったクモハ169-5は復旧後は休車となったが、1982年にクモハ169-9の故障廃車で余剰となったモハ168-9とユニットを組み直し運用に復帰した。
クハ165-190
1979年6月2日に発生した篠ノ井駅列車衝突事故の被災車。詳細は日本の鉄道事故（1950年から1999年）#信越本線篠ノ井駅列車衝突脱線事故を参照のこと。
代替には、大垣区からクハ165-205が転入した。
クハ167-2
1982年9月14日に伊豆急行伊豆急行線川奈駅構内で発生した脱線事故の被災車。詳細は日本の鉄道事故（1950年から1999年）#伊豆急行川奈駅構内脱線事故を参照のこと。
代替には、神領区からクハ165-3が方転改造の上転入した。

## 保存車
| 画像           | 番号                                 | 所在地                                                     | 備考 |
| -------------- | ------------------------------------ | ---------------------------------------------------------- | --- |
|                | クモハ165-108 サロ165-106            | 愛知県名古屋市港区 金城ふ頭3丁目2-2 リニア・鉄道館         | クモハ165-108は2001年の神領車両区廃車後は美濃太田車両区で、サロ165-106は浜松工場で保管されていたが、2011年3月の開館時より移設展示。 クモハ165-108は前述のように横軽対策車でGマークもそのまま残されており、サロ165-106は帝國車輛工業が唯一製造したサロ165形かつ直流急行形電車で残存する唯一のサロでもある。 |
|                | クモハ169-1 モハ168-1 クハ169-27     | 長野県埴科郡坂城町 大字坂城101-1 坂城駅横駐車場            | しなの鉄道への譲渡車。 旧横取線跡にて2013年5月から静態保存。 |
|                | クモハ169-27 ※前頭部のみ             | 山梨県富士吉田市 新町二丁目8-12 下吉田ブルートレインテラス | 2000系の部品取り用として三鷹色のまま富士急行に譲渡。 2000系廃車後はカットボディにされ、湘南色に塗り替えられた。 |
|                | クロ165-3 （→クロ2001）              | 山梨県富士吉田市 新町二丁目8-12 下吉田ブルートレインテラス | 富士急行2000系第1編成として同社に譲渡。 廃車後は「フジサン特急」塗装のまま下吉田駅で展示保存。 |
| 画像先頭の車両 | クハ165-95 （→クハ3203） ※前半分のみ | 石川県小松市                                               | 廃車後は埼玉県横瀬町の林道焼山線沿いにある採石場の資材置き場に放置されていた。 その後北陸急行保存会が譲受し、2025年8月に移送された。 |

### 保存・民間再利用後解体

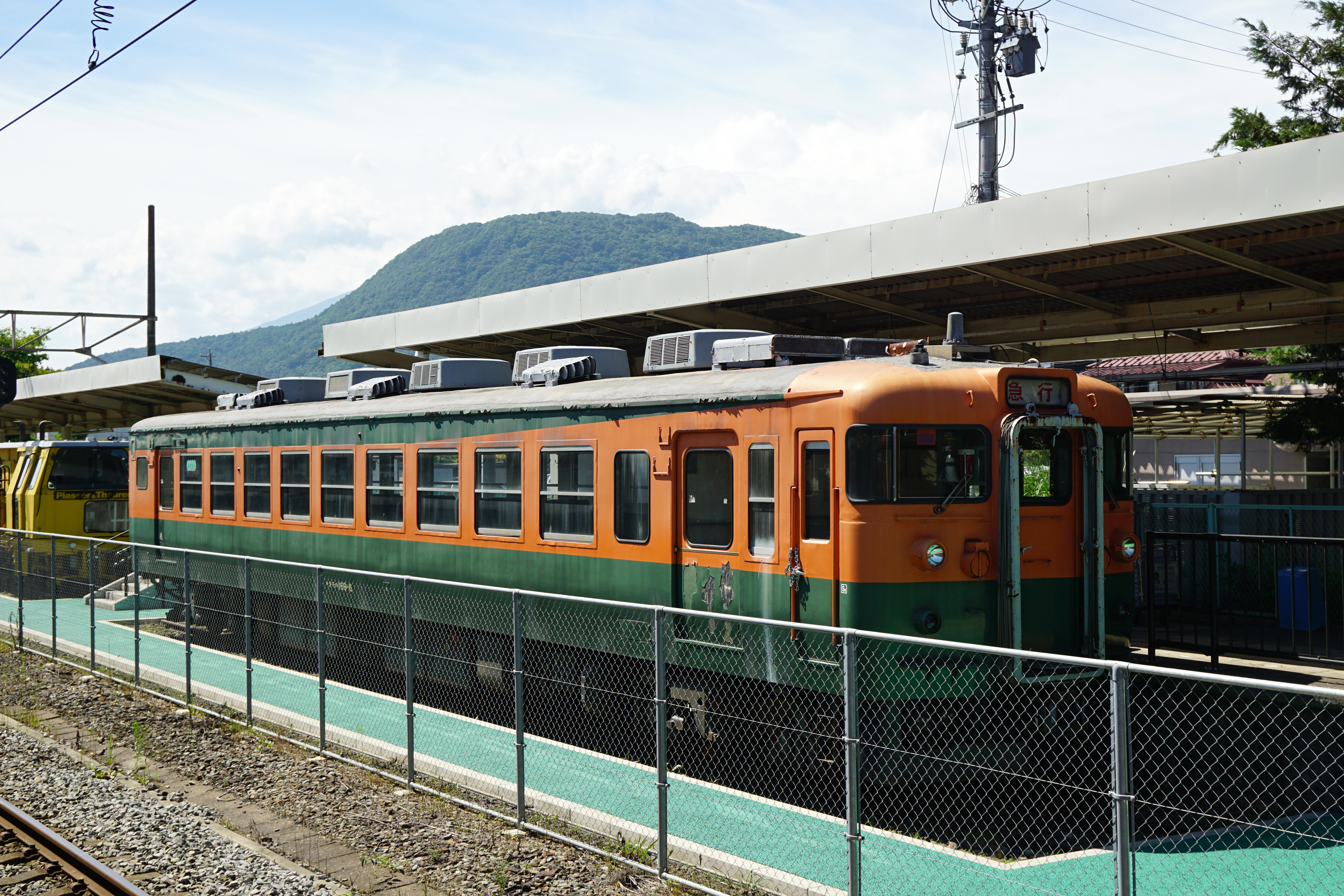
クモハ169-6

クヤ165-1
1987年2月3日に廃車された後は大垣電車区で保管。1991年にオープンした佐久間レールパークで静態保存されたが、2009年11月閉園後の2010年7月に解体。
クロ165-1
千葉県内で保存後に解体。解体時期は不明。
クハ165-5・8・119
三重県桑名市でレストランとして使用されたが既に解体済。
クハ165-16
飯田線平岡駅前で軽食喫茶店として使用されたが駅周辺再開発のため1998年10月に解体。
クハ165-80
長野県上高井郡小布施町でレストランとして利用されたが2006年10月に解体。
クモハ165-93（→デハ3003）
車体の前半分が八高線竹沢駅付近の国道254号沿いのラーメン店として利用されたが道路の拡幅工事に伴い解体。
クハ165-120、モハ164-72
浜松運輸区で保存。上述したクモハ165-108のリニア・鉄道館移設後も引き続き美濃太田車輌区で保管されていたが、クハ165-120が2013年2月に、モハ164-72が同年3月に浜松運輸区へ陸送。後に解体。
サロ165-33
長野県北安曇郡白馬村でペンション施設の一部として使用された側窓ユニット窓化改造施工車。2015年7月に解体。
クモハ169-6
しなの鉄道での運行終了後、2013年7月から「旧軽井沢駅舎記念館」展示品として静態保存された。その後同駅リニューアルに伴い「森の小リスキッズステーション」に移設。幼児用遊具に改造のうえ塗装を変更したが、2021年2月に撤去された。